# Personnages de One Piece

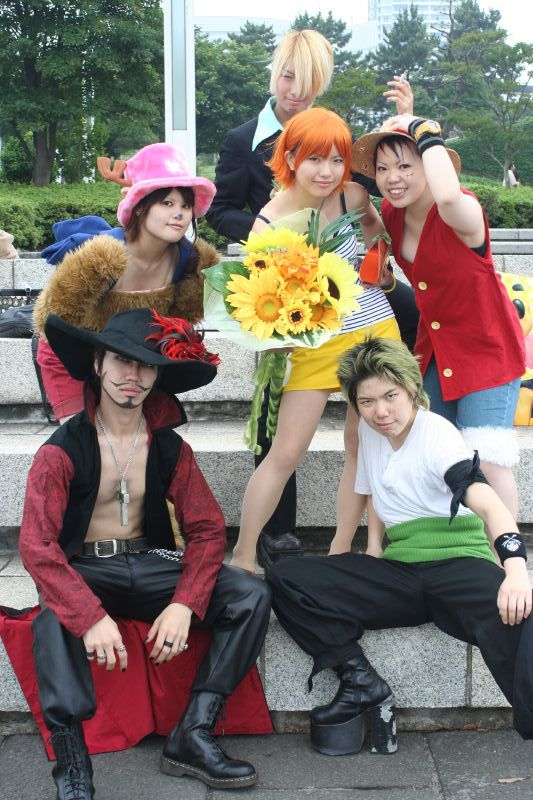
Cosplayers de personnages de One Piece.

Cette page contient une liste des personnages du manga One Piece, et une présentation succincte des groupes auxquels ils appartiennent ou ont appartenu. Les noms des personnages sont tirés de la version française du manga, publiée chez Glénat. Elle ne contient pas les personnages vus uniquement dans l'anime.
Cette liste présente tous les personnages par affiliation.

## Quatre Empereurs
Les Quatre Empereurs (四皇, Yonkō), personnages du manga One Piece, sont considérés dans ce manga comme les quatre pirates les plus puissants du monde. Ces quatre pirates résident dans la seconde moitié de Grand Line, connue sous le nom de Nouveau Monde, exerçant une grande influence sur les îles qui s'y situent ainsi que sur les autres équipages pirates qui y naviguent. Ils constituent l'un des Trois Grands Pouvoirs.

### Équipage de Chapeau de paille
L'histoire suit principalement cet équipage de Chapeau de paille, une bande de pirates menée par son capitaine Monkey D. Luffy, le principal protagoniste du manga,,. Le fougueux et jovial Monkey D. Luffy est notamment à la recherche d'un trésor légendaire laissé par un autre pirate, Gol D. Roger,,.
Navires : selon les différents arcs narratifs, le bateau de cet équipage de pirate s'appelle Vogue Merry (de l'arc village de Sirop à l'arc Enies Lobby), puis Thousand Sunny (à partir de l'arc Post-Enies Lobby).

#### Monkey D. Luffy

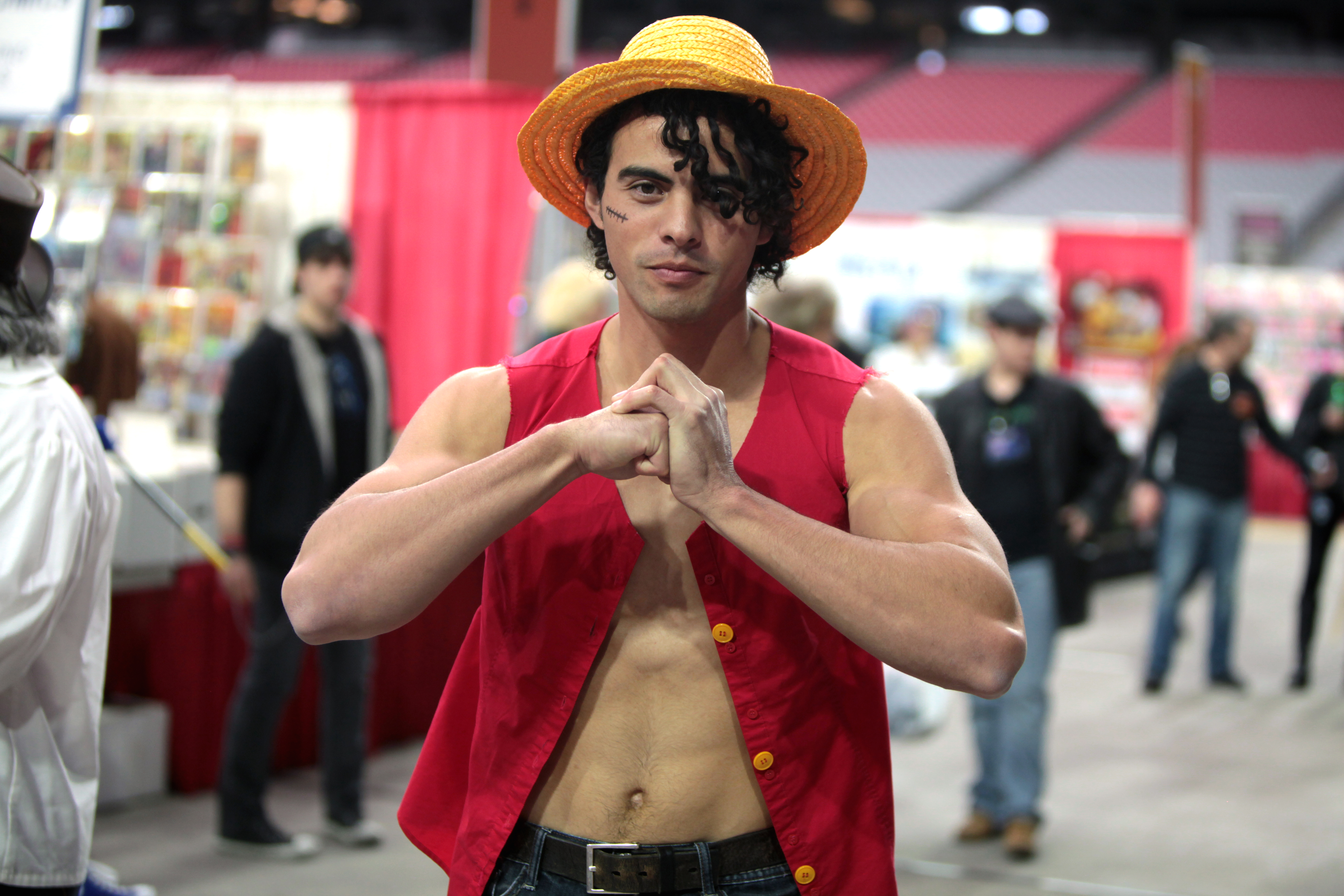
Cosplay de Monkey D. Luffy.

- Épithète : Luffy au Chapeau de paille [1],[7],[2],[8],[9]
- Affiliation :
  - Équipage de Chapeau de paille (capitaine)
  - Armada de Chapeau de paille (capitaine)
  - Quatre Empereurs
  - Brigands du mont Corvo (anciennement)
  - Impel Down (prisonnier du 5e cercle) (anciennement)
  - Carrière aux prisonniers d'Udon (prisonnier) (anciennement)
  - Alliance ninja-pirate-mink-samouraï (anciennement)
- Âge :
  - Prologue : 7 ans
  - 1re moitié : 17 ans
  - 2e moitié : 19 ans
- Première apparition :
  - Manga : Chapitre 1
  - Anime : Épisode 1
- Taille :
  - 1re moitié : 172 cm
  - 2e moitié : 174 cm
- Groupe sanguin : F
- Anniversaire : 5 mai
- Fruit du démon : Fruit de l'Humain, version Nika (type Zoan mythique)
- Fluide :
  - Fluide Perceptif
  - Fluide Offensif
  - Fluide Royal
- Prime : 3 000 000 000
- Seiyu : Mayumi Tanaka

#### Roronoa Zoro

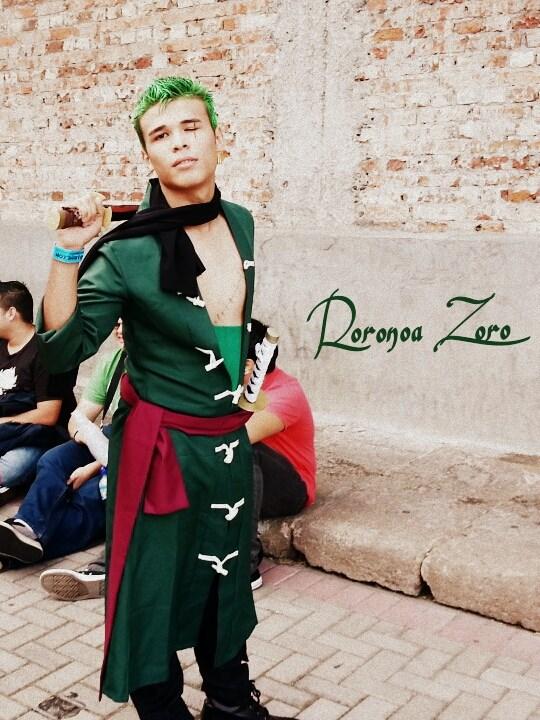
Cosplay de Roronoa Zoro.

- Épithète : Zoro le chasseur de pirates [7],[10],[11],[8],[9]
- Affiliation :
  - Équipage de Chapeau de paille (combattant)
  - Armada de Chapeau de paille (lieutenant)
  - Chasseur de primes (anciennement)
  - Alliance ninja-pirate-mink-samouraï (anciennement)
- Âge :
  - 1re moitié : 19 ans
  - 2e moitié : 21 ans
- Première apparition :
  - Manga : Chapitre 3
  - Anime : Épisode 2
- Taille :
  - 1re moitié : 178 cm
  - 2e moitié : 181 cm
- Groupe sanguin : XF
- Anniversaire : 11 novembre
- Fluide :
  - Fluide Perceptif
  - Fluide Offensif
  - Fluide Royal
- Arme :
  - Wado Ichimonji
  - Troisième Kitetsu
  - Enma
  - Yubashiri (anciennement)
  - Shusui (anciennement)
- Pouvoirs physiques : Ashura
- Prime : 1 111 000 000
- Seiyu : Kazuya Nakai

#### Nami

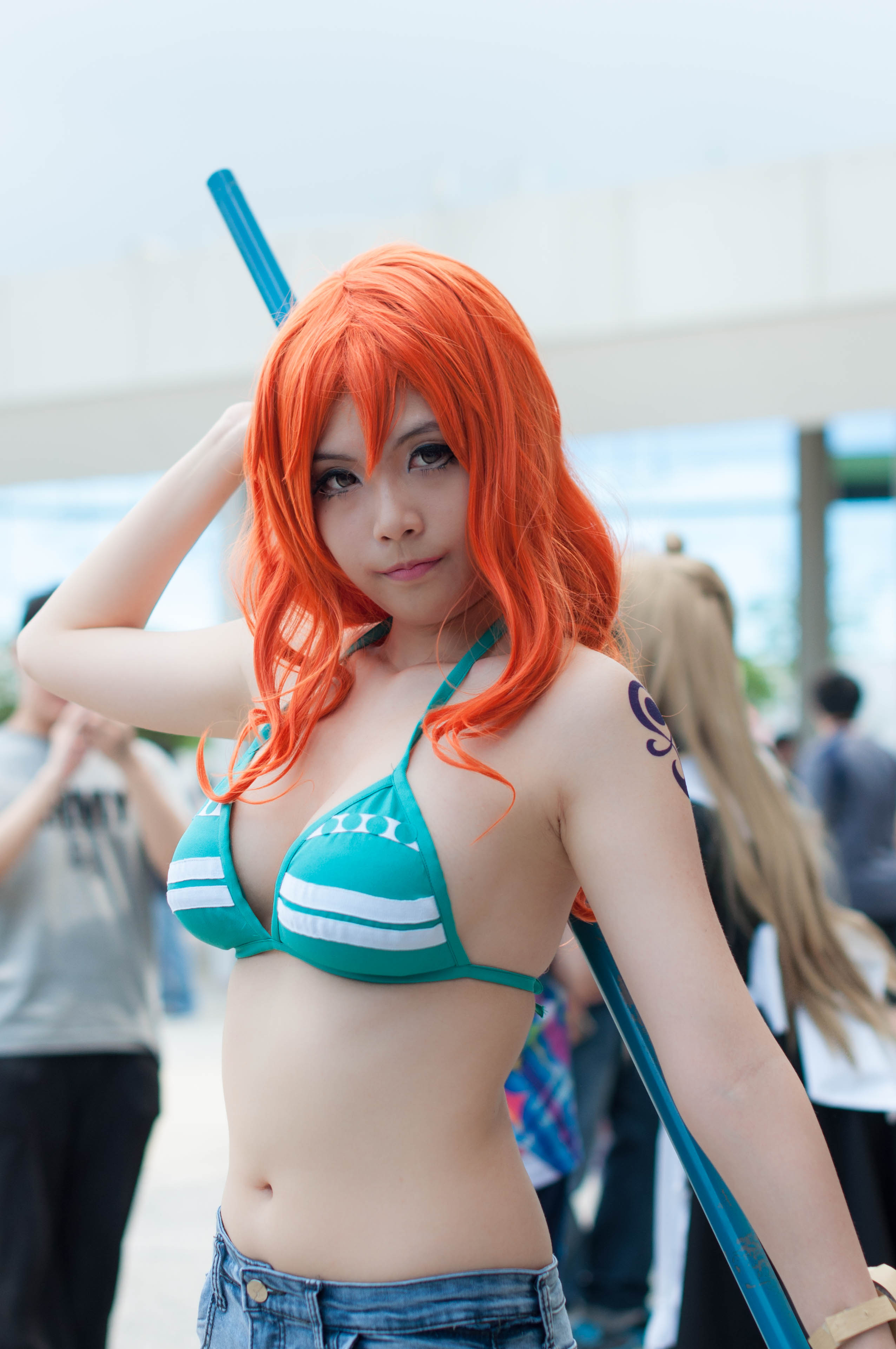
Cosplay de Nami.

- Épithète : Nami le chaton chapardeur [7],[8],[9]
- Affiliation :
  - Équipage de Chapeau de paille (navigatrice)
  - Armada de Chapeau de paille (lieutenant)
  - Équipage d'Arlong (lieutenant) (anciennement)
  - Alliance ninja-pirate-mink-samouraï (anciennement)
- Âge :
  - 1re moitié : 18 ans
  - 2e moitié : 20 ans
- Première apparition :
  - Manga : Chapitre 8
  - Anime : Épisode 1
- Taille :
  - 1re moitié : 169 cm
  - 2e moitié : 170 cm
- Groupe sanguin : X
- Anniversaire : 3 juillet
- Arme :
  - Climat Tact
  - Zeus
- Prime : 366 000 000
- Seiyu : Akemi Okamura

#### Usopp
- Épithète : God Usopp [7],[9]
- Affiliation :

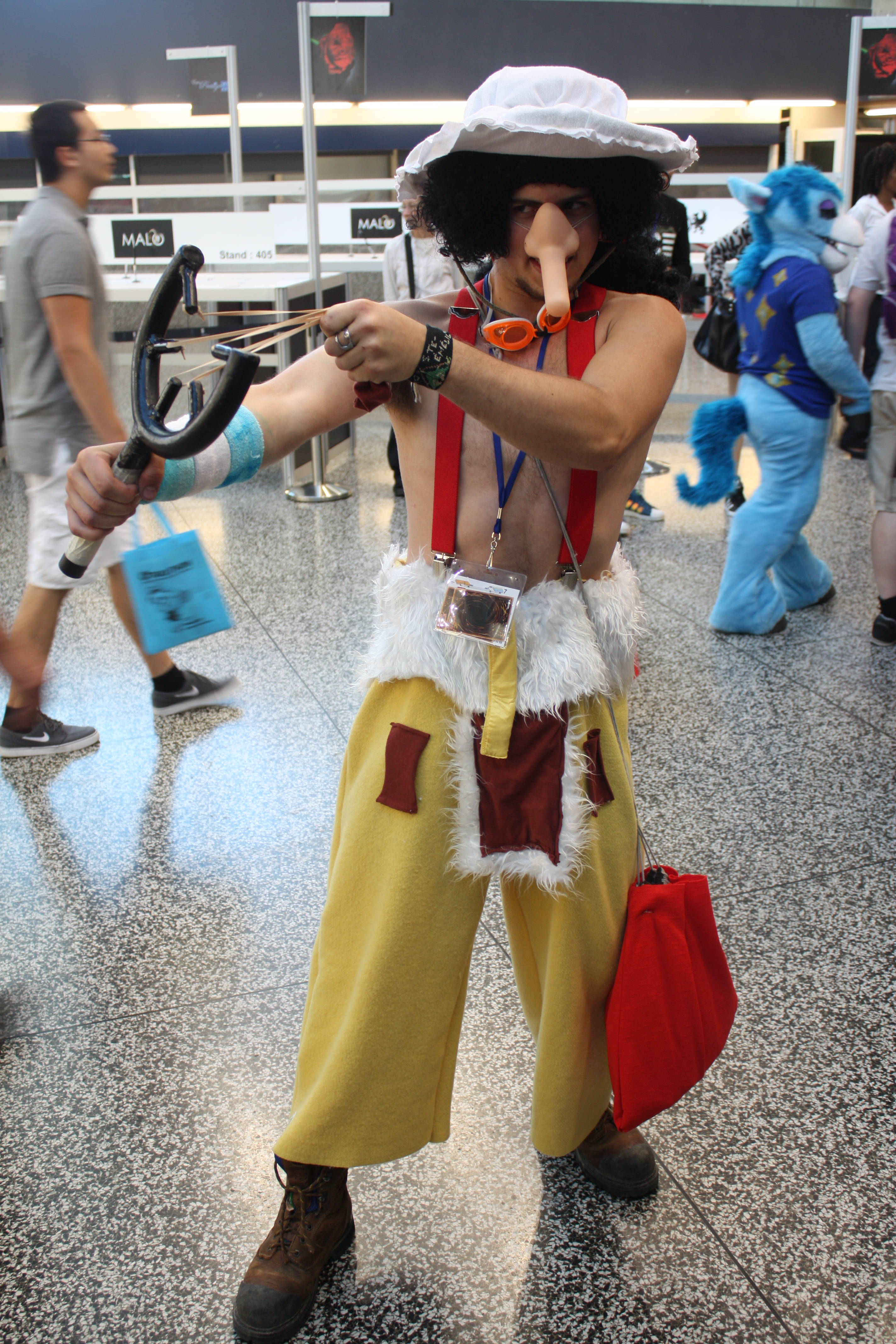
Cosplay d'Usopp.

  - Équipage de Chapeau de paille (tireur d'élite)
  - Armada de Chapeau de paille (lieutenant)
  - Équipage d'Usopp (anciennement)
  - Alliance ninja-pirate-mink-samouraï (anciennement)
- Âge :
  - 1re moitié : 17 ans
  - 2e moitié : 19 ans
- Première apparition :
  - Manga : Chapitre 23
  - Anime : Épisode 8
- Taille :
  - 1re moitié : 174 cm
  - 2e moitié : 176 cm
- Groupe sanguin : S
- Anniversaire : 1er avril
- Fluide : Fluide Perceptif
- Arme : Kabuto noir
- Prime : 500 000 000
- Seiyu : Kappei Yamaguchi

#### Sanji Vinsmoke

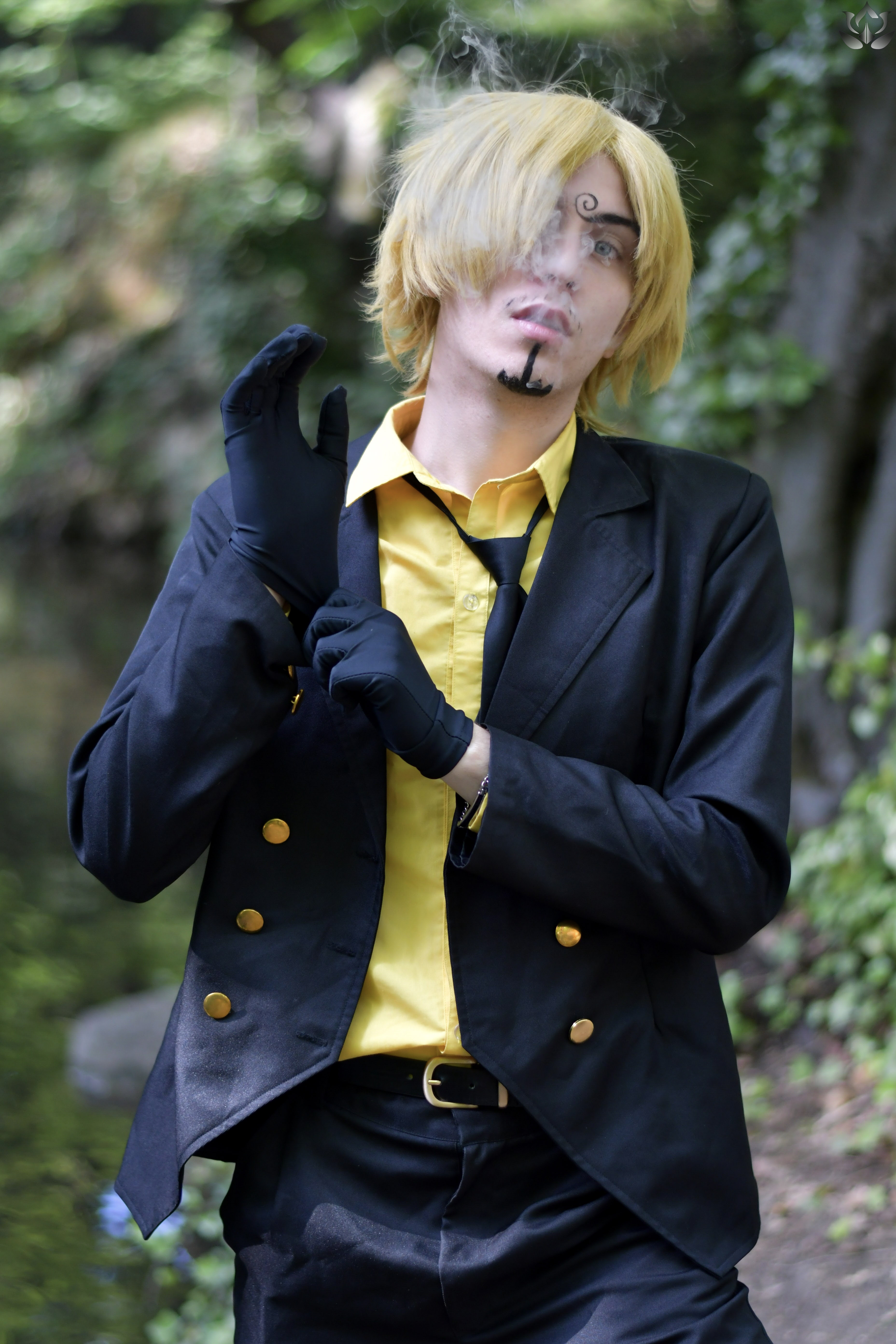
Cosplay de Sanji Vinsmoke.

- Épithète : Sanji la jambe noire [7],[8],[9]
- Affiliation :
  - Équipage de Chapeau de paille (cuisinier)
  - Armada de Chapeau de paille (lieutenant)
  - Royaume de Germa (prince) (anciennement)
  - Famille Vinsmoke (anciennement)
  - Baratie (second de cuisine) (anciennement)
  - Alliance ninja-pirate-mink-samouraï (anciennement)
- Âge :
  - 1re moitié : 19 ans
  - 2e moitié : 21 ans
- Première apparition :
  - Manga : Chapitre 43
  - Anime : Épisode 20
- Taille :
  - 1re moitié : 177 cm
  - 2e moitié : 180 cm
- Groupe sanguin : S (RH-)
- Anniversaire : 2 mars
- Fluide :
  - Fluide Perceptif
  - Fluide Offensif
- Arme : Raid Suit (anciennement)
- Pouvoirs physiques : Style de la Jambe Noire
- Prime : 1 032 000 000
- Seiyu : Hiroaki Hirata

#### Tony-Tony Chopper

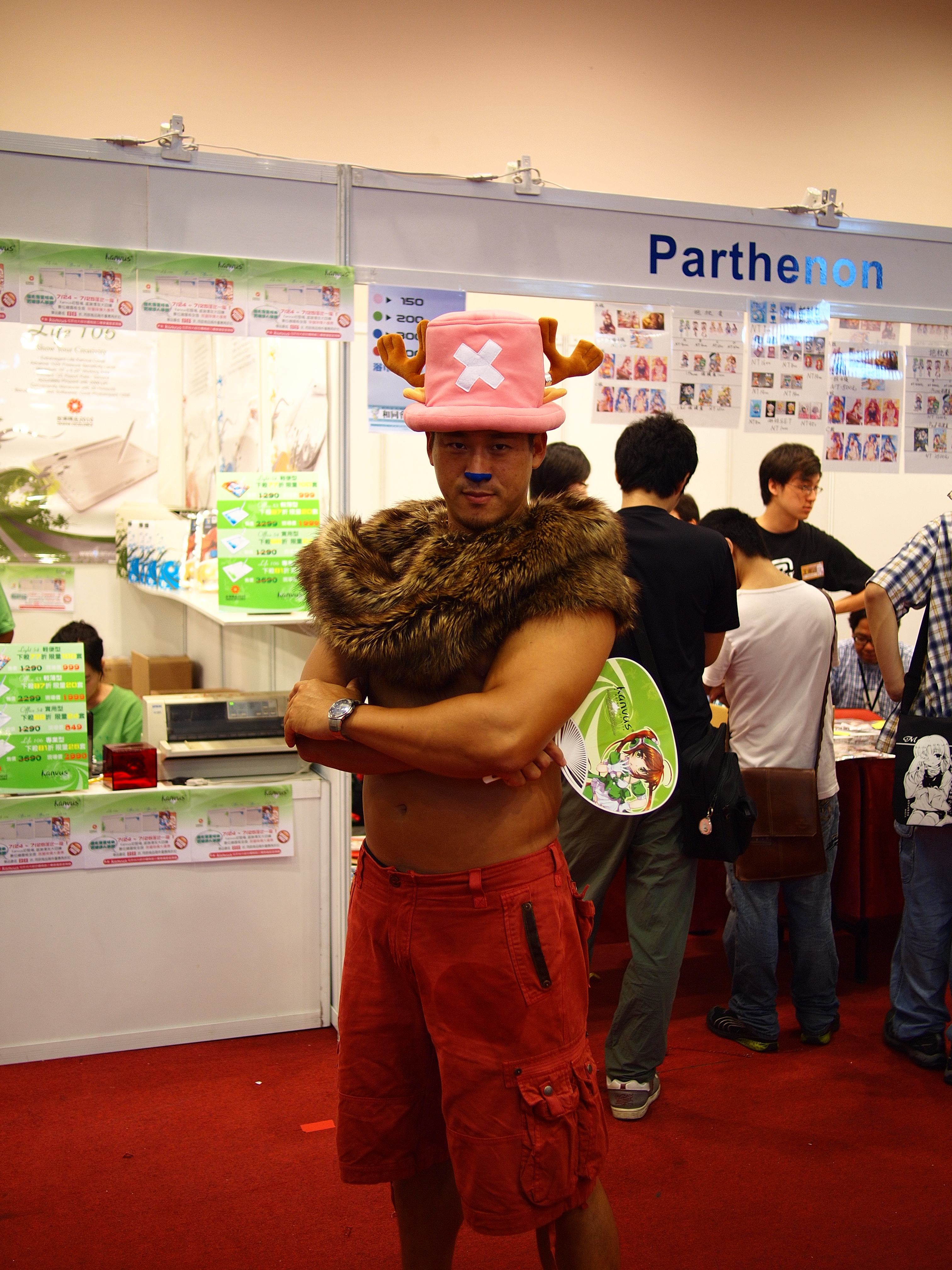
Cosplay de Tony-Tony Chopper.

- Épithète : Chopper le mangeur de barbe à papa [7],[9]
- Affiliation :
  - Équipage de Chapeau de paille (médecin)
  - Armada de Chapeau de paille (lieutenant)
  - Équipage de Foxy (anciennement)
  - Alliance ninja-pirate-mink-samouraï (anciennement)
- Âge :
  - 1re moitié : 15 ans
  - 2e moitié : 17 ans
- Première apparition :
  - Manga : Chapitre 134
  - Anime : Épisode 81
- Taille : 90 cm
- Groupe sanguin : X
- Anniversaire : 24 décembre
- Fruit du démon : Fruit de l'Humain (type Zoan)
- Prime : 1 000
- Seiyu : Ikue Otani

#### Nico Robin

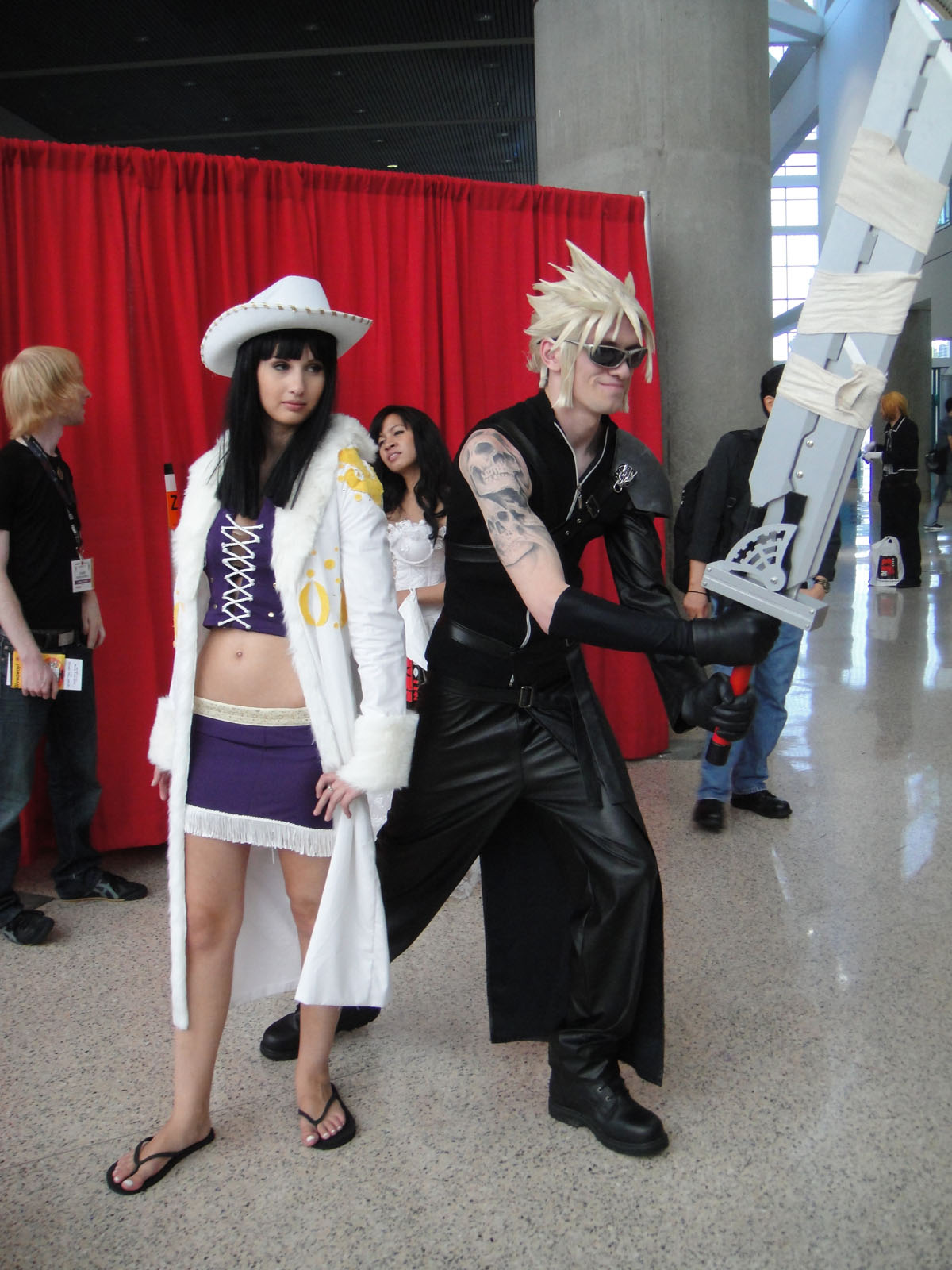
Cosplay de Nico Robin.

- Épithète : Nico Robin, l'enfant du démon [7],[8],[9]
- Affiliation :
  - Équipage de Chapeau de paille (archéologue)
  - Armada de Chapeau de paille (lieutenant)
  - Baroque Works (vice-patronne) (anciennement)
  - Armée Révolutionnaire (anciennement)
  - Alliance ninja-pirate-mink-samouraï (anciennement)
- Âge :
  - 1re moitié : 28 ans
  - 2e moitié : 30 ans
- Première apparition :
  - Manga : Chapitre 114
  - Anime : Épisode 67
- Taille : 188 cm
- Groupe sanguin : S
- Anniversaire : 6 février
- Fruit du démon : Fruit des Éclosions (type Paramecia)
- Pouvoirs physiques : Karaté des Hommes-Poissons
- Prime : 930 000 000
- Seiyu : Yuriko Yamaguchi

#### Franky
- Épithète : Franky l'homme de fer [7],[9]
- Nom de naissance : Cutty Flam
- Affiliation :

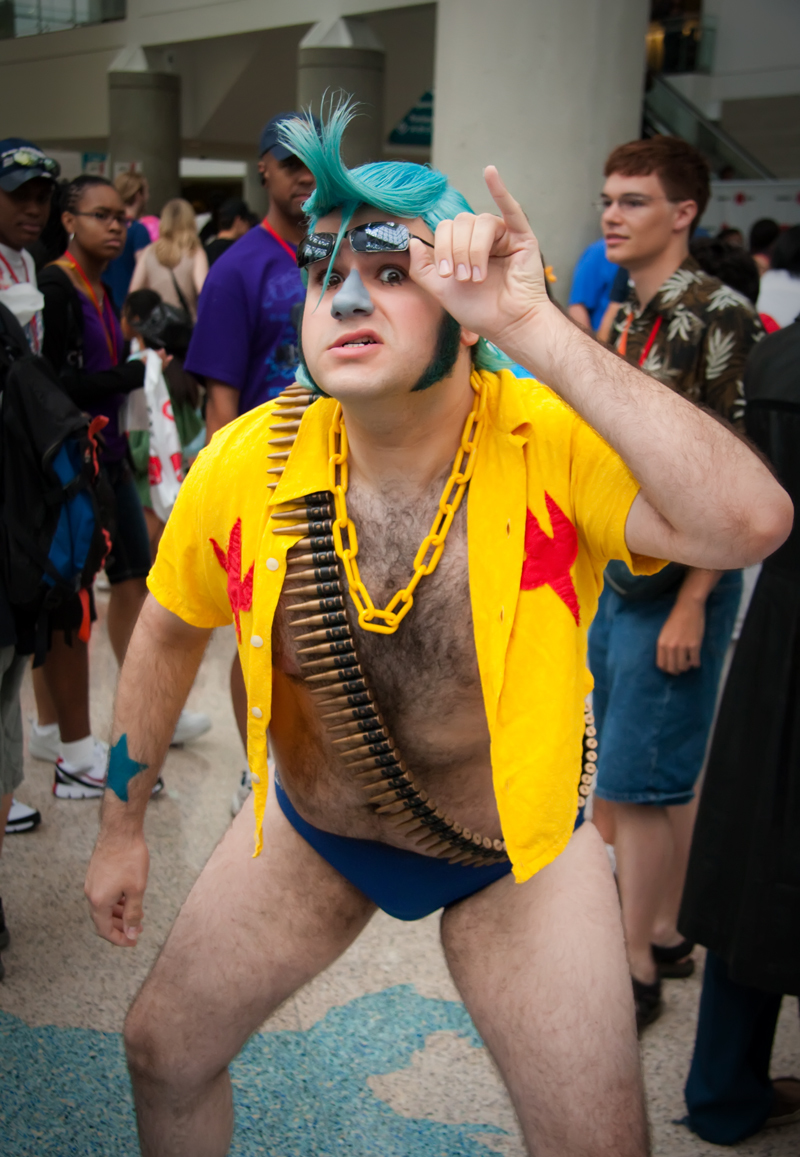
Cosplay de Franky.

  - Équipage de Chapeau de paille (charpentier)
  - Armada de Chapeau de paille (lieutenant)
  - Franky Family (chef) (anciennement)
  - Tom's Workers (apprenti) (anciennement)
  - Alliance ninja-pirate-mink-samouraï (anciennement)
- Âge :
  - 1re moitié : 34 ans
  - 2e moitié : 36 ans
- Première apparition :
  - Manga : Chapitre 329
  - Anime : Épisode 233
- Taille :
  - 1re moitié : 225 cm
  - 2e moitié : 240 cm
- Groupe sanguin : XF
- Anniversaire : 9 mars
- Arme :
  - BF-37
  - BF-38
- Prime : 394 000 000
- Seiyu : Kazuki Yao

#### Brook

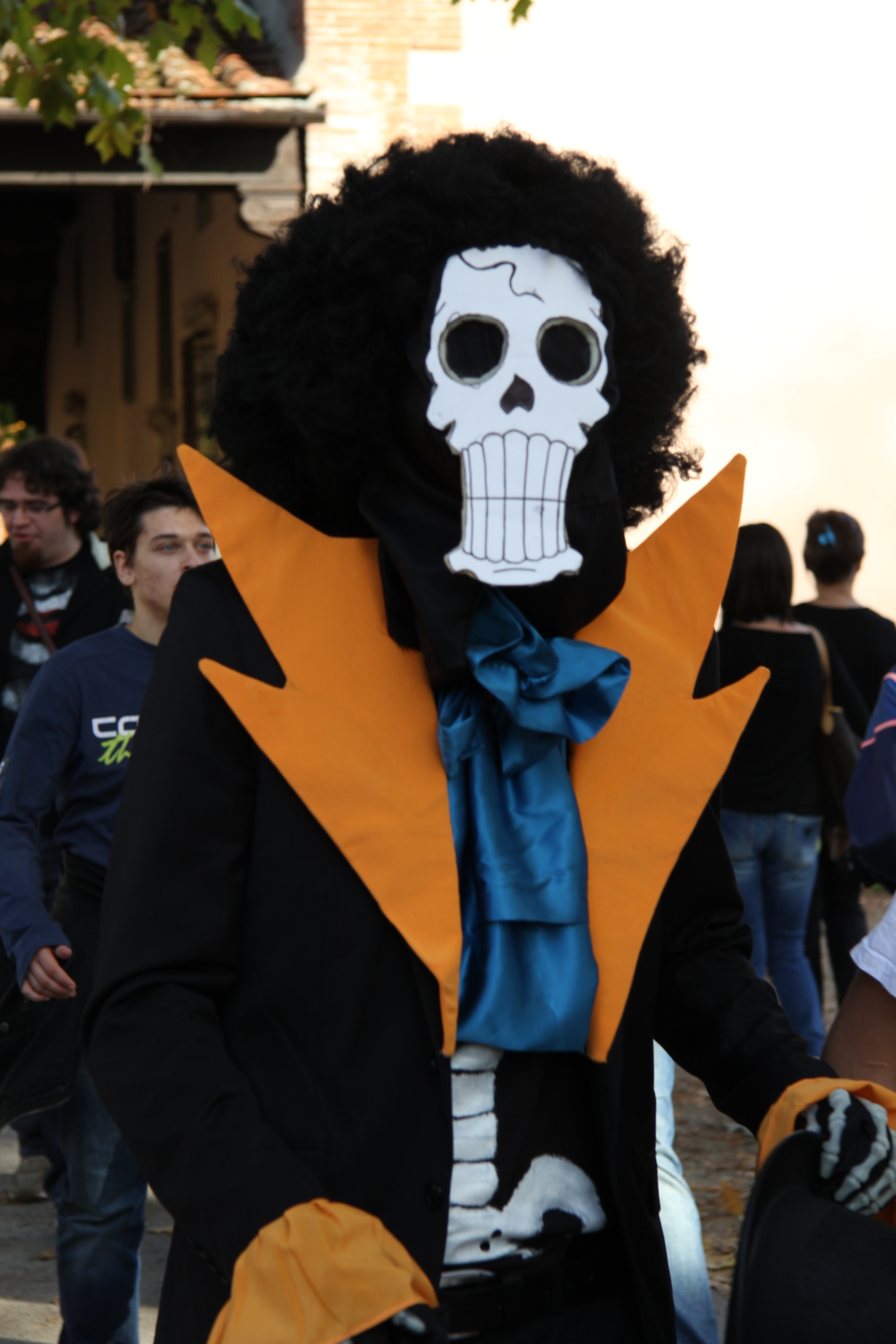
Cosplay de Brook.

- Épithète : "Soul King" Brook [7],[9]
- Affiliation :
  - Équipage de Chapeau de paille (musicien)
  - Armada de Chapeau de paille (lieutenant)
  - Équipage du "Rumbar" (capitaine) (anciennement)
  - Alliance ninja-pirate-mink-samouraï (anciennement)
- Âge :
  - 1er décès : 38 ans
  - 1re moitié : 88 ans
  - 2e moitié : 90 ans
- Première apparition :
  - Manga : Chapitre 442
  - Anime : Épisode 337
- Taille :
  - 1re moitié : 266 cm
  - 2e moitié : 277 cm
- Groupe sanguin : X
- Anniversaire : 3 avril
- Fruit du démon : Fruit de la Résurrection (type Paramecia)
- Arme : Soul Solid
- Prime : 383 000 000
- Seiyu : Chō (en)

#### Jinbe

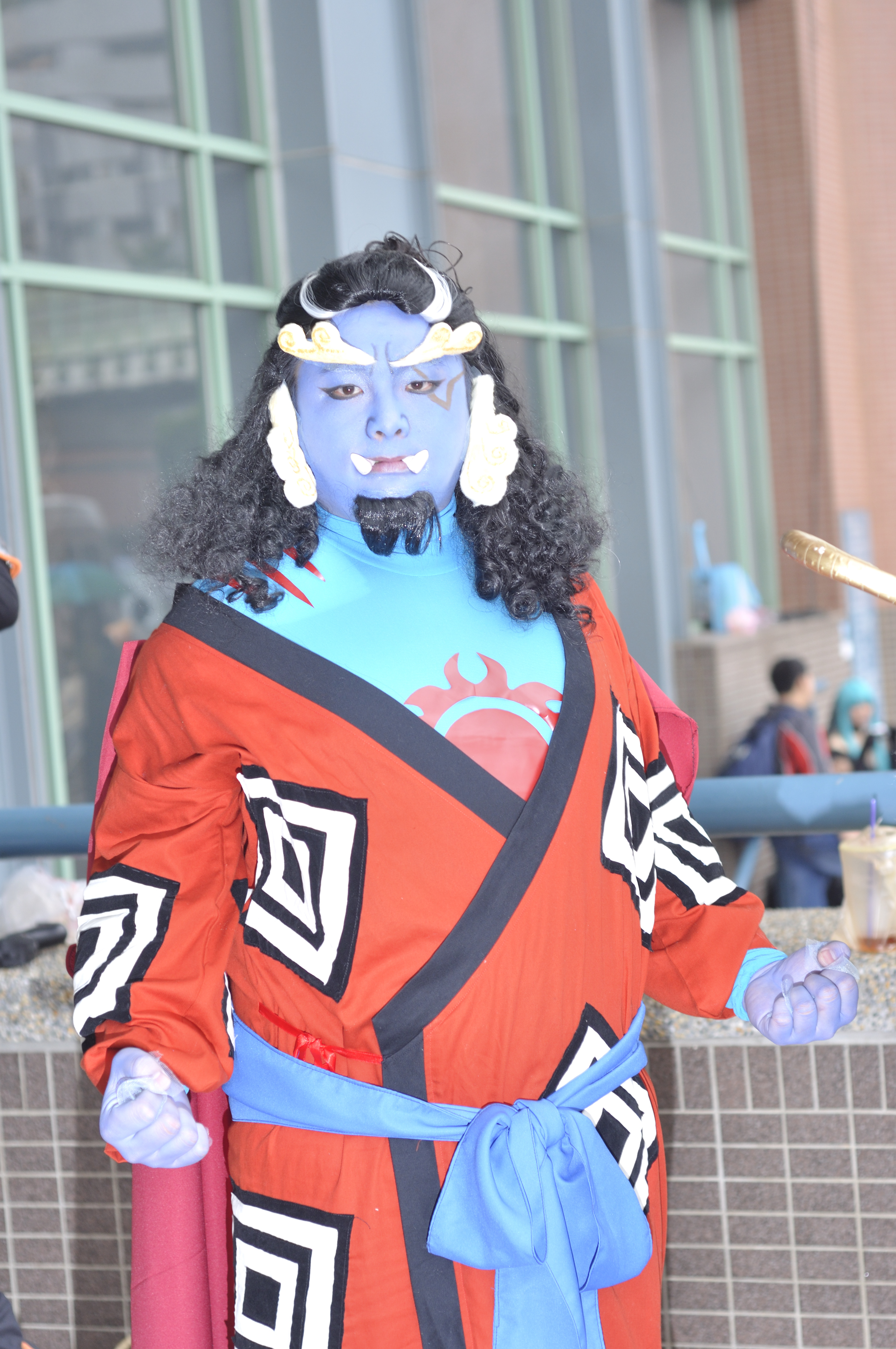
Cosplay de Jinbe.

- Épithète : Jinbe le paladin des mers [7],[9]
- Affiliation :
  - Équipage de Chapeau de paille (timonier)
  - Armada de Chapeau de paille (lieutenant)
  - Équipage des Pirates du Soleil (capitaine) (anciennement)
  - Ordre des Sept Grands Corsaires (anciennement)
  - Royaume Ryugu (soldat de l'armée de Neptune) (anciennement)
  - Impel Down (prisonnier du 6e cercle) (anciennement)
  - Alliance ninja-pirate-mink-samouraï (anciennement)
- Âge :
  - 1re moitié : 44 ans
  - 2e moitié : 46 ans
- Première apparition :
  - Manga : Chapitre 528
  - Anime : Épisode 430
- Taille : 301 cm
- Groupe sanguin : F
- Anniversaire : 2 avril
- Pouvoirs physiques :
  - Karaté des Hommes-Poissons
  - Jujitsu des Hommes-Poissons
- Prime : 1 100 000 000
- Seiyu : Katsuhisa Hōki (en)

#### Zeus
- Épithète : Zeus le nuage orageux
- Affiliation :
  - Équipage de Chapeau de paille
  - Équipage de Big Mom (anciennement)
- Première apparition :
  - Manga : Chapitre 827
  - Anime : Épisode 786
- Taille : 232 cm
- Anniversaire : 26 juin
- Seiyu : Yū Mizushima

### Équipage de Shanks le Roux

#### Shanks
- Épithète : Shanks le Roux [9],[12]
- Affiliation :

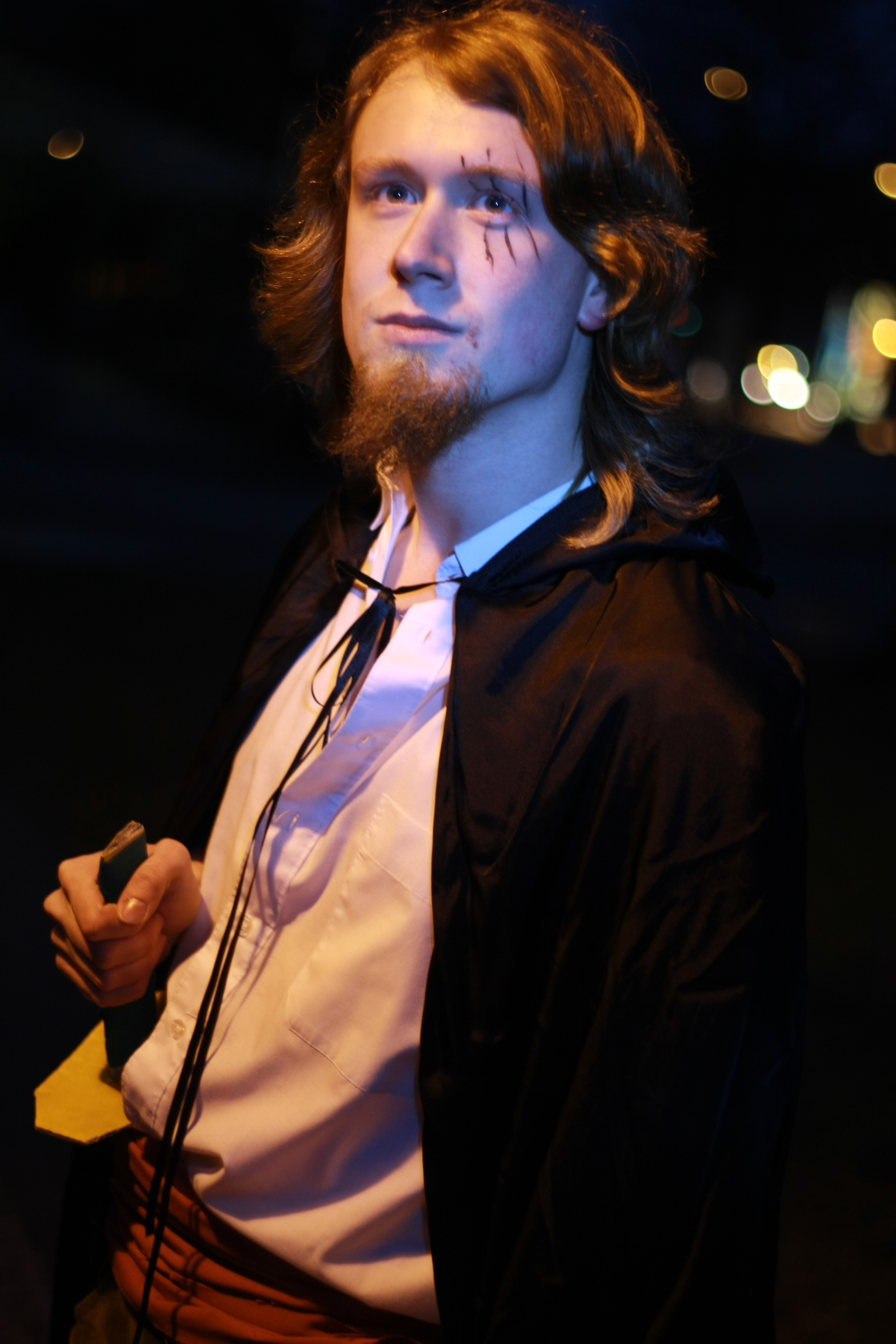
Cosplay de Shanks.

  - Équipage de Shanks le Roux (chef)
  - Quatre Empereurs
  - Équipage de Roger (apprenti) (anciennement)
  - Gouvernement mondial (dragon céleste) (anciennement)
  - Famille Figarland (anciennement)
- Âge :
  - Prologue : 27 ans
  - 1re moitié : 37 ans
  - 2e moitié : 39 ans
- Première apparition :
  - Manga : Chapitre 1
  - Anime : Épisode 4
- Taille : 199 cm
- Groupe sanguin : XF
- Anniversaire : 9 mars
- Fluide :
  - Fluide Perceptif
  - Fluide Offensif
  - Fluide Royal
- Arme : Gryphon
- Prime : 4 048 900 000
- Seiyu : Shūichi Ikeda (en)

#### Ben Beckmann
- Affiliation : Équipage de Shanks le Roux (vice-capitaine) [9],[12]
- Âge :
  - Prologue : 38 ans
  - 1re moitié : 48 ans
  - 2e moitié : 50 ans
- Première apparition :
  - Manga : Chapitre 1
  - Anime : Épisode 4
- Taille : 206 cm
- Groupe sanguin : X
- Anniversaire : 9 novembre
- Fluide : Fluide Offensif
- Prime : ?
- Seiyu : Aruno Tahara (en)

#### Lucky Roo
- Affiliation : Équipage de Shanks le Roux (lieutenant) [9],[12]
- Âge :
  - Prologue : 23 ans
  - 1re moitié : 33 ans
  - 2e moitié : 35 ans
- Première apparition :
  - Manga : Chapitre 1
  - Anime : Épisode 4
- Taille : 241 cm
- Groupe sanguin : F
- Anniversaire : 6 juillet
- Fluide : Fluide Offensif
- Prime : ?
- Seiyu : Jin Domon (ja)

#### Yasopp
- Affiliation : Équipage de Shanks le Roux (lieutenant) [9],[12]
- Âge :
  - Prologue : 35 ans
  - 1re moitié : 45 ans
  - 2e moitié : 47 ans
- Première apparition :
  - Manga : Chapitre 1
  - Anime : Épisode 4
- Taille : 183 cm
- Groupe sanguin : S
- Anniversaire : 2 août
- Fluide : Fluide Perceptif
- Prime : ?
- Seiyu : Michitaka Kobayashi (en)

#### Limejuice
- Affiliation : Équipage de Shanks le Roux (lieutenant) [9],[12]
- Âge :
- Première apparition :
  - Manga : Chapitre 41
  - Anime : Épisode 4
- Prime : ?
- Seiyu : Kenichi Ono

#### Bonk Punch
- Affiliation : Équipage de Shanks le Roux (lieutenant) [9],[12]
- Première apparition :
  - Manga : Chapitre 1
  - Anime : Épisode 4
- Prime : ?
- Seiyu : Kotaro Nakamura (ja)

#### Monster
- Affiliation : Équipage de Shanks le Roux (lieutenant) [9],[12]
- Première apparition :
  - Manga : Chapitre 1
  - Anime : Épisode 4
- Prime : ?
- Seiyu : Bin Shimada

#### Building Snake
- Affiliation : Équipage de Shanks le Roux (lieutenant) [9],[12]
- Première apparition :
  - Manga : Chapitre 41
  - Anime : Épisode 4
- Prime : ?
- Seiyu : Issei Futamata

#### Hongo
- Affiliation : Équipage de Shanks le Roux (lieutenant) [9],[12]
- Première apparition :
  - Manga : Chapitre 1
  - Anime : Épisode 4
- Prime : ?
- Seiyu : Hikaru Midorikawa

#### Howling Dab
- Affiliation : Équipage de Shanks le Roux (lieutenant) [9],[12]
- Première apparition :
  - Manga : Chapitre 580
  - Anime : Épisode 489
- Prime : ?
- Seiyu : Jouji Nakata

#### Rockstar
- Affiliation : Équipage de Shanks le Roux [9],[12]
- Première apparition :
  - Manga : Chapitre 234
  - Anime : Épisode 151
- Anniversaire : 9 juin
- Prime : 94 000 000
- Seiyu : Shirō Saitō (en)

#### Uta

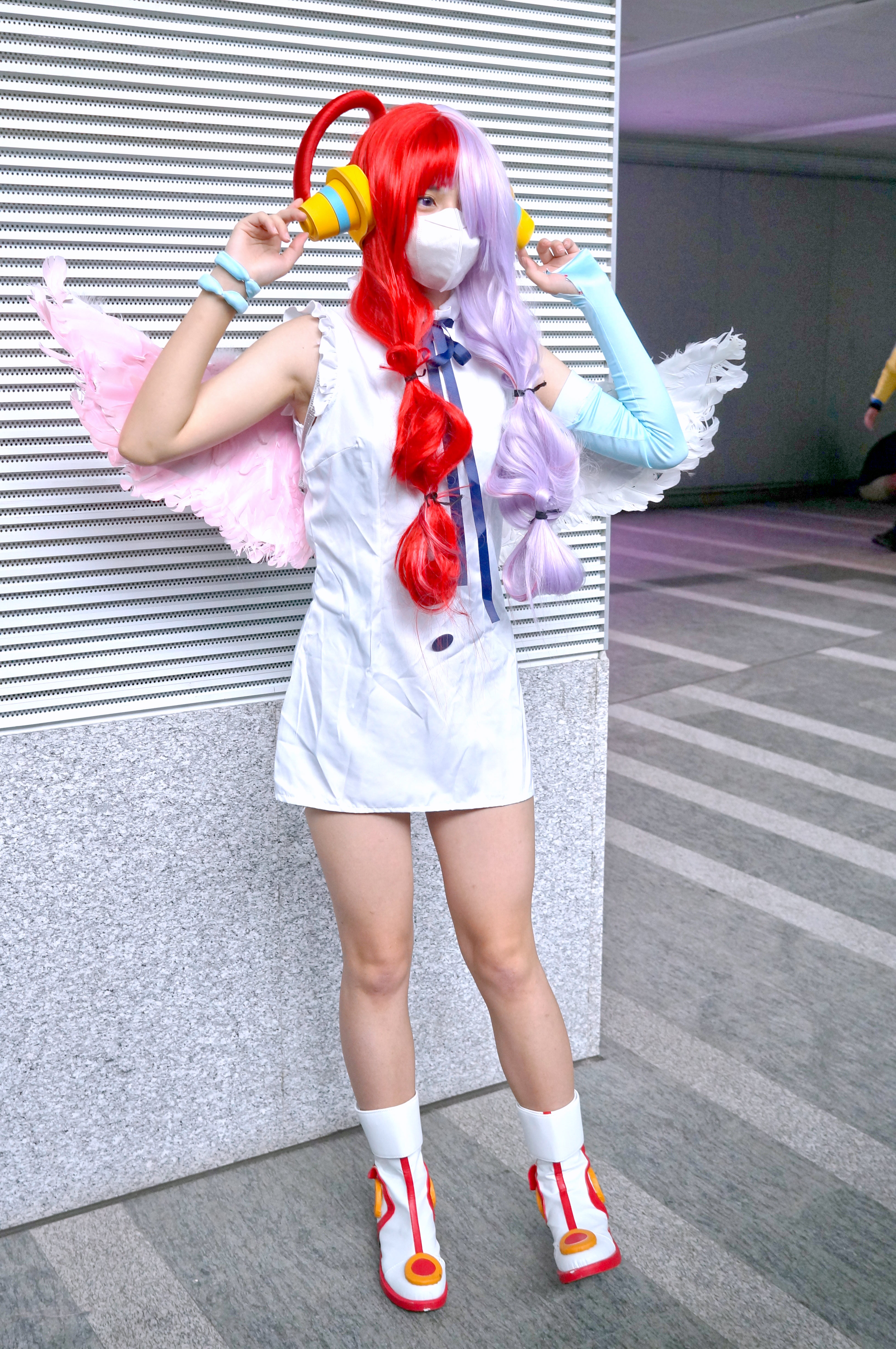
Cosplay d'Uta.

- Épithète : La plus grande cantatrice du monde [9]
- Affiliation :
  - Elegia (habitant) (anciennement)
  - Équipage de Shanks le Roux (musicien) (anciennement)
- Âge : 21 ans
- Taille : 169 cm
- Groupe sanguin : XF
- Anniversaire : 1er octobre
- Fruit du démon : Fruit de la Musique (Paramecia)
- Seiyu : Kaori Nazuka (voix normale) / Ado (chant)

### Équipage de Barbe Noire

#### Marshall D. Teach
- Épithète : Barbe Noire [9],[13]
- Affiliation :
  - Équipage de Barbe Noire (amiral)
  - Quatre Empereurs

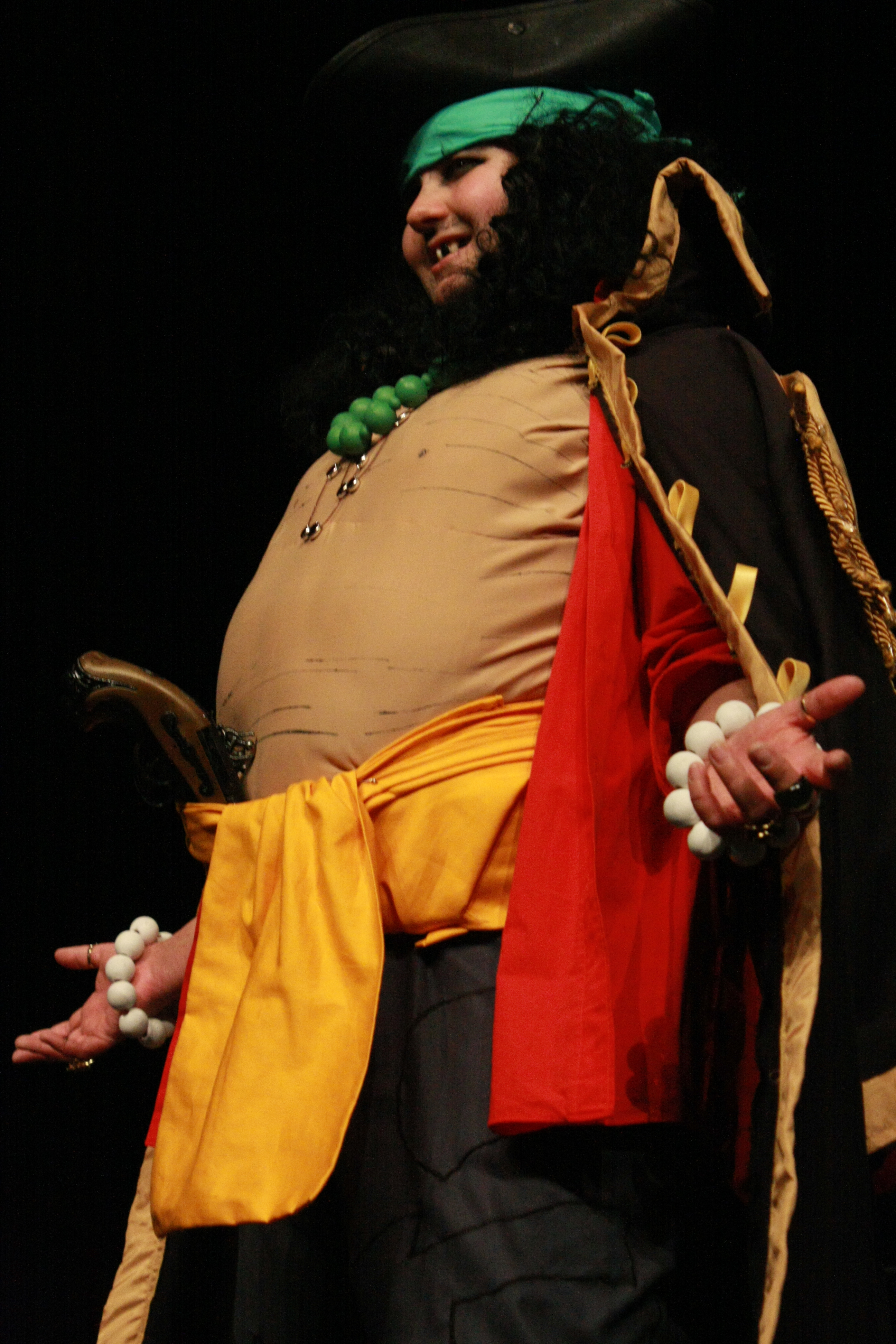
Cosplay de Marshall D. Teach.

  - Équipage de Barbe Blanche (anciennement)
  - Ordre des Sept Grands Corsaires (anciennement)
- Âge :
  - 1re moitié : 38 ans
  - 2e moitié : 40 ans
- Première apparition :
  - Manga : Chapitre 223
  - Anime : Épisode 146
- Taille : 344 cm
- Groupe sanguin : F
- Anniversaire : 3 août
- Fruit du démon :
  - Fruit des Ténèbres (type Logia)
  - Fruit du Tremblement (type Paramecia)
- Fluide :
  - Fluide Perceptif
  - Fluide Offensif
- Prime : 3 996 000 000
- Seiyu : Akio Ōtsuka

#### Jesus Burgess
- Épithète : Champion [9],[13]
- Affiliation : Équipage de Barbe Noire (commandant du navire amiral)
- Âge :
  - 1re moitié : 27 ans
  - 2e moitié : 29 ans
- Première apparition :
  - Manga : Chapitre 222
  - Anime : Épisode 146
- Taille : 355 cm
- Groupe sanguin : F
- Anniversaire : 25 décembre
- Fruit du démon : Fruit de la Force (type Paramecia)
- Fluide :
  - Fluide Perceptif
  - Fluide Offensif
- Prime : Au moins 20 000 000
- Seiyu : Tetsu Inada

#### Shiliew
- Épithète : Shiliew de la pluie [9],[13]
- Affiliation :
  - Équipage de Barbe Noire (commandant du 2e navire)
  - Impel Down (gardien-chef) (anciennement)
- Âge :
  - 1re moitié : 42 ans
  - 2e moitié : 44 ans
- Première apparition :
  - Manga : Chapitre 538
  - Anime : Épisode 440
- Taille : 340 cm
- Groupe sanguin : X
- Anniversaire : 11 juin
- Fruit du démon : Fruit de l'Invisibilité (type Paramecia)
- Fluide : Fluide Offensif
- Arme : Raiu
- Prime : ?
- Seiyu : Takayuki Sugō (en)

#### Van Auger
- Épithète : Supersonique [9],[13]
- Affiliation : Équipage de Barbe Noire (commandant du 3e navire)
- Âge :
  - 1re moitié : 25 ans
  - 2e moitié : 27 ans
- Première apparition :
  - Manga : Chapitre 222
  - Anime : Épisode 146
- Taille : 340 cm
- Groupe sanguin : X
- Anniversaire : 5 octobre
- Fruit du démon : Fruit de la Téléportation (type Paramecia)
- Arme : Senriku
- Prime : Au moins 64 000 000
- Seiyu : Masaya Takatsuka (en)

#### Avalo Pizarro
- Épithète : Le roi dépravé [9],[13]
- Affiliation :
  - Équipage de Barbe Noire (commandant du 4e navire)
  - Impel Down (prisonnier du 6e cercle) (anciennement)
- Âge :
  - 1re moitié : 40 ans
  - 2e moitié : 42 ans
- Première apparition :
  - Manga : Chapitre 575
  - Anime : Épisode 484
- Taille : 505 cm
- Groupe sanguin : X
- Anniversaire : 30 septembre
- Fruit du démon : Fruit de l'Île (type Paramecia)
- Prime : ?
- Seiyu : Masaya Takatsuka (en)

#### Laffitte
- Épithète : Le gardien de la paix démoniaque [9],[13]
- Affiliation : Équipage de Barbe Noire (commandant du 5e navire)
- Âge :
  - 1re moitié : 39 ans
  - 2e moitié : 41 ans
- Première apparition :
  - Manga : Chapitre 234
  - Anime : Épisode 151
- Taille : 340 cm
- Groupe sanguin : X
- Anniversaire : 13 mars
- Fruit du démon : Nom inconnu (type inconnu)
- Prime : Au moins 42 200 000
- Seiyu : Taiki Matsuno (en)

#### Catarina Devon
- Épithète : La boucanière du croissant de lune [9],[13]
- Affiliation :
  - Équipage de Barbe Noire (commandant du 6e navire)
  - Impel Down (prisonnier du 6e cercle) (anciennement)
- Âge :
  - 1re moitié : 34 ans
  - 2e moitié : 36 ans
- Première apparition :
  - Manga : Chapitre 575
  - Anime : Épisode 484
- Taille : 361 cm
- Groupe sanguin : F
- Anniversaire : 29 mars
- Fruit du démon : Fruit du Canidé, version Renard à neuf queues (type Zoan mythique)
- Prime : ?
- Seiyu : Kimiko Saitō (en)

#### Sanjuan Wolf
- Épithète : Le cuirassé géant [9],[13]
- Affiliation :
  - Équipage de Barbe Noire (commandant du 7e navire)
  - Impel Down (prisonnier du 6e cercle) (anciennement)
- Âge :
  - 1re moitié : 97 ans
  - 2e moitié : 99 ans
- Première apparition :
  - Manga : Chapitre 575
  - Anime : Épisode 484
- Taille : 18 000 cm
- Groupe sanguin : S
- Anniversaire : 2 mars
- Fruit du démon : Fruit du Gigantisme (type Paramecia)
- Prime : ?
- Seiyu : Kenichi Ono

#### Vasco Shot
- Épithète : Le roi de la bibine [9],[13]
- Affiliation :
  - Équipage de Barbe Noire (commandant du 8e navire)
  - Impel Down (prisonnier du 6e cercle) (anciennement)
- Âge :
  - 1re moitié : 36 ans
  - 2e moitié : 38 ans
- Première apparition :
  - Manga : Chapitre 575
  - Anime : Épisode 484
- Taille : 573 cm
- Groupe sanguin : X
- Anniversaire : 5 août
- Fruit du démon : Fruit du Glouglou (type Paramecia)
- Prime : ?
- Seiyu : Naoki Tatsuta

#### Doc Q
- Épithète : Le faucheur [9],[13]
- Affiliation : Équipage de Barbe Noire (commandant du 9e navire)
- Âge :
  - 1re moitié : 26 ans
  - 2e moitié : 28 ans
- Première apparition :
  - Manga : Chapitre 223
  - Anime : Épisode 146
- Taille : 352 cm
- Groupe sanguin : S
- Anniversaire : 18 octobre
- Fruit du démon : Fruit de la Maladie (type Paramecia)
- Prime : Au moins 72 000 000
- Seiyu : Naoya Uchida (en)

#### Kuzan
- Épithète : Aokiji [9]
- Affiliation :
  - Équipage de Barbe Noire (commandant du 10e navire)
  - Marine (amiral) (anciennement)
- Âge :
  - 1re moitié : 47 ans
  - 2e moitié : 49 ans
- Première apparition :
  - Manga : Chapitre 303
  - Anime : Épisode 225
- Taille : 298 cm
- Groupe sanguin : F
- Anniversaire : 21 septembre
- Fruit du démon : Fruit du Givre (type Logia)
- Fluide :
  - Fluide Perceptif
  - Fluide Offensif
- Seiyu : Takehito Koyasu

#### Stronger
- Affiliation : Équipage de Barbe Noire [9],[13]
- Première apparition :
  - Manga : Chapitre 223
  - Anime : Épisode 146
- Anniversaire : 16 avril
- Fruit du démon : Fruit du Cheval, version Pégase (type Zoan mythique)

#### Barbe Rose
- Épithète : Barbe Rose [9],[13]
- Affiliation :
  - Équipage de Barbe Rose (capitaine)
  - Équipage de Barbe Noire
- Première apparition :
  - Manga : Chapitre 904
  - Anime : Épisode 880
- Anniversaire : 27 mars
- Prime : 52 000 000
- Seiyu : Kotaro Nakamura (ja)

### Cross Guild

#### Baggy
Pour les articles homonymes, voir Baggy.

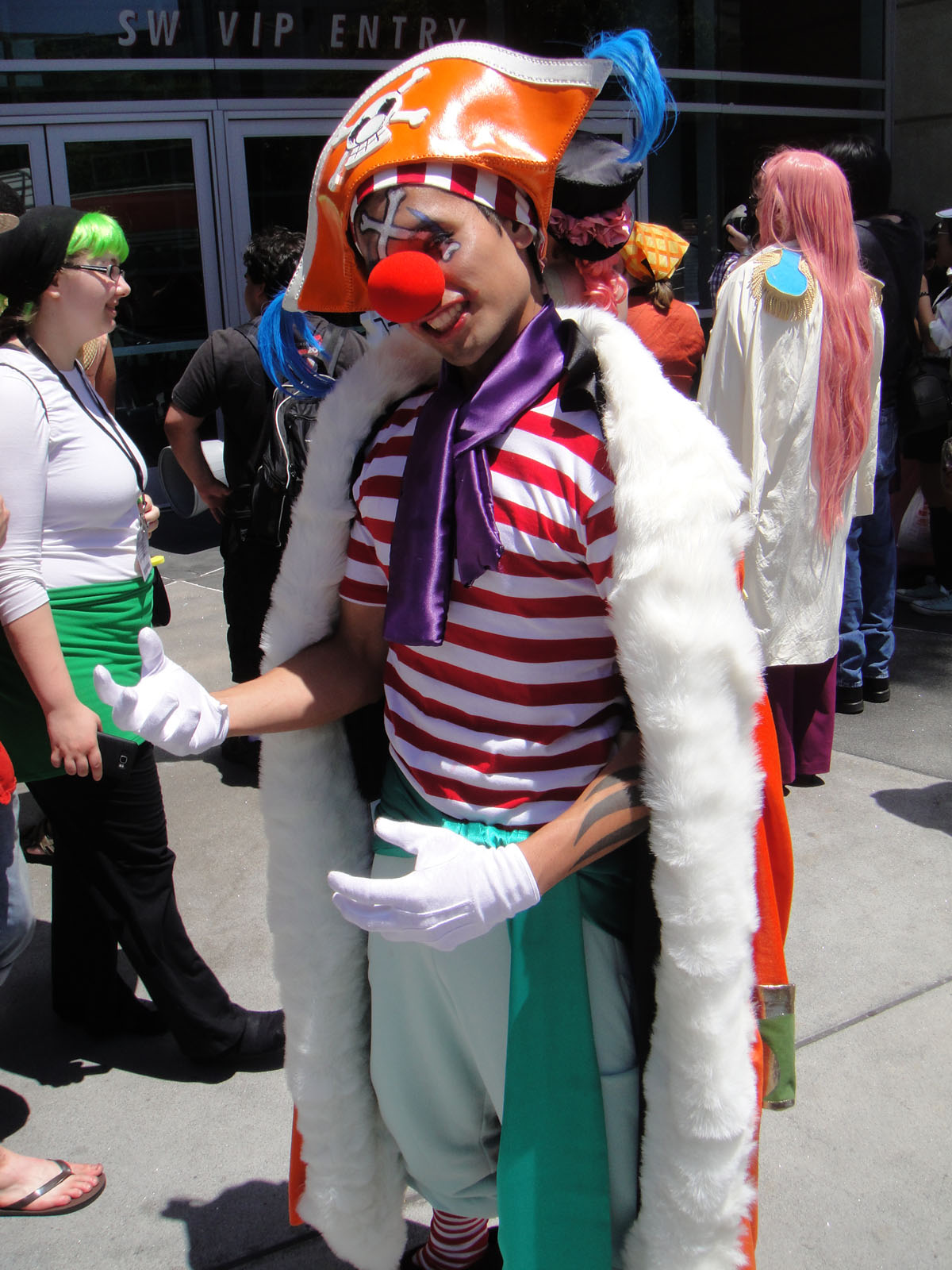
Cosplay de Baggy.

- Épithète : Baggy le clown aux mille pièces [9]
- Affiliation :
  - Cross Guild (leader)
  - Baggy's Delivery (président)
  - Quatre Empereurs
  - Ordre des Sept Grands Corsaires (anciennement)
  - Équipage de Roger (apprenti) (anciennement)
  - Impel Down (prisonnier du 1re cercle) (anciennement)
- Âge :
  - 1re moitié : 37 ans
  - 2e moitié : 39 ans
- Première apparition :
  - Manga : Chapitre 9
  - Anime : Épisode 4
- Taille : 192 cm
- Groupe sanguin : F
- Anniversaire : 8 août
- Fruit du démon : Fruit de la Fragmentation (type Paramecia)
- Arme : Baggy Balls
- Prime : 3 189 000 000
- Seiyu : Shigeru Chiba

#### Dracule Mihawk
- Épithète :
  - Mihawk "Œil de faucon" [9]
  - Le chasseur de soldats
- Affiliation :
  - Cross Guild

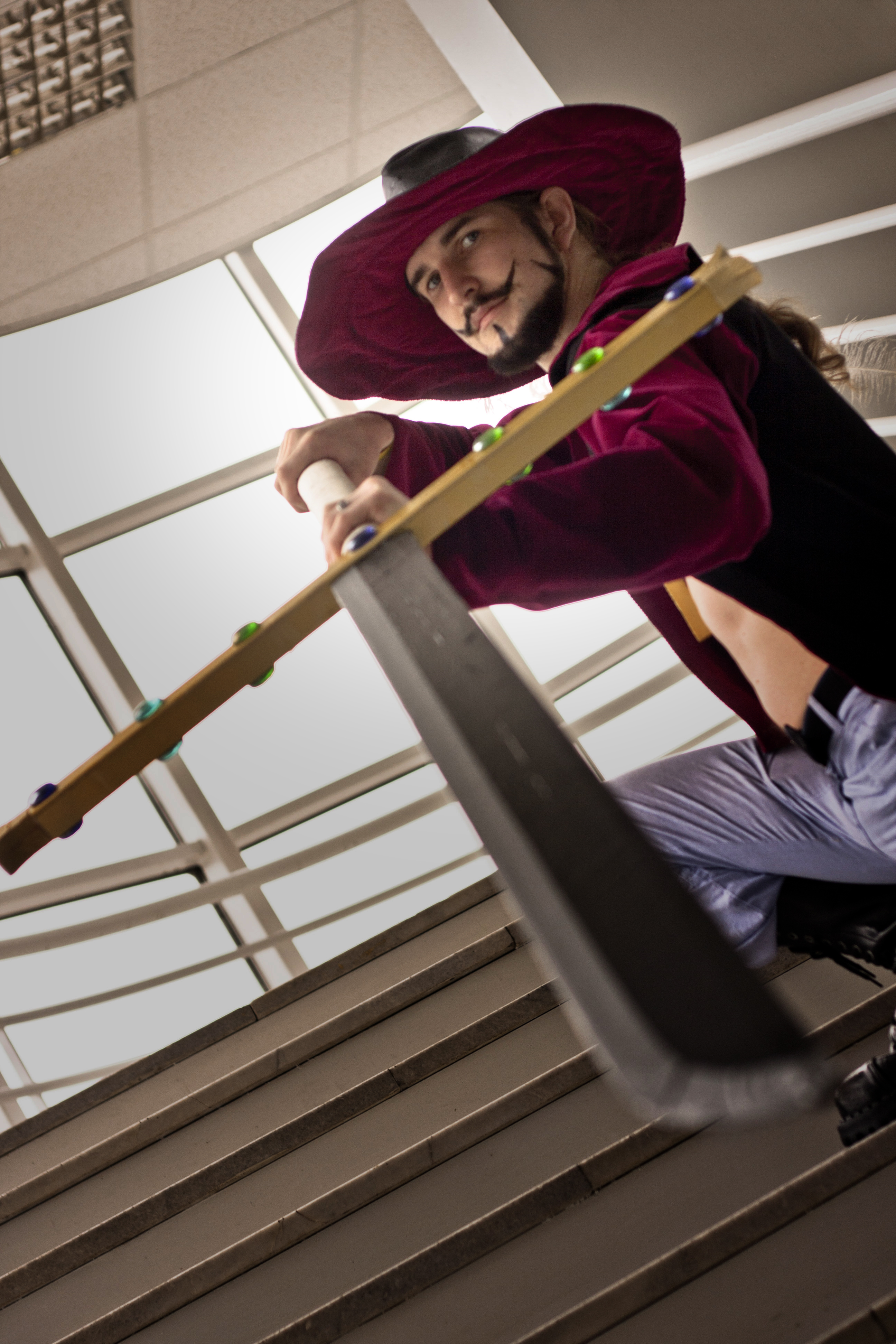
Cosplay de Dracule Mihawk.

  - Ordre des Sept Grands Corsaires (anciennement)
- Âge :
  - 1re moitié : 41 ans
  - 2e moitié : 43 ans
- Première apparition :
  - Manga : Chapitre 49
  - Anime : Épisode 23
- Taille : 198 cm
- Groupe sanguin : S
- Anniversaire : 9 mars
- Fluide :
  - Fluide Perceptif
  - Fluide Offensif
- Arme :
  - Yoru
  - Kogatana
- Prime : 3 590 000 000
- Seiyu : Hirohiko Kakegawa

#### Crocodile
- Épithète :
  - Mr 0 [9],[14]
  - Sir Crocodile
  - Seigneur des sables
- Affiliation :
  - Cross Guild

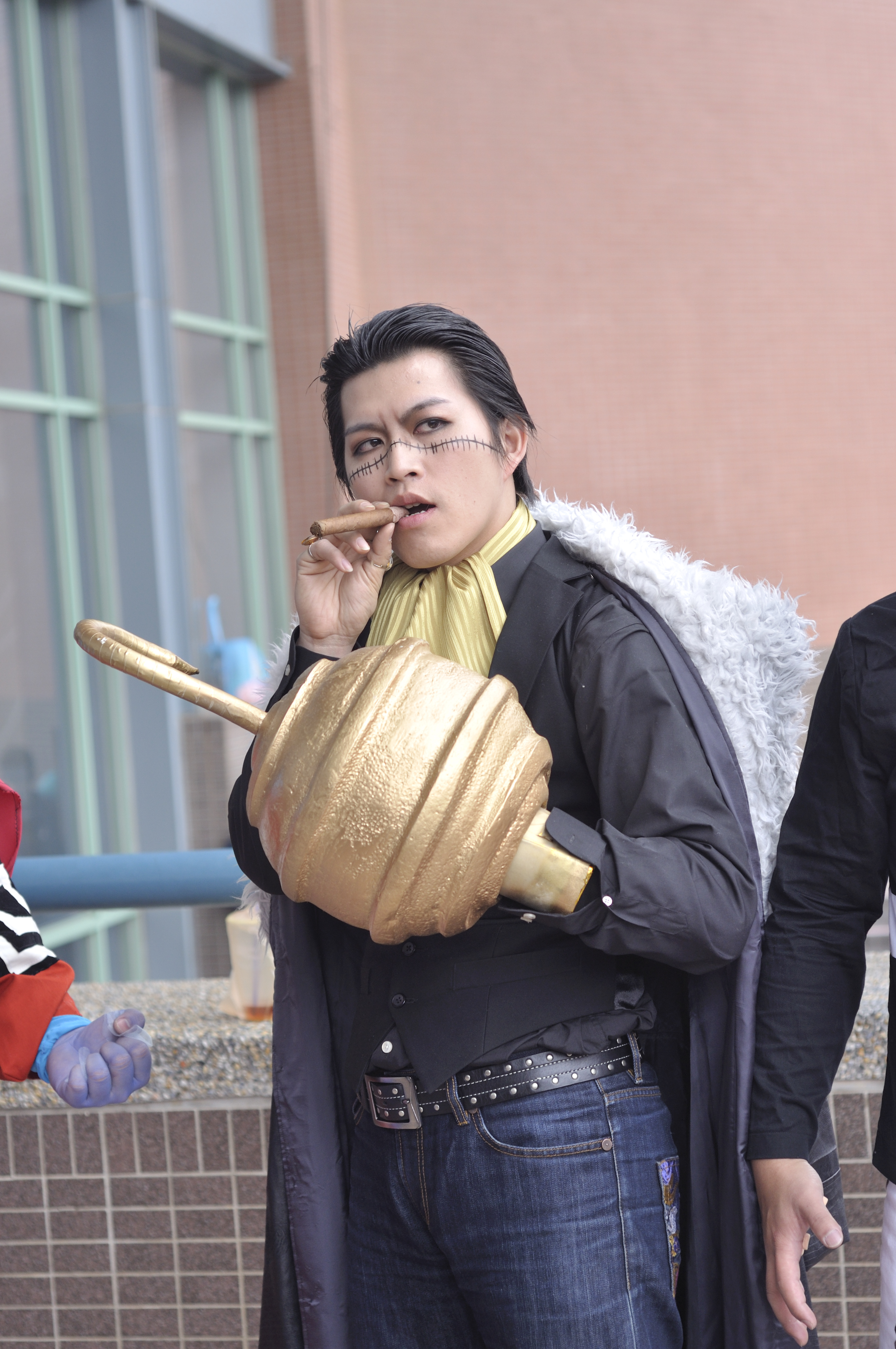
Cosplay de Crocodile.

  - Baroque Works (patron) (anciennement)
  - Ordre des Sept Grands Corsaires (anciennement)
  - Impel Down (prisonnier du 6e cercle) (anciennement)
- Âge :
  - 1re moitié : 44 ans
  - 2e moitié : 46 ans
- Première apparition :
  - Manga : Chapitre 126
  - Anime : Épisode 76
- Taille : 253 cm
- Groupe sanguin : S
- Anniversaire : 5 septembre
- Fruit du démon : Fruit des Sables (type Logia)
- Fluide :
  - Fluide Perceptif
  - Fluide Offensif
- Prime : 1 965 000 000
- Seiyu : Ryūzaburō Ōtomo

#### Das Bones
- Épithète :
  - Mr 1 [9]
  - Le tueur
- Affiliation :
  - Cross Guild
  - Baroque Works (agent spécial) (anciennement)
  - Impel Down (prisonnier du 4e cercle) (anciennement)
- Âge :
  - 1re moitié : 29 ans
  - 2e moitié : 31 ans
- Première apparition :
  - Manga : Chapitre 160
  - Anime : Épisode 103
- Taille : 212 cm
- Groupe sanguin : F
- Anniversaire : 1er janvier
- Fruit du démon : Fruit Tailladant (type Paramecia)
- Prime : 75 000 000
- Seiyu : Tetsu Inada

#### Alvida
- Épithète : Alvida à la massue [9]
- Affiliation :
  - Cross Guild
  - Baggy's Delivery
  - Équipage d'Alvida (capitaine) (anciennement)
- Âge :
  - 1re moitié : 25 ans
  - 2e moitié : 27 ans
- Première apparition :
  - Manga : Chapitre 2
  - Anime : Épisode 1
- Taille : 198 cm
- Groupe sanguin : S
- Anniversaire : 14 mars
- Fruit du démon : Fruit Glisse-Glisse (type Paramecia)
- Prime : 5 000 000
- Seiyu : Yōko Matsuoka (en)

#### Galdino
- Épithète :
  - Mr 3 [9]
  - Galdino l'usurier
- Affiliation :
  - Cross Guild
  - Baggy's Delivery
  - Baroque Works (agent spécial) (anciennement)
  - Impel Down (prisonnier du 2e cercle) (anciennement)
- Âge :
  - 1re moitié : 35 ans
  - 2e moitié : 37 ans
- Première apparition :
  - Manga : Chapitre 117
  - Anime : Épisode 70
- Taille : 179 cm
- Groupe sanguin : F
- Anniversaire : 3 mars
- Fruit du démon : Ciro-Fruit (type Paramecia)
- Prime : 24 000 000
- Seiyu : Nobuyuki Hiyama

#### Morge
- Épithète : Morge le dresseur [9]
- Affiliation :
  - Cross Guild
  - Baggy's Delivery
- Âge :
  - 1re moitié : 27 ans
  - 2e moitié : 29 ans
- Première apparition :
  - Manga : Chapitre 9
  - Anime : Épisode 6
- Taille : 197 cm
- Groupe sanguin : S
- Anniversaire : 1er octobre
- Arme : Richie
- Seiyu : Shigenori Sōya (en)

#### Cabaji
- Épithète : Cabaji l'acrobate [9]
- Affiliation :
  - Cross Guild
  - Baggy's Delivery
- Âge :
  - 1re moitié : 32 ans
  - 2e moitié : 34 ans
- Première apparition :
  - Manga : Chapitre 9
  - Anime : Épisode 7
- Taille : 208 cm
- Groupe sanguin : X
- Anniversaire : 8 septembre
- Seiyu : Endō Moriya (ja)

## Anciens membres des Quatre Empereurs

### Équipage de Barbe Blanche

#### Edward Newgate
- Épithète :
  - Barbe Blanche [9],[15]
  - L'homme le plus fort du monde
- Affiliation :

Cosplay d'Edward Newgate.

  - Équipage de Barbe Blanche (capitaine) (anciennement)
  - Quatre Empereurs (anciennement)
  - Équipage de Rocks (anciennement)
- Âge à sa mort : 72 ans
- Première apparition :
  - Manga : Chapitre 234
  - Anime : Épisode 151
- Taille : 666 cm
- Groupe sanguin : F
- Anniversaire : 6 avril
- Fruit du démon : Fruit du Tremblement (type Paramecia) (anciennement)
- Fluide :
  - Fluide Perceptif
  - Fluide Offensif
  - Fluide Royal
- Arme : Murakumogiri (anciennement)
- Prime : 5 046 000 000
- Seiyu : Ryūzaburō Ōtomo

#### Portgas D. Ace

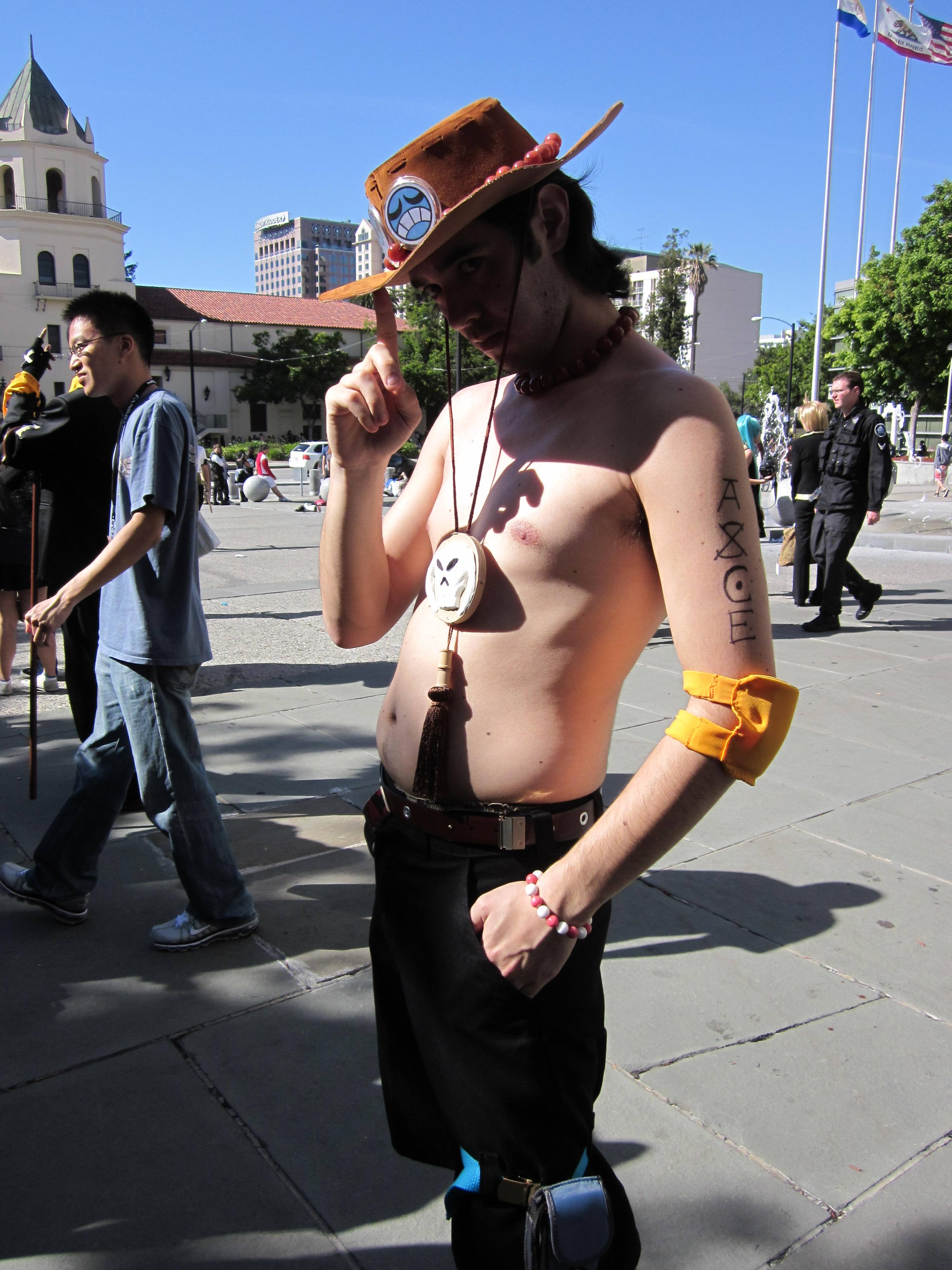
Cosplay de Portgas D. Ace.

- Épithète : Ace aux poings ardents [9],[8],[15]
- Nom de naissance : Gol D. Ace
- Affiliation :
  - Équipage de Barbe Blanche (commandant de la 2e flotte) (anciennement)
  - Équipage du "Spade" (capitaine) (anciennement)
  - Brigands du mont Corvo (anciennement)
  - Impel Down (prisonnier du 6e cercle) (anciennement)
- Âge à sa mort : 22 ans
- Première apparition :
  - Manga : Chapitre 154
  - Anime : Épisode 91
- Taille : 185 cm
- Groupe sanguin : S
- Anniversaire : 1er janvier
- Fruit du démon : Pyro-Fruit (type Logia) (anciennement)
- Fluide :
  - Fluide Perceptif
  - Fluide Offensif
  - Fluide Royal
- Prime : 550 000 000
- Seiyu : Toshio Furukawa

#### Joz
- Épithète : Diamond Joz [9],[15]
- Affiliation : Équipage de Barbe Blanche (commandant de la 3e flotte) (anciennement)
- Âge :
  - 1re moitié : 40 ans
  - 2e moitié : 42 ans
- Première apparition :
  - Manga : Chapitre 234
  - Anime : Épisode 151
- Taille : 503 cm
- Groupe sanguin : X
- Anniversaire : 11 novembre
- Fruit du démon : Fruit Étincelant (type Paramecia)
- Fluide :
  - Fluide Perceptif
  - Fluide Offensif
- Prime : ?
- Seiyu : Takashi Nagasako

#### Thatch
- Épithète : Thatch aux deux lames [9],[15]
- Affiliation : Équipage de Barbe Blanche (commandant de la 4e flotte) (anciennement)
- Âge à sa mort : ? ans
- Première apparition :
  - Manga : Chapitre 440
  - Anime : Épisode 325
- Anniversaire : 24 mars
- Seiyu : Mitsuaki Madono (en)

#### Vista
- Épithète : Vista l'épée fleurie [9],[15]
- Affiliation : Équipage de Barbe Blanche (commandant de la 5e flotte) (anciennement)
- Âge :
  - 1re moitié : 45 ans
  - 2e moitié : 47 ans
- Première apparition :
  - Manga : Chapitre 552
  - Anime : Épisode 0
- Taille : 328 cm
- Groupe sanguin : X
- Anniversaire : 5 février
- Fluide :
  - Fluide Perceptif
  - Fluide Offensif
- Prime : ?
- Seiyu : Masaya Takatsuka (en)

#### Blamenco
- Épithète : Blamenco le maillet [9],[15]
- Affiliation : Équipage de Barbe Blanche (commandant de la 6e flotte) (anciennement)
- Première apparition :
  - Manga : Chapitre 553
  - Anime : Épisode 461
- Anniversaire : 5 février
- Fruit du démon : Fruit de la Poche (type Paramecia)
- Seiyu : Keiji Hirai (ja)

#### Rakuyo
- Épithète : Rakuyo à l'étoile du matin [9],[15]
- Affiliation : Équipage de Barbe Blanche (commandant de la 7e flotte) (anciennement)
- Première apparition :
  - Manga : Chapitre 553
  - Anime : Épisode 461
- Anniversaire : 8 septembre
- Seiyu : Takahiro Fujimoto (ja)

#### Namur
- Épithète : Namur au coup unique [9],[15]
- Affiliation : Équipage de Barbe Blanche (commandant de la 8e flotte) (anciennement)
- Première apparition :
  - Manga : Chapitre 552
  - Anime : Épisode 461
- Anniversaire : 6 juillet
- Seiyu : Daisuke Matsubara (ja)

#### Blenheim
- Épithète : Blenheim au sabre d'abordage [9],[15]
- Affiliation : Équipage de Barbe Blanche (commandant de la 9e flotte) (anciennement)
- Première apparition :
  - Manga : Chapitre 553
  - Anime : Épisode 461
- Anniversaire : 6 août
- Seiyu : Nobuyuki Hiyama

#### Curiel
- Épithète : Curiel l'artillerie lourde [9],[15]
- Affiliation : Équipage de Barbe Blanche (commandant de la 10e flotte) (anciennement)
- Première apparition :
  - Manga : Chapitre 552
  - Anime : Épisode 461
- Anniversaire : 12 septembre
- Seiyu : Kōhei Fukuhara (es)

#### Kingdew
- Épithète : Kingdew aux deux gants [9],[15]
- Affiliation : Équipage de Barbe Blanche (commandant de la 11e flotte) (anciennement)
- Première apparition :
  - Manga : Chapitre 562
  - Anime : Épisode 461
- Anniversaire : 13 novembre
- Seiyu : Hiromu Miyazaki (ja)

#### Haruta
- Épithète : Haruta le petit sabreur agile [9],[15]
- Affiliation : Équipage de Barbe Blanche (commandant de la 12e flotte) (anciennement)
- Première apparition :
  - Manga : Chapitre 553
  - Anime : Épisode 461
- Anniversaire : 4 février
- Seiyu : Junko Noda

#### Atmos
- Épithète : Atmos le buffle [9],[15]
- Affiliation : Équipage de Barbe Blanche (commandant de la 13e flotte) (anciennement)
- Première apparition :
  - Manga : Chapitre 553
  - Anime : Épisode 461
- Anniversaire : 19 mars
- Seiyu : Kenji Hamada

#### Speed Jill
- Épithète : Speed Jill au bouclier et à la lance [9],[15]
- Affiliation : Équipage de Barbe Blanche (commandant de la 14e flotte) (anciennement)
- Première apparition :
  - Manga : Chapitre 553
  - Anime : Épisode 461
- Anniversaire : 6 avril
- Seiyu : Yūsuke Numata

#### Fossa
- Épithète : Fossa le katana ardent [9],[15]
- Affiliation : Équipage de Barbe Blanche (commandant de la 15e flotte) (anciennement)
- Première apparition :
  - Manga : Chapitre 553
  - Anime : Épisode 461
- Anniversaire : 15 avril
- Seiyu : Kōichi Nagano (ja)

#### Doma
- Épithète : Doma le chevalier errant [9],[15]
- Affiliation :
  - Équipage inconnu (capitaine)
  - Équipage de Barbe Blanche (subordonné) (anciennement)
- Première apparition :
  - Manga : Chapitre 551
  - Anime : Épisode 460
- Anniversaire : 1er février
- Seiyu : Kōji Haramaki (ja)

#### Frères DeCalvan
- Affiliation :
  - Équipage inconnu (capitaines) [9],[15]
  - Équipage de Barbe Blanche (subordonnés) (anciennement)
- Première apparition :
  - Manga : Chapitre 551
  - Anime : Épisode 460
- Anniversaire : 22 mai
- Seiyu : Eiji Takemoto (en) et Masaya Takatsuka (en)

#### Squardo
- Épithète : Squardo l'Araignée des maelströms [9],[15]
- Affiliation :
  - Équipage de l'Araignée des maelströms (capitaine)
  - Équipage de Barbe Blanche (subordonné) (anciennement)
- Âge :
  - 1re moitié : 50 ans
  - 2e moitié : 52 ans
- Première apparition :
  - Manga : Chapitre 551
  - Anime : Épisode 460
- Taille : 228 cm
- Groupe sanguin : F
- Anniversaire : 6 septembre
- Prime : 210 000 000
- Seiyu : Seiji Sasaki (en)

#### Whitey Bay
- Épithète : Whitey Bay la sorcière des Glaces [9],[15]
- Affiliation :
  - Équipage inconnu (capitaine)
  - Équipage de Barbe Blanche (subordonné) (anciennement)
- Première apparition :
  - Manga : Chapitre 556
  - Anime : Épisode 462
- Anniversaire : 31 octobre
- Prime : ?
- Seiyu : Yuka Shioyama (ja)

#### Little Oz Junior
- Affiliation :
  - Équipage de Little (capitaine) [9],[15]
  - Équipage de Barbe Blanche (subordonné) (anciennement)
- Âge :
  - 1re moitié : 70 ans
  - 2e moitié : 72 ans
- Première apparition :
  - Manga : Chapitre 554
  - Anime : Épisode 463
- Taille : 6 000 cm
- Groupe sanguin : F
- Anniversaire : 12 février
- Prime : 550 000 000
- Seiyu : Keiji Hirai (ja)

#### Mc Guy
- Épithète : Mc Guy le seigneur du tonnerre [9],[15]
- Affiliation :
  - Équipage inconnu (capitaine)
  - Équipage de Barbe Blanche (subordonné) (anciennement)
- Première apparition :
  - Manga : Chapitre 551
  - Anime : Épisode 460
- Anniversaire : 3 septembre
- Seiyu : Yasunori Masutani (en)

#### A.O
- Affiliation :
  - Équipage d'A.O (capitaine) [9],[15]
  - Équipage de Barbe Blanche (subordonné) (anciennement)
- Première apparition :
  - Manga : Chapitre 551
  - Anime : Épisode 460
- Anniversaire : 15 janvier
- Seiyu : Kōhei Fukuhara (es)

#### Karma
- Affiliation :
  - Équipage des Poulpopus (capitaine)
  - Équipage de Barbe Blanche (subordonné) (anciennement)
- Première apparition :
  - Manga : Chapitre 553
  - Anime : Épisode 467
- Anniversaire : 6 juin
- Seiyu : Hiroshi Okamoto (en)

#### Autres subordonnés capitaines d'équipage
- Elmy
- Ramba
- Delacuaji
- Zodia
- Palms
- Bizarre
- Pavlik
- Vitan
- Islewan
- Epoida
- Kechatch
- Choi
- Arthur
- Hangan
- Reforte
- Andre
- Ninth
- Blondie
- Nosgarl
- Amadob
- Baggaley
- Wallem
- Brew
- Brocca
- Rush
- Great Michael
- Zucca
- Cands
- Kinga
- Colscon
- Agsilly
- Julius
- Happygun
- Sleepy
- Forliewbs

### Équipage de Big Mom

#### Charlotte Linlin
- Épithète : Big Mom [9],[16]
- Affiliation :
  - Équipage de Big Mom (capitaine)
  - Famille Charlotte (matriarche)
  - Totto Land (reine)
  - Quatre Empereurs (anciennement)
  - Équipage de Rocks (anciennement)
- Âge : 68 ans
- Première apparition :
  - Manga : Chapitre 651
  - Anime : Épisode 571
- Taille : 880 cm
- Groupe sanguin : X
- Anniversaire : 15 février
- Fruit du démon : Fruit des Âmes (type Paramecia)
- Fluide :
  - Fluide Perceptif
  - Fluide Offensif
  - Fluide Royal
- Arme :
  - Héra
  - Prométhée
  - Napoléon
  - Zeus (anciennement)
- Prime : 4 388 000 000
- Seiyu : Mami Koyama

#### Charlotte Dent-de-chien
- Affiliation :
  - Équipage de Big Mom (général sucré) [9],[16]
  - Famille Charlotte (2e fils et 3e enfant)
  - Totto Land (ministre farine)
- Âge : 48 ans
- Première apparition :
  - Manga : Chapitre 860
  - Anime : Épisode 825
- Taille : 509 cm
- Groupe sanguin : XF
- Anniversaire : 25 novembre
- Fruit du démon : Fruit du Riz Gluant (type Paramecia)
- Fluide :
  - Fluide Perceptif
  - Fluide Offensif
  - Fluide Royal
- Arme : La taupe
- Prime : 1 057 000 000
- Seiyu : Tomokazu Sugita

#### Charlotte Smoothie
- Affiliation :

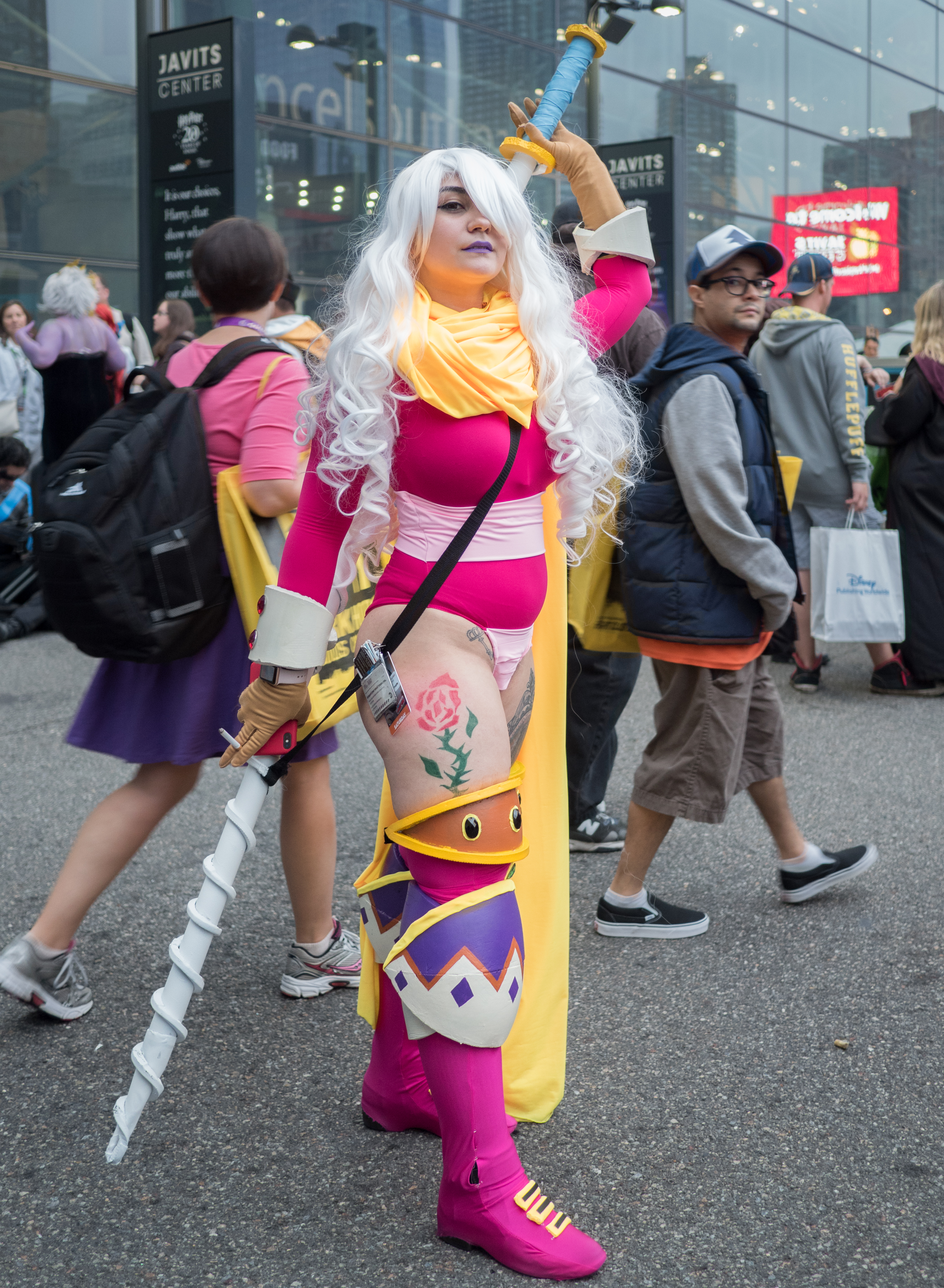
Cosplay de Charlotte Smoothie.

  - Équipage de Big Mom (général sucré) [9],[16]
  - Famille Charlotte (14e fille et 35e enfant)
  - Totto Land (ministre du jus)
- Âge : 35 ans
- Première apparition :
  - Manga : Chapitre 846
  - Anime : Épisode 812
- Taille : 464 cm
- Groupe sanguin : F
- Anniversaire : 12 octobre
- Fruit du démon : Fruit du Presse-Presse (type Paramecia)
- Fluide :
  - Fluide Perceptif
  - Fluide Offensif
- Prime : 932 000 000
- Seiyu : Masako Katsuki

#### Charlotte Cracker
- Épithète : Cracker aux mille bras [9],[16]
- Affiliation :
  - Équipage de Big Mom (général sucré)
  - Famille Charlotte (10e fils et 15e enfant)
  - Totto Land (ministre biscuit)
- Âge : 45 ans
- Première apparition :
  - Manga : Chapitre 835
  - Anime : Épisode 796
- Taille : 307 cm
- Groupe sanguin : X
- Anniversaire : 28 février
- Fruit du démon : Fruit du Biscuit (type Paramecia)
- Fluide :
  - Fluide Perceptif
  - Fluide Offensif
- Arme : Bretzel
- Prime : 860 000 000
- Seiyu : Takuya Kirimoto (en)

#### Charlotte Slurp
- Affiliation :
  - Équipage de Big Mom (lieutenant) [9],[16]
  - Famille Charlotte (1re fils et 1re enfant)
  - Totto Land (ministre bonbon)
- Âge : 50 ans
- Première apparition :
  - Manga : Chapitre 834
  - Anime : Épisode 795
- Taille : 333 cm
- Groupe sanguin : X
- Anniversaire : 14 mars
- Fruit du démon : Fruit de la Léchouille (type Paramecia)
- Fluide :
  - Fluide Perceptif
  - Fluide Offensif
- Prime : 700 000 000
- Seiyu : Yūya Uchida (en)

#### Charlotte Daifuku
- Affiliation :
  - Équipage de Big Mom (lieutenant) [9],[16]
  - Famille Charlotte (3e fils et 4e enfant)
  - Totto Land (ministre haricot)
- Âge : 48 ans
- Première apparition :
  - Manga : Chapitre 861
  - Anime : Épisode 826
- Taille : 489 cm
- Groupe sanguin : X
- Anniversaire : 25 novembre
- Fruit du démon : Fruit de la Lampe (type Paramecia)
- Fluide :
  - Fluide Perceptif
  - Fluide Offensif
- Prime : 300 000 000
- Seiyu : Shunsuke Sakuya (en)

#### Charlotte Oven
- Affiliation :
  - Équipage de Big Mom (lieutenant) [9],[16]
  - Famille Charlotte (4e fils et 5e enfant)
  - Totto Land (ministre cuisson)
- Âge : 48 ans
- Première apparition :
  - Manga : Chapitre 861
  - Anime : Épisode 827
- Taille : 492 cm
- Groupe sanguin : F
- Anniversaire : 25 novembre
- Fruit du démon : Fruit de la Chaleur (type Paramecia)
- Fluide :
  - Fluide Perceptif
  - Fluide Offensif
- Prime : 300 000 000
- Seiyu : Masafumi Kimura (en)

#### Charlotte Amande
- Épithète : Amande la démone [9]
- Affiliation :
  - Équipage de Big Mom (lieutenant)
  - Famille Charlotte (3e fille et 7e enfant)
  - Totto Land (ministre noix)
- Âge : 47 ans
- Première apparition :
  - Manga : Chapitre 827
  - Anime : Épisode 786
- Anniversaire : 10 décembre
- Arme : Shirauo
- Prime : ?
- Seiyu : Wasabi Mizuta

#### Charlotte Opéra
- Affiliation :
  - Équipage de Big Mom (lieutenant) [9]
  - Famille Charlotte (5e fils et 10e enfant)
  - Totto Land (ministre de la crème fraîche)
- Âge : 46 ans
- Première apparition :
  - Manga : Chapitre 829
  - Anime : Épisode 789
- Anniversaire : 29 septembre
- Fruit du démon : Fruit de la Crème (type Paramecia)
- Seiyu : Yoshihisa Kawahara (es)

#### Charlotte Brûlée
- Affiliation :
  - Équipage de Big Mom (lieutenant) [9]
  - Famille Charlotte (8e fille et 19e enfant)
- Âge : 43 ans
- Première apparition :
  - Manga : Chapitre 831
  - Anime : Épisode 791
- Taille : 350 cm
- Groupe sanguin : S
- Anniversaire : 6 mars
- Fruit du démon : Fruit du Miroir (type Paramecia)
- Seiyu : Yūko Mita

#### Charlotte Mont d'or
- Épithète : Mont d'or le bibliothécaire [9]
- Affiliation :
  - Équipage de Big Mom (lieutenant)
  - Famille Charlotte (19e fils et 30e enfant)
  - Totto Land (ministre du fromage)
- Âge : 38 ans
- Première apparition :
  - Manga : Chapitre 829
  - Anime : Épisode 789
- Taille : 260 cm
- Groupe sanguin : X
- Anniversaire : 23 avril
- Fruit du démon : Fruit du Livre (type Paramecia)
- Prime : 120 000 000
- Seiyu : Atsushi Imaruoka (en)

#### Charlotte Galette
- Affiliation :
  - Équipage de Big Mom (lieutenant) [9]
  - Famille Charlotte (18e fille et 42e enfant)
  - Totto Land (ministre du beurre)
- Âge : 31 ans
- Première apparition :
  - Manga : Chapitre 829
  - Anime : Épisode 789
- Anniversaire : 19 octobre
- Fruit du démon : Fruit du Beurre (type Paramecia)
- Seiyu : Ai Maeda

#### Charlotte Snack
- Affiliation :
  - Équipage de Big Mom (lieutenant) [16]
  - Famille Charlotte (25e fils et 44e enfant)
  - Totto Land (ministre des frites)
- Âge : 30 ans
- Première apparition :
  - Manga : Chapitre 894
  - Anime : Épisode 798
- Anniversaire : 29 octobre
- Prime : 600 000 000
- Seiyu : Jiro Saito (en)

#### Charlotte Pudding
- Affiliation :
  - Équipage de Big Mom (lieutenant) [9]
  - Famille Charlotte (35e fille et 76e enfant)
- Âge : 16 ans
- Première apparition :
  - Manga : Chapitre 651
  - Anime : Épisode 571
- Taille : 166 cm
- Groupe sanguin : XF
- Anniversaire : 25 juin
- Fruit du démon : Fruit des Souvenirs (type Paramecia)
- Seiyu : Miyuki Sawashiro

#### Charlotte Flampée
- Affiliation :
  - Équipage de Big Mom (lieutenant) [9]
  - Famille Charlotte (36e fille et 77e enfant)
  - Totto Land (ministre miel)
- Âge : 15 ans
- Première apparition :
  - Manga : Chapitre 891
  - Anime : Épisode 865
- Taille : 170 cm
- Groupe sanguin : S
- Anniversaire : 11 février
- Seiyu : Chiwa Saitō

#### Autres officiers
Les officiers de l'équipage de Big Mom sont les enfants de Big Mom, dont voici la liste résumée de ceux qui ne sont pas cités ci-dessus, liste classée par ordre de naissance : 
- Charlotte Compote (シャーロット・コンポート, Shārotto Konpōto?) : 1re fille et 2e enfant de la famille Charlotte, ministre fruit de l'archipel Totto Land, 49 ans[9].
- Charlotte Mondée (シャーロット・モンデ, Shārotto Monde?) : 2e fille et 6e enfant de la famille Charlotte, 47 ans.
- Charlotte Hachée (シャーロット・アッシュ, Shārotto Asshu?) : 4e fille et 8e enfant de la famille Charlotte, 47 ans.
- Charlotte Effilée (シャーロット・エフィレ, Shārotto Efire?) : 5e fille et 9e enfant de la famille Charlotte, 47 ans.
- Charlotte Counter (シャーロット・カウンター, Shārotto Kauntā?) : 6e fils et 11e enfant de la famille Charlotte, 46 ans, maîtrise du fluide offensif.
- Charlotte Cadenza (シャーロット・カデンツァ, Shārotto Kadentsa?) : 7e fils et 12e enfant de la famille Charlotte, 46 ans, maîtrise du fluide offensif.
- Charlotte Cabaletta (シャーロット・カバレッタ, Shārotto Kabaretta?) : 8e fils et 13e enfant de la famille Charlotte, 46 ans, maîtrise du fluide offensif (uniquement dans l'anime).
- Charlotte Gala (シャーロット・ガラ, Shārotto Gara?) : 9e fils et 14e enfant de la famille Charlotte, 46 ans.
- Charlotte Crème (シャーロット・カスタード, Shārotto Kasutādo?) : 6e fille et 16e enfant de la famille Charlotte, 45 ans[9].
- Charlotte Angel (シャーロット・エンゼル, Shārotto Enzeru?) : 7e fille et 17e enfant de la famille Charlotte, 45 ans.
- Charlotte Zuccotto (シャーロット・ズコット, Shārotto Zukotto?) : 11e fils et 18e enfant de la famille Charlotte, ministre alcool de l'archipel Totto Land, 44 ans.
- Charlotte Broyée (シャーロット・ブロワイエ, Shārotto Burowaie?) : 9e fille et 20e enfant de la famille Charlotte, ministre meringue de l'archipel Totto Land, 43 ans.
- Charlotte Nusstorte (シャーロット・ヌストルテ, Shārotto Nusutorute?) : 12e fils et 21e enfant de la famille Charlotte, ministre des transports de l'archipel Totto Land, 42 ans.
- Charlotte Basskarte (シャーロット・バスカルテ, Shārotto Basukarute?) : 13e fils et 22e enfant de la famille Charlotte, 42 ans.
- Charlotte Dosmarché (シャーロット・ドスマルシェ, Shārotto Dosumarushe?) : 14e fils et 23e enfant de la famille Charlotte, ministre thé de l'archipel Totto Land, 42 ans.
- Charlotte Noisette (シャーロット・ノアゼット, Shārotto Noazetto?) : 15e fils et 24e enfant de la famille Charlotte, ministre des finances de l'archipel Totto Land, 41 ans.
- Charlotte Moscato (シャーロット・モスカート, Shārotto Mosukāto?) : 16e fils et 25e enfant de la famille Charlotte, ministre gélato de l'archipel Totto Land, 40 ans.
- Charlotte Mash (シャーロット・マッシュ, Shārotto Masshu?) : 10e fille et 26e enfant de la famille Charlotte, 40 ans.
- Charlotte Corn Starch (シャーロット・コンスターチ, Shārotto Konsutāchi?) : 11e fille et 27e enfant de la famille Charlotte, ministre amour de l'archipel Totto Land, 40 ans.
- Charlotte Compo (シャーロット・コンポ, Shārotto Konpo?) : 17e fils et 28e enfant de la famille Charlotte, ministre tarte de l'archipel Totto Land, 39 ans.
- Charlotte Laurin (シャーロット・ラウリン, Shārotto Raurin?) : 18e fils et 29e enfant de la famille Charlotte, 39 ans.
- Charlotte Mozart (シャーロット・モーツアルト, Shārotto Mōtsaruto?) : 12e fille et 31e enfant de la famille Charlotte, 37 ans.
- Charlotte Marnier (シャーロット・マルニエ, Shārotto Marunie?) : 13e fille et 32e enfant de la famille Charlotte, ministre levure de l'archipel Totto Land, 37 ans.
- Charlotte High-Fat (シャーロット・ハイファット, Shārotto Haifatto?) : 20e fils et 33e enfant de la famille Charlotte, 36 ans.
- Charlotte Tablet (シャーロット・タブレット, Shārotto Taburetto?) : 21e fils et 34e enfant de la famille Charlotte, ministre garniture de l'archipel Totto Land, 36 ans.
- Charlotte Citron (シャーロット・シトロン, Shārotto Shitoron?) : 15e fille et 36e enfant de la famille Charlotte, ministre œuf de l'archipel Totto Land, 35 ans.
- Charlotte Cannelle (シャーロット・シナモン, Shārotto Shinamon?) : 16e fille ainsi que le 37e enfant de la famille Charlotte, 35 ans.
- Charlotte Saint-Marc (シャーロット・サンマルク, Shārotto Sanmaruku?) : 22e fils ainsi que le 38e enfant de la famille Charlotte, ministre essence de l'archipel Totto Land, 34 ans.
- Charlotte Basans (シャーロット・バサンズ, Shārotto Basanzu?) : 23e fils et 39e enfant de la famille Charlotte, 34 ans.
- Charlotte Mélisée (シャーロット・メリゼ, Shārotto Merize?) : 17e fille et 40e enfant de la famille Charlotte, 33 ans.
- Charlotte Dacquoise (シャーロット・ダクワーズ, Shārotto Dakuwāzu?) : 24e fils et 41e enfant de la famille Charlotte, ministre confiture de l'archipel Totto Land, 32 ans.
- Charlotte Poire (シャーロット・ポワール, Shārotto Powāru?) : 19e fille et 43e enfant de la famille Charlotte, 31 ans[9].
- Charlotte Bavarois (シャーロット・ババロア, Shārotto Babaroa?) : 26e fils et 45e enfant de la famille Charlotte, 30 ans[9].
- Charlotte Prim (シャーロット・プリム, Shārotto Purimu?) : 20e fille et 46e enfant de la famille Charlotte, 29 ans.
- Charlotte Kanten (シャーロット・カンテン, Shārotto Kanten?) : 27e fils et 48e enfant de la famille Charlotte, ministre gélose de l'archipel Totto Land, 28 ans.
- Charlotte Kato (シャーロット・カトウ, Shārotto Katō?) : 28e fils et 49e enfant de la famille Charlotte, ministre graine de l'archipel Totto Land, 28 ans.
- Charlotte Montb (シャーロット・モンブ, Shārotto Monbu?) : 29e fils et 50e enfant de la famille Charlotte, 28 ans.
- Charlotte Chiboust (シャーロット・シブースト, Shārotto Shibūsuto?) : 30e fils et 51e enfant de la famille Charlotte, ministre mixture de l'archipel Totto Land, 27 ans.
- Charlotte Mobile (シャーロット・モービル, Shārotto Mōbiru?) : 31e fils et 54e enfant de la famille Charlotte, ministre dégustation de l'archipel Totto Land, 25 ans.
- Charlotte Marble (シャーロット・マーベル, Shārotto Māberu?) : 24e fille et 55e enfant de la famille Charlotte, 25 ans.
- Charlotte Mucre (シャーロット・ミュークル, Shārotto Myūkuru?) : 25e fille et 56e enfant de la famille Charlotte, 25 ans.
- Charlotte Mapple (シャーロット・メープル, Shārotto Mēpuru?) : 26e fille et 57e enfant de la famille Charlotte, 25 ans.
- Charlotte Brownie (シャーロット・ブラウニー, Shārotto Buraunī?) : 32e fils et 58e enfant de la famille Charlotte, 24 ans.
- Charlotte Joconde (シャーロット・ジョコンド, Shārotto Jokondo?) : 27e fille et 59e enfant de la famille Charlotte, 23 ans.
- Charlotte Raisin (シャーロット・レザン, Shārotto Rezan?) : 33e fils et 60e enfant de la famille Charlotte, 22 ans, maîtrise du fluide offensif.
- Charlotte Panna (シャーロット・パンナ, Shārotto Panna?) : 28e fille et 61e enfant de la famille Charlotte, 21 ans.
- Charlotte Mascarpone (シャーロット・マスカルポーネ, Shārotto Masukarupōne?) : 34e fils et 62e enfant de la famille Charlotte, ministre argenterie de l'archipel Totto Land, 20 ans[9].
- Charlotte Joscarpone (シャーロット・ジョスカルポーネ, Shārotto Josukarupōne?) : 29e fille et 63e enfant de la famille Charlotte, 20 ans[9].
- Charlotte Yu Yuan (シャーロット・ユーエン, Shārotto Yūen?) : 35e fils et 64e enfant de la famille Charlotte, 19 ans.
- Charlotte Newichi (シャーロット・ニューイチ, Shārotto Nyūichi?) : 36e fils et 65e enfant de la famille Charlotte, 18 ans.
- Charlotte Newji (シャーロット・ニュージ, Shārotto Nyūji?) : 37e fils et 66e enfant de la famille Charlotte, 18 ans.
- Charlotte Newsan (シャーロット・ニューサン, Shārotto Nyūsan?) : 38e fils et 67e enfant de la famille Charlotte, 18 ans.
- Charlotte Newshi (シャーロット・ニューシ, Shārotto Nyūshi?) : 39e fils et 68e enfant de la famille Charlotte, 18 ans, utilisateur du fruit de la mixité.
- Charlotte Newgo (シャーロット・ニューゴ, Shārotto Nyūgo?) : 40e fils et 69e enfant de la famille Charlotte, 18 ans.
- Charlotte Muscade (シャーロット・ナツメグ, Shārotto Natsumegu?) : 30e fille et 70e enfant de la famille Charlotte, 18 ans.
- Charlotte Muscadia (シャーロット・アキメグ, Shārotto Akimegu?) : 31e fille et 71e enfant de la famille Charlotte, 18 ans.
- Charlotte Muscadelle (シャーロット・オールメグ, Shārotto Ōrumegu?) : 32e fille et 72e enfant de la famille Charlotte, 18 ans.
- Charlotte Muscadine (シャーロット・ハルメグ, Shārotto Harumegu?) : 33e fille et 73e enfant de la famille Charlotte, 18 ans.
- Charlotte Muscadette (シャーロット・フユメグ, Shārotto Fuyumegu?) : 34e fille et 74e enfant de la famille Charlotte, 18 ans.
- Charlotte Nougat (シャーロット・ヌガー, Shārotto Nugā?) : 41e fils et 75e enfant de la famille Charlotte, 17 ans.
- Charlotte Anglais (シャーロット・アングレ, Shārotto Angure?) : 42e fils et 78e enfant de la famille Charlotte, 14 ans.
- Charlotte Wafers (シャーロット・ウエハース, Shārotto Uehāsu?) : 37e fille et 79e enfant de la famille Charlotte, 13 ans.
- Charlotte Wiro (シャーロット・ウィロ, Shārotto Wiro?) : 43e fils et 80e enfant de la famille Charlotte, 12 ans.
- Charlotte De-Chat (シャーロット・ドシャ, Shārotto Dosha?) : 44e fils et 81e enfant de la famille Charlotte, 11 ans.
- Charlotte Normande (シャーロット・ノルマンド, Shārotto Norumando?) : 38e fille et 82e enfant de la famille Charlotte, 10 ans.
- Charlotte Dolce (シャーロット・ドルチェ, Shārotto Doruche?) : 45e fils et 83e enfant de la famille Charlotte, 9 ans.
- Charlotte Dragée (シャーロット・ドラジェ, Shārotto Doraje?) : 46e fils et 84e enfant de la famille Charlotte, 9 ans.
- Charlotte Anana (シャーロット・アナナ, Shārotto Anana?) : 39e fille et 85e enfant de la famille Charlotte, 8 ans.

#### Pekoms
- Affiliation :
  - Équipage de Big Mom (combattant) [9],[16]
  - Équipage de Nox (anciennement)
- Âge : 27 ans
- Première apparition :
  - Manga : Chapitre 651
  - Anime : Épisode 570
- Taille : 232 cm
- Groupe sanguin : S
- Anniversaire : 11 avril
- Fruit du démon : Fruit de la Tortue (type Zoan)
- Fluide :
  - Fluide Perceptif
  - Fluide Offensif
- Pouvoirs physiques :
  - Electro
  - Sulong
- Prime : 330 000 000
- Seiyu : Nobuo Tobita (en)

#### Delœuf
- Épithète : Baron Delœuf [9],[16]
- Affiliation : Équipage de Big Mom (combattant)
- Âge : 46 ans
- Première apparition :
  - Manga : Chapitre 651
  - Anime : Épisode 570
- Taille : 301 cm
- Groupe sanguin : XF
- Anniversaire : 14 mai
- Fruit du démon : Fruit de l'Œuf (type Zoan)
- Fluide :
  - Fluide Perceptif
  - Fluide Offensif
- Prime : 429 000 000
- Seiyu : Mugihito

#### Bobbin
- Épithète : Bobbin le finisseur [9]
- Affiliation : Équipage de Big Mom (combattant)
- Première apparition :
  - Manga : Chapitre 651
  - Anime : Épisode 571
- Prime : 155 000 000
- Seiyu : Tsubasa Yonaga (en)

#### Streusen
- Épithète : Streusen le chevalier gourmet [9]
- Affiliation :
  - Équipage de Big Mom (chef cuisinier)
  - Équipage de Rocks (anciennement)
- Âge : 92 ans
- Première apparition :
  - Manga : Chapitre 858
  - Anime : Épisode 827
- Taille : 140 cm
- Groupe sanguin : S
- Anniversaire : 27 avril
- Fruit du démon : Fruit du Cuistot (type Paramecia)
- Seiyu : Haruhiko Jō (en)

#### Prométhée
- Épithète : Prométhée le soleil
- Affiliation : Équipage de Big Mom
- Première apparition :
  - Manga : Chapitre 827
  - Anime : Épisode 786
- Taille : 239 cm
- Anniversaire : 19 juillet
- Seiyu : Yū Mizushima

#### Napoléon
- Épithète : Napoléon le bicorne
- Affiliation : Équipage de Big Mom
- Première apparition :
  - Manga : Chapitre 651
  - Anime : Épisode 571
- Taille : 848 cm
- Anniversaire : 2 décembre
- Seiyu : Yū Mizushima

#### Héra
- Épithète : Héra le nuage orageux
- Affiliation : Équipage de Big Mom
- Première apparition :
  - Manga : Chapitre 1011
  - Anime : Épisode 1028
- Taille : 212 cm
- Anniversaire : 17 mars
- Seiyu : Yumi Kakazu

#### Kingbaum
- Affiliation : Équipage de Big Mom (homie) [9]
- Première apparition :
  - Manga : Chapitre 836
  - Anime : Épisode 797
- Taille : 2 340 cm
- Anniversaire : 13 juillet
- Seiyu : Takahiro Fujiwara (ja)

### Équipage des cent bêtes

#### Kaido
- Épithète :
  - Kaido aux cent bêtes [9],[17]
  - La créature la plus puissante
  - Le roi de la sagesse
- Affiliation :
  - Équipage des cent bêtes (commandant en chef)
  - Quatre Empereurs (anciennement)
  - Équipage de Rocks (anciennement)
- Âge : 59 ans
- Première apparition :
  - Manga : Chapitre 795
  - Anime : Épisode 736
- Taille : 710 cm
- Groupe sanguin : F
- Anniversaire : 1er mai
- Fruit du démon : Fruit du Poisson, version Dragon azur (type Zoan mythique)
- Fluide :
  - Fluide Perceptif
  - Fluide Offensif
  - Fluide Royal
- Prime : 4 611 100 000
- Seiyu : Tesshō Genda

#### King
- Épithète : King l'incendie [9],[17]
- Nom de naissance : Alber
- Affiliation : Équipage des cent bêtes (superstar)
- Âge : 47 ans
- Première apparition :
  - Manga : Chapitre 925
  - Anime : Épisode 918
- Taille : 613 cm
- Groupe sanguin : S
- Anniversaire : 1er décembre
- Fruit du démon : Fruit du Dinosaure, version Ptéranodon (type Zoan antique)
- Fluide :
  - Fluide Perceptif
  - Fluide Offensif
- Prime : 1 390 000 000
- Seiyu : Makoto Tamura (ja)

#### Queen
- Épithète : Queen la pandémie [9],[17]
- Nom de naissance : Scien
- Affiliation :
  - Équipage des cent bêtes (superstar)
  - MADS (anciennement)
- Âge : 56 ans
- Première apparition :
  - Manga : Chapitre 925
  - Anime : Épisode 918
- Taille : 612 cm
- Groupe sanguin : XF
- Anniversaire : 13 juillet
- Fruit du démon : Fruit du Dinosaure, version Brachiosaure (type Zoan antique)
- Fluide :
  - Fluide Perceptif
  - Fluide Offensif
- Prime : 1 320 000 000
- Seiyu : Hiroki Takahashi

#### Jack
- Épithète : Jack la sécheresse [9],[17]
- Affiliation : Équipage des cent bêtes (superstar)
- Âge : 28 ans
- Première apparition :
  - Manga : Chapitre 801
  - Anime : Épisode 746
- Taille : 830 cm
- Groupe sanguin : F
- Anniversaire : 28 septembre
- Fruit du démon : Fruit du Pachyderme, version Mammouth (type Zoan antique)
- Fluide :
  - Fluide Perceptif
  - Fluide Offensif
- Prime : 1 000 000 000
- Seiyu : Kenji Nomura

#### Page One
- Affiliation : Équipage des cent bêtes (Tobi Roppo) [9],[17]
- Âge : 20 ans
- Première apparition :
  - Manga : Chapitre 929
  - Anime : Épisode 923
- Taille : 171 cm
- Groupe sanguin : X
- Anniversaire : 10 février
- Fruit du démon : Fruit du Dinosaure, version Spinosaurus (type Zoan antique)
- Fluide :
  - Fluide Perceptif
  - Fluide Offensif
- Prime : 290 000 000
- Seiyu : Yutaka Aoyama (en)

#### Ulti
- Affiliation : Équipage des cent bêtes (Tobi Roppo) [17]
- Âge : 22 ans
- Première apparition :
  - Manga : Chapitre 977
  - Anime : Épisode 982
- Taille : 173 cm
- Groupe sanguin : XF
- Anniversaire : 1er avril
- Fruit du démon : Fruit du Dinosaure, version Pachycephalosaurus (type Zoan antique)
- Fluide :
  - Fluide Perceptif
  - Fluide Offensif
- Prime : 400 000 000
- Seiyu : Tomoyo Kurosawa (en)

#### Who's Who
- Épithète : Who des gouttelettes
- Affiliation :
  - Équipage des cent bêtes (Tobi Roppo) [17]
  - Équipage de Who's Who (capitaine) (anciennement)
  - Cipher Pol n°9 (anciennement)
- Âge : 38 ans
- Première apparition :
  - Manga : Chapitre 977
  - Anime : Épisode 982
- Taille : 336 cm
- Groupe sanguin : F
- Anniversaire : 15 mars
- Fruit du démon : Fruit du Félin, version Tigre à dents de sabre (type Zoan antique)
- Fluide :
  - Fluide Perceptif
  - Fluide Offensif
- Pouvoirs physiques : Rokushiki
- Prime : 546 000 000
- Seiyu : Hirofumi Nojima

#### Black Maria
- Affiliation : Équipage des cent bêtes (Tobi Roppo) [17]
- Âge : 29 ans
- Première apparition :
  - Manga : Chapitre 977
  - Anime : Épisode 982
- Taille : 820 cm
- Groupe sanguin : S
- Anniversaire : 24 septembre
- Fruit du démon : Fruit de l'Araignée, version Rosamygale grauvogeli (type Zoan antique)
- Fluide :
  - Fluide Perceptif
  - Fluide Offensif
- Arme :
  - Wanyudo
  - Coup-de-poing américain
- Prime : 480 000 000
- Seiyu : Yū Kobayashi (en)

#### Sasaki
- Épithète : Sasaki le débordé
- Affiliation :
  - Équipage des cent bêtes (Tobi Roppo) [17]
  - Équipage de Sasaki (capitaine) (anciennement)
- Âge : 34 ans
- Première apparition :
  - Manga : Chapitre 977
  - Anime : Épisode 982
- Taille : 318 cm
- Groupe sanguin : XF
- Anniversaire : 3 février
- Fruit du démon : Fruit du Dinosaure, version Tricératops (type Zoan antique)
- Fluide :
  - Fluide Perceptif
  - Fluide Offensif
- Arme : Sabre mécanique en spirale
- Prime : 472 000 000
- Seiyu : Volcano Ōta (ja)

#### Sheep's head
- Affiliation : Équipage des cent bêtes (vedette) [9],[17]
- Âge : 24 ans
- Première apparition :
  - Manga : Chapitre 795
  - Anime : Épisode 739
- Taille : 293 cm
- Groupe sanguin : F
- Anniversaire : 6 juin
- Fruit du démon : SMILE de mouton (type Zoan artificiel)
- Seiyu : Katsuyuki Konishi

#### Basil Hawkins
- Épithète : Le magicien [9],[17]
- Affiliation :
  - Équipage des cent bêtes (vedette)
  - Équipage de Hawkins (capitaine) (anciennement)
- Âge :
  - 1re moitié : 29 ans
  - 2e moitié : 31 ans
- Première apparition :
  - Manga : Chapitre 498
  - Anime : Épisode 392
- Taille : 210 cm
- Groupe sanguin : S
- Anniversaire : 9 septembre
- Fruit du démon : Fruit de la Paille (type Paramecia)
- Fluide :
  - Fluide Perceptif
  - Fluide Offensif
- Arme : Dague de paille
- Prime : 320 000 000
- Seiyu : Shigenori Sōya (en)

#### Holdem
- Affiliation : Équipage des cent bêtes (vedette) [9],[17]
- Âge : 30 ans
- Première apparition :
  - Manga : Chapitre 915
  - Anime : Épisode 901
- Taille : 312 cm
- Groupe sanguin : F
- Anniversaire : 21 août
- Fruit du démon : SMILE de lion (type Zoan artificiel)
- Seiyu : Tsuyoshi Koyama (en)

#### Speed
- Affiliation :
  - Équipage des cent bêtes (vedette) [9],[17]
  - Personnage apprivoisé par Tama
- Âge : 24 ans
- Première apparition :
  - Manga : Chapitre 917
  - Anime : Épisode 904
- Taille : 298 cm
- Groupe sanguin : X
- Anniversaire : 11 décembre
- Fruit du démon : SMILE de cheval (type Zoan artificiel)
- Fluide : Fluide Offensif (uniquement dans l'anime)
- Seiyu : Satomi Satō

#### Trouduc
- Affiliation :
  - Équipage des cent bêtes (vedette)
  - Carrière aux prisonniers d'Udon (vice-directeur des surveillants)
  - Personnage apprivoisé par Tama
- Première apparition :
  - Manga : Chapitre 934
  - Anime : Épisode 928
- Fruit du démon : SMILE du scorpion (type Zoan artificiel)
- Seiyu : Tōru Nakane (en)

#### Pouilleux
- Affiliation :
  - Équipage des cent bêtes (vedette)
  - Carrière aux prisonniers d'Udon (directeur des surveillants)
  - Personnage apprivoisé par Tama
- Première apparition :
  - Manga : Chapitre 934
  - Anime : Épisode 930
- Fruit du démon : SMILE de l'éléphant (type Zoan artificiel)
- Seiyu : Susumu Akagi (en)

#### Solitaire
- Affiliation :
  - Équipage des cent bêtes (vedette)
  - Carrière aux prisonniers d'Udon (vice-directeur des surveillants)
- Première apparition :
  - Manga : Chapitre 935
  - Anime : Épisode 930
- Fruit du démon : SMILE du singe (type Zoan artificiel)
- Seiyu : Umeka Shōji (en)

#### Bao Huang
- Affiliation : Équipage des cent bêtes (vedette)
- Première apparition :
  - Manga : Chapitre 979
  - Anime : Épisode 985
- Fruit du démon : SMILE de l'écureuil volant (type Zoan artificiel)
- Seiyu : Ryoko Shiraishi

#### Autres vedettes
- Ginrummy : Vedette de l'équipage des cent bêtes, utilisatrice d'un SMILE.
- Plouf : Vedette de l'équipage des cent bêtes, vice-directeur des surveillants de la carrière aux prisonniers, utilisateur d'un SMILE d'hippopotame[9].
- Briscola : Vedette de l'équipage des cent bêtes, personnage apprivoisé par Tama, utilisateur d'un SMILE du gorille.
- Fourtricks : Vedette de l'équipage des cent bêtes, utilisateur d'un SMILE du coq.
- Hamlet : Vedette de l'équipage des cent bêtes, personnage apprivoisé par Tama, utilisateur d'un SMILE de la girafe.
- Mizerka : Vedette de l'équipage des cent bêtes, personnage apprivoisé par Tama, utilisatrice d'un SMILE du gorille.
- Poker : Vedette de l'équipage des cent bêtes, personnage apprivoisé par Tama, utilisateur d'un SMILE de crotale.

#### Gifters
- Batman : Gifter de l'équipage des cent bêtes, utilisateur d'un SMILE de chauve-souris, maîtrise du fluide offensif (uniquement dans l'anime).
- Gazelleman : Gifter de l'équipage des cent bêtes, personnage apprivoisé par Tama, utilisateur d'un SMILE de gazelle.
- Mouseman : Gifter de l'équipage des cent bêtes, utilisateur d'un SMILE de souris.
- Snakeman : Gifter de l'équipage des cent bêtes, utilisateur d'un SMILE de serpent.
- Rabbitman : Gifter de l'équipage des cent bêtes, utilisateur d'un SMILE de lapin.
- Sarahebi : Gifter de l'équipage des cent bêtes, utilisatrice d'un SMILE de serpent.
- Alpagaman : Gifter de l'équipage des cent bêtes, utilisateur d'un SMILE de l'alpaga, maîtrise du fluide offensif (uniquement dans l'anime).
- Tatouman : Gifter de l'équipage des cent bêtes, utilisateur d'un SMILE du tatou.
- Dachoman : Gifter de l'équipage des cent bêtes, utilisateur d'un SMILE de l'autruche.
- Tenjo-Sagari : Gifter de l'équipage des cent bêtes, utilisatrice d'un SMILE du serpent blanc.
- Caimanlady : Gifter de l'équipage des cent bêtes, utilisatrice d'un SMILE de caïman.
- Nuré-Onna : Gifter de l'équipage des cent bêtes, utilisatrice d'un SMILE de l'hétérodon.
- Wa-Nyudo : Gifter de l'équipage des cent bêtes, utilisateur d'un SMILE du carlin.

#### Numbers
- Inbi : Number de l'équipage des cent bêtes.
- Fuga : Number de l'équipage des cent bêtes, utilisateur d'un SMILE de cheval.
- Zanki : Number de l'équipage des cent bêtes.
- Jaki : Number de l'équipage des cent bêtes.
- Goki : Number de l'équipage des cent bêtes.
- Rokki : Number de l'équipage des cent bêtes.
- Nangi : Number de l'équipage des cent bêtes.
- Hacha : Number de l'équipage des cent bêtes.
- Kunyun : Number de l'équipage des cent bêtes.
- Juki : Number de l'équipage des cent bêtes.

#### Fukurokuju
- Affiliation :
  - Équipage des cent bêtes
  - Clan Kurozumi
  - Chef des espions d'Orochi (anciennement)
- Âge : 61 ans
- Première apparition :
  - Manga : Chapitre 931
  - Anime : Épisode 925
- Taille : 221 cm
- Groupe sanguin : X
- Anniversaire : 29 mars
- Pouvoirs physiques : Ninjutsu
- Seiyu : Masahiro Ogata (ja)

#### Autres samouraïs
- Daikoku : Membre de l'équipage des cent bêtes, clan Kurozumi (anciennement), membre des espions d'Orochi (anciennement).
- Hanzo : Membre de l'équipage des cent bêtes, clan Kurozumi (anciennement), membre des espions d'Orochi (anciennement).
- Sarutobi : Membre de l'équipage des cent bêtes, clan Kurozumi (anciennement), membre des espions d'Orochi (anciennement).
- Kazekage : Membre de l'équipage des cent bêtes, clan Kurozumi (anciennement), membre des espions d'Orochi (anciennement).
- Jigoku Benten : Membre de l'équipage des cent bêtes, clan Kurozumi (anciennement), membre des espions d'Orochi (anciennement).
- Fujin : Membre de l'équipage des cent bêtes, clan Kurozumi (anciennement), membre des espions d'Orochi (anciennement), maîtrise du fluide offensif (uniquement dans l'anime).
- Raijin : Membre de l'équipage des cent bêtes, clan Kurozumi (anciennement), membre des espions d'Orochi (anciennement).
- Bishamon : Membre de l'équipage des cent bêtes, clan Kurozumi (anciennement), membre des espions d'Orochi (anciennement).
- Tohomé : Membre de l'équipage des cent bêtes, clan Kurozumi (anciennement), membre des espions d'Orochi (anciennement).
- Yazaémon : Membre de l'équipage des cent bêtes, clan Kurozumi (anciennement), membre des espions d'Orochi (anciennement).
- Hotei : Membre de l'équipage des cent bêtes, clan Kurozumi (anciennement), chef des samouraïs (anciennement).

#### Scratchmen Apoo
- Épithète : La marée rugissante [9],[17]
- Affiliation :
  - Équipage des cent bêtes (informateur)
  - Équipage du "On-air" (capitaine) (anciennement)
- Âge :
  - 1re moitié : 29 ans
  - 2e moitié : 31 ans
- Première apparition :
  - Manga : Chapitre 498
  - Anime : Épisode 392
- Taille : 256 cm
- Groupe sanguin : XF
- Anniversaire : 19 mars
- Fruit du démon : Fruit du Son (type Paramecia)
- Fluide :
  - Fluide Perceptif
  - Fluide Offensif
- Prime : 350 000 000
- Seiyu : Mitsuaki Madono (en)

## Équipages pirates actifs

### Armada de Chapeau de paille

#### Cavendish
- Épithète : Cavendish au cheval blanc[9]
- Affiliation :
  - Équipage des jolis pirates (capitaine)
  - Armada de Chapeau de paille (1re représentant)
  - Royaume de Bourgeois (prince) (anciennement)
- Âge : 26 ans
- Première apparition :
  - Manga : Chapitre 704
  - Anime : Épisode 632
- Taille : 208 cm
- Groupe sanguin : XF
- Anniversaire : 31 août
- Fluide :
  - Fluide Perceptif
  - Fluide Offensif
- Arme : Durandal
- Pouvoirs physiques : Hakuba
- Prime : 330 000 000
- Seiyu : Akira Ishida

#### Suleiman
- Épithète : Suleiman le coupeur de têtes [9]
- Affiliation :
  - Équipage des jolis pirates
  - Armada de Chapeau de paille
- Âge : 40 ans
- Première apparition :
  - Manga : Chapitre 704
  - Anime : Épisode 632
- Taille : 240 cm
- Groupe sanguin : S
- Anniversaire : 30 janvier
- Prime : 67 000 000
- Seiyu : Ken Narita

#### Bartolomeo
- Épithète : Bartolomeo le cannibale[9]
- Affiliation :
  - "Barto Club" (capitaine)
  - Armada de Chapeau de paille (2e représentant)
- Âge : 24 ans
- Première apparition :
  - Manga : Chapitre 705
  - Anime : Épisode 633
- Taille : 220 cm
- Groupe sanguin : X
- Anniversaire : 6 octobre
- Fruit du démon : Fruit de la Barrière (type Paramecia)
- Prime : 200 000 000
- Seiyu : Showtaro Morikubo (en)

#### Gambia
- Épithète : Gambia le missionnaire
- Affiliation :
  - "Barto Club" (conseiller)
  - Armada de Chapeau de paille
- Première apparition :
  - Manga : Chapitre 705
  - Anime : Épisode 634
- Anniversaire : 18 février
- Prime : 67 000 000
- Seiyu : Hiroshi Yanaka

#### Sai
- Épithète : "Don" Sai[9]
- Affiliation :
  - Marine des huit trésors (13e commandant en chef)
  - Famille Chinjao
  - Armada de Chapeau de paille (3e représentant)
- Âge : 28 ans
- Première apparition :
  - Manga : Chapitre 704
  - Anime : Épisode 632
- Taille : 242 cm
- Groupe sanguin : F
- Anniversaire : 13 août
- Fluide :
  - Fluide Perceptif
  - Fluide Offensif
- Pouvoirs physiques : Hasshoken
- Prime : 210 000 000
- Seiyu : Kōichi Hashimoto (en)

#### Boo
- Affiliation :
  - Marine des huit trésors (commandant en second) [9]
  - Famille Chinjao
  - Armada de Chapeau de paille
- Première apparition :
  - Manga : Chapitre 704
  - Anime : Épisode 632
- Anniversaire : 20 août
- Fluide : Fluide Offensif
- Pouvoirs physiques : Hasshoken
- Seiyu : Masaya Takatsuka (en)

#### Baby 5
- Affiliation :
  - Marine des huit trésors [9]
  - Famille Chinjao
  - Armada de Chapeau de paille
  - Équipage de Don Quijote (lieutenant de l'armée de Pica) (anciennement)
- Âge : 24 ans
- Première apparition :
  - Manga : Chapitre 682
  - Anime : Épisode 608
- Taille : 181 cm
- Groupe sanguin : XF
- Anniversaire : 15 mai
- Fruit du démon : Armo-fruit (type Paramecia)
- Seiyu : Rina Satō

#### Ideo
- Épithète : Ideo le canon destructeur[9]
- Affiliation :
  - Équipage d'Ideo (capitaine)
  - Armada de Chapeau de paille (4e représentant)
- Âge : 22 ans
- Première apparition :
  - Manga : Chapitre 706
  - Anime : Épisode 633
- Taille : 225 cm
- Groupe sanguin : X
- Anniversaire : 10 octobre
- Seiyu : Masaki Aizawa

#### Blue Gilly
- Affiliation :
  - Équipage d'Ideo [9]
  - Armada de Chapeau de paille
- Âge : 24 ans
- Première apparition :
  - Manga : Chapitre 706
  - Anime : Épisode 636
- Taille : 314 cm
- Groupe sanguin : S
- Anniversaire : 27 novembre
- Seiyu : Makoto Naruse (es)

#### Abdullah
- Affiliation :
  - Équipage d'Ideo [9]
  - Armada de Chapeau de paille
- Première apparition :
  - Manga : Chapitre 704
  - Anime : Épisode 633
- Seiyu : Keiji Hirai (ja)

#### Jeet
- Affiliation :
  - Équipage d'Ideo [9]
  - Armada de Chapeau de paille
- Première apparition :
  - Manga : Chapitre 704
  - Anime : Épisode 633
- Seiyu : Keiji Hirai (ja)

#### Léo
- Épithète : Léo le guerrier[9]
- Affiliation :
  - Équipage des Tontatta (capitaine)
  - Armada de Chapeau de paille (5e représentant)
- Âge : 25 ans
- Première apparition :
  - Manga : Chapitre 710
  - Anime : Épisode 640
- Taille : 23 cm
- Groupe sanguin : S
- Anniversaire : 24 juillet
- Fruit du démon : Fruit de la Couture (type Paramecia)
- Seiyu : Kurumi Mamiya (en)

#### Kabu
- Affiliation :
  - Équipage des Tontatta [9]
  - Armada de Chapeau de paille
- Première apparition :
  - Manga : Chapitre 710
  - Anime : Épisode 640
- Anniversaire : 1er juillet
- Fruit du démon : Fruit de l'Insecte, version Scarabée-Rhinocéros (type Zoan)
- Seiyu : Masami Kikuchi

#### Bee Anne
- Affiliation :
  - Équipage des Tontatta [9]
  - Armada de Chapeau de paille
- Première apparition :
  - Manga : Chapitre 717
  - Anime : Épisode 647
- Fruit du démon : Fruit de l'Insecte, version Guêpe (type Zoan)
- Seiyu : Rie Kugimiya

#### Hajrudin
- Affiliation :
  - Nouvel équipage des géants (capitaine)
  - Armada de Chapeau de paille (6e représentant)[9]
  - Erbaf (prince)
  - Baggy's Delivery (anciennement)
- Âge : 81 ans
- Première apparition :
  - Manga : Chapitre 706
  - Anime : Épisode 639
- Taille : 2 200 cm
- Groupe sanguin : XF
- Anniversaire : 12 août
- Seiyu : Tsuyoshi Koyama (en)

#### Stansen
- Affiliation :
  - Nouvel équipage des géants (charpentier)
  - Armada de Chapeau de paille
  - Baggy's Delivery (anciennement)
- Première apparition :
  - Manga : Chapitre 500
  - Anime : Épisode 394
- Anniversaire : 27 mai
- Seiyu : Eiji Takemoto (en)

#### Road
- Affiliation :
  - Nouvel équipage des géants (navigateur)
  - Armada de Chapeau de paille
  - Baggy's Delivery (anciennement)
- Âge : 63 ans
- Première apparition :
  - Manga : Chapitre 898
  - Anime : Épisode 836
- Anniversaire : 19 février

#### Goldberg
- Affiliation :
  - Nouvel équipage des géants (cuisinier)
  - Armada de Chapeau de paille
  - Baggy's Delivery (anciennement)
- Âge : 63 ans
- Première apparition :
  - Manga : Chapitre 899
  - Anime : Épisode 836
- Anniversaire : 11 mai

#### Gerd
- Affiliation :
  - Nouvel équipage des géants (médecin de bord)
  - Armada de Chapeau de paille
  - Baggy's Delivery (anciennement)
- Âge : 75 ans
- Première apparition :
  - Manga : Chapitre 866
  - Anime : Épisode 836
- Taille : 1 700 cm
- Groupe sanguin : S
- Anniversaire : 25 février
- Seiyu : Natsuko Kuwatani (en)

#### Orlumbus
- Épithète : Orlumbus le tyran[9]
- Affiliation :
  - Flotte Yonta Maria (amiral)
  - Armada de Chapeau de paille (7e représentant)
- Âge : 42 ans
- Première apparition :
  - Manga : Chapitre 704
  - Anime : Épisode 632
- Taille : 480 cm
- Groupe sanguin : X
- Anniversaire : 23 juin
- Prime : 148 000 000
- Seiyu : Jiro Saito (en)

### Équipage du Chat noir

#### Kuro
- Épithète : Kuro aux mille plans [9]
- Affiliation : Équipage du Chat noir (capitaine)
- Âge :
  - 1re moitié : 33 ans
  - 2e moitié : 35 ans
- Première apparition :
  - Manga : Chapitre 23
  - Anime : Épisode 9
- Taille : 207 cm
- Groupe sanguin : X
- Anniversaire : 22 avril
- Arme : Pattes de velours
- Prime : 16 000 000
- Seiyu : Kōichi Hashimoto (en)

#### Sham
- Épithète : Frères Nyaban [9]
- Affiliation : Équipage du Chat noir (officier)
- Âge :
  - 1re moitié : 21 ans
  - 2e moitié : 23 ans
- Première apparition :
  - Manga : Chapitre 31
  - Anime : Épisode 13
- Taille : 201 cm
- Groupe sanguin : X
- Anniversaire : 19 avril
- Prime : 7 000 000
- Seiyu : Masaya Onosaka (en)

#### Buchi
- Épithète : Frères Nyaban [9]
- Affiliation : Équipage du Chat noir (officier)
- Âge :
  - 1re moitié : 21 ans
  - 2e moitié : 23 ans
- Première apparition :
  - Manga : Chapitre 31
  - Anime : Épisode 13
- Taille : 216 cm
- Groupe sanguin : X
- Anniversaire : 7 février
- Prime : 7 000 000
- Seiyu : Yasuhiro Takato (en)

### Équipage de Don Krieg

#### Krieg
- Épithète : Don Krieg [9]
- Affiliation : Équipage de Don Krieg (amiral)
- Âge :
  - 1re moitié : 42 ans
  - 2e moitié : 44 ans
- Première apparition :
  - Manga : Chapitre 45
  - Anime : Épisode 21
- Taille : 243 cm
- Groupe sanguin : XF
- Anniversaire : 19 septembre
- Arme :
  - Lance de guerre
  - MH5
- Prime : 17 000 000
- Seiyu : Fumihiko Tachiki

#### Gyn
- Épithète : Gyn le démon [9]
- Affiliation : Équipage de Don Krieg (vice-amiral)
- Âge :
  - 1re moitié : 25 ans
  - 2e moitié : 27 ans
- Première apparition :
  - Manga : Chapitre 44
  - Anime : Épisode 21
- Taille : 186 cm
- Groupe sanguin : S
- Anniversaire : 7 avril
- Prime : 12 000 000
- Seiyu : Kenichi Ono

#### Pearl
- Épithète : L'homme aux boucliers d'acier [9]
- Affiliation : Équipage de Don Krieg (capitaine du 2e bataillon)
- Âge :
  - 1re moitié : 23 ans
  - 2e moitié : 25 ans
- Première apparition :
  - Manga : Chapitre 54
  - Anime : Épisode 25
- Taille : 239 cm
- Groupe sanguin : F
- Anniversaire : 11 juillet
- Seiyu : Hiroyuki Kawamoto (ja)

### Équipage des géants

#### Dorry
- Épithète : Dorry le démon bleu [9],[18]
- Affiliation : Équipage des géants (co-capitaine)
- Âge :
  - 1re moitié : 158 ans
  - 2e moitié : 160 ans
- Première apparition :
  - Manga : Chapitre 116
  - Anime : Épisode 71
- Taille : 2 260 cm
- Groupe sanguin : F
- Anniversaire : 2 octobre
- Prime : 1 800 000 000
- Seiyu : Daisuke Gōri

#### Broggy
- Épithète : Broggy le démon rouge [9],[18]
- Affiliation : Équipage des géants (co-capitaine)
- Âge :
  - 1re moitié : 158 ans
  - 2e moitié : 160 ans
- Première apparition :
  - Manga : Chapitre 115
  - Anime : Épisode 71
- Taille : 2 130 cm
- Groupe sanguin : F
- Anniversaire : 1er février
- Prime : 1 800 000 000
- Seiyu : Tetsu Inada

#### Oimo
- Affiliation :
  - Équipage des géants [9],[18]
  - Gouvernement mondial (gardien de l'île principale d'Enies Lobby) (anciennement)
- Âge :
  - 1re moitié : 151 ans
  - 2e moitié : 153 ans
- Première apparition :
  - Manga : Chapitre 377
  - Anime : Épisode 265
- Taille : 1 600 cm
- Groupe sanguin : F
- Anniversaire : 6 janvier
- Seiyu : Hiroshi Okamoto (en)

#### Kaashii
- Affiliation :
  - Équipage des géants [9],[18]
  - Gouvernement mondial (gardien de l'île principale d'Enies Lobby) (anciennement)
- Âge :
  - 1re moitié : 154 ans
  - 2e moitié : 156 ans
- Première apparition :
  - Manga : Chapitre 377
  - Anime : Épisode 265
- Taille : 1 700 cm
- Groupe sanguin : X
- Anniversaire : 1er avril
- Seiyu : Kōhei Fukuhara (es)

### Forces Spéciales Simiesques

#### Montblanc Cricket
- Affiliation : Forces Spéciales Simiesques (commandant en chef) [9]
- Âge :
  - 1re moitié : 41 ans
  - 2e moitié : 43 ans
- Première apparition :
  - Manga : Chapitre 227
  - Anime : Épisode 148
- Taille : 242 cm
- Groupe sanguin : S
- Anniversaire : 11 septembre
- Prime : 25 000 000
- Seiyu : Fumihiko Tachiki

#### Masira
- Épithète : Le roi du repêchage [9]
- Affiliation :
  - Équipage de Masira (boss)
  - Forces Spéciales Simiesques
- Âge :
  - 1re moitié : 23 ans
  - 2e moitié : 25 ans
- Première apparition :
  - Manga : Chapitre 219
  - Anime : Épisode 144
- Taille : 345 cm
- Groupe sanguin : F
- Anniversaire : 4 mars
- Prime : 23 000 000
- Seiyu : Aruno Tahara (en)

#### Shojo
- Épithète : Le roi de la fouille sous-marine [9]
- Affiliation :
  - Équipage de Shojo (big boss)
  - Forces Spéciales Simiesques
- Âge :
  - 1re moitié : 25 ans
  - 2e moitié : 27 ans
- Première apparition :
  - Manga : Chapitre 226
  - Anime : Épisode 147
- Taille : 351 cm
- Groupe sanguin : X
- Anniversaire : 8 mai
- Prime : 36 000 000
- Seiyu : Isamu Tanonaka (en)

### Équipage de Foxy

#### Foxy
- Épithète : Foxy le renard argenté [9]
- Affiliation : Équipage de Foxy (capitaine)
- Âge :
  - 1re moitié : 36 ans
  - 2e moitié : 38 ans
- Première apparition :
  - Manga : Chapitre 305
  - Anime : Épisode 207
- Taille : 180 cm
- Groupe sanguin : S
- Anniversaire : 4 avril
- Fruit du démon : Fruit Ramollo (type Paramecia)
- Prime : 24 000 000
- Seiyu : Bin Shimada

#### Porché
- Affiliation : Équipage de Foxy (combattant) [9]
- Première apparition :
  - Manga : Chapitre 305
  - Anime : Épisode 207
- Anniversaire : 16 novembre
- Seiyu : Sara Nakayama (en)

#### Hamburg
- Épithète : Le sprinter quatrupède [9]
- Affiliation : Équipage de Foxy (combattant)
- Première apparition :
  - Manga : Chapitre 305
  - Anime : Épisode 207
- Anniversaire : 22 février
- Seiyu : Hirohiko Kakegawa

### Équipage de Thriller Bark

#### Gecko Moria
- Affiliation :
  - Équipage de Thriller Bark (capitaine) [9]
  - Équipage de Gecko (capitaine) (anciennement)
  - Ordre des Sept Grands Corsaires (anciennement)
- Âge :
  - 1re moitié : 48 ans
  - 2e moitié : 50 ans
- Première apparition :
  - Manga : Chapitre 449
  - Anime : Épisode 343
- Fruit du démon : Fruit de l'Ombre (type Paramecia)
- Prime : 320 000 000
- Seiyu : Katsuhisa Hōki (en)

#### Hogback
- Épithète : Docteur Hogback [9]
- Affiliation : Équipage de Thriller Bark (Quatre mystérieux)
- Âge :
  - 1re moitié : 45 ans
  - 2e moitié : 47 ans
- Première apparition :
  - Manga : Chapitre 446
  - Anime : Épisode 340
- Taille : 223 cm
- Groupe sanguin : XF
- Anniversaire : 19 décembre
- Seiyu : Hiroshi Iwasaki (en)

#### Absalom
- Épithète : Absalom du tombeau [9]
- Affiliation : Équipage de Thriller Bark (Quatre mystérieux) (anciennement)
- Âge :
  - 1re moitié : 34 ans
  - 2e moitié à sa mort : 36 ans
- Première apparition :
  - Manga : Chapitre 444
  - Anime : Épisode 339
- Taille : 195 cm
- Groupe sanguin : F
- Anniversaire : 30 décembre
- Fruit du démon : Fruit de l'Invisibilité (type Paramecia) (anciennement)
- Seiyu : Hiroaki Miura (en)

#### Perona
- Épithète : Princesse fantôme [9]

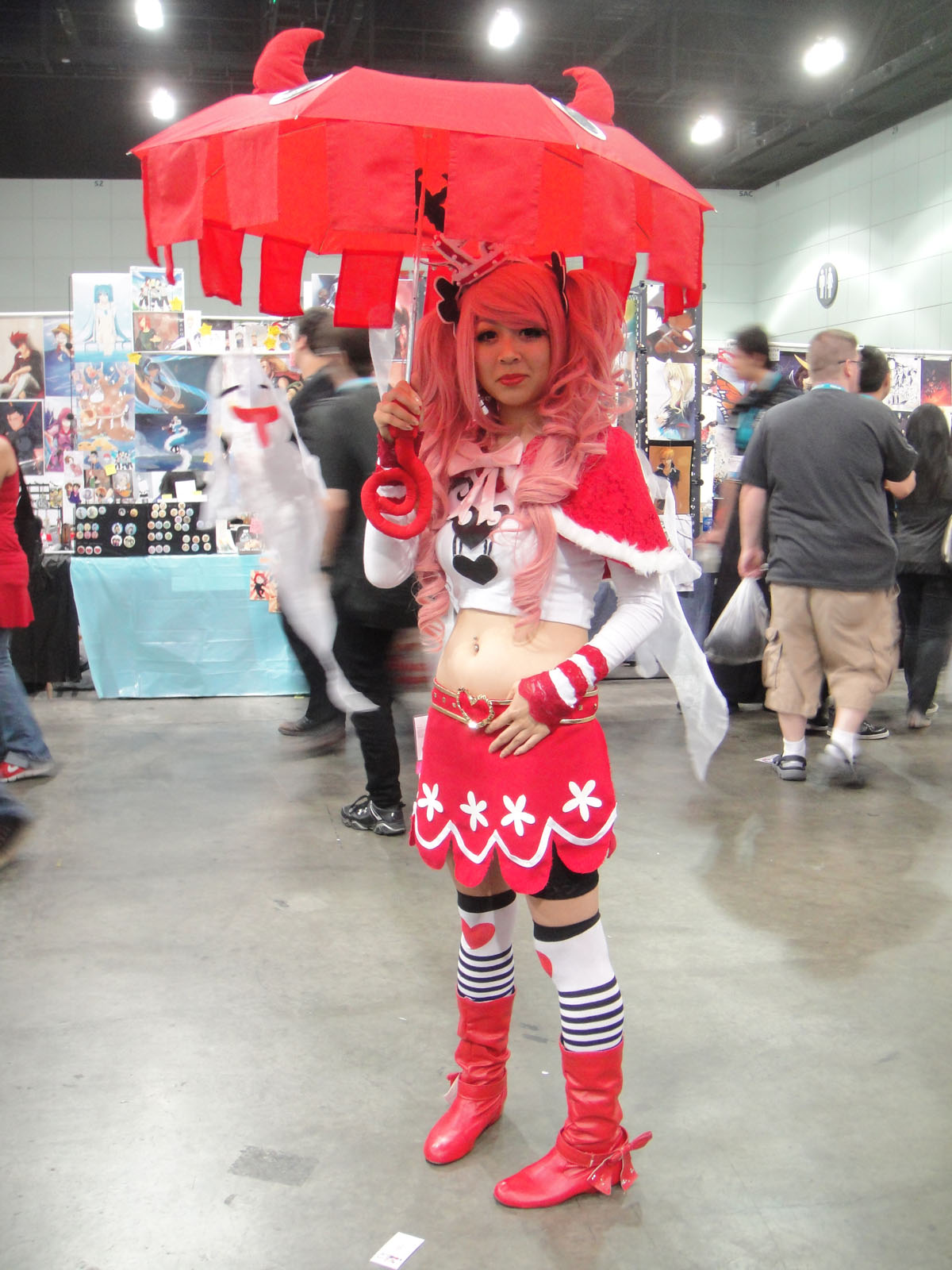
Cosplay de Perona.

- Affiliation : Équipage de Thriller Bark (Quatre mystérieux)
- Âge :
  - 1re moitié : 23 ans
  - 2e moitié : 25 ans
- Première apparition :
  - Manga : Chapitre 443
  - Anime : Épisode 338
- Taille : 160 cm
- Groupe sanguin : XF
- Anniversaire : 7 juin
- Fruit du démon : Fruit de l'Ectoplasme (type Paramecia)
- Seiyu : Kumiko Nishihara (en)

### Équipage du "Rolling"

#### Charlotte Laura
- Épithète : Laura le râteau [9]
- Affiliation :
  - Équipage du "Rolling" (capitaine)
  - Équipage de Big Mom (anciennement)
  - Famille Charlotte (23e fille et 53e enfant) (anciennement)
  - Totto Land (ministre chocolat) (anciennement)
- Âge :
  - 1re moitié : 24 ans
  - 2e moitié : 26 ans
- Première apparition :
  - Manga : Chapitre 476
  - Anime : Épisode 370
- Taille : 215 cm
- Groupe sanguin : F
- Anniversaire : 27 janvier
- Prime : 24 000 000
- Seiyu : Aya Hisakawa

### Équipage du Heart

#### Trafalgar D. Water Law

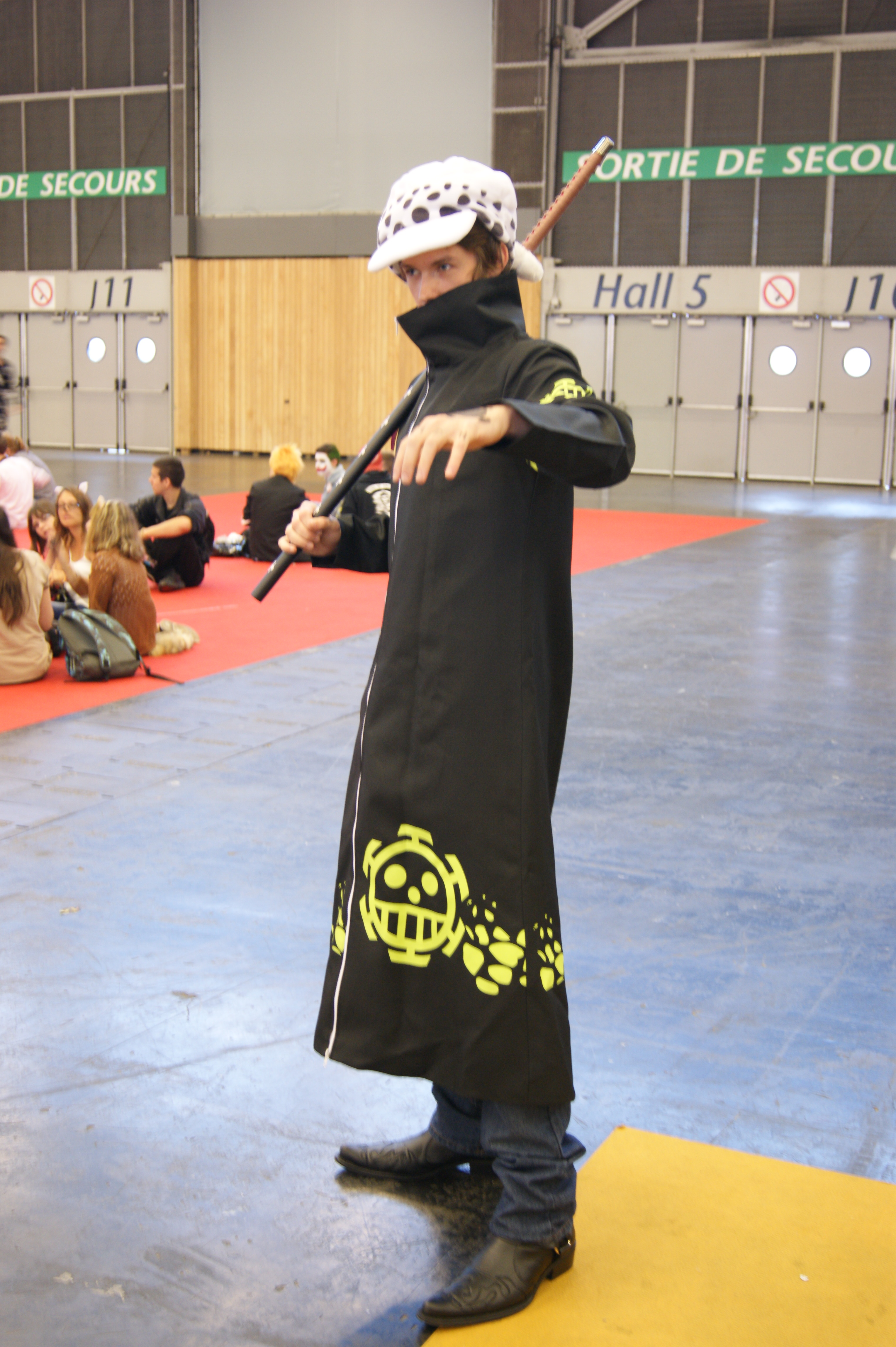
Cosplay de Trafalgar D. Water Law.

- Épithète : Le chirurgien de la mort [9],[8]
- Affiliation :
  - Équipage du Heart (capitaine)
  - Ordre des Sept Grands Corsaires (anciennement)
  - Équipage de Don Quijote (anciennement)
  - Alliance ninja-pirate-mink-samouraï (anciennement)
- Âge :
  - 1re moitié : 24 ans
  - 2e moitié : 26 ans
- Première apparition :
  - Manga : Chapitre 498
  - Anime : Épisode 392
- Taille : 191 cm
- Groupe sanguin : F
- Anniversaire : 6 octobre
- Fruit du démon : Fruit du Bistouri (type Paramecia)
- Fluide :
  - Fluide Perceptif
  - Fluide Offensif
- Arme : Kikoku
- Prime : 3 000 000 000
- Seiyu : Hiroshi Kamiya

#### Bepo
- Affiliation :
  - Équipage du Heart (navigateur) [9]
  - Alliance ninja-pirate-mink-samouraï (anciennement)
- Âge :
  - 1re moitié : 20 ans
  - 2e moitié : 22 ans
- Première apparition :
  - Manga : Chapitre 498
  - Anime : Épisode 392
- Taille : 240 cm
- Groupe sanguin : S
- Anniversaire : 20 novembre
- Prime : 1 500
- Seiyu : Yasuhiro Takato (en)

#### Jean Bart
- Affiliation :
  - Équipage du Heart [9]
  - Alliance ninja-pirate-mink-samouraï (anciennement)
- Première apparition :
  - Manga : Chapitre 497
  - Anime : Épisode 391
- Anniversaire : 6 avril
- Seiyu : Yasunori Masutani (en)

#### Shachi
- Affiliation :
  - Équipage du Heart [9]
  - Alliance ninja-pirate-mink-samouraï (anciennement)
- Âge :
  - 1re moitié : 25 ans
  - 2e moitié : 27 ans
- Première apparition :
  - Manga : Chapitre 498
  - Anime : Épisode 392
- Groupe sanguin : X
- Anniversaire : 7 avril
- Seiyu : Takahiro Fujimoto (ja)

#### Pingouin
- Affiliation :
  - Équipage du Heart [9]
  - Alliance ninja-pirate-mink-samouraï (anciennement)
- Âge :
  - 1re moitié : 26 ans
  - 2e moitié : 28 ans
- Première apparition :
  - Manga : Chapitre 498
  - Anime : Épisode 392
- Groupe sanguin : X
- Anniversaire : 25 avril
- Seiyu : Keiji Hirai (ja)

### Équipage de Kidd

#### Eustass Kidd
- Épithète : "Captain" Kidd [9]
- Affiliation :
  - Équipage de Kidd (capitaine)

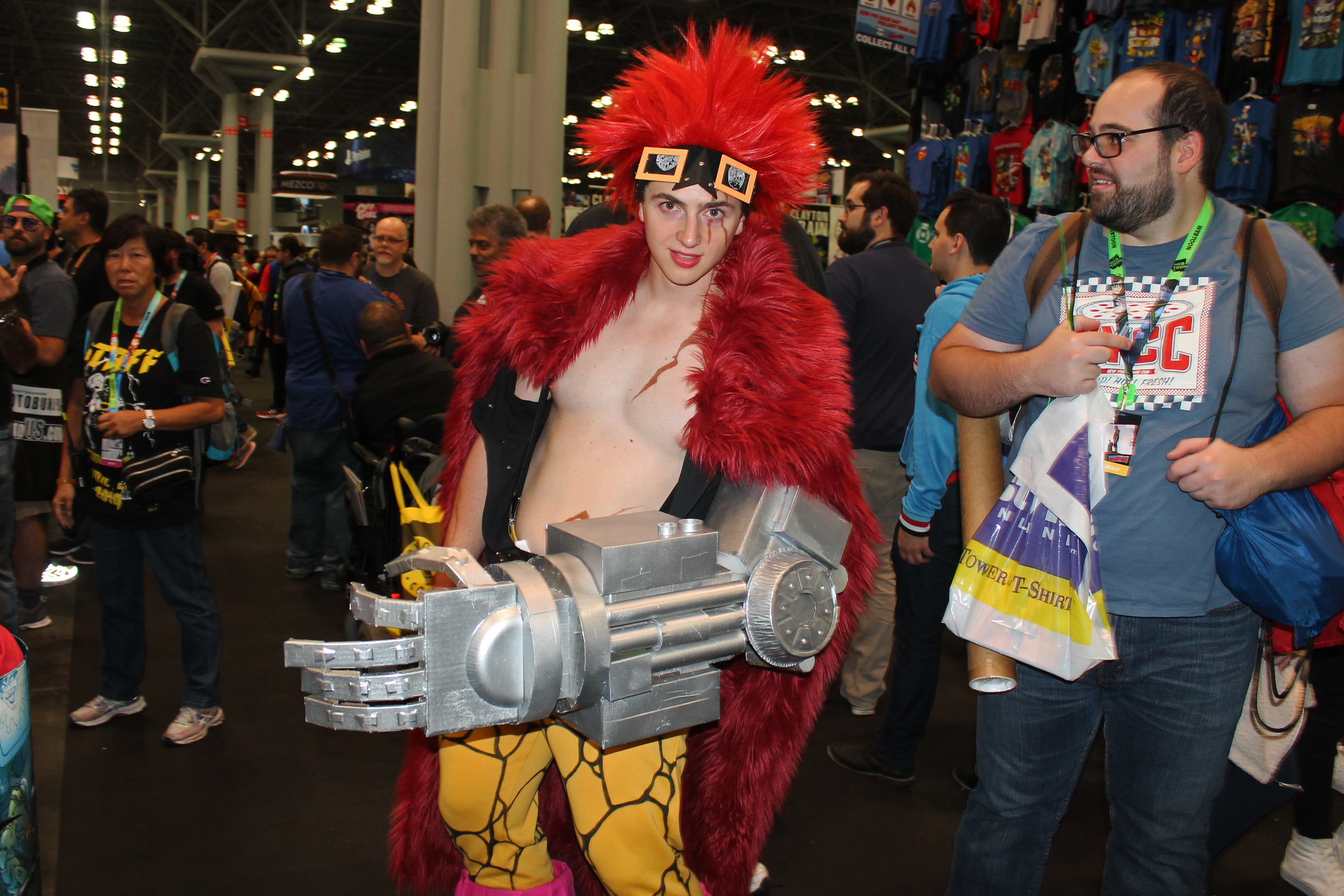
Cosplay d'Eustass Kidd.

  - Carrière aux prisonniers d'Udon (prisonnier) (anciennement)
- Âge :
  - 1re moitié : 21 ans
  - 2e moitié : 23 ans
- Première apparition :
  - Manga : Chapitre 498
  - Anime : Épisode 392
- Taille : 205 cm
- Groupe sanguin : F
- Anniversaire : 10 janvier
- Fruit du démon : Magnéto-Fruit (type Paramecia)
- Fluide :
  - Fluide Perceptif
  - Fluide Offensif
  - Fluide Royal
- Prime : 3 000 000 000
- Seiyu : Daisuke Namikawa

#### Killer
- Épithète : Le massacreur [9]
- Affiliation :
  - Équipage de Kidd (combattant)
  - Clan Kurozumi (anciennement)
  - Carrière aux prisonniers d'Udon (prisonnier) (anciennement)
- Âge :
  - 1re moitié : 25 ans
  - 2e moitié : 27 ans
- Première apparition :
  - Manga : Chapitre 498
  - Anime : Épisode 392
- Taille : 195 cm
- Groupe sanguin : X
- Anniversaire : 2 février
- Fluide :
  - Fluide Perceptif
  - Fluide Offensif
- Arme : Punishers
- Prime : 200 000 000
- Seiyu : Kenji Hamada

#### Heat
- Affiliation : Équipage de Kidd [9]
- Première apparition :
  - Manga : Chapitre 500
  - Anime : Épisode 394
- Anniversaire : 1er décembre
- Seiyu : Keiji Hirai (ja)

#### Wire
- Affiliation : Équipage de Kidd [9]
- Première apparition :
  - Manga : Chapitre 500
  - Anime : Épisode 394
- Anniversaire : 18 juillet

### Équipage du "Fire Tank"

#### Capone Bege
- Épithète : Capone "Gang" Bege [9]
- Affiliation :
  - Équipage du "Fire Tank" (capitaine)
  - Équipage de Big Mom (anciennement)
- Âge :
  - 1re moitié : 40 ans
  - 2e moitié : 42 ans
- Première apparition :
  - Manga : Chapitre 498
  - Anime : Épisode 392
- Taille : 166 cm
- Groupe sanguin : S
- Anniversaire : 17 janvier
- Fruit du démon : Fruit du Château (type Paramecia)
- Prime : 350 000 000
- Seiyu : Naoki Tatsuta

#### Vito
- Épithète : La gâchette monstrueuse [9]
- Affiliation :
  - Équipage du "Fire Tank" (conseiller)
  - Équipage de Big Mom (anciennement)
- Âge : 36 ans
- Première apparition :
  - Manga : Chapitre 812
  - Anime : Épisode 763
- Taille : 242 cm
- Groupe sanguin : S
- Anniversaire : 21 octobre
- Prime : 95 000 000
- Seiyu : Daisuke Kishio

#### Gotti
- Affiliation :
  - Équipage du "Fire Tank" (assassin) [9]
  - Équipage de Big Mom (anciennement)
- Âge : 33 ans
- Première apparition :
  - Manga : Chapitre 825
  - Anime : Épisode 783
- Taille : 375 cm
- Groupe sanguin : S
- Anniversaire : 21 mai
- Prime : 90 000 000
- Seiyu : Masafumi Kimura (en)

#### Charlotte Chiffon
- Affiliation :
  - Équipage du "Fire Tank" [9]
  - Équipage de Big Mom (anciennement)
  - Famille Charlotte (22e fille et 52e enfant) (anciennement)
- Âge : 26 ans
- Première apparition :
  - Manga : Chapitre 825
  - Anime : Épisode 783
- Taille : 215 cm
- Groupe sanguin : F
- Anniversaire : 27 janvier
- Seiyu : Aya Hisakawa

#### Charlotte Pets
- Affiliation :
  - Équipage du "Fire Tank" [9]
  - Équipage de Big Mom (anciennement)
  - Famille Charlotte (22e fille et 52e enfant) (anciennement)
- Âge : 1 an
- Première apparition :
  - Manga : Chapitre 834
  - Anime : Épisode 795
- Anniversaire : 22 janvier
- Seiyu : Masami Suzuki

### Équipage de Bonney

#### Jewelry Bonney
- Épithète : La gloutonne [9]
- Affiliation :
  - Équipage de Bonney (capitaine)

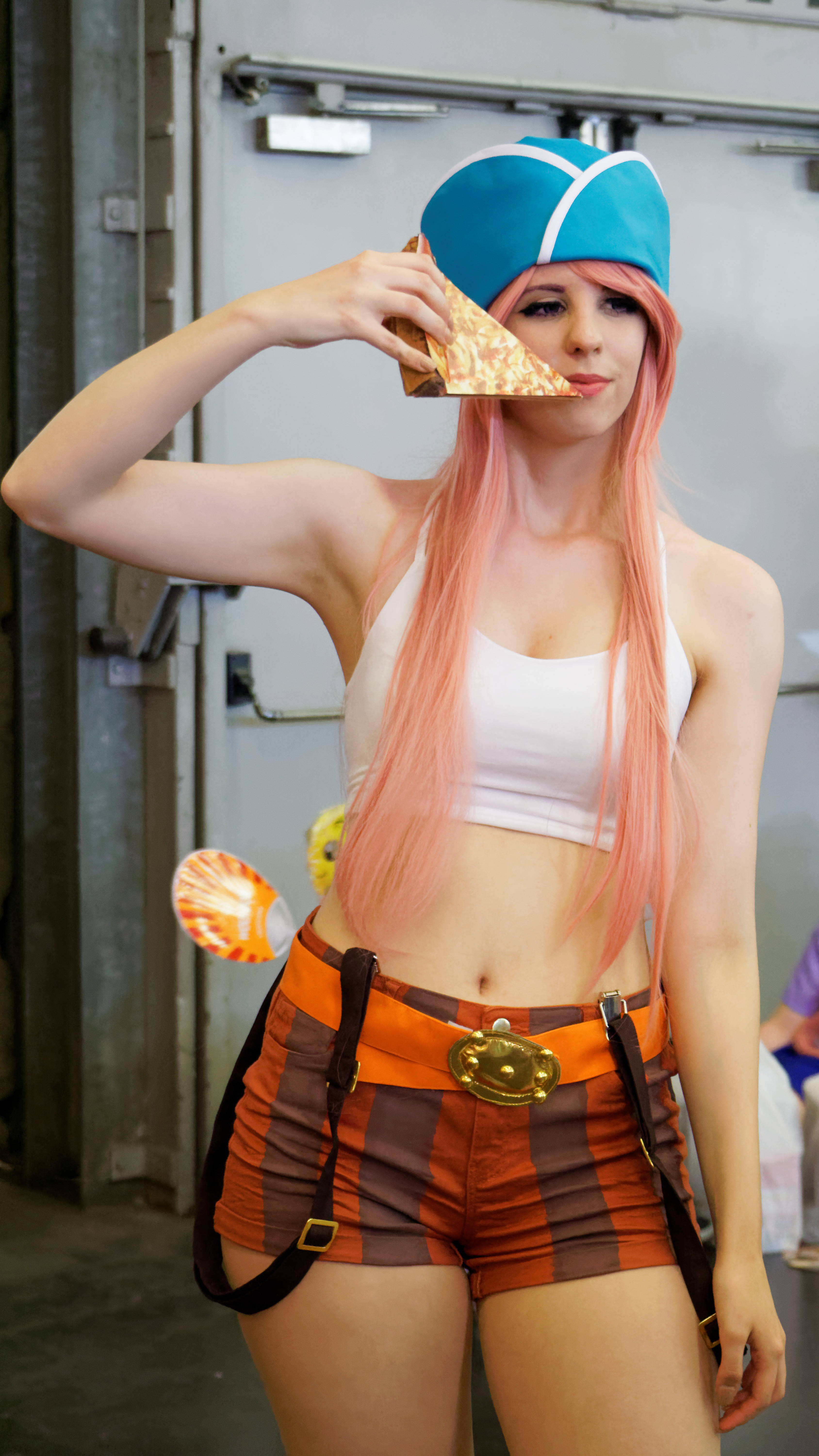
Cosplay de Jewelry Bonney.

  - Royaume de Sorbet (princesse) (anciennement)
- Âge :
  - 1re moitié : 10 ans
  - 2e moitié : 12 ans
- Première apparition :
  - Manga : Chapitre 498
  - Anime : Épisode 392
- Taille : 174 cm
- Groupe sanguin : F
- Anniversaire : 1er septembre
- Fruit du démon : Fruit de l'Âge (type Paramecia)
- Fluide : Fluide Offensif
- Prime : 320 000 000
- Seiyu : Reiko Takagi (en)

#### Ichtyo
- Affiliation : Équipage de Bonney [9]
- Première apparition :
  - Manga : Chapitre 498
  - Anime : Épisode 392

### Équipage des moines dépravés

#### Urouge
- Épithète : Le moine fou [9]
- Affiliation : Équipage des moines dépravés (capitaine)
- Âge :
  - 1re moitié : 45 ans
  - 2e moitié : 47 ans
- Première apparition :
  - Manga : Chapitre 498
  - Anime : Épisode 392
- Taille : 388 cm
- Groupe sanguin : S
- Anniversaire : 1er août
- Fruit du démon : Nom inconnu (type Paramecia)
- Prime : 108 000 000
- Seiyu : Taiten Kusunoki (en)

### Équipage des pirates Kuja

#### Boa Hancock

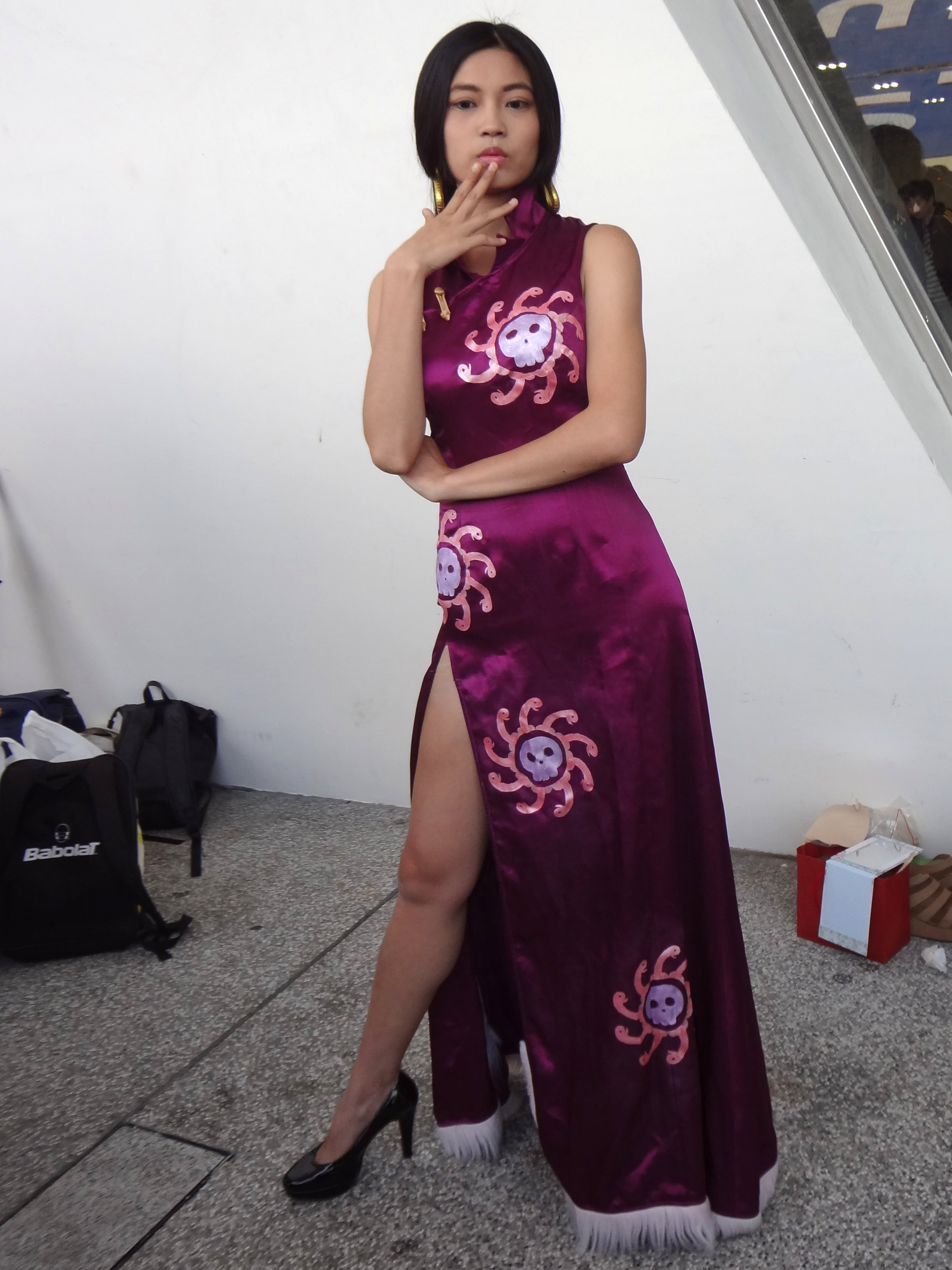
Cosplay de Boa Hancock.

- Épithète : Impératrice pirate [9],[8]
- Affiliation :
  - Équipage des pirates Kuja (capitaine)
  - Amazon Lily (impératrice)
  - Ordre des Sept Grands Corsaires (anciennement)
- Âge :
  - 1re moitié : 29 ans
  - 2e moitié : 31 ans
- Première apparition :
  - Manga : Chapitre 516
  - Anime : Épisode 409
- Taille : 191 cm
- Groupe sanguin : S
- Anniversaire : 2 septembre
- Fruit du démon : Fruit de la Passion (type Paramecia)
- Fluide :
  - Fluide Perceptif
  - Fluide Offensif
  - Fluide Royal
- Prime : 1 659 000 000
- Seiyu : Kotono Mitsuishi

#### Boa Sandersonia
- Affiliation :
  - Équipage des pirates Kuja [9]
  - Amazon Lily (cadette des sœurs Gorgones)
- Âge :
  - 1re moitié : 28 ans
  - 2e moitié : 30 ans
- Première apparition :
  - Manga : Chapitre 516
  - Anime : Épisode 409
- Taille : 453 cm
- Groupe sanguin : S
- Anniversaire : 3 septembre
- Fruit du démon : Fruit du Reptile, version Anaconda (type Zoan)
- Fluide :
  - Fluide Perceptif
  - Fluide Offensif
- Prime : 40 000 000
- Seiyu : Chiwa Saitō

#### Boa Marigold
- Affiliation :
  - Équipage des pirates Kuja [9]
  - Amazon Lily (benjamine des sœurs Gorgones)
- Âge :
  - 1re moitié : 26 ans
  - 2e moitié : 28 ans
- Première apparition :
  - Manga : Chapitre 516
  - Anime : Épisode 409
- Taille : 432 cm
- Groupe sanguin : S
- Anniversaire : 5 septembre
- Fruit du démon : Fruit du Reptile, version Cobra Royal (type Zoan)
- Fluide :
  - Fluide Perceptif
  - Fluide Offensif
- Prime : 40 000 000
- Seiyu : Kimiko Saitō (en)

#### Margaret
- Affiliation : Équipage des pirates Kuja [9]
- Âge :
  - 1re moitié : 16 ans
  - 2e moitié : 18 ans
- Première apparition :
  - Manga : Chapitre 514
  - Anime : Épisode 408
- Taille : 178 cm
- Groupe sanguin : F
- Anniversaire : 9 avril
- Fluide : Fluide Offensif
- Seiyu : Masumi Asano

### Équipage du lion d'or

#### Shiki
- Épithète : Shiki le lion d'or [9]
- Affiliation :
  - Équipage du lion d'or (amiral)
  - Équipage de Rocks (anciennement)
  - Impel Down (prisonnier du 6e cercle) (anciennement)
- Première apparition :
  - Manga : Chapitre 0
  - Anime : Épisode 425
- Anniversaire : 20 mars
- Fruit du démon : Fruit Flottant (type Paramecia)
- Seiyu : Naoto Takenaka

#### Indigo
- Épithète : Docteur Indigo [9]
- Affiliation : Équipage du lion d'or
- Première apparition :
  - Manga : Chapitre 0
  - Anime : Épisode 429
- Anniversaire : 5 décembre
- Seiyu : Ryūsei Nakao

### Équipage des pirates de Caribou

#### Caribou
- Épithète : Caribou la tignasse humide [9]
- Affiliation :
  - Équipage des pirates de Caribou (co-capitaine)
  - Faux équipage de Chapeau de paille (anciennement)
  - Carrière aux prisonniers d'Udon (prisonnier) (anciennement)
- Âge : 32 ans
- Première apparition :
  - Manga : Chapitre 600
  - Anime : Épisode 519
- Taille : 228 cm
- Groupe sanguin : XF
- Anniversaire : 4 juillet
- Fruit du démon : Fruit du Marais (type Logia)
- Prime : 210 000 000
- Seiyu : Masaki Terasoma (en)

#### Coribou
- Épithète : Coribou l'arroseur sanguinaire [9]
- Affiliation :
  - Équipage des pirates de Caribou (co-capitaine)
  - Faux équipage de Chapeau de paille (anciennement)
- Âge : 29 ans
- Première apparition :
  - Manga : Chapitre 600
  - Anime : Épisode 519
- Taille : 250 cm
- Groupe sanguin : XF
- Anniversaire : 2 mai
- Prime : 190 000 000
- Seiyu : Kōhei Fukuhara (es)

### Équipage des pirates du Soleil

#### Fisher Tiger
- Épithète : L'aventurier [9]
- Affiliation :
  - Équipage des pirates du Soleil (capitaine) (anciennement)
  - Quartier des hommes-poissons (chef) (anciennement)
- Âge à sa mort : 48 ans
- Première apparition :
  - Manga : Chapitre 521
  - Anime : Épisode 415
- Taille : 520 cm
- Groupe sanguin : S
- Anniversaire : 5 novembre
- Prime : 230 000 000
- Seiyu : Kōji Ishii

#### Aladdin
- Affiliation :
  - Équipage des pirates du Soleil (vice-capitaine) [9]
  - Royaume Ryugu (soldat de l'armée de Neptune) (anciennement)
- Âge : 46 ans
- Première apparition :
  - Manga : Chapitre 620
  - Anime : Épisode 540
- Taille : 627 cm
- Groupe sanguin : XF
- Anniversaire : 31 janvier
- Pouvoirs physiques :
  - Karaté des Hommes-Poissons
  - Jujitsu des Hommes-Poissons
- Prime : ?
- Seiyu : Kōji Ishii

#### Charlotte Praliné
- Affiliation :
  - Équipage des pirates du Soleil [9]
  - Équipage de Big Mom (anciennement)
  - Famille Charlotte (21e fille et 47e enfant) (anciennement)
  - Totto Land (ministre design) (anciennement)
- Âge : 29 ans
- Première apparition :
  - Manga : Chapitre 830
  - Anime : Épisode 790
- Taille : 800 cm
- Groupe sanguin : S
- Anniversaire : 22 juillet
- Seiyu : Yuko Tachibana (ja)

#### Wadatsumi
- Épithète : Wadatsumi le monstre naufrageur [9]
- Affiliation :
  - Équipage des pirates du Soleil
  - Équipage du "Hollandais volant" (anciennement)
- Âge : 25 ans
- Première apparition :
  - Manga : Chapitre 606
  - Anime : Épisode 525
- Taille : 8 000 cm
- Groupe sanguin : F
- Anniversaire : 9 février
- Seiyu : Kōki Miyata

### Pirates sans équipage

#### Edward Weeble
- Épithète : Barbe Blanche Junior [9]
- Affiliation : Ordre des Sept Grands Corsaires (anciennement)
- Âge : 35 ans
- Première apparition :
  - Manga : Chapitre 802
  - Anime : Épisode 751
- Taille : 680 cm
- Groupe sanguin : S
- Anniversaire : 10 décembre
- Fluide :
  - Fluide Perceptif
  - Fluide Offensif
- Prime : Au moins 480 000 000
- Seiyu : Kōzō Shioya

#### Buckingham Stussy
- Épithète :
  - Miss Bakkin
  - Miss Buckingham Stussy
- Affiliation :
  - Équipage de Rocks (anciennement)
  - MADS (anciennement)
- Âge : 76 ans
- Première apparition :
  - Manga : Chapitre 802
  - Anime : Épisode 752
- Taille : 68 cm
- Groupe sanguin : S
- Anniversaire : 12 avril
- Seiyu : Reiko Suzuki

#### Hanafuda
- Épithète : Le roi des lézards [9]
- Affiliation : Ordre des Sept Grands Corsaires (anciennement)
- Taille : 515 cm

## Anciens équipages pirates

### Équipage de Roger

#### Gol D. Roger
- Épithète :
  - Gold Roger [9]
  - Roi des pirates
- Affiliation : Équipage de Roger (capitaine) (anciennement)
- Âge à sa mort : 53 ans
- Première apparition :
  - Manga : Chapitre 1
  - Anime : Épisode 1
- Taille : 274 cm
- Groupe sanguin : S
- Anniversaire : 31 décembre
- Fluide :
  - Fluide Perceptif
  - Fluide Offensif
  - Fluide Royal
- Arme : Ace (anciennement)
- Prime : 5 564 800 000
- Seiyu : Masane Tsukayama

#### Seagull Guns Nozdon
- Affiliation : Équipage de Roger (anciennement)
- Première apparition :
  - Manga : Chapitre 0
  - Anime : Épisode 0
- Seiyu : Keiji Hirai (ja)

#### Sunbel
- Affiliation : Équipage de Roger (anciennement)
- Première apparition :
  - Manga : Chapitre 0
  - Anime : Épisode 0
- Seiyu : Yukinori Okuhata (ja)

#### Autres membres
- Taro
- Dringo
- Petermoo
- Millet Pine
- Ganryu
- CB Galant
- Donquino
- Mr Momora
- Moon Isaac Jr.
- Yui
- Rangram
- Colonel Mugren
- Max Marks
- Spencer
- Bankro
- Blumarine
- Elio
- Rowing
- Jacksonbanner
- Yamon

### Équipage d'Arlong

#### Arlong
- Épithète : Arlong la scie [9]
- Affiliation : 
  - Équipage d'Arlong (capitaine) (anciennement)
  - Équipage des Pirates du Soleil (anciennement)
  - Impel Down (prisonnier) (anciennement)
- Âge :
  - 1re moitié : 39 ans
  - 2e moitié : 41 ans
- Première apparition :
  - Manga : Chapitre 69
  - Anime : Épisode 31
- Taille : 263 cm
- Groupe sanguin : F
- Anniversaire : 3 mai
- Arme : Sabre-scie
- Prime : 20 000 000
- Seiyu : Jurota Kosugi (en)

#### Kuroobi
- Affiliation : 
  - Équipage d'Arlong (lieutenant) (anciennement) [9]
  - Équipage des Pirates du Soleil (anciennement)
- Âge :
  - 1re moitié : 36 ans
  - 2e moitié : 38 ans
- Première apparition :
  - Manga : Chapitre 69
  - Anime : Épisode 31
- Taille : 252 cm
- Groupe sanguin : S
- Anniversaire : 25 octobre
- Pouvoirs physiques : Karaté des Hommes-Poissons
- Prime : 9 000 000
- Seiyu : Hisao Egawa

#### Smack
- Affiliation : 
  - Équipage d'Arlong (lieutenant) (anciennement) [9]
  - Équipage des Pirates du Soleil (anciennement)
- Âge :
  - 1re moitié : 33 ans
  - 2e moitié : 35 ans
- Première apparition :
  - Manga : Chapitre 69
  - Anime : Épisode 31
- Taille : 257 cm
- Groupe sanguin : X
- Anniversaire : 23 mai
- Prime : 5 500 000
- Seiyu : Masaya Onosaka (en)

### Équipage du "Rumbar"

#### Yorki
- Épithète : Calicot Yorki [9],[19]
- Affiliation : Équipage du "Rumbar" (capitaine) (anciennement)
- Première apparition :
  - Manga : Chapitre 103
  - Anime : Épisode 63
- Anniversaire : 9 avril
- Prime : ?
- Seiyu : Eiji Takemoto (en)

#### Madaisky Mizuta
- Épithète : Jumeaux Mizuta [19]
- Affiliation : Équipage du "Rumbar" (anciennement)
- Première apparition :
  - Manga : Chapitre 487
  - Anime : Épisode 379

#### Mawaritovsky Mizuta
- Épithète : Jumeaux Mizuta [19]
- Affiliation : Équipage du "Rumbar" (anciennement)
- Première apparition :
  - Manga : Chapitre 488
  - Anime : Épisode 379

### Équipage de Bellamy

#### Sarquiss
- Épithète : Bigknife Sarquiss [9]
- Affiliation : Équipage de Bellamy (vice-capitaine) (anciennement)
- Âge à sa mort : 27 ans
- Première apparition :
  - Manga : Chapitre 222
  - Anime : Épisode 146
- Taille : 228 cm
- Groupe sanguin : F
- Anniversaire : 12 juillet
- Prime : 38 000 000
- Seiyu : Yuji Ueda

### Équipage de Barbe Brune

#### Barbros Bruneriguez
- Épithète : Barbe Brune [9]
- Affiliation :
  - Équipage de Barbe Brune (capitaine) (anciennement)
  - Centaures de Punk Hazard (chef) (anciennement)
- Âge :
  - 1re moitié : 43 ans
  - 2e moitié : 45 ans
- Première apparition :
  - Manga : Chapitre 581
  - Anime : Épisode 490
- Taille : 691 cm
- Groupe sanguin : S
- Anniversaire : 3 février
- Prime : 80 060 000
- Seiyu : Masashi Sugawara (en)

### Équipage de Bluejam

#### Bluejam
- Affiliation : Équipage de Bluejam (capitaine) (anciennement) [9],[20]
- Âge à sa mort : 42 ans
- Première apparition :
  - Manga : Chapitre 584
  - Anime : Épisode 494
- Taille : 261 cm
- Groupe sanguin : X
- Anniversaire : 16 février
- Prime : 14 300 000
- Seiyu : Akihiko Ishizumi (en)

#### Porchemy
- Affiliation : Équipage de Bluejam (anciennement) [9],[20]
- Âge à sa mort : 25 ans
- Première apparition :
  - Manga : Chapitre 583
  - Anime : Épisode 494
- Taille : 320 cm
- Groupe sanguin : X
- Anniversaire : 3 avril
- Prime : 3 400 000
- Seiyu : Masashi Sugawara (en)

### Faux équipage de Chapeau de paille

#### Demaro Black
- Épithète : Demaro Black à trois langues [9],[21]
- Affiliation : Faux équipage de Chapeau de paille (capitaine) (anciennement)
- Âge : 36 ans
- Première apparition :
  - Manga : Chapitre 598
  - Anime : Épisode 517
- Taille : 245 cm
- Groupe sanguin : S
- Anniversaire : 5 mai
- Prime : 26 000 000
- Seiyu : Hiroaki Hirata

#### Manjaro
- Affiliation : Faux équipage de Chapeau de paille (anciennement) [9],[21]
- Âge : 25 ans
- Première apparition :
  - Manga : Chapitre 598
  - Anime : Épisode 518
- Taille : 202 cm
- Groupe sanguin : S
- Anniversaire : 9 septembre
- Seiyu : Kappei Yamaguchi

#### Chocolat
- Affiliation : Faux équipage de Chapeau de paille (anciennement) [9],[21]
- Âge : 26 ans
- Première apparition :
  - Manga : Chapitre 598
  - Anime : Épisode 517
- Taille : 181 cm
- Groupe sanguin : X
- Anniversaire : 21 septembre
- Seiyu : Ikue Ōtani

#### Mounblutain
- Affiliation : Faux équipage de Chapeau de paille (anciennement) [9],[21]
- Âge : 30 ans
- Première apparition :
  - Manga : Chapitre 598
  - Anime : Épisode 517
- Taille : 294 cm
- Groupe sanguin : XF
- Anniversaire : 9 janvier
- Seiyu : Kazuki Yao

#### Drip
- Affiliation : Faux équipage de Chapeau de paille (anciennement) [9],[21]
- Âge : 24 ans
- Première apparition :
  - Manga : Chapitre 598
  - Anime : Épisode 518
- Taille : 208 cm
- Groupe sanguin : XF
- Anniversaire : 22 octobre
- Seiyu : Kazuya Nakai

#### Nora Gitsune
- Affiliation : Faux équipage de Chapeau de paille (anciennement) [9],[21]
- Âge : 13 ans
- Première apparition :
  - Manga : Chapitre 598
  - Anime : Épisode 518
- Taille : 103 cm
- Anniversaire : 10 avril
- Seiyu : Mayumi Tanaka

#### Cocoa
- Affiliation : Faux équipage de Chapeau de paille (anciennement) [9],[21]
- Âge : 27 ans
- Première apparition :
  - Manga : Chapitre 598
  - Anime : Épisode 518
- Taille : 138 cm
- Groupe sanguin : X
- Anniversaire : 7 novembre
- Seiyu : Akemi Okamura

#### Turco
- Affiliation : Faux équipage de Chapeau de paille (anciennement) [9],[21]
- Âge : 45 ans
- Première apparition :
  - Manga : Chapitre 598
  - Anime : Épisode 517
- Taille : 258 cm
- Groupe sanguin : X
- Anniversaire : 29 octobre
- Seiyu : Yūichi Nagashima (en)

### Nouvel équipage des hommes-poissons

#### Hody Jones
- Affiliation :
  - Nouvel équipage des hommes-poissons (capitaine) (anciennement) [9],[22]
  - Royaume Ryugu (soldat de l'armée de Neptune) (anciennement)
- Âge : 30 ans
- Première apparition :
  - Manga : Chapitre 608
  - Anime : Épisode 527
- Taille : 331 cm
- Groupe sanguin : F
- Anniversaire : 14 avril
- Arme : Aileron tranchant
- Pouvoirs physiques :
  - Karaté des Hommes-Poissons
  - Jujitsu des Hommes-Poissons
- Seiyu : Jōji Nakata

#### Dosun
- Affiliation : Nouvel équipage des hommes-poissons (lieutenant) (anciennement) [9],[22]
- Âge : 30 ans
- Première apparition :
  - Manga : Chapitre 611
  - Anime : Épisode 530
- Taille : 418 cm
- Groupe sanguin : S
- Anniversaire : 9 octobre
- Seiyu : Takahiro Yoshimizu (en)

#### Zeo
- Affiliation : Nouvel équipage des hommes-poissons (lieutenant) (anciennement) [9],[22]
- Âge : 30 ans
- Première apparition :
  - Manga : Chapitre 611
  - Anime : Épisode 530
- Taille : 325 cm
- Groupe sanguin : X
- Anniversaire : 11 novembre
- Seiyu : Shintarō Asanuma (en)

#### Daruma
- Affiliation : Nouvel équipage des hommes-poissons (lieutenant) (anciennement) [9],[22]
- Âge : 30 ans
- Première apparition :
  - Manga : Chapitre 611
  - Anime : Épisode 530
- Taille : 122 cm
- Groupe sanguin : F
- Anniversaire : 8 juillet
- Seiyu : Hisayoshi Suganuma

#### Ikaros Much
- Affiliation : Nouvel équipage des hommes-poissons (lieutenant) (anciennement) [9],[22]
- Âge : 30 ans
- Première apparition :
  - Manga : Chapitre 611
  - Anime : Épisode 530
- Taille : 499 cm
- Groupe sanguin : XF
- Anniversaire : 13 janvier
- Arme : Lance-calmar-séché
- Seiyu : Keiji Hirai (ja)

#### Hyozo
- Affiliation : Nouvel équipage des hommes-poissons (lieutenant) (anciennement) [9],[22]
- Âge : 39 ans
- Première apparition :
  - Manga : Chapitre 607
  - Anime : Épisode 527
- Taille : 327 cm
- Groupe sanguin : X
- Anniversaire : 18 avril
- Seiyu : Tetsuo Sakaguchi (ja)

### Équipage du "Hollandais volant"

#### Vander Decken IX
- Affiliation : Équipage du "Hollandais volant" (capitaine) (anciennement) [9],[23]
- Âge : 35 ans
- Première apparition :
  - Manga : Chapitre 606
  - Anime : Épisode 525
- Taille : 352 cm
- Groupe sanguin : XF
- Anniversaire : 22 août
- Fruit du démon : Fruit du Dans-le-mille (type Paramecia)
- Prime : ?
- Seiyu : Wataru Takagi

### Équipage de Don Quijote

#### Don Quijote Doflamingo
- Épithète : Le démon céleste [9],[24]
- Affiliation :
  - Famille Don Quijote

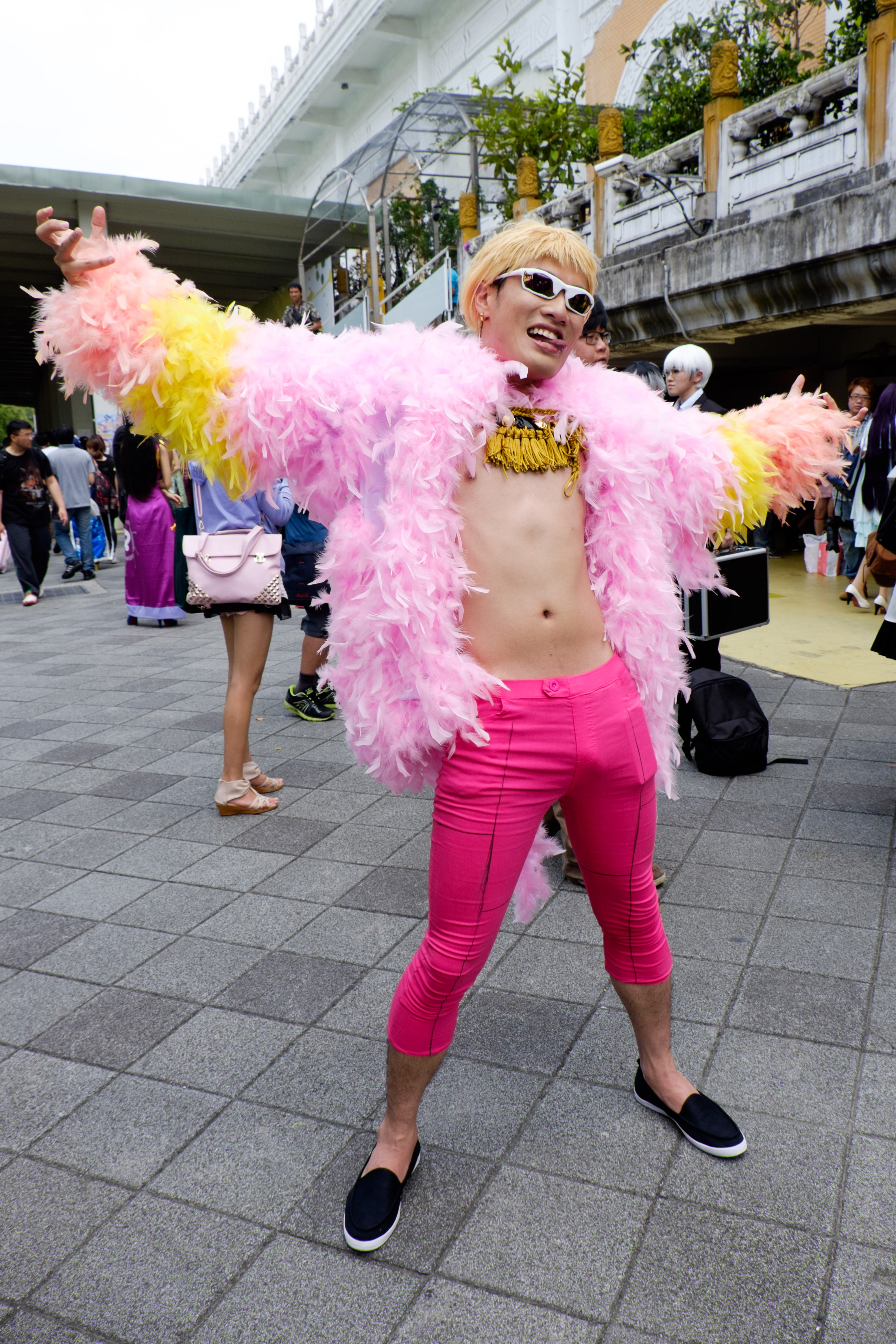
Cosplay de Don Quijote Doflamingo.

  - Impel Down (prisonnier du 6e cercle)
  - Équipage de Don Quijote (capitaine) (anciennement)
  - Ordre des Sept Grands Corsaires (anciennement)
  - Royaume de Dressrosa (roi) (anciennement)
  - Gouvernement mondial (dragon céleste) (anciennement)
- Âge :
  - 1re moitié : 39 ans
  - 2e moitié : 41 ans
- Première apparition :
  - Manga : Chapitre 233
  - Anime : Épisode 151
- Taille : 305 cm
- Groupe sanguin : X
- Anniversaire : 23 octobre
- Fruit du démon : Fruit du Fil (type Paramecia)
- Fluide :
  - Fluide Perceptif
  - Fluide Offensif
  - Fluide Royal
- Prime : 340 000 000
- Seiyu : Hideyuki Tanaka

#### Trébol
- Affiliation : Équipage de Don Quijote (lieutenant-chef) (anciennement) [9],[24]
- Âge : 49 ans
- Première apparition :
  - Manga : Chapitre 700
  - Anime : Épisode 629
- Taille : 349 cm
- Groupe sanguin : F
- Anniversaire : 18 mars
- Fruit du démon : Fruit du Poisse-Poisse (type Paramecia)
- Fluide :
  - Fluide Perceptif
  - Fluide Offensif
- Prime : 99 000 000
- Seiyu : Taiki Matsuno (en)

#### Diamante
- Affiliation : Équipage de Don Quijote (lieutenant-chef) (anciennement) [9],[24]
- Âge : 45 ans
- Première apparition :
  - Manga : Chapitre 700
  - Anime : Épisode 629
- Taille : 525 cm
- Groupe sanguin : S
- Anniversaire : 29 mai
- Fruit du démon : Fruit du Vole-au-Vent (type Paramecia)
- Fluide :
  - Fluide Perceptif
  - Fluide Offensif
- Prime : 99 000 000
- Seiyu : Hideyuki Umezu

#### Pica
- Affiliation : Équipage de Don Quijote (lieutenant-chef) (anciennement) [9],[24]
- Âge : 40 ans
- Première apparition :
  - Manga : Chapitre 700
  - Anime : Épisode 629
- Taille : 470 cm
- Groupe sanguin : X
- Anniversaire : 14 décembre
- Fruit du démon : Fruit de la Caillasse (type Paramecia)
- Fluide :
  - Fluide Perceptif
  - Fluide Offensif
- Prime : 99 000 000
- Seiyu : Yūji Mitsuya

#### Vergo
- Épithète : Vergo le démon au bambou [9],[24]
- Affiliation :
  - Équipage de Don Quijote (lieutenant-chef) (anciennement)
  - Marine (vice-amiral) (anciennement)
  - Base G-5 (commandant en chef) (anciennement)
- Âge à sa mort : 41 ans
- Première apparition :
  - Manga : Chapitre 671
  - Anime : Épisode 597
- Taille : 247 cm
- Groupe sanguin : X
- Anniversaire : 5 juillet
- Fluide :
  - Fluide Perceptif
  - Fluide Offensif
- Seiyu : Junichi Suwabe

#### Sugar
- Affiliation : Équipage de Don Quijote (lieutenant de l'armée de Trébol) (anciennement) [9],[24]
- Âge : 22 ans
- Première apparition :
  - Manga : Chapitre 682
  - Anime : Épisode 608
- Taille : 110 cm
- Groupe sanguin : XF
- Anniversaire : 22 octobre
- Fruit du démon : Fruit du Joujou (type Paramecia)
- Seiyu : Rie Kugimiya

#### Jora
- Affiliation : Équipage de Don Quijote (lieutenant de l'armée de Trébol) (anciennement) [9],[24]
- Âge : 61 ans
- Première apparition :
  - Manga : Chapitre 682
  - Anime : Épisode 608
- Taille : 221 cm
- Groupe sanguin : S
- Anniversaire : 25 janvier
- Fruit du démon : Fruit de l'Art (type Paramecia)
- Seiyu : Hiroko Emori

#### Lao G
- Affiliation : Équipage de Don Quijote (lieutenant de l'armée de Diamante) (anciennement) [9],[24]
- Âge : 70 ans
- Première apparition :
  - Manga : Chapitre 682
  - Anime : Épisode 608
- Taille : 157 cm
- Groupe sanguin : F
- Anniversaire : 7 octobre
- Pouvoirs physiques : Poing gâteux
- Prime : 61 000 000
- Seiyu : Tetsuo Gotō (en)

#### Señor Pink
- Affiliation : Équipage de Don Quijote (lieutenant de l'armée de Diamante) (anciennement) [9],[24]
- Âge : 46 ans
- Première apparition :
  - Manga : Chapitre 702
  - Anime : Épisode 632
- Taille : 244 cm
- Groupe sanguin : X
- Anniversaire : 12 juin
- Fruit du démon : Fruit du Barbotage (type Paramecia)
- Prime : 58 000 000
- Seiyu : Kazuhiro Yamaji (en)

#### Machvise
- Affiliation : Équipage de Don Quijote (lieutenant de l'armée de Diamante) (anciennement) [9],[24]
- Âge : 52 ans
- Première apparition :
  - Manga : Chapitre 682
  - Anime : Épisode 608
- Taille : 440 cm
- Groupe sanguin : S
- Anniversaire : 13 août
- Fruit du démon : Fruit du Tonne-Tonne (type Paramecia)
- Prime : 11 000 000
- Seiyu : Naomi Kusumi (en)

#### Dellinger
- Affiliation : Équipage de Don Quijote (lieutenant de l'armée de Diamante) (anciennement) [9],[24]
- Âge : 16 ans
- Première apparition :
  - Manga : Chapitre 702
  - Anime : Épisode 632
- Taille : 145 cm
- Groupe sanguin : S
- Anniversaire : 11 août
- Prime : 15 000 000
- Seiyu : Kōki Miyata

#### Gladius
- Affiliation : Équipage de Don Quijote (lieutenant de l'armée de Pica) (anciennement) [9],[24]
- Âge : 33 ans
- Première apparition :
  - Manga : Chapitre 682
  - Anime : Épisode 608
- Taille : 260 cm
- Groupe sanguin : XF
- Anniversaire : 6 août
- Fruit du démon : Fruit du Paf-Paf (type Paramecia)
- Prime : 31 000 000
- Seiyu : Isshin Chiba

#### Buffalo
- Affiliation : Équipage de Don Quijote (lieutenant de l'armée de Pica) (anciennement) [9],[24]
- Âge : 30 ans
- Première apparition :
  - Manga : Chapitre 692
  - Anime : Épisode 618
- Taille : 696 cm
- Groupe sanguin : F
- Anniversaire : 8 avril
- Fruit du démon : Fruit du Tournis (type Paramecia)
- Seiyu : Yasuhiro Takato (en)

#### Monet
- Affiliation : Équipage de Don Quijote (lieutenant) (anciennement) [9],[24]
- Âge à sa mort : 30 ans
- Première apparition :
  - Manga : Chapitre 657
  - Anime : Épisode 581
- Taille : 227 cm
- Groupe sanguin : X
- Anniversaire : 27 août
- Fruit du démon : Fruit du Flocon (type Logia) (anciennement)
- Seiyu : Naoko Matsui

### Équipage de Rocks

#### Rocks D. Xebec
- Affiliation : Équipage de Rocks (capitaine) (anciennement) [25]
- Âge à sa mort : ? ans
- Première apparition :
  - Manga : Chapitre 957
  - Anime : Épisode 958
- Fluide : Fluide Royal

#### Marlon
- Affiliation : Équipage de Rocks (anciennement) [25]
- Première apparition :
  - Manga : Chapitre ????
  - Anime : Épisode ????

#### Ochoku
- Affiliation : Équipage de Rocks (anciennement) [25]
- Première apparition :
  - Manga : Chapitre ????
  - Anime : Épisode ????

#### Ganzui
- Affiliation :
  - Équipage de Rocks (anciennement) [25]
  - Équipage de Thriller Bark (général zombie, après sa mort) (anciennement)
- Âge à sa mort : ? ans
- Première apparition :
  - Manga : Chapitre 450
  - Anime : Épisode 344

#### John
- Épithète : Capitaine John [25]
- Affiliation :
  - Équipage de Rocks (anciennement)
  - Équipage de Thriller Bark (général zombie, après sa mort) (anciennement)
- Âge à sa mort : ? ans
- Première apparition :
  - Manga : Chapitre 450
  - Anime : Épisode 344

#### Babel
- Affiliation : Équipage de Rocks (anciennement) [25]
- Première apparition :
  - Manga : Chapitre ????
  - Anime : Épisode ????

#### Kyo
- Épithète : Hâche d'argent [25]
- Affiliation : Équipage de Rocks (anciennement)
- Première apparition :
  - Manga : Chapitre ????
  - Anime : Épisode ????

#### Gill Bastar
- Affiliation :
  - Équipage de Rocks (anciennement) [25]
  - Équipage de Thriller Bark (général zombie, après sa mort) (anciennement)
- Âge à sa mort : ? ans
- Première apparition :
  - Manga : Chapitre 450
  - Anime : Épisode 344

## Gouvernement mondial

### Souverain

#### Imu
- Affiliation : Gouvernement mondial (roi du monde) [26]
- Première apparition :
  - Manga : Chapitre 906
  - Anime : Épisode 885
- Fluide : Fluide Royal

### Conseil des cinq doyens

#### Marcus Mars
- Épithète : Dieu guerrier de l'Environnement [26]
- Affiliation :
  - Gouvernement mondial (conseil des cinq doyens)
  - Famille Marcus
- Première apparition :
  - Manga : Chapitre 233
  - Anime : Épisode 151
- Fruit du démon : Nom inconnu (type Zoan mythique)
- Fluide :
  - Fluide Perceptif
  - Fluide Royal
- Seiyu : Masato Hirano

#### Topman Warcury
- Épithète : Dieu guerrier de la Justice [26]
- Affiliation :
  - Gouvernement mondial (conseil des cinq doyens)
  - Famille Topman
- Première apparition :
  - Manga : Chapitre 233
  - Anime : Épisode 151
- Fruit du démon : Nom inconnu (type Zoan mythique)
- Fluide :
  - Fluide Perceptif
  - Fluide Royal
- Seiyu : Masato Hirano

#### Ethanbaron V. Nusjuro
- Épithète : Dieu guerrier des Finances [26]
- Affiliation :
  - Gouvernement mondial (conseil des cinq doyens)
  - Famille Ethanbaron
- Première apparition :
  - Manga : Chapitre 233
  - Anime : Épisode 151
- Fruit du démon : Nom inconnu (type Zoan mythique)
- Fluide :
  - Fluide Perceptif
  - Fluide Offensif
- Seiyu : Kenichi Ogata

#### Shepherd Ju Peter
- Épithète : Dieu guerrier de l'Agriculture [26]
- Affiliation :
  - Gouvernement mondial (conseil des cinq doyens)
  - Famille Shepherd
- Première apparition :
  - Manga : Chapitre 233
  - Anime : Épisode 151
- Fruit du démon : Nom inconnu (type Zoan mythique)
- Fluide : Fluide Perceptif
- Seiyu : Yasunori Masutani (en)

#### Figarland Garling
- Épithète : Dieu guerrier de la Science et de la Défense [26]
- Affiliation :
  - Gouvernement mondial (conseil des cinq doyens)
  - Ordre des chevaliers divins (commandant en chef)
  - Famille Figarland
- Première apparition :
  - Manga : Chapitre 1086
  - Anime : Épisode 1120
- Seiyu : Kazuhiro Yamaji (en)

#### Jaygarcia Saturn
- Épithète : Dieu guerrier de la Science et de la Défense [26]
- Affiliation :
  - Gouvernement mondial (conseil des cinq doyens) (anciennement)
  - Famille Jaygarcia
- Âge à sa mort : ? ans
- Première apparition :
  - Manga : Chapitre 233
  - Anime : Épisode 151
- Fruit du démon : Nom inconnu (type Zoan mythique) (anciennement)
- Fluide :
  - Fluide Perceptif
  - Fluide Royal
- Seiyu : Keiichi Noda (en)

### Ordre des chevaliers divins

#### Figarland Shamrock
- Affiliation :
  - Ordre des chevaliers divins (commandant) [26]
  - Gouvernement mondial (dragon céleste)
  - Famille Figarland
- Âge : 39 ans
- Première apparition :
  - Manga : Chapitre 907
  - Anime : Épisode 887
- Anniversaire : 9 mars
- Arme : Cerbère

#### Cerbère
- Affiliation : Ordre des chevaliers divins [26]
- Première apparition :
  - Manga : Chapitre 1138
  - Anime : Épisode ????
- Fruit du démon : Nom inconnu (type Zoan mythique)

#### Manmayer Gunko
- Affiliation :
  - Ordre des chevaliers divins [26]
  - Gouvernement mondial (dragon céleste)
  - Famille Manmayer
- Première apparition :
  - Manga : Chapitre 1134
  - Anime : Épisode ????
- Fruit du démon : Fruit de la Flèche (type Paramecia)

#### Shepherd Sommers
- Affiliation :
  - Ordre des chevaliers divins [26]
  - Gouvernement mondial (dragon céleste)
  - Famille Shepherd
- Première apparition :
  - Manga : Chapitre 1140
  - Anime : Épisode ????
- Fruit du démon : Fruit des Épines (type Paramecia)

#### Limochiv Killingham
- Affiliation :
  - Ordre des chevaliers divins [26]
  - Gouvernement mondial (dragon céleste)
  - Famille Limochiv
- Première apparition :
  - Manga : Chapitre 1140
  - Anime : Épisode ????
- Fruit du démon : Fruit du Dinosaure, version Girafe (type Zoan mythique)

### Dragons célestes

#### Roswald
- Affiliation : Gouvernement mondial (dragon céleste) [9],[26]
- Âge :
  - 1re moitié : 53 ans
  - 2e moitié : 55 ans
- Première apparition :
  - Manga : Chapitre 497
  - Anime : Épisode 391
- Taille : 215 cm
- Groupe sanguin : XF
- Anniversaire : 28 juin
- Seiyu : Hirohiko Kakegawa

#### Charloss
- Affiliation : Gouvernement mondial (dragon céleste) [9],[26]
- Âge :
  - 1re moitié : 22 ans
  - 2e moitié : 24 ans
- Première apparition :
  - Manga : Chapitre 499
  - Anime : Épisode 393
- Taille : 230 cm
- Groupe sanguin : XF
- Anniversaire : 1er juin
- Seiyu : Chafurin

#### Sharlia
- Affiliation : Gouvernement mondial (dragon céleste) [9],[26]
- Âge :
  - 1re moitié : 15 ans
  - 2e moitié : 17 ans
- Première apparition :
  - Manga : Chapitre 497
  - Anime : Épisode 391
- Taille : 178 cm
- Groupe sanguin : XF
- Anniversaire : 29 mars
- Seiyu : Rumi Kasahara (en)

#### Don Quijote Myosgard
- Affiliation :
  - Gouvernement mondial (dragon céleste) (anciennement) [9],[26]
  - Famille Don Quijote (anciennement)
- Âge à sa mort : 35 ans
- Première apparition :
  - Manga : Chapitre 625
  - Anime : Épisode 545
- Taille : 211 cm
- Groupe sanguin : X
- Anniversaire : 13 décembre
- Seiyu : Masami Kikuchi

#### Jalmack
- Affiliation : Gouvernement mondial (dragon céleste) [26]
- Première apparition :
  - Manga : Chapitre 588
  - Anime : Épisode 502
- Anniversaire : 9 novembre
- Seiyu : Yasunori Masutani (en)

### Autres dirigeants

#### Kong
- Affiliation :
  - Gouvernement mondial (chef d'état-major des armées) [26]
  - Marine (amiral en chef) (anciennement)
- Première apparition :
  - Manga : Chapitre 0
  - Anime : Épisode 0
- Anniversaire : 9 mai
- Seiyu : Unshō Ishizuka

### Cipher Pol

#### Joseph
- Affiliation : Cipher Pol "Aigis" Zéro [9],[27]
- Première apparition :
  - Manga : Chapitre 705
  - Anime : Épisode 635
- Pouvoirs physiques : Rokushiki
- Seiyu : Taro Yamaguchi (en)

#### Gismonda
- Affiliation : Cipher Pol "Aigis" Zéro [9],[27]
- Première apparition :
  - Manga : Chapitre 705
  - Anime : Épisode 635
- Pouvoirs physiques : Rokushiki

#### Rob Lucci

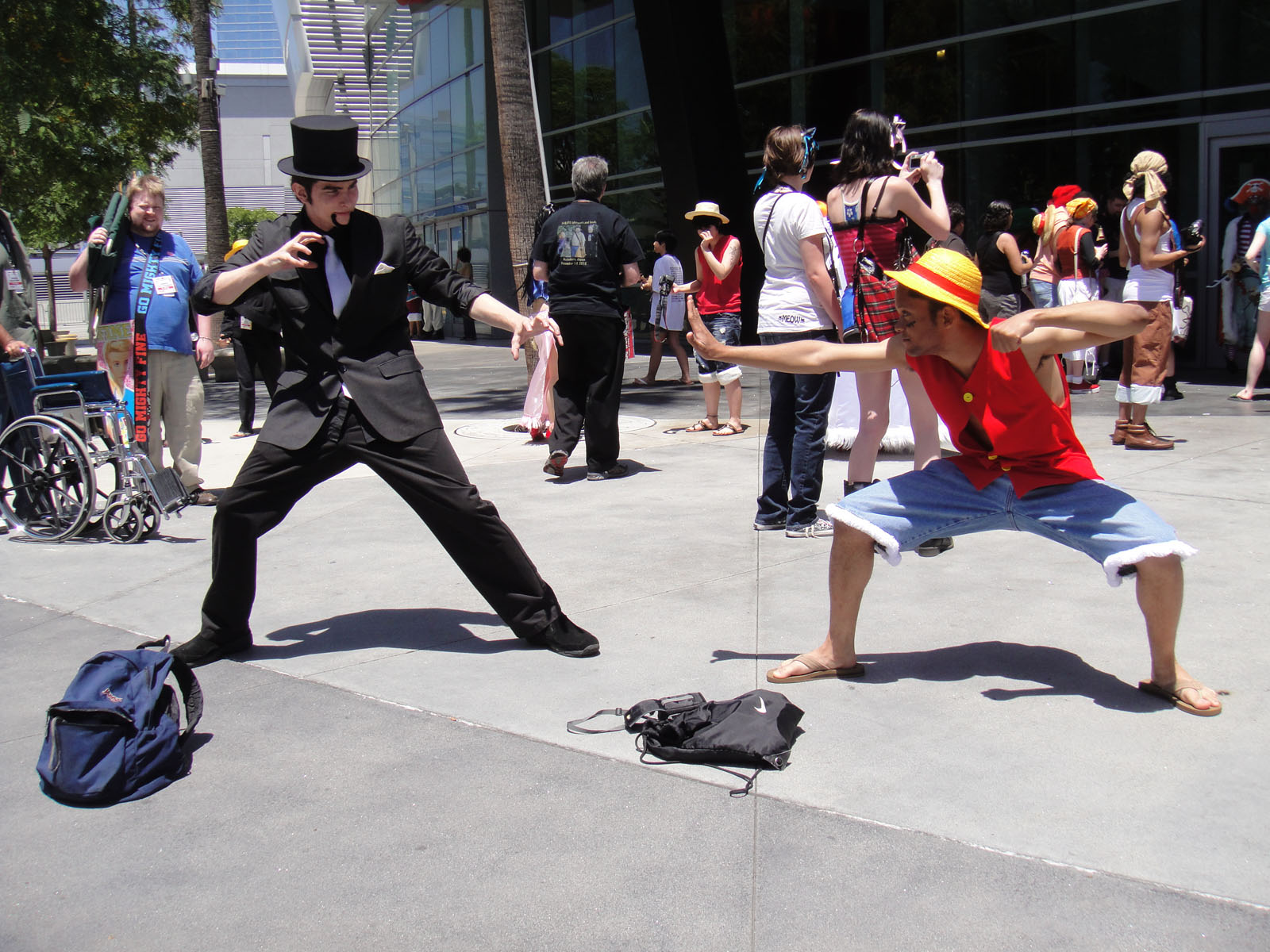
Cosplay de Rob Lucci.

- Épithète : La machine à tuer [9],[27]
- Affiliation :
  - Cipher Pol "Aigis" Zéro
  - Cipher Pol n°9 (anciennement)
  - Galley-La Company (chef des scieurs et cloutiers) (anciennement)
- Âge :
  - 1re moitié : 28 ans
  - 2e moitié : 30 ans
- Première apparition :
  - Manga : Chapitre 323
  - Anime : Épisode 230
- Taille : 212 cm
- Groupe sanguin : XF
- Anniversaire : 2 juin
- Fruit du démon : Fruit du Félin, version Léopard (type Zoan)
- Fluide :
  - Fluide Perceptif
  - Fluide Offensif
- Pouvoirs physiques :
  - Rokushiki
  - Résurrection
- Seiyu : Tomokazu Seki

#### Hattori
- Affiliation :
  - Cipher Pol "Aigis" Zéro
  - Cipher Pol n°9 (anciennement)** Galley-La Company (anciennement)
- Âge :
  - 1re moitié : 18 ans
  - 2e moitié : 20 ans
- Première apparition :
  - Manga : Chapitre 323
  - Anime : Épisode 230
- Taille : 25 cm
- Anniversaire : 10 août
- Seiyu : Tomokazu Seki

#### Kaku
- Épithète : Le vent de la montagne [9],[27]
- Affiliation :
  - Cipher Pol "Aigis" Zéro
  - Cipher Pol n°9 (anciennement)
  - Galley-La Company (chef des charpentiers) (anciennement)
- Âge :
  - 1re moitié : 23 ans
  - 2e moitié : 25 ans
- Première apparition :
  - Manga : Chapitre 323
  - Anime : Épisode 230
- Taille : 193 cm
- Groupe sanguin : X
- Anniversaire : 7 août
- Fruit du démon : Fruit du Bovin, version Girafe (type Zoan)
- Fluide :
  - Fluide Perceptif
  - Fluide Offensif
- Pouvoirs physiques : Rokushiki
- Seiyu : Ryōtarō Okiayu (en)

#### Maha
- Affiliation : Cipher Pol "Aigis" Zéro [9],[27]
- Première apparition :
  - Manga : Chapitre 929
  - Anime : Épisode 922
- Pouvoirs physiques : Rokushiki
- Seiyu : Takuro Nakakuni (ja)

#### Guernica
- Affiliation : Cipher Pol "Aigis" Zéro (anciennement) [9],[27]
- Âge à sa mort : 42 ans
- Première apparition :
  - Manga : Chapitre 705
  - Anime : Épisode 635
- Taille : 243 cm
- Groupe sanguin : F
- Anniversaire : 25 octobre
- Fluide :
  - Fluide Perceptif
  - Fluide Offensif
- Pouvoirs physiques : Rokushiki
- Seiyu : Hiromu Miyazaki (ja)

#### Spandam
- Affiliation :
  - Cipher Pol "Aigis" Zéro [9],[27]
  - Cipher Pol n°9 (commandant) (anciennement)
  - Cipher Pol n°5 (commandant) (anciennement)
- Âge :
  - 1re moitié : 39 ans
  - 2e moitié : 41 ans
- Première apparition :
  - Manga : Chapitre 355
  - Anime : Épisode 249
- Taille : 192 cm
- Groupe sanguin : XF
- Anniversaire : 11 mars
- Arme : Funkfreed
- Seiyu : Masaya Onosaka (en)

#### Funkfreed
- Affiliation :
  - Cipher Pol "Aigis" Zéro [27]
  - Cipher Pol n°9 (anciennement)
- Première apparition :
  - Manga : Chapitre 365
  - Anime : Épisode 254
- Anniversaire : 28 avril
- Fruit du démon : Fruit du Pachyderme (type Zoan)
- Seiyu : Kōhei Fukuhara (es)

#### Blueno
- Affiliation :
  - Cipher Pol "Aigis" Zéro [9],[27]
  - Cipher Pol n°9 (anciennement)
- Âge :
  - 1re moitié : 30 ans
  - 2e moitié : 32 ans
- Première apparition :
  - Manga : Chapitre 325
  - Anime : Épisode 230
- Taille : 258 cm
- Groupe sanguin : X
- Anniversaire : 20 avril
- Fruit du démon : Fruit du Portier (type Paramecia)
- Fluide :
  - Fluide Perceptif
  - Fluide Offensif
- Pouvoirs physiques : Rokushiki
- Seiyu : Seiji Sasaki (en)

#### Kalifa
- Affiliation :
  - Cipher Pol "Aigis" Zéro [9],[27]
  - Cipher Pol n°9 (anciennement)
  - Galley-La Company (secrétaire de charme d'Icebarg) (anciennement)
- Âge :
  - 1re moitié : 25 ans
  - 2e moitié : 27 ans
- Première apparition :
  - Manga : Chapitre 323
  - Anime : Épisode 230
- Taille : 185 cm
- Groupe sanguin : XF
- Anniversaire : 23 avril
- Fruit du démon : Fruit des Bulles (type Paramecia)
- Fluide :
  - Fluide Perceptif
  - Fluide Offensif
- Pouvoirs physiques : Rokushiki
- Seiyu : Naomi Shindō

#### Jabura
- Affiliation :
  - Cipher Pol "Aigis" Zéro [9],[27]
  - Cipher Pol n°9 (anciennement)
- Âge :
  - 1re moitié : 35 ans
  - 2e moitié : 37 ans
- Première apparition :
  - Manga : Chapitre 375
  - Anime : Épisode 264
- Taille : 212 cm
- Groupe sanguin : S
- Anniversaire : 5 juin
- Fruit du démon : Fruit du Canidé, version Loup (type Zoan)
- Fluide :
  - Fluide Perceptif
  - Fluide Offensif
- Pouvoirs physiques : Rokushiki
- Seiyu : Masaya Takatsuka (en)

#### Kumadori
- Affiliation :
  - Cipher Pol "Aigis" Zéro [9],[27]
  - Cipher Pol n°9 (anciennement)
- Âge :
  - 1re moitié : 34 ans
  - 2e moitié : 36 ans
- Première apparition :
  - Manga : Chapitre 375
  - Anime : Épisode 264
- Taille : 338 cm
- Groupe sanguin : XF
- Anniversaire : 20 février
- Fluide :
  - Fluide Perceptif
  - Fluide Offensif
- Pouvoirs physiques :
  - Rokushiki
  - Résurrection
- Seiyu : Hiroaki Yoshida

#### Fukuro
- Épithète : Fukuro le silencieux [9],[27]
- Affiliation :
  - Cipher Pol "Aigis" Zéro [9],[27]
  - Cipher Pol n°9 (anciennement)
- Âge :
  - 1re moitié : 29 ans
  - 2e moitié : 31 ans
- Première apparition :
  - Manga : Chapitre 375
  - Anime : Épisode 264
- Taille : 331 cm
- Groupe sanguin : S
- Anniversaire : 29 juin
- Fluide :
  - Fluide Perceptif
  - Fluide Offensif
- Pouvoirs physiques : Rokushiki
- Seiyu : Kumiko Watanabe (en)

#### Jerry
- Affiliation : Cipher Pol n°6 [9],[27]
- Âge :
  - 1re moitié : 44 ans
  - 2e moitié : 46 ans
- Première apparition :
  - Manga : Chapitre 362
  - Anime : Épisode 253
- Taille : 676 cm
- Groupe sanguin : XF
- Anniversaire : 22 février
- Seiyu : Naomi Kusumi (en)

#### Wanzé
- Affiliation : Cipher Pol n°7 [9],[27]
- Âge :
  - 1re moitié : 26 ans
  - 2e moitié : 28 ans
- Première apparition :
  - Manga : Chapitre 367
  - Anime : Épisode 257
- Taille : 173 cm
- Groupe sanguin : F
- Anniversaire : 4 septembre
- Pouvoirs physiques : Art martial des nouilles
- Seiyu : Yasuhiro Takato (en)

#### Alpha
- Affiliation : Cipher Pol n°8 [9],[27]
- Première apparition :
  - Manga : Chapitre 1100
  - Anime : Épisode 1134
- Pouvoirs physiques : Rokushiki
- Seiyu : Eri Miyajima

### Enies Lobby

#### Bas
- Épithète : Baskerville le tricéphale [9],[28]
- Affiliation : Enies Lobby (président du tribunal) (anciennement)
- Âge :
  - 1re moitié : 48 ans
  - 2e moitié : 50 ans
- Première apparition :
  - Manga : Chapitre 379
  - Anime : Épisode 267
- Groupe sanguin : X
- Anniversaire : 30 mars
- Seiyu : Mahito Ōba (en)

#### And
- Épithète : Baskerville le tricéphale [9],[28]
- Affiliation : Enies Lobby (président du tribunal) (anciennement)
- Âge :
  - 1re moitié : 53 ans
  - 2e moitié : 55 ans
- Première apparition :
  - Manga : Chapitre 379
  - Anime : Épisode 267
- Groupe sanguin : XF
- Anniversaire : 31 mars
- Seiyu : Keiichi Sonobe (en)

#### Kerville
- Épithète : Baskerville le tricéphale [9],[28]
- Affiliation : Enies Lobby (président du tribunal) (anciennement)
- Âge :
  - 1re moitié : 42 ans
  - 2e moitié : 44 ans
- Première apparition :
  - Manga : Chapitre 379
  - Anime : Épisode 267
- Groupe sanguin : F
- Anniversaire : 1er avril
- Seiyu : Kōji Haramaki (ja)

### Impel Down

#### Hannyabal
- Affiliation : Impel Down (directeur) [9],[29]
- Âge :
  - 1re moitié : 33 ans
  - 2e moitié : 35 ans
- Première apparition :
  - Manga : Chapitre 526
  - Anime : Épisode 422
- Taille : 355 cm
- Groupe sanguin : S
- Anniversaire : 28 août
- Arme : Kessui le vampire
- Seiyu : Tetsuo Gotō (en)

#### Magellan
- Affiliation : Impel Down (vice-directeur) [9],[29]
- Âge :
  - 1re moitié : 45 ans
  - 2e moitié : 47 ans
- Première apparition :
  - Manga : Chapitre 528
  - Anime : Épisode 425
- Taille : 491 cm
- Groupe sanguin : X
- Anniversaire : 9 octobre
- Fruit du démon : Fruit du Poison (type Paramecia)
- Seiyu : Mitsuaki Hoshino (en)

#### Domino
- Affiliation : Impel Down (gardien-chef) [9],[29]
- Première apparition :
  - Manga : Chapitre 526
  - Anime : Épisode 422
- Anniversaire : 30 octobre
- Seiyu : Naomi Shindō

#### Saldeath
- Affiliation : Impel Down (chef des gardes) [9],[29]
- Âge :
  - 1re moitié : 16 ans
  - 2e moitié : 18 ans
- Première apparition :
  - Manga : Chapitre 530
  - Anime : Épisode 431
- Taille : 218 cm
- Groupe sanguin : F
- Anniversaire : 8 juin
- Seiyu : Kazuya Nakai

#### Sadi

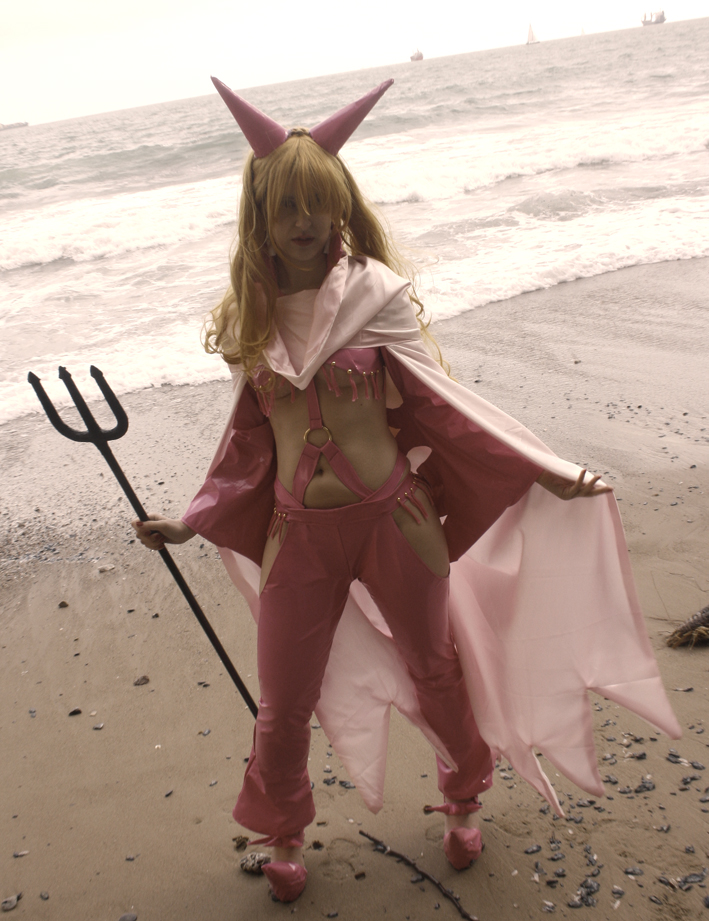
Cosplay de Sadi.

- Affiliation : Impel Down (chef de la garde démoniaque) [9],[29]
- Âge :
  - 1re moitié : 21 ans
  - 2e moitié : 23 ans
- Première apparition :
  - Manga : Chapitre 531
  - Anime : Épisode 432
- Taille : 183 cm
- Groupe sanguin : S
- Anniversaire : 5 mars
- Seiyu : Yuka Koyama (ja)

#### Minotaure
- Affiliation : Impel Down (garde bestial) [9],[29]
- Première apparition :
  - Manga : Chapitre 525
  - Anime : Épisode 422
- Anniversaire : 4 mars
- Fruit du démon : Nom inconnu (type Zoan)
- Seiyu : Kappei Yamaguchi

#### Minokoala
- Affiliation : Impel Down (garde bestial) [9],[29]
- Première apparition :
  - Manga : Chapitre 531
  - Anime : Épisode 432
- Anniversaire : 5 mars
- Fruit du démon : Nom inconnu (type Zoan)
- Seiyu : Keiji Hirai (ja)

#### Minorhinocéros
- Affiliation : Impel Down (garde bestial) [9],[29]
- Première apparition :
  - Manga : Chapitre 532
  - Anime : Épisode 433
- Anniversaire : 1er mars
- Fruit du démon : Nom inconnu (type Zoan)
- Seiyu : Hiromu Miyazaki (ja)

#### Minozèbre
- Affiliation : Impel Down (garde bestial) [9],[29]
- Première apparition :
  - Manga : Chapitre 533
  - Anime : Épisode 434
- Anniversaire : 7 mars
- Fruit du démon : Nom inconnu (type Zoan)
- Seiyu : Takahiro Fujimoto (ja)

#### Minochihuahua
- Affiliation : Impel Down (garde bestial) [29]
- Première apparition :
  - Manga : Chapitre 662
  - Anime : Épisode ????
- Fruit du démon : Nom inconnu (type Zoan)

### Marine

#### Sakazuki
- Épithète : Akainu [9],[30]

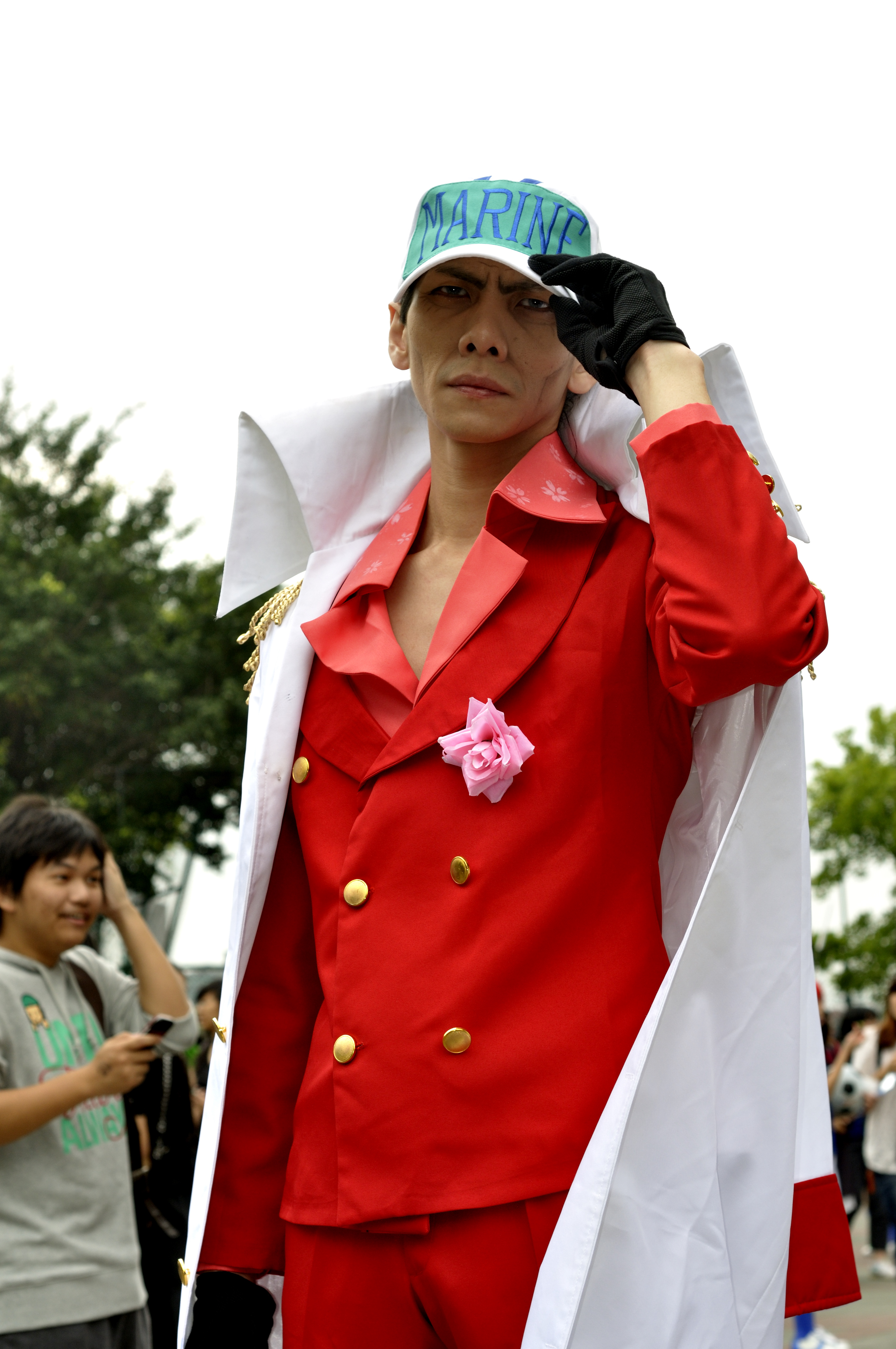
Cosplay de Sakazuki.

- Affiliation : Marine (amiral en chef)
- Âge :
  - 1re moitié : 53 ans
  - 2e moitié : 55 ans
- Première apparition :
  - Manga : Chapitre 397
  - Anime : Épisode 278
- Taille : 306 cm
- Groupe sanguin : F
- Anniversaire : 16 août
- Fruit du démon : Fruit du Magma (type Logia)
- Fluide :
  - Fluide Perceptif
  - Fluide Offensif
- Prime de la Cross Guild : ♛♛♛♛♛ (5 000 000 000 )
- Seiyu : Fumihiko Tachiki

#### Borsalino
- Épithète : Kizaru [9],[30]
- Affiliation : Marine (amiral)
- Âge :
  - 1re moitié : 56 ans
  - 2e moitié : 58 ans
- Première apparition :
  - Manga : Chapitre 504
  - Anime : Épisode 398
- Taille : 302 cm
- Groupe sanguin : XF
- Anniversaire : 23 novembre
- Fruit du démon : Fruit Luminescent (type Logia)
- Fluide :
  - Fluide Perceptif
  - Fluide Offensif
- Prime de la Cross Guild : ♛♛♛ (3 000 000 000 )
- Seiyu : Ryōtarō Okiayu (en)

#### Issho
- Épithète : Fujitora [9],[30]
- Affiliation : Marine (amiral)
- Âge : 54 ans
- Première apparition :
  - Manga : Chapitre 701
  - Anime : Épisode 630
- Taille : 270 cm
- Groupe sanguin : S
- Anniversaire : 10 août
- Fruit du démon : Fruit de la Gravité (type Paramecia)
- Fluide :
  - Fluide Perceptif
  - Fluide Offensif
- Prime de la Cross Guild : ♛♛♛ (3 000 000 000 )
- Seiyu : Ikuya Sawaki

#### Aramaki
- Épithète : Ryokugyu [9],[30]
- Affiliation : Marine (amiral)
- Âge : 41 ans
- Première apparition :
  - Manga : Chapitre 905
  - Anime : Épisode 882
- Taille : 308 cm
- Groupe sanguin : X
- Anniversaire : 29 février
- Fruit du démon : Sylvo-Fruit (type Logia)
- Fluide :
  - Fluide Perceptif
  - Fluide Offensif
- Prime de la Cross Guild : ♛♛♛ (3 000 000 000 )
- Seiyu : Junichi Suwabe

#### Monkey D. Garp
- Épithète :
  - Garp le coup de poing [9],[30]
  - Héros de la Marine

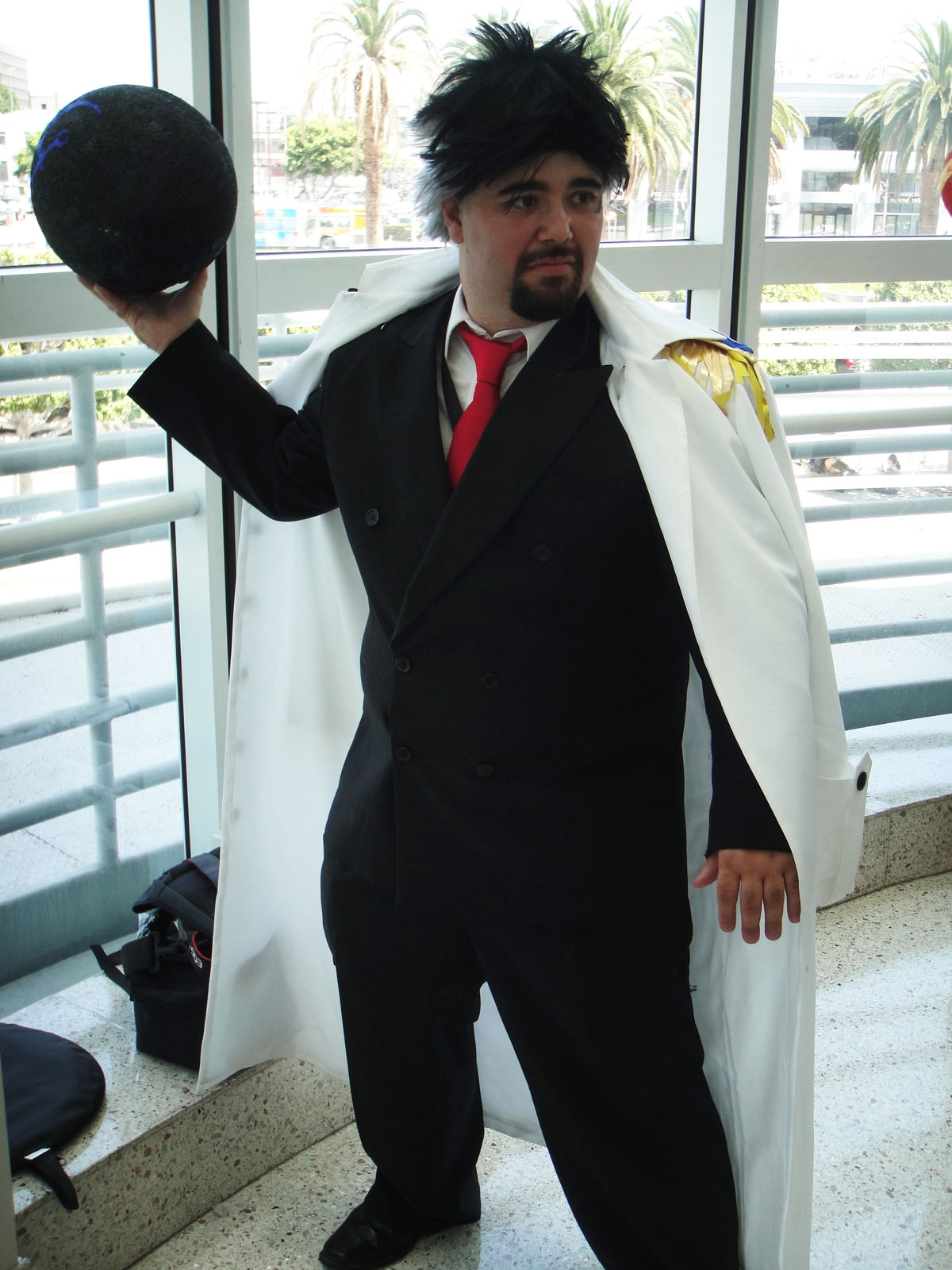
Cosplay de Monkey D. Garp.

- Affiliation : Marine (vice-amiral)
- Âge :
  - 1re moitié : 76 ans
  - 2e moitié : 78 ans
- Première apparition :
  - Manga : Chapitre 92
  - Anime : Épisode 68
- Taille : 287 cm
- Groupe sanguin : F
- Anniversaire : 2 mai
- Fluide :
  - Fluide Perceptif
  - Fluide Offensif
  - Fluide Royal
- Prime de la Cross Guild : ♛♛♛ (3 000 000 000 )
- Seiyu : Hiroshi Naka

#### Tsuru
- Épithète : Tsuru la grande conseillère [9],[30]
- Affiliation : Marine (vice-amiral)
- Âge :
  - 1re moitié : 74 ans
  - 2e moitié : 76 ans
- Première apparition :
  - Manga : Chapitre 234
  - Anime : Épisode 151
- Taille : 204 cm
- Groupe sanguin : X
- Anniversaire : 26 mars
- Fruit du démon : Fruit de la Lessive (type Paramecia)
- Fluide :
  - Fluide Perceptif
  - Fluide Offensif
- Seiyu : Wasabi Mizuta

#### John Giant
- Affiliation : Marine (vice-amiral) [9],[30]
- Première apparition :
  - Manga : Chapitre 96
  - Anime : Épisode 45
- Anniversaire : 19 mai
- Seiyu : Hisao Egawa

#### Comir
- Affiliation :
  - Marine (vice-amiral) [9],[30]
  - Base G-2 (commandant en chef)
- Première apparition :
  - Manga : Chapitre 289
  - Anime : Épisode 421
- Anniversaire : 1er octobre
- Seiyu : Eiji Takemoto (en)

#### Momonga
- Affiliation :
  - Marine (vice-amiral) [9],[30]
  - Base G-1 (commandant en chef)
- Âge :
  - 1re moitié : 46 ans
  - 2e moitié : 48 ans
- Première apparition :
  - Manga : Chapitre 420
  - Anime : Épisode 302
- Taille : 251 cm
- Groupe sanguin : F
- Anniversaire : 6 juin
- Fluide :
  - Fluide Perceptif
  - Fluide Offensif
- Pouvoirs physiques : Rokushiki
- Seiyu : Shinichiro Ohta (en)

#### Onigumo
- Affiliation : Marine (vice-amiral) [9],[30]
- Première apparition :
  - Manga : Chapitre 420
  - Anime : Épisode 302
- Anniversaire : 8 février
- Fruit du démon : Nom inconnu (type Zoan)
- Seiyu : Takahiro Fujimoto (ja)

#### Doberman
- Affiliation : Marine (vice-amiral) [9],[30]
- Première apparition :
  - Manga : Chapitre 420
  - Anime : Épisode 302
- Anniversaire : 8 octobre
- Seiyu : Eiji Takemoto (en)

#### Strawberry
- Affiliation : Marine (vice-amiral) [9],[30]
- Première apparition :
  - Manga : Chapitre 420
  - Anime : Épisode 302
- Anniversaire : 5 janvier
- Seiyu : Eiji Takemoto (en)

#### Yamakaji
- Affiliation : Marine (vice-amiral) [9],[30]
- Première apparition :
  - Manga : Chapitre 420
  - Anime : Épisode 302
- Anniversaire : 5 avril
- Seiyu : Mahito Ohba (en)

#### Dalmatien
- Affiliation : Marine (vice-amiral) [9],[30]
- Première apparition :
  - Manga : Chapitre 553
  - Anime : Épisode 462
- Anniversaire : 1er novembre
- Fruit du démon : Nom inconnu (type Zoan)
- Pouvoirs physiques : Rokushiki
- Seiyu : Kōji Haramaki (ja)

#### Bastille
- Épithète : Bastille le faucheur de squales [9],[30]
- Affiliation : Marine (vice-amiral)
- Âge :
  - 1re moitié : 36 ans
  - 2e moitié : 38 ans
- Première apparition :
  - Manga : Chapitre 553
  - Anime : Épisode 462
- Taille : 291 cm
- Groupe sanguin : F
- Anniversaire : 14 juillet
- Fluide :
  - Fluide Perceptif
  - Fluide Offensif
- Seiyu : Tsuyoshi Koyama (en)

#### Smoker
- Épithète : Smoker le chasseur blanc [9],[30]
- Affiliation :
  - Marine (vice-amiral)
  - Base G-5 (commandant en chef)
- Âge :
  - 1re moitié : 34 ans
  - 2e moitié : 36 ans
- Première apparition :
  - Manga : Chapitre 97
  - Anime : Épisode 48
- Taille : 209 cm
- Groupe sanguin : XF
- Anniversaire : 14 mars
- Fruit du démon : Fruit Fumigène (type Logia)
- Fluide :
  - Fluide Perceptif
  - Fluide Offensif
- Arme : Matraque géante
- Seiyu : Mahito Ohba (en)

#### Maynard
- Épithète : Maynard le traqueur [9],[30]
- Affiliation : Marine (vice-amiral)
- Première apparition :
  - Manga : Chapitre 705
  - Anime : Épisode 634
- Anniversaire : 7 mai
- Seiyu : Hikaru Hanada (en)

#### Gion
- Épithète : Momo-Usagi [30]
- Affiliation : Marine (vice-amiral)
- Première apparition :
  - Manga : Chapitre 907
  - Anime : Épisode 887
- Seiyu : Yuka Komatsu (en)

#### Tokikake
- Épithète : Tchaton [30]
- Affiliation : Marine (vice-amiral)
- Première apparition :
  - Manga : Chapitre 907
  - Anime : Épisode 887
- Seiyu : Nobuyuki Hiyama

#### Hototogisu
- Affiliation : Marine (vice-amiral) [30]
- Première apparition :
  - Manga : Chapitre 766
  - Anime : Épisode 705

#### Doll
- Affiliation :
  - Marine (vice-amiral) [30]
  - Base G-14 (commandant en chef)
- Première apparition :
  - Manga : Chapitre 1061
  - Anime : Épisode 1090
- Fluide :
  - Fluide Perceptif
  - Fluide Offensif
- Seiyu : Toa Yukinari (en)

#### Hound
- Affiliation : Marine (vice-amiral) [30]
- Première apparition :
  - Manga : Chapitre 1078
  - Anime : Épisode 1111
- Fruit du démon : Fruit du Canidé, version Chien de chasse (type Zoan)

#### Guillotine
- Affiliation : Marine (vice-amiral) [30]
- Première apparition :
  - Manga : Chapitre 1078
  - Anime : Épisode 1111

#### Red King
- Affiliation : Marine (vice-amiral) [30]
- Première apparition :
  - Manga : Chapitre 1078
  - Anime : Épisode 1111

#### Tosa
- Affiliation : Marine (vice-amiral) [30]
- Première apparition :
  - Manga : Chapitre 1089
  - Anime : Épisode 1123
- Fluide : Fluide Offensif
- Pouvoirs physiques : Rokushiki

#### Pomsky
- Affiliation : Marine (vice-amiral) [30]
- Première apparition :
  - Manga : Chapitre 1089
  - Anime : Épisode 1123
- Fruit du démon : Fruit de la Loutre de mer (type Zoan)

#### Bluegrass
- Affiliation : Marine (vice-amiral) [30]
- Première apparition :
  - Manga : Chapitre 1089
  - Anime : Épisode 1123
- Fruit du démon : Fruit de la Conduite (type Paramecia)

#### Urban
- Affiliation : Marine (vice-amiral) [30]
- Première apparition :
  - Manga : Chapitre 1089
  - Anime : Épisode 1123
- Fluide : Fluide Perceptif
- Fruit du démon : Fruit de l'Artillerie (type Paramecia)

#### T. Bone
- Épithète : T. Bone le découpeur de bateaux [9],[30]
- Affiliation : Marine (vice-amiral) (anciennement)
- Âge :
  - 1re moitié : 51 ans
  - 2e moitié à sa mort : 53 ans
- Première apparition :
  - Manga : Chapitre 365
  - Anime : Épisode 255
- Taille : 200 cm
- Groupe sanguin : X
- Anniversaire : 10 septembre
- Arme : Bambou (anciennement)
- Prime : Inconnue
- Seiyu : Tomomichi Nishimura

#### Hina
- Épithète : Hina la dame de fer [9],[30]
- Affiliation : Marine (sous-amiral)
- Âge :
  - 1re moitié : 32 ans
  - 2e moitié : 34 ans
- Première apparition :
  - Manga : Chapitre 171
  - Anime : Épisode 127
- Taille : 181 cm
- Groupe sanguin : F
- Anniversaire : 3 mars
- Fruit du démon : Fruit du Séquestre (type Paramecia)
- Seiyu : Tomoko Naka (en)

#### Prince Gles
- Affiliation :
  - Marine (sous-amiral et membre du "Sword") [30]
  - Base G-14
- Âge : 29 ans
- Première apparition :
  - Manga : Chapitre 966
  - Anime : Épisode 1090
- Taille : 205 cm
- Groupe sanguin : X
- Anniversaire : 20 octobre
- Fruit du démon : Fruit de la Bouillasse (type inconnu)
- Fluide :
  - Fluide Perceptif
  - Fluide Offensif
- Pouvoirs physiques : Rokushiki
- Prime de la Cross Guild : ★★★★★ (500 000 000 )
- Seiyu : Tomoko Naka (en)

#### Kujaku
- Affiliation :
  - Marine (sous-amiral et membre du "Sword") [30]
  - Base G-14
- Âge : 26 ans
- Première apparition :
  - Manga : Chapitre 966
  - Anime : Épisode 1090
- Taille : 180 cm
- Groupe sanguin : X
- Anniversaire : 18 septembre
- Fruit du démon : Fruit du Fouet (type Paramecia)
- Fluide :
  - Fluide Perceptif
  - Fluide Offensif
- Arme : Beethoven
- Prime de la Cross Guild : ★★★★★ (500 000 000 )
- Seiyu : Marina Inoue

#### Pudding
- Affiliation :
  - Marine (contre-amiral) (anciennement) [9],[30]
  - Base du 77e régiment (commandant en chef) (anciennement)
- Âge à sa mort : ? ans
- Première apparition :
  - Manga : Chapitre 75
  - Anime : Épisode 34
- Anniversaire : 16 mai
- Seiyu : Tetsu Inada

#### Jenfétro
- Affiliation :
  - Marine (contre-amiral) [30]
  - Base G-5 (6e bataillon)
- Première apparition :
  - Manga : Chapitre 673
  - Anime : Épisode 599
- Taille : 220 cm
- Seiyu : Kōtarō Nakamura

#### Brandnew
- Affiliation : Marine (contre-amiral) [9],[30]
- Âge :
  - 1re moitié : 54 ans
  - 2e moitié : 56 ans
- Première apparition :
  - Manga : Chapitre 96
  - Anime : Épisode 45
- Taille : 190 cm
- Groupe sanguin : X
- Anniversaire : 3 septembre
- Seiyu : Shinichi Yamada (ja)

#### Verygood
- Affiliation : Marine (colonel) [9],[30]
- Première apparition :
  - Manga : Chapitre 426
  - Anime : Épisode 309
- Anniversaire : 10 septembre
- Fruit du démon : Fruit des Baies (type Paramecia)
- Seiyu : Keiichiro Yamamoto (ja)

#### Shu
- Affiliation : Marine (colonel) [9],[30]
- Première apparition :
  - Manga : Chapitre 426
  - Anime : Épisode 309
- Anniversaire : 10 septembre
- Fruit du démon : Fruit de la Rouille (type Paramecia)
- Seiyu : Ryouhei Nakao (ja)

#### Sharinguru
- Affiliation : Marine (colonel) [9],[30]
- Première apparition :
  - Manga : Chapitre 428
  - Anime : Épisode 310
- Anniversaire : 10 septembre
- Fruit du démon : Fruit des Roues (type Paramecia)

#### Tashigi
- Affiliation :
  - Marine (colonel) [9],[30]
  - Base G-5 (1re bataillon)
- Âge :
  - 1re moitié : 21 ans
  - 2e moitié : 23 ans
- Première apparition :
  - Manga : Chapitre 96
  - Anime : Épisode 48
- Taille : 170 cm
- Groupe sanguin : S
- Anniversaire : 6 octobre
- Fluide :
  - Fluide Perceptif
  - Fluide Offensif
- Arme : Shigure
- Pouvoirs physiques : Rokushiki
- Seiyu : Junko Noda

#### Kobby
- Épithète : Kobby le héros [9],[30]
- Affiliation :
  - Marine (colonel et membre du "Sword")
  - Équipage d'Alvida (homme à tout faire) (anciennement)
- Âge :
  - 1re moitié : 16 ans
  - 2e moitié : 18 ans
- Première apparition :
  - Manga : Chapitre 2
  - Anime : Épisode 1
- Taille : 167 cm
- Groupe sanguin : F
- Anniversaire : 13 mai
- Fluide :
  - Fluide Perceptif
  - Fluide Offensif
- Pouvoirs physiques : Rokushiki
- Prime de la Cross Guild : ★★★★★ (500 000 000 )
- Seiyu : Mika Doi

#### Nezumi
- Affiliation :
  - Marine (colonel) [9],[30]
  - Base du 16e régiment (commandant en chef) (anciennement)
- Âge :
  - 1re moitié : 34 ans
  - 2e moitié : 36 ans
- Première apparition :
  - Manga : Chapitre 69
  - Anime : Épisode 31
- Taille : 182 cm
- Groupe sanguin : XF
- Anniversaire : 12 décembre
- Seiyu : Tamotsu Nishiwaki (ja)

#### Hibari
- Affiliation : Marine (lieutenant-colonel et membre du "Sword") [30]
- Âge : 17 ans
- Première apparition :
  - Manga : Chapitre 1061
  - Anime : Épisode 1090
- Taille : 165 cm
- Groupe sanguin : F
- Anniversaire : 18 janvier
- Fluide :
  - Fluide Perceptif
  - Fluide Offensif
- Prime de la Cross Guild : ★★ (200 000 000 )
- Seiyu : Shiori Mikami (en)

#### Don Quijote Rosinante
- Affiliation :
  - Marine (lieutenant-colonel) (anciennement) [9],[30]
  - Équipage de Don Quijote (lieutenant-chef) (anciennement)
  - Gouvernement mondial (dragon céleste) (anciennement)
  - Famille Don Quijote (anciennement)
- Âge à sa mort : 26 ans
- Première apparition :
  - Manga : Chapitre 761
  - Anime : Épisode 700
- Taille : 293 cm
- Groupe sanguin : S
- Anniversaire : 15 juillet
- Fruit du démon : Fruit de la Sourdine (type Paramecia) (anciennement)
- Seiyu : Kōichi Yamadera

#### Hermep
- Affiliation : Marine (lieutenant) [9],[30]
- Âge :
  - 1re moitié : 20 ans
  - 2e moitié : 22 ans
- Première apparition :
  - Manga : Chapitre 3
  - Anime : Épisode 2
- Taille : 179 cm
- Groupe sanguin : S
- Anniversaire : 16 juillet
- Fluide : Fluide Perceptif
- Pouvoirs physiques : Rokushiki
- Prime de la Cross Guild : ★ (100 000 000 )
- Seiyu : Mike McFarland (en)

#### Fullbody
- Épithète : Fullbody aux poings d'acier [9],[30]
- Affiliation : Marine (lieutenant)
- Âge :
  - 1re moitié : 26 ans
  - 2e moitié : 28 ans
- Première apparition :
  - Manga : Chapitre 43
  - Anime : Épisode 20
- Taille : 184 cm
- Groupe sanguin : F
- Anniversaire : 7 septembre
- Seiyu : Hideo Ishikawa

#### Jango
- Épithète : Jango l'opportuniste [9],[30]
- Affiliation :
  - Marine (lieutenant)
  - Équipage du Chat noir (capitaine) (anciennement)
- Âge :
  - 1re moitié : 27 ans
  - 2e moitié : 29 ans
- Première apparition :
  - Manga : Chapitre 25
  - Anime : Épisode 9
- Taille : 207 cm
- Groupe sanguin : S
- Anniversaire : 28 décembre
- Prime : 9 000 000
- Seiyu : Kazuki Yao

#### Sengoku

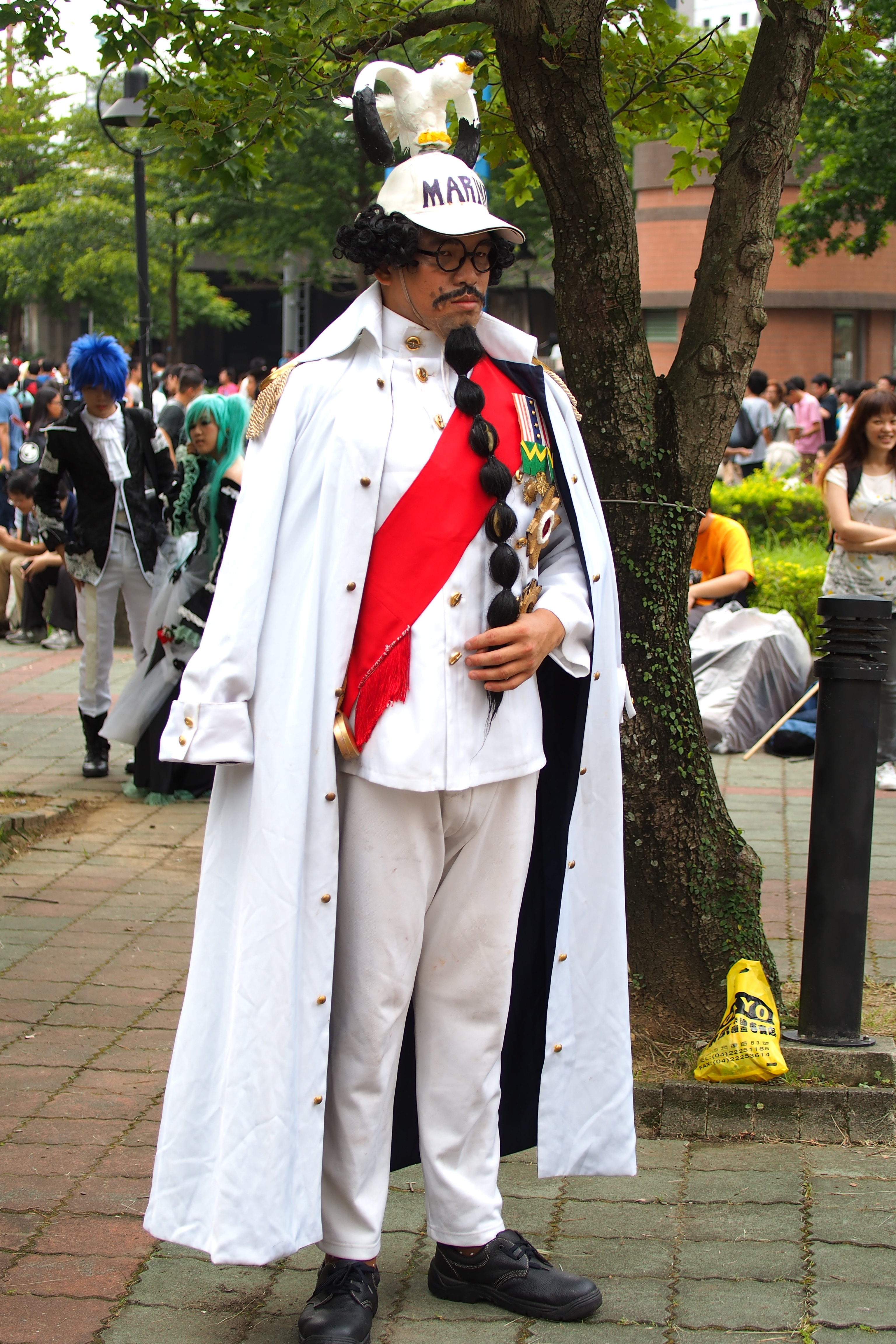
Cosplay de Sengoku.

- Épithète : Sengoku le Bouddha [9],[30]
- Affiliation : Marine (observateur)
- Âge :
  - 1re moitié : 77 ans
  - 2e moitié : 79 ans
- Première apparition :
  - Manga : Chapitre 234
  - Anime : Épisode 151
- Taille : 278 cm
- Groupe sanguin : F
- Anniversaire : 9 mai
- Fruit du démon : Fruit de l'Humain, version Bouddha (type Zoan mythique)
- Fluide :
  - Fluide Perceptif
  - Fluide Offensif
  - Fluide Royal
- Seiyu : Tōru Ōkawa

#### Tensei
- Épithète : Kurouma [9],[30]
- Affiliation : Marine (directeur du bureau des enquêtes criminelles)
- Première apparition :
  - Manga : Chapitre 1054
  - Anime : Épisode 1081
- Seiyu : Kazue Ikura

#### X-Drake
- Épithète : X-Drake "le pavillon rouge" [9],[30]
- Affiliation :
  - Marine (capitaine du "Sword")
  - Équipage des cent bêtes (Tobi Roppo) (anciennement)
  - Équipage de Drake (capitaine) (anciennement)
  - Alliance ninja-pirate-mink-samouraï (anciennement)
- Âge :
  - 1re moitié : 31 ans
  - 2e moitié : 33 ans
- Première apparition :
  - Manga : Chapitre 498
  - Anime : Épisode 392
- Taille : 233 cm
- Groupe sanguin : X
- Anniversaire : 24 octobre
- Fruit du démon : Fruit du Dinosaure, version Allosaurus (type Zoan antique)
- Fluide :
  - Fluide Perceptif
  - Fluide Offensif
- Prime : 222 000 000
- Seiyu : Eiji Takemoto (en)

#### Autres soldats de haut-rang
- Kaiser Moustache : Vice-amiral de la Marine.
- Cancer : Vice-amiral de la Marine.
- Mozambia : Vice-amiral de la Marine.
- Lacroix : Vice-amiral de la Marine.
- Ronz : Vice-amiral de la Marine.
- Dohn Deynon : Vice-amiral de la Marine.
- Draw : Vice-amiral de la Marine, maîtrise du fluide offensif.
- Sicily : Sous-amiral de la Marine.
- Akehende : Sous-amiral de la Marine.
- Catacombo : Sous-amiral de la Marine.
- Kadar : Sous-amiral de la Marine.
- Daigin : Contre-amiral de la Marine.
- Gorilla : Colonel de la Marine.
- Ratel : Colonel de la Marine.

### Séraphins

#### S-Snake
- Affiliation : Séraphin (clone de Boa Hancock) [9],[30]
- Âge : 2 ans (8 ans biologiquement)
- Première apparition :
  - Manga : Chapitre 1059
  - Anime : Épisode 1087
- Taille : 208 cm
- Groupe sanguin : S (Green Blood)
- Fruit du démon : Fruit de la Passion (type Paramecia artificiel)
- Fluide :
  - Fluide Perceptif
  - Fluide Offensif
- Seiyu : Kotono Mitsuishi

#### S-Hawk
- Affiliation : Séraphin (clone de Dracule Mihawk) [9],[30]
- Âge : 2 ans (8 ans biologiquement)
- Première apparition :
  - Manga : Chapitre 1059
  - Anime : Épisode 1087
- Taille : 212 cm
- Groupe sanguin : S (Green Blood)
- Fruit du démon : Fruit Tailladant (type Paramecia artificiel)
- Fluide :
  - Fluide Perceptif
  - Fluide Offensif
- Seiyu : Ryōhei Arai (en)

#### S-Bear
- Affiliation : Séraphin (clone de Bartholomew Kuma) [9],[30]
- Âge : 2 ans (8 ans biologiquement)
- Première apparition :
  - Manga : Chapitre 1062
  - Anime : Épisode 1092
- Taille : 660 cm
- Groupe sanguin : X (Green Blood)
- Fruit du démon : Fruit des Coussinets (type Paramecia artificiel)
- Fluide :
  - Fluide Perceptif
  - Fluide Offensif
- Seiyu : Nobuhiko Okamoto

#### S-Shark
- Affiliation : Séraphin (clone de Jinbe) [9],[30]
- Âge : 2 ans (8 ans biologiquement)
- Première apparition :
  - Manga : Chapitre 1065
  - Anime : Épisode 1094
- Taille : 320 cm
- Groupe sanguin : F (Green Blood)
- Fruit du démon : Fruit du Barbotage (type Paramecia artificiel)
- Fluide :
  - Fluide Perceptif
  - Fluide Offensif
- Seiyu : Chika Sakamoto (en)

#### S-Flamingo
- Affiliation : Séraphin (clone de Don Quijote Doflamingo) [9],[30]
- Première apparition :
  - Manga : Chapitre 1086
  - Anime : Épisode 1120
- Fruit du démon : Inconnu (type Paramecia artificiel)

#### S-Gecko
- Affiliation : Séraphin (clone de Gecko Moria) [9],[30]
- Première apparition :
  - Manga : Chapitre 1086
  - Anime : Épisode 1120
- Fruit du démon : Inconnu (type Paramecia artificiel)

#### S-Crocodile
- Affiliation : Séraphin (clone de Crocodile) [9],[30]
- Première apparition :
  - Manga : Chapitre 1086
  - Anime : Épisode 1120
- Fruit du démon : Inconnu (type Paramecia artificiel)

## Habitants des îles d'East Blue

### Île de Dawn

#### Stelly
- Affiliation : Royaume de Goa (souverain) [9],[31]
- Âge : 20 ans
- Première apparition :
  - Manga : Chapitre 586
  - Anime : Épisode 500
- Taille : 180 cm
- Groupe sanguin : S
- Anniversaire : 12 mars
- Seiyu : Kōsuke Toriumi

#### Sally Entoilette
- Affiliation : Royaume de Goa (reine) [31]
- Première apparition :
  - Manga : Chapitre 823
  - Anime : Épisode 777
- Anniversaire : 31 juillet
- Seiyu : Yuka Komatsu (en)

#### Outlook III
- Affiliation : Royaume de Goa (habitant de la haute ville) [31]
- Première apparition :
  - Manga : Chapitre 585
  - Anime : Épisode 496
- Seiyu : Yūichi Nagashima (en)

#### Didit
- Affiliation : Royaume de Goa (habitant de la haute ville) [31]
- Première apparition :
  - Manga : Chapitre 585
  - Anime : Épisode 496
- Seiyu : Naomi Shindō

#### Makino
- Affiliation : Royaume de Goa (tenancière de bar) [9],[31]
- Âge :
  - Prologue : 19 ans
  - 1re moitié : 29 ans
  - 2e moitié : 31 ans
- Première apparition :
  - Manga : Chapitre 1
  - Anime : Épisode 4
- Taille : 166 cm
- Groupe sanguin : S
- Anniversaire : 23 février
- Seiyu : Makiko Ohmoto

#### Woop Slap
- Affiliation : Royaume de Goa (maire du village de Fuchsia) [31]
- Première apparition :
  - Manga : Chapitre 1
  - Anime : Épisode 4
- Anniversaire : 28 février
- Seiyu : Keiichi Sonobe (en)

#### Curly Dadan
- Affiliation :
  - Royaume de Goa (habitant du mont Corvo) [9],[31]
  - Brigands du mont Corvo (chef)
- Âge :
  - 1re moitié : 53 ans
  - 2e moitié : 55 ans
- Première apparition :
  - Manga : Chapitre 568
  - Anime : Épisode 477
- Taille : 221 cm
- Groupe sanguin : X
- Anniversaire : 30 octobre
- Prime : 7 800 000
- Seiyu : Noriko Uemura (en)

#### Dogra
- Affiliation :
  - Royaume de Goa (habitant du mont Corvo) [9],[31]
  - Brigands du mont Corvo
- Première apparition :
  - Manga : Chapitre 582
  - Anime : Épisode 493
- Anniversaire : 19 décembre
- Seiyu : Kappei Yamaguchi

#### Magra
- Affiliation :
  - Royaume de Goa (habitant du mont Corvo) [31]
  - Brigands du mont Corvo
- Première apparition :
  - Manga : Chapitre 582
  - Anime : Épisode 493
- Anniversaire : 30 octobre
- Seiyu : Hiroaki Hirata

#### Higuma
- Affiliation :
  - Royaume de Goa (habitant) (anciennement) [9],[31]
  - Brigands d'Higuma (chef) (anciennement)
- Âge à sa mort : 46 ans
- Première apparition :
  - Manga : Chapitre 1
  - Anime : Épisode 4
- Taille : 190 cm
- Groupe sanguin : X
- Anniversaire : 18 novembre
- Prime : 8 000 000
- Seiyu : Yukimasa Kishino

### Village de Shimotsuki

#### Kozaburo Shimotsuki
- Affiliation :
  - Village de Shimotsuki (habitant) (anciennement) [32]
  - Pays des Wa (habitant) (anciennement)
  - Clan Shimotsuki (anciennement)
- Âge à sa mort : 68 ans
- Première apparition :
  - Manga : Chapitre 1033
  - Anime : Épisode 1060
- Taille : 221 cm
- Groupe sanguin : XF
- Anniversaire : 14 novembre
- Seiyu : Teruo Seki (ja)

#### Koshiro Shimotsuki
- Affiliation :
  - Village de Shimotsuki (maître du dojo "Isshin") [9],[32]
  - Clan Shimotsuki
- Âge :
  - 1re moitié : 49 ans
  - 2e moitié : 51 ans
- Première apparition :
  - Manga : Chapitre 5
  - Anime : Épisode 19
- Taille : 184 cm
- Groupe sanguin : S
- Anniversaire : 4 mai
- Seiyu : Unshō Ishizuka

#### Kuina Shimotsuki
- Affiliation :
  - Village de Shimotsuki (habitant) (anciennement) [9],[32]
  - Clan Shimotsuki
- Âge à sa mort : 11 ans
- Première apparition :
  - Manga : Chapitre 5
  - Anime : Épisode 2
- Taille : 150 cm
- Groupe sanguin : S
- Anniversaire : 17 septembre
- Seiyu : Machiko Toyoshima (en)

### Archipel des Orgao

#### Boodle
- Affiliation : Archipel des Orgao (maire du village d'Orange) [33]
- Âge :
  - 1re moitié : 73 ans
  - 2e moitié : 75 ans
- Première apparition :
  - Manga : Chapitre 12
  - Anime : Épisode 6
- Taille : 172 cm
- Groupe sanguin : F
- Anniversaire : 16 janvier
- Seiyu : Jōji Yanami

#### Chouchou
- Affiliation : Archipel des Orgao (propriétaire d'un magasin géant d'alimentation animale) [33]
- Âge :
  - 1re moitié : 12 ans
  - 2e moitié : 14 ans
- Première apparition :
  - Manga : Chapitre 12
  - Anime : Épisode 6
- Taille : 40 cm
- Anniversaire : 22 novembre
- Seiyu : Chieko Aratashi

### Île des animaux étranges

#### Gaimon
- Affiliation : Île des animaux étranges (gardien) [9],[34]
- Âge :
  - 1re moitié : 43 ans
  - 2e moitié : 45 ans
- Première apparition :
  - Manga : Chapitre 22
  - Anime : Épisode 18
- Taille : 130 cm
- Groupe sanguin : X
- Anniversaire : 5 août
- Seiyu : Toru Ohira

#### Sarfunkel
- Affiliation : Île des animaux étranges (habitant) [34]
- Première apparition :
  - Manga : Chapitre 620
  - Anime : Épisode ????

### Archipel des Gecko

#### Kaya
- Affiliation : Archipel des Gecko (étudiante en médecine) [9],[35]
- Âge :
  - 1re moitié : 17 ans
  - 2e moitié : 19 ans
- Première apparition :
  - Manga : Chapitre 23
  - Anime : Épisode 9
- Taille : 169 cm
- Groupe sanguin : F
- Anniversaire : 24 août
- Seiyu : Mariko Kouda (en)

#### Merry
- Affiliation : Archipel des Gecko (majordome) [35]
- Première apparition :
  - Manga : Chapitre 24
  - Anime : Épisode 11
- Anniversaire : 22 janvier
- Seiyu : Jin Domon (ja)

#### Oignon
- Affiliation :
  - Archipel des Gecko (habitant du village de Sirop) [9],[35]
  - Équipage d'Usopp (anciennement)
- Âge :
  - 1re moitié : 9 ans
  - 2e moitié : 11 ans
- Première apparition :
  - Manga : Chapitre 23
  - Anime : Épisode 9
- Taille : 124 cm
- Groupe sanguin : S
- Anniversaire : 10 avril
- Seiyu : Makiko Ohmoto

#### Piment
- Affiliation :
  - Archipel des Gecko (habitant du village de Sirop) [9],[35]
  - Équipage d'Usopp (anciennement)
- Âge :
  - 1re moitié : 9 ans
  - 2e moitié : 11 ans
- Première apparition :
  - Manga : Chapitre 23
  - Anime : Épisode 9
- Taille : 120 cm
- Groupe sanguin : XF
- Anniversaire : 9 avril
- Seiyu : Miyuki Kawasho (ja)

#### Carotte
- Affiliation :
  - Archipel des Gecko (habitant du village de Sirop) [9],[35]
  - Équipage d'Usopp (anciennement)
- Âge :
  - 1re moitié : 9 ans
  - 2e moitié : 11 ans
- Première apparition :
  - Manga : Chapitre 23
  - Anime : Épisode 9
- Taille : 127 cm
- Groupe sanguin : X
- Anniversaire : 2 février
- Seiyu : Noriko Yoshitake (ja)

#### Banchina
- Affiliation : Archipel des Gecko (habitant du village de Sirop) (anciennement) [35]
- Âge à sa mort : ? ans
- Première apparition :
  - Manga : Chapitre 41
  - Anime : Épisode 17
- Anniversaire : 17 décembre

### Baratie

#### Zeff
- Épithète : Zeff aux pieds rouges [9],[36]
- Affiliation :
  - Baratie (propriétaire et chef)
  - Équipage des cuisiniers (capitaine) (anciennement)
- Âge :
  - 1re moitié : 65 ans
  - 2e moitié : 67 ans
- Première apparition :
  - Manga : Chapitre 43
  - Anime : Épisode 20
- Taille : 189 cm
- Groupe sanguin : XF
- Anniversaire : 2 avril
- Prime : ?
- Seiyu : Ben Hiura (en)

#### Patty
- Affiliation : Baratie (cuisinier spécialiste de la pâtisserie) [9],[36]
- Âge :
  - 1re moitié : 27 ans
  - 2e moitié : 29 ans
- Première apparition :
  - Manga : Chapitre 44
  - Anime : Épisode 21
- Taille : 204 cm
- Groupe sanguin : X
- Anniversaire : 12 mars
- Seiyu : Tetsu Inada

#### Carne
- Affiliation : Baratie (cuisinier spécialiste de la viande) [9],[36]
- Âge :
  - 1re moitié : 32 ans
  - 2e moitié : 34 ans
- Première apparition :
  - Manga : Chapitre 45
  - Anime : Épisode 21
- Taille : 171 cm
- Groupe sanguin : S
- Anniversaire : 9 février
- Seiyu : Shinobu Satouchi

### Archipel Conomi

#### Belmer
- Affiliation :
  - Archipel Conomi (productrice de mandarines du village de Cocoyashi) [9],[37]
  - Marine (soldat) (anciennement)
- Âge à sa mort : 30 ans
- Première apparition :
  - Manga : Chapitre 77
  - Anime : Épisode 32
- Taille : 186 cm
- Groupe sanguin : S
- Anniversaire : 3 décembre
- Seiyu : Noriko Hidaka

#### Nojiko
- Affiliation : Archipel Conomi (productrice de mandarines du village de Cocoyashi) [9],[37]
- Âge :
  - 1re moitié : 20 ans
  - 2e moitié : 22 ans
- Première apparition :
  - Manga : Chapitre 70
  - Anime : Épisode 31
- Taille : 170 cm
- Groupe sanguin : S
- Anniversaire : 25 juillet
- Seiyu : Wakana Yamazaki

#### Genzo
- Affiliation : Archipel Conomi (shérif du village de Cocoyashi) [9],[37]
- Âge :
  - 1re moitié : 46 ans
  - 2e moitié : 48 ans
- Première apparition :
  - Manga : Chapitre 71
  - Anime : Épisode 32
- Taille : 173 cm
- Groupe sanguin : F
- Anniversaire : 17 juin
- Seiyu : Kōzō Shioya

#### Nako
- Affiliation : Archipel Conomi (docteur du village de Cocoyashi) [37]
- Première apparition :
  - Manga : Chapitre 77
  - Anime : Épisode 32
- Anniversaire : 1er juillet
- Seiyu : Tomohisa Asō

#### Chabo
- Affiliation : Archipel Conomi (producteur de mandarines de Cocoyashi) [37]
- Première apparition :
  - Manga : Chapitre 69
  - Anime : Épisode 31
- Anniversaire : 14 juin
- Seiyu : Rika Komatsu (en)

#### Johnny
- Affiliation :
  - Archipel Conomi (pêcheur du village de Cocoyashi) [9],[37]
  - Chasseur de primes (anciennement)
- Âge :
  - 1re moitié : 23 ans
  - 2e moitié : 25 ans
- Première apparition :
  - Manga : Chapitre 42
  - Anime : Épisode 19
- Taille : 186 cm
- Groupe sanguin : F
- Anniversaire : 12 novembre
- Seiyu : Masaya Takatsuka (en)

#### Yosaku
- Affiliation :
  - Archipel Conomi (pêcheur du village de Cocoyashi) [9],[37]
  - Chasseur de primes (anciennement)
- Âge :
  - 1re moitié : 24 ans
  - 2e moitié : 26 ans
- Première apparition :
  - Manga : Chapitre 42
  - Anime : Épisode 20
- Taille : 185 cm
- Groupe sanguin : F
- Anniversaire : 10 novembre
- Seiyu : Yasuhiko Tokuyama (ja)

### Loguetown

#### Ipponmatsu
- Affiliation : Loguetown (patron de l'armurerie) [9],[38]
- Âge :
  - 1re moitié : 38 ans
  - 2e moitié : 40 ans
- Première apparition :
  - Manga : Chapitre 97
  - Anime : Épisode 49
- Taille : 157 cm
- Groupe sanguin : X
- Anniversaire : 31 janvier
- Seiyu : Masato Hirano

## Habitants des îles de North Blue

### Royaume de Lvneel

#### Montblanc Norland
- Épithète : Norland le menteur [9],[39]
- Affiliation : Royaume de Lvneel (amiral-explorateur) (anciennement)
- Âge à sa mort : 39 ans
- Première apparition :
  - Manga : Chapitre 286
  - Anime : Épisode 187
- Taille : 220 cm
- Groupe sanguin : S
- Anniversaire : 9 octobre
- Seiyu : Hōchū Ōtsuka

### Autres habitants

#### Don Quijote Homing
- Affiliation :
  - Gouvernement mondial (dragon céleste) (anciennement) [9]
  - Famille Don Quijote (anciennement)
- Âge à sa mort : ? ans
- Première apparition :
  - Manga : Chapitre 760
  - Anime : Épisode 699
- Seiyu : Manabu Muraji (ja)

## Habitants des îles de South Blue

### Baterilla

#### Portgas D. Rouge
- Affiliation : Baterilla (habitant) (anciennement)
- Âge à sa mort : ? ans
- Première apparition :
  - Manga : Chapitre 550
  - Anime : Épisode 0
- Anniversaire : 10 juin
- Seiyu : Yūko Minaguchi

### Royaume maléfique de Black Drum

#### Wapol
- Épithète : Wapol la quincaille [9],[40]
- Affiliation :
  - Royaume maléfique de Black Drum (roi)
  - Royaume de Drum (roi) (anciennement)
  - Équipage du "Bliking" (capitaine) (anciennement)
- Âge :
  - 1re moitié : 27 ans
  - 2e moitié : 29 ans
- Première apparition :
  - Manga : Chapitre 131
  - Anime : Épisode 79
- Taille : 207 cm
- Groupe sanguin : X
- Anniversaire : 9 août
- Fruit du démon : Fruit du Glouton (type Paramecia)
- Seiyu : Bin Shimada

#### Kinderella
- Épithète : Miss Univers [40]
- Affiliation : Royaume maléfique de Black Drum (reine)
- Première apparition :
  - Manga : Chapitre 261
  - Anime : Épisode 778
- Anniversaire : 20 janvier
- Seiyu : Yukiyo Fujii

### Royaume de Sorbet

#### Bulldog
- Affiliation : Royaume de Sorbet (souverain)
- Première apparition :
  - Manga : Chapitre 1099
  - Anime : Épisode 1133
- Seiyu : Uoken (en)

#### Conney
- Affiliation : Royaume de Sorbet (reine douairière)
- Âge : 76 ans
- Première apparition :
  - Manga : Chapitre 1099
  - Anime : Épisode 1133
- Taille : 73 cm
- Groupe sanguin : XF
- Anniversaire : 21 mai
- Seiyu : Reiko Suzuki

#### Kourbett
- Affiliation : Royaume de Sorbet (souverain) (anciennement)
- Première apparition :
  - Manga : Chapitre 1097
  - Anime : Épisode 1131
- Seiyu : Yasuhiro Kikuchi (en)

#### Krap
- Affiliation : Royaume de Sorbet (habitant) (anciennement)
- Âge à sa mort : ? ans
- Première apparition :
  - Manga : Chapitre 1095
  - Anime : Épisode 1129
- Seiyu : Takashi Matsuyama

### Royaume Dézoizo

#### Shamba
- Affiliation : Royaume Dézoizo (habitant)
- Première apparition :
  - Manga : Chapitre 524
  - Anime : Épisode 419
- Anniversaire : 8 novembre

## Habitants des îles de West Blue

### Ohara

#### Claw D. Clover
- Épithète : Professeur Clover [41]
- Affiliation : Ohara (directeur de la bibliothèque) (anciennement)
- Âge à sa mort : 85 ans
- Première apparition :
  - Manga : Chapitre 391
  - Anime : Épisode 275
- Taille : 172 cm
- Groupe sanguin : X
- Anniversaire : 8 avril
- Seiyu : Kōichi Kitamura (en)

#### Nico Olvia
- Affiliation : Ohara (archéologue) (anciennement) [9],[41]
- Âge à sa mort : 33 ans
- Première apparition :
  - Manga : Chapitre 392
  - Anime : Épisode 275
- Taille : 186 cm
- Groupe sanguin : S
- Anniversaire : 6 février
- Prime : 79 000 000
- Seiyu : Yuriko Yamaguchi

### Pays des fleurs

#### Ramen
- Affiliation : Pays des fleurs (roi)
- Première apparition :
  - Manga : Chapitre 823
  - Anime : Épisode 777

#### Chinjao
- Épithète :
  - "Don" Chinjao [9]
  - Chinjao le trépan
- Affiliation :
  - Famille Chinjao
  - Marine des huit trésors (12e commandant en chef) (anciennement)
- Âge : 78 ans
- Première apparition :
  - Manga : Chapitre 704
  - Anime : Épisode 632
- Taille : 520 cm
- Groupe sanguin : F
- Anniversaire : 12 décembre
- Fluide :
  - Fluide Perceptif
  - Fluide Offensif
  - Fluide Royal
- Pouvoirs physiques : Hasshoken
- Prime : 542 000 000
- Seiyu : Shin Aomori

## Habitants de Redline

### Reverse Mountain

#### Crocus
- Affiliation :
  - Cap des Jumeaux (gardien du phare) [9],[42]
  - Équipage de Roger (médecin de bord) (anciennement)
- Âge :
  - 1re moitié : 71 ans
  - 2e moitié : 73 ans
- Première apparition :
  - Manga : Chapitre 102
  - Anime : Épisode 62
- Taille : 203 cm
- Groupe sanguin : XF
- Anniversaire : 4 juin
- Fluide : Fluide Perceptif
- Prime : ?
- Seiyu : Masuo Amada (en)

#### Laboon
- Affiliation :
  - Cap des Jumeaux (habitant) [9],[42]
  - Équipage du "Rumbar" (anciennement)
- Âge :
  - 1re moitié : 51 ans
  - 2e moitié : 53 ans
- Première apparition :
  - Manga : Chapitre 102
  - Anime : Épisode 62
- Taille : 40 000 cm
- Groupe sanguin : F
- Anniversaire : 16 septembre

## Habitants des îles du Paradis

### Île aux cactus

#### Miss Monday
- Épithète : Miss Monday [9],[14]
- Affiliation :
  - Île aux cactus (habitant)
  - Baroque Works (agent de frontière) (anciennement)
- Première apparition :
  - Manga : Chapitre 107
  - Anime : Épisode 64
- Anniversaire : 24 janvier
- Seiyu : Makiko Ohmoto

#### Mr 9
- Épithète : Mr 9 [9],[14]
- Affiliation :
  - Île aux cactus (habitant)
  - Baroque Works (agent de frontière) (anciennement)
- Première apparition :
  - Manga : Chapitre 103
  - Anime : Épisode 62
- Anniversaire : 27 septembre
- Seiyu : Yasuhiro Takato (en)

### Île de Drum

#### Dolton
- Affiliation :
  - Royaume des cerisiers (souverain) [9],[43]
  - Royaume de Drum (chef de la garde royale) (anciennement)
- Âge :
  - 1re moitié : 33 ans
  - 2e moitié : 35 ans
- Première apparition :
  - Manga : Chapitre 132
  - Anime : Épisode 79
- Taille : 218 cm
- Groupe sanguin : X
- Anniversaire : 10 juin
- Fruit du démon : Fruit du Bovin, version Bison (type Zoan)
- Seiyu : Kenichi Ono

#### Kureha
- Épithète : Docteur Kureha [9],[43]
- Affiliation :
  - Royaume des cerisiers (médecin)
  - Toubibs 100 (chef)
- Âge :
  - 1re moitié : 139 ans
  - 2e moitié : 141 ans
- Première apparition :
  - Manga : Chapitre 134
  - Anime : Épisode 80
- Taille : 188 cm
- Groupe sanguin : S
- Anniversaire : 8 septembre
- Seiyu : Masako Nozawa

#### Hiluluk
- Épithète : Docteur Hiluluk [9],[43]
- Affiliation : Royaume de Drum (médecin) (anciennement)
- Âge à sa mort : 68 ans
- Première apparition :
  - Manga : Chapitre 141
  - Anime : Épisode 85
- Taille : 213 cm
- Groupe sanguin : F
- Anniversaire : 12 janvier
- Seiyu : Shigeru Ushiyama (en)

#### Chess
- Affiliation :
  - Royaume de Drum (chef d'état-major) (anciennement) [9],[43]
  - Équipage du "Bliking" (anciennement)
- Âge :
  - 1re moitié : 30 ans
  - 2e moitié : 32 ans
- Première apparition :
  - Manga : Chapitre 131
  - Anime : Épisode 78
- Taille : 194 cm
- Groupe sanguin : S
- Anniversaire : 20 juillet
- Seiyu : Yusuke Numata

#### Kuromarimo
- Affiliation :
  - Royaume de Drum (administrateur) (anciennement) [9],[43]
  - Équipage du "Bliking" (anciennement)
- Âge :
  - 1re moitié : 28 ans
  - 2e moitié : 30 ans
- Première apparition :
  - Manga : Chapitre 131
  - Anime : Épisode 79
- Taille : 186 cm
- Groupe sanguin : F
- Anniversaire : 26 janvier
- Seiyu : Kenji Nomura

### Alabasta

#### Nefertari Cobra
- Affiliation :
  - Royaume d'Alabasta (12e roi) (anciennement) [9],[44]
  - Famille Nefertari (anciennement)
- Âge à sa mort : 50 ans
- Première apparition :
  - Manga : Chapitre 142
  - Anime : Épisode 91
- Taille : 182 cm
- Groupe sanguin : F
- Anniversaire : 13 février
- Seiyu : Hozumi Gōda

#### Nefertari Titi
- Affiliation :
  - Royaume d'Alabasta (reine) (anciennement) [44]
  - Famille Nefertari (anciennement)
- Âge à sa mort : ? ans
- Première apparition :
  - Manga : Chapitre 215
  - Anime : Épisode 129

#### Nefertari Vivi
- Épithète : Miss Wednesday [9],[44]
- Affiliation :
  - Royaume d'Alabasta (princesse)
  - Famille Nefertari
  - Équipage de Chapeau de paille (anciennement)
  - Baroque Works (agent de frontière) (anciennement)
  - Clan des sables (chef adjoint) (anciennement)
- Âge :
  - 1re moitié : 16 ans
  - 2e moitié : 18 ans
- Première apparition :
  - Manga : Chapitre 103
  - Anime : Épisode 62
- Taille : 169 cm
- Groupe sanguin : F
- Anniversaire : 2 février
- Arme : Peacock Slashers
- Seiyu : Misa Watanabe

#### Igaram
- Épithète : Mr 8 [9],[44]
- Affiliation :
  - Royaume d'Alabasta (commandant de la garde royale)
  - Baroque Works (agent de frontière) (anciennement)
  - Île aux cactus (maire de Whisky Peak) (anciennement)
- Âge :
  - 1re moitié : 48 ans
  - 2e moitié : 50 ans
- Première apparition :
  - Manga : Chapitre 106
  - Anime : Épisode 64
- Taille : 218 cm
- Groupe sanguin : X
- Anniversaire : 6 décembre
- Seiyu : Keiichi Sonobe (en)

#### Chaka
- Épithète : Chaka le chacal [9],[44]
- Affiliation : Royaume d'Alabasta (commandant adjoint de la garde royale)
- Âge :
  - 1re moitié : 39 ans
  - 2e moitié : 41 ans
- Première apparition :
  - Manga : Chapitre 155
  - Anime : Épisode 91
- Taille : 213 cm
- Groupe sanguin : S
- Anniversaire : 26 avril
- Fruit du démon : Fruit du Canidé, version Chacal (type Zoan)
- Seiyu : Kihachirō Uemura (en)

#### Pell
- Épithète : Pell le faucon [9],[44]
- Affiliation : Royaume d'Alabasta (commandant adjoint de la garde royale)
- Âge :
  - 1re moitié : 33 ans
  - 2e moitié : 35 ans
- Première apparition :
  - Manga : Chapitre 155
  - Anime : Épisode 91
- Taille : 189 cm
- Groupe sanguin : X
- Anniversaire : 23 août
- Fruit du démon : Fruit du Volatile, version Faucon (type Zoan)
- Seiyu : Kenji Nojima

#### Kaloo
- Affiliation :
  - Royaume d'Alabasta (habitant) [9],[44]
  - Escadron des super canards (commandant)
  - Équipage de Chapeau de paille (anciennement)
  - Baroque Works (anciennement)
- Âge :
  - 1re moitié : 14 ans
  - 2e moitié : 16 ans
- Première apparition :
  - Manga : Chapitre 109
  - Anime : Épisode 65
- Taille : 150 cm
- Groupe sanguin : F
- Anniversaire : 8 novembre
- Seiyu : Hiroaki Hirata

#### Longs-cils
- Affiliation :
  - Royaume d'Alabasta (habitant) [44]
  - Escadron des super canards
- Âge :
  - 1re moitié : 15 ans
  - 2e moitié : 17 ans
- Première apparition :
  - Manga : Chapitre 162
  - Anime : Épisode 93
- Taille : 190 cm
- Groupe sanguin : F
- Anniversaire : 17 août
- Seiyu : Kappei Yamaguchi

#### Autres membres de l'escadron des super canards
- Stomp
- Ivan X
- Cowboy
- Bourbon Jr.
- Kentarôs
- Hikoichi

#### Koza
- Affiliation :
  - Royaume d'Alabasta (ministre de l'environnement) [9],[44]
  - Rébellion d'Alabata (chef) (anciennement)
  - Clan des sables (chef) (anciennement)
- Âge :
  - 1re moitié : 20 ans
  - 2e moitié : 22 ans
- Première apparition :
  - Manga : Chapitre 163
  - Anime : Épisode 93
- Taille : 177 cm
- Groupe sanguin : X
- Anniversaire : 26 mai
- Seiyu : Takeshi Kusao

#### Toto
- Affiliation : Royaume d'Alabasta (habitant) [44]
- Première apparition :
  - Manga : Chapitre 163
  - Anime : Épisode 100
- Anniversaire : 17 juin
- Seiyu : Masaaki Tsukada (en)

### Long Ring Long Land

#### Tonjit
- Affiliation : Long Ring Long Land (nomade) [45]
- Âge :
  - 1re moitié : 61 ans
  - 2e moitié : 63 ans
- Première apparition :
  - Manga : Chapitre 304
  - Anime : Épisode 207
- Taille : 110 cm
- Groupe sanguin : F
- Anniversaire : 2 octobre
- Seiyu : Naoki Tatsuta

#### Shelly
- Affiliation : Long Ring Long Land (habitant) [45]
- Première apparition :
  - Manga : Chapitre 304
  - Anime : Épisode 207
- Anniversaire : 31 octobre
- Seiyu : Yuriko Yamaguchi

### Sources de l'insouciance

#### Gedatsu
- Épithète : Gedatsu le "défenseur céleste" [9],[46]
- Affiliation :
  - Sources de l'insouciance (employé)
  - Clan d'Ener (prélat de l'ordalie des marais) (anciennement)
- Âge :
  - 1re moitié : 29 ans
  - 2e moitié : 31 ans
- Première apparition :
  - Manga : Chapitre 241
  - Anime : Épisode 155
- Taille : 220 cm
- Groupe sanguin : S
- Anniversaire : 10 août
- Fluide : Fluide Perceptif
- Seiyu : Masaya Takatsuka (en)

### Water Seven

#### Icebarg
- Affiliation :
  - Water Seven (maire) [9],[47]
  - Galley-La Company (directeur)
  - Tom's Workers (apprenti) (anciennement)
- Âge :
  - 1re moitié : 38 ans
  - 2e moitié : 40 ans
- Première apparition :
  - Manga : Chapitre 323
  - Anime : Épisode 230
- Taille : 199 cm
- Groupe sanguin : X
- Anniversaire : 3 janvier
- Seiyu : Izō Oikawa (ja)

#### Pauly
- Affiliation :
  - Water Seven (habitant) [9],[47]
  - Galley-La Company (vice-directeur)
- Âge :
  - 1re moitié : 24 ans
  - 2e moitié : 26 ans
- Première apparition :
  - Manga : Chapitre 323
  - Anime : Épisode 230
- Taille : 195 cm
- Groupe sanguin : S
- Anniversaire : 8 juillet
- Pouvoirs physiques : Rope Action
- Seiyu : Takahiro Yoshimizu (en)

#### Peeply Lulu
- Affiliation :
  - Water Seven (habitant) [9],[47]
  - Galley-La Company (chef des revêteurs et forgerons)
- Âge :
  - 1re moitié : 31 ans
  - 2e moitié : 33 ans
- Première apparition :
  - Manga : Chapitre 323
  - Anime : Épisode 230
- Taille : 206 cm
- Groupe sanguin : S
- Anniversaire : 2 janvier
- Seiyu : Shinichiro Ohta (en)

#### Tilestone
- Affiliation :
  - Water Seven (habitant) [9],[47]
  - Galley-La Company (chef des ébénistes, calfateurs et voiliers)
- Âge :
  - 1re moitié : 33 ans
  - 2e moitié : 35 ans
- Première apparition :
  - Manga : Chapitre 323
  - Anime : Épisode 230
- Taille : 255 cm
- Groupe sanguin : S
- Anniversaire : 6 janvier
- Seiyu : Tetsu Inada

#### Zanbai
- Affiliation :
  - Water Seven (habitant) [9],[47]
  - Galley-La Company (syndicat Zanbai)
  - Franky Family (anciennement)
- Âge :
  - 1re moitié : 33 ans
  - 2e moitié : 35 ans
- Première apparition :
  - Manga : Chapitre 324
  - Anime : Épisode 230
- Taille : 227 cm
- Groupe sanguin : S
- Anniversaire : 8 mars
- Seiyu : Kenta Miyake

#### Mozu
- Épithète : Square Sisters [9],[47]
- Affiliation :
  - Water Seven (barman)
  - Franky Family (anciennement)
- Âge :
  - 1re moitié : 19 ans
  - 2e moitié : 21 ans
- Première apparition :
  - Manga : Chapitre 329
  - Anime : Épisode 233
- Taille : 187 cm
- Groupe sanguin : F
- Anniversaire : 7 janvier
- Seiyu : Aiko Hibi (ja)

#### Kiwi
- Épithète : Square Sisters [9],[47]
- Affiliation :
  - Water Seven (barman)
  - Franky Family (anciennement)
- Âge :
  - 1re moitié : 20 ans
  - 2e moitié : 22 ans
- Première apparition :
  - Manga : Chapitre 329
  - Anime : Épisode 233
- Taille : 187 cm
- Groupe sanguin : F
- Anniversaire : 1er septembre
- Seiyu : Yuka Shioyama (ja)

#### Tom
- Affiliation :
  - Water Seven (habitant) (anciennement) [9],[47]
  - Tom's Workers (patron) (anciennement)
- Âge à sa mort : 67 ans
- Première apparition :
  - Manga : Chapitre 352
  - Anime : Épisode 248
- Taille : 296 cm
- Groupe sanguin : F
- Anniversaire : 16 mars
- Seiyu : Hiroaki Ishikawa (ja)

#### Kokoro
- Affiliation :
  - Water Seven (chef de gare de Shift Station) [47]
  - Tom's Workers (secrétaire de charme) (anciennement)
- Âge :
  - 1re moitié : 70 ans
  - 2e moitié : 72 ans
- Première apparition :
  - Manga : Chapitre 322
  - Anime : Épisode 229
- Taille : 168 cm
- Groupe sanguin : S
- Anniversaire : 5 octobre
- Seiyu : Ako Mayama (en)

#### Chimney
- Affiliation : Water Seven (chef de gare du dimanche de Shift Station) [47]
- Âge :
  - 1re moitié : 8 ans
  - 2e moitié : 10 ans
- Première apparition :
  - Manga : Chapitre 322
  - Anime : Épisode 229
- Taille : 115 cm
- Groupe sanguin : S
- Anniversaire : 2 juin
- Seiyu : Chiwa Saitō

#### Gonbei
- Affiliation : Water Seven (habitant) [47]
- Première apparition :
  - Manga : Chapitre 322
  - Anime : Épisode 229
- Anniversaire : 8 février
- Seiyu : Akemi Okamura

#### Yokozuna
- Affiliation :
  - Water Seven (habitant) [47]
  - Tom's Workers (anciennement)
- Première apparition :
  - Manga : Chapitre 322
  - Anime : Épisode 228
- Seiyu : Masaya Takatsuka (en)

### Archipel des Sabaody

#### Silvers Rayleigh
- Épithète : Rayleigh le seigneur des ténèbres [9],[48]
- Affiliation :
  - Archipel des Sabaody (habitant)
  - Équipage de Roger (vice-capitaine) (anciennement)
- Âge :
  - 1re moitié : 76 ans
  - 2e moitié : 78 ans
- Première apparition :
  - Manga : Chapitre 19
  - Anime : Épisode 8
- Taille : 188 cm
- Groupe sanguin : XF
- Anniversaire : 13 mai
- Fluide :
  - Fluide Perceptif
  - Fluide Offensif
  - Fluide Royal
- Prime : ?
- Seiyu : Keiichi Sonobe (en)

#### Shakuyaku
- Affiliation :
  - Archipel des Sabaody (habitant) [48]
  - Équipage des pirates Kuja (capitaine) (anciennement)
  - Amazon Lily (impératrice) (anciennement)
- Âge :
  - 1re moitié : 62 ans
  - 2e moitié : 64 ans
- Première apparition :
  - Manga : Chapitre 498
  - Anime : Épisode 392
- Taille : 186 cm
- Groupe sanguin : X
- Anniversaire : 8 mai
- Seiyu : Masumi Asano

#### Disco
- Épithète : Super bazar [48]
- Affiliation :
  - Archipel des Sabaody (habitant)
  - Salle de vente aux esclaves (maître de cérémonie) (anciennement)
- Première apparition :
  - Manga : Chapitre 500
  - Anime : Épisode 394
- Anniversaire : 12 juin
- Seiyu : Yasunori Masutani (en)

#### Duval
- Épithète : Duval au masque de fer [9],[48]
- Affiliation :
  - Archipel des Sabaody (habitant)
  - La-vie-en-rose Riders (chef) (anciennement)
- Âge :
  - 1re moitié : 23 ans
  - 2e moitié : 25 ans
- Première apparition :
  - Manga : Chapitre 491
  - Anime : Épisode 386
- Taille : 470 cm
- Groupe sanguin : S
- Anniversaire : 11 août
- Seiyu : Toshihiko Seki

### Archipel de Boing

#### Héraclès
- Affiliation : Archipel de Boing (habitant) [9],[49]
- Âge :
  - 1re moitié : 49 ans
  - 2e moitié : 51 ans
- Première apparition :
  - Manga : Chapitre 524
  - Anime : Épisode 420
- Taille : 214 cm
- Groupe sanguin : F
- Anniversaire : 10 mai
- Seiyu : Rintarō Nishi (en)

## Habitants des îles du Nouveau Monde

### Erbaf

#### Harald
- Affiliation : Erbaf (roi) (anciennement) [18]
- Âge à sa mort : ? ans
- Première apparition :
  - Manga : Chapitre ????
  - Anime : Épisode ????
- Fluide : Fluide Royal

#### Loki
- Épithète : Le prince de la malédiction [18]
- Affiliation : Erbaf (prince)
- Âge : 63 ans
- Première apparition :
  - Manga : Chapitre 1130
  - Anime : Épisode ????
- Prime : 2 600 000 000

#### Jorl
- Épithète : Jorl à la barbe en cascade [18]
- Affiliation :
  - Erbaf (habitant) (anciennement) [18]
  - Équipage des géants (co-capitaine) (anciennement)
- Âge à sa mort : 344 ans
- Première apparition :
  - Manga : Chapitre 866
  - Anime : Épisode 836
- Taille : 2 150 cm
- Groupe sanguin : F
- Anniversaire : 4 décembre
- Seiyu : Ryōichi Tanaka

#### Jarl
- Épithète : Jarl à la barbe en cime [18]
- Affiliation :
  - Erbaf (habitant) [18]
  - Équipage des géants (co-capitaine) (anciennement)
- Âge : 408 ans
- Première apparition :
  - Manga : Chapitre 866
  - Anime : Épisode 836
- Taille : 2 050 cm
- Groupe sanguin : F
- Anniversaire : 8 décembre
- Seiyu : Masaharu Satō

#### Haguar D. Sauro
- Affiliation :
  - Erbaf (habitant) [9],[18]
  - Marine (vice-amiral) (anciennement)
- Âge : 127 ans
- Première apparition :
  - Manga : Chapitre 392
  - Anime : Épisode 275
- Taille : 1 950 cm
- Groupe sanguin : F
- Anniversaire : 6 mars
- Seiyu : Takeshi Kusao

#### Scopper Gaban
- Épithète : Le ratiboiseur
- Affiliation :
  - Erbaf (habitant) [9],[18]
  - Équipage de Roger (anciennement)
- Première apparition :
  - Manga : Chapitre 19
  - Anime : Épisode 0
- Fluide :
  - Fluide Perceptif
  - Fluide Offensif
  - Fluide Royal
- Seiyu : Toshiyuki Morikawa

### Pays des Wa

#### Sukiyaki Kozuki
- Épithète : Hitetsu Tenguyama [9],[50]
- Affiliation :
  - Pays des Wa (shogun) (anciennement) [50]
  - Clan Kozuki
- Âge : 81 ans
- Première apparition :
  - Manga : Chapitre 911
  - Anime : Épisode 894
- Taille : 214 cm
- Groupe sanguin : F
- Anniversaire : 19 mai
- Seiyu : Ryūzaburō Ōtomo

#### Oden Kozuki
- Épithète : Sire bouffon [9],[50]
- Affiliation :
  - Pays des Wa (seigneur de la région de Kuri) (anciennement)
  - Clan Kozuki (anciennement)
  - Équipage de Roger (anciennement)
  - Équipage de Barbe Blanche (commandant de la 2e flotte) (anciennement)
- Âge à sa mort : 39 ans
- Première apparition :
  - Manga : Chapitre 920
  - Anime : Épisode 910
- Taille : 382 cm
- Groupe sanguin : F
- Anniversaire : 22 février
- Fluide :
  - Fluide Perceptif
  - Fluide Offensif
  - Fluide Royal
- Arme :
  - Enma (anciennement)
  - Ame no Habakiri (anciennement)
- Prime : ?
- Seiyu : Hiroya Ishimaru (en)

#### Toki Kozuki
- Affiliation :
  - Pays des Wa (habitant) (anciennement)[50]
  - Clan Kozuki (anciennement)
  - Clan Amatsuki (anciennement)
  - Équipage de Roger (anciennement)
  - Équipage de Barbe Blanche (anciennement)
- Âge à sa mort : 36 ans
- Première apparition :
  - Manga : Chapitre 919
  - Anime : Épisode 893
- Taille : 190 cm
- Groupe sanguin : X
- Anniversaire : 19 janvier
- Fruit du démon : Fruit du Temps (type Paramecia) (anciennement)
- Seiyu : Keiko Han

#### Momonosuké Kozuki
- Affiliation :
  - Pays des Wa (shogun) [9],[50]
  - Clan Kozuki
  - Alliance ninja-pirate-mink-samouraï (anciennement)
- Âge : 8 ans (28 ans biologiquement)
- Première apparition :
  - Manga : Chapitre 684
  - Anime : Épisode 609
- Taille : 322 cm
- Groupe sanguin : X
- Anniversaire : 7 octobre
- Fruit du démon : Fruit du démon artificiel de Végapunk (type Zoan artificiel)
- Fluide : Fluide Perceptif
- Seiyu : Ai Orikasa (en) (voix d'enfant) / Hiro Shimono (voix d'adulte)

#### Hiyori Kozuki
- Épithète : Komurasaki [9],[50]
- Affiliation :
  - Pays des Wa (courtisane numéro 1)
  - Clan Kozuki
- Âge : 26 ans
- Première apparition :
  - Manga : Chapitre 909
  - Anime : Épisode 892
- Taille : 170 cm
- Groupe sanguin : XF
- Anniversaire : 23 décembre
- Seiyu : Nana Mizuki

#### Kinémon
- Épithète : Kinémon le renard à la flamme [9],[50]
- Affiliation :
  - Pays des Wa (habitant)
  - Clan Kozuki (vassal)
  - Neuf fourreaux rouges (chef)
  - Alliance ninja-pirate-mink-samouraï (anciennement)
- Âge : 36 ans
- Première apparition :
  - Manga : Chapitre 656
  - Anime : Épisode 580
- Taille : 295 cm
- Groupe sanguin : X
- Anniversaire : 29 janvier
- Fruit du démon : Fruit du Vêtement (type Paramecia)
- Fluide :
  - Fluide Perceptif
  - Fluide Offensif
- Arme :
  - Kaku (anciennement)
  - Suki (anciennement)
- Seiyu : Kenyu Horiuchi

#### Denjiro
- Épithète : Kyoshiro le somnolent [9],[50]
- Affiliation :
  - Pays des Wa (seigneur de la région de Kibi)
  - Clan Kozuki (vassal)
  - Neuf fourreaux rouges
  - Bande à Kyoshiro (chef)
  - Clan Kurozumi (changeur et fournisseur attitré) (anciennement)
  - Alliance ninja-pirate-mink-samouraï (anciennement)
- Âge : 47 ans
- Première apparition :
  - Manga : Chapitre 919
  - Anime : Épisode 909
- Taille : 306 cm
- Groupe sanguin : XF
- Anniversaire : 26 octobre
- Fluide :
  - Fluide Perceptif
  - Fluide Offensif
- Seiyu : Daisuke Kishio

#### Izo
- Épithète : Izo les pistolets [9],[50]
- Affiliation :
  - Pays des Wa (habitant) (anciennement)
  - Clan Kozuki (vassal) (anciennement)
  - Équipage de Barbe Blanche (commandant de la 16e flotte) (anciennement)
  - Alliance ninja-pirate-mink-samouraï (anciennement)
- Âge à sa mort : 45 ans
- Première apparition :
  - Manga : Chapitre 553
  - Anime : Épisode 461
- Taille : 192 cm
- Groupe sanguin : X
- Anniversaire : 13 octobre
- Fluide :
  - Fluide Perceptif
  - Fluide Offensif
- Prime : 510 000 000
- Seiyu : Yūsei Oda

#### Kikunojo
- Épithète : Kikunojo des neiges printanières [9],[50]
- Affiliation :
  - Pays des Wa (habitant)
  - Clan Kozuki (vassal)
  - Neuf fourreaux rouges
  - Alliance ninja-pirate-mink-samouraï (anciennement)
- Âge : 22 ans
- Première apparition :
  - Manga : Chapitre 913
  - Anime : Épisode 899
- Taille : 287 cm
- Groupe sanguin : XF
- Anniversaire : 9 septembre
- Fluide :
  - Fluide Perceptif
  - Fluide Offensif
- Seiyu : Mariya Ise

#### Raizo
- Épithète : Raizo de la brûme [9],[50]
- Affiliation :
  - Pays des Wa (seigneur de la région d'Udon)
  - Clan Kozuki (vassal)
  - Neuf fourreaux rouges
  - Alliance ninja-pirate-mink-samouraï (anciennement)
- Âge : 35 ans
- Première apparition :
  - Manga : Chapitre 817
  - Anime : Épisode 768
- Taille : 311 cm
- Groupe sanguin : X
- Anniversaire : 26 février
- Fruit du démon : Fruit du Parchemin (type Paramecia)
- Fluide :
  - Fluide Perceptif
  - Fluide Offensif
- Seiyu : Masashi Ebara

#### Ashura Doji
- Épithète :
  - Le plus puissant des "monstres" de Kuri [9],[50]
  - Shutenmaru
- Affiliation :
  - Pays des Wa (habitant) (anciennement)
  - Clan Kozuki (vassal) (anciennement)
  - Neuf fourreaux rouges (anciennement)
  - Gang des voleurs du mont Atama (chef) (anciennement)
  - Alliance ninja-pirate-mink-samouraï (anciennement)
- Âge à sa mort : 56 ans
- Première apparition :
  - Manga : Chapitre 920
  - Anime : Épisode 910
- Taille : 544 cm
- Groupe sanguin : X
- Anniversaire : 10 avril
- Fluide :
  - Fluide Perceptif
  - Fluide Offensif
- Seiyu : Nobuo Tobita (en)

#### Caborage
- Épithète : Duc Caborage [9],[51]
- Affiliation :
  - Pays des Wa (seigneur de la région de Kuri)
  - Clan Kozuki (vassal)
  - Neuf fourreaux rouges
  - Principauté de Mokomo (seigneur diurne) (anciennement)
  - Équipage de Roger (anciennement)
  - Équipage de Barbe Blanche (anciennement)
  - Alliance ninja-pirate-mink-samouraï (anciennement)
- Âge : 40 ans
- Première apparition :
  - Manga : Chapitre 808
  - Anime : Épisode 756
- Taille : 511 cm
- Groupe sanguin : X
- Anniversaire : 11 octobre
- Fluide :
  - Fluide Perceptif
  - Fluide Offensif
- Pouvoirs physiques :
  - Electro
  - Sulong
- Seiyu : Takaya Hashi (ja)

#### Chavipère
- Épithète : Maître Chavipère [9],[51]
- Affiliation :
  - Pays des Wa (habitant)
  - Clan Kozuki (vassal)
  - Neuf fourreaux rouges
  - Principauté de Mokomo (seigneur nocturne) (anciennement)
  - Forêt de la baleine (gardien) (anciennement)
  - Équipage de Roger (anciennement)
  - Équipage de Barbe Blanche (anciennement)
  - Alliance ninja-pirate-mink-samouraï (anciennement)
- Âge : 40 ans
- Première apparition :
  - Manga : Chapitre 809
  - Anime : Épisode 756
- Taille : 522 cm
- Groupe sanguin : S
- Anniversaire : 22 novembre
- Fluide :
  - Fluide Perceptif
  - Fluide Offensif
- Pouvoirs physiques :
  - Electro
  - Sulong
- Seiyu : Masaru Ikeda (en)

#### Kawamatsu
- Épithète :
  - Kawamatsu le kappa [9],[50]
  - Gyukimaru
- Affiliation :
  - Pays des Wa (habitant)
  - Clan Kozuki (vassal)
  - Neuf fourreaux rouges
  - Carrière aux prisonniers d'Udon (prisonnier) (anciennement)
  - Alliance ninja-pirate-mink-samouraï (anciennement)
- Âge : 41 ans
- Première apparition :
  - Manga : Chapitre 920
  - Anime : Épisode 910
- Taille : 271 cm
- Groupe sanguin : F
- Anniversaire : 14 juin
- Fluide :
  - Fluide Perceptif
  - Fluide Offensif
- Arme : Sotomuso
- Seiyu : Yū Mizushima

#### Shinobu
- Épithète : Shinobu la charmeuse d'hommes [9],[50]
- Affiliation :
  - Pays des Wa (habitant)
  - Clan Kozuki (vassal)
  - Neuf fourreaux rouges
  - Alliance ninja-pirate-mink-samouraï (anciennement)
- Âge : 49 ans
- Première apparition :
  - Manga : Chapitre 921
  - Anime : Épisode 911
- Taille : 180 cm
- Groupe sanguin : F
- Anniversaire : 23 octobre
- Fruit du démon : Fruit de la Maturation (type Paramecia)
- Seiyu : Yuriko Yamamoto

#### Tama Kurozumi
- Affiliation :
  - Pays des Wa (habitant) [9],[50]
  - Clan Kurozumi
  - Alliance ninja-pirate-mink-samouraï (anciennement)
- Âge : 8 ans
- Première apparition :
  - Manga : Chapitre 911
  - Anime : Épisode 893
- Taille : 108 cm
- Groupe sanguin : F
- Anniversaire : 3 mars
- Fruit du démon : Fruit du Millet (type Paramecia)
- Seiyu : Megumi Han

#### Orochi Kurozumi
- Affiliation :
  - Pays des Wa (shogun) (anciennement) [9],[50]
  - Clan Kurozumi (anciennement)
- Âge à sa mort : 54 ans
- Première apparition :
  - Manga : Chapitre 927
  - Anime : Épisode 921
- Taille : 350 cm
- Groupe sanguin : XF
- Anniversaire : 23 septembre
- Fruit du démon : Fruit du Reptile, version Dragon à huit têtes (type Zoan mythique) (anciennement)
- Seiyu : Hiroshi Iwasaki (en)

#### Kanjuro Kurozumi
- Épithète : Kanjuro l'orageux [9],[50]
- Affiliation :
  - Pays des Wa (habitant) (anciennement)
  - Clan Kurozumi (anciennement)
  - Clan Kozuki (vassal) (anciennement)
  - Neuf fourreaux rouges (anciennement)
  - Alliance ninja-pirate-mink-samouraï (anciennement)
- Âge à sa mort : 34 ans
- Première apparition :
  - Manga : Chapitre 700
  - Anime : Épisode 629
- Taille : 347 cm
- Groupe sanguin : X
- Anniversaire : 21 juillet
- Fruit du démon : Fruit du Pinceau (type Paramecia) (anciennement)
- Fluide :
  - Fluide Perceptif
  - Fluide Offensif
- Arme : Tsuji Shibai (anciennement)
- Seiyu : Takumi Yamazaki

#### Semimaru Kurozumi
- Affiliation :
  - Pays des Wa (habitant) (anciennement)[50]
  - Clan Kurozumi (anciennement)
- Âge à sa mort : 83 ans
- Première apparition :
  - Manga : Chapitre 965
  - Anime : Épisode 965
- Taille : 227 cm
- Groupe sanguin : F
- Anniversaire : 23 août
- Fruit du démon : Fruit de la Barrière (type Paramecia) (anciennement)
- Seiyu : Taro Yamaguchi (en)

#### Higurashi Kurozumi
- Affiliation :
  - Pays des Wa (habitant) (anciennement)[50]
  - Clan Kurozumi (anciennement)
- Âge à sa mort : 85 ans
- Première apparition :
  - Manga : Chapitre 965
  - Anime : Épisode 965
- Taille : 193 cm
- Groupe sanguin : F
- Anniversaire : 19 août
- Fruit du démon : Travesti-Fruit (type Paramecia) (anciennement)
- Seiyu : Hiroko Emori

#### Ryuma Shimotsuki
- Épithète : Le samouraï légendaire [9],[50]
- Affiliation :
  - Pays des Wa (habitant) (anciennement)
  - Clan Shimotsuki (anciennement)
  - Équipage de Thriller Bark (général zombie, après sa mort) (anciennement)
- Âge à sa mort : 47 ans
- Première apparition :
  - Manga : Chapitre 448
  - Anime : Épisode 342
- Taille : 179 cm
- Groupe sanguin : XF
- Anniversaire : 6 novembre
- Fluide : Fluide Offensif
- Seiyu : Chō (en)

#### Yasuie Shimotsuki
- Épithète :
  - Yasu le hérisson [9],[50]
  - Tonoyasu
- Affiliation :
  - Pays des Wa (seigneur de la région de Hakumai) (anciennement)
  - Clan Shimotsuki (anciennement)
- Âge à sa mort : 71 ans
- Première apparition :
  - Manga : Chapitre 929
  - Anime : Épisode 916
- Taille : 155 cm
- Groupe sanguin : F
- Anniversaire : 2 avril
- Seiyu : Bin Shimada

#### Toko
- Affiliation :
  - Pays des Wa (habitant) [9],[50]
  - Clan Shimotsuki
- Âge : 8 ans
- Première apparition :
  - Manga : Chapitre 927
  - Anime : Épisode 920
- Taille : 89 cm
- Groupe sanguin : F
- Anniversaire : 5 octobre
- Seiyu : Kokoro Kikuchi (en)

#### Ushimaru Shimotsuki
- Affiliation :
  - Pays des Wa (seigneur de la région de Ringo) (anciennement) [9],[50]
  - Clan Shimotsuki (anciennement)
- Âge à sa mort : 50 ans
- Première apparition :
  - Manga : Chapitre 953
  - Anime : Épisode 954
- Taille : 298 cm
- Groupe sanguin : XF
- Anniversaire : 2 novembre
- Fluide :
  - Fluide Perceptif
  - Fluide Offensif
- Seiyu : Ryōta Takeuchi (en)

#### Onimaru
- Épithète : Gyukimaru du pont des détrousseurs [9],[50]
- Affiliation :
  - Pays des Wa (habitant)
  - Clan Shimotsuki
- Âge : 69 ans
- Première apparition :
  - Manga : Chapitre 936
  - Anime : Épisode 932
- Taille : 428 cm (avec son fruit du démon)
- Groupe sanguin : X
- Anniversaire : 19 novembre
- Fruit du démon : Fruit de l'Humain, version Onyudo (type Zoan mythique)
- Seiyu : Hiroshi Shirokuma (en)

#### Omusubi Fugetsu
- Affiliation :
  - Pays des Wa (seigneur de la région de Kibi) (anciennement) [9],[50]
  - Clan Fugetsu (anciennement)
- Âge à sa mort : 44 ans
- Première apparition :
  - Manga : Chapitre 1024
  - Anime : Épisode 1048
- Taille : 270 cm
- Groupe sanguin : S
- Anniversaire : 30 juin
- Seiyu : Takahiro Shimada

#### Tempura Uzuki
- Affiliation :
  - Pays des Wa (seigneur de la région d'Udon) (anciennement) [9],[50]
  - Clan Uzuki (anciennement)
- Âge à sa mort : 45 ans
- Première apparition :
  - Manga : Chapitre 1024
  - Anime : Épisode 1048
- Taille : 334 cm
- Groupe sanguin : S
- Anniversaire : 23 juin
- Seiyu : Jiro Saito (en)

#### Hyogoro
- Épithète : Hyogoro le fleuri [9],[50]
- Affiliation :
  - Pays des Wa (chef d'un clan yakuza de la capitale des fleurs) (anciennement)
  - Carrière aux prisonniers d'Udon (prisonnier) (anciennement)
  - Alliance ninja-pirate-mink-samouraï (anciennement)
- Âge : 70 ans
- Première apparition :
  - Manga : Chapitre 926
  - Anime : Épisode 919
- Taille : 100 cm
- Groupe sanguin : S
- Anniversaire : 14 février
- Fluide :
  - Fluide Perceptif
  - Fluide Offensif
- Seiyu : Tomomichi Nishimura

#### Omasa
- Épithète : Omasa la lettre de sang [50]
- Affiliation :
  - Pays des Wa (chef d'un clan yakuza de la région d'Udon)
  - Carrière aux prisonniers d'Udon (prisonnier) (anciennement)
  - Alliance ninja-pirate-mink-samouraï (anciennement)
- Première apparition :
  - Manga : Chapitre 952
  - Anime : Épisode 946
- Seiyu : Kōji Haramaki (ja)

#### Tsunagoro
- Épithète : Tsunagoro le chapeau fendu [50]
- Affiliation :
  - Pays des Wa (chef d'un clan yakuza de la région de Hakumai)
  - Carrière aux prisonniers d'Udon (prisonnier) (anciennement)
  - Alliance ninja-pirate-mink-samouraï (anciennement)
- Première apparition :
  - Manga : Chapitre 947
  - Anime : Épisode 946
- Seiyu : Masaya Takatsuka (en)

#### Cho
- Épithète : O-Cho la fleur de lune [50]
- Affiliation :
  - Pays des Wa (chef d'un clan yakuza de la région de Ringo)
  - Carrière aux prisonniers d'Udon (prisonnier) (anciennement)
  - Alliance ninja-pirate-mink-samouraï (anciennement)
- Première apparition :
  - Manga : Chapitre 952
  - Anime : Épisode 946
- Seiyu : Fumie Mizusawa (en)

#### Yatappé
- Épithète : Yatappé l'œil de serpent [50]
- Affiliation :
  - Pays des Wa (chef d'un clan yakuza de la région de Kibi)
  - Carrière aux prisonniers d'Udon (prisonnier) (anciennement)
  - Alliance ninja-pirate-mink-samouraï (anciennement)
- Première apparition :
  - Manga : Chapitre 952
  - Anime : Épisode 946
- Seiyu : Yasunori Masutani (en)

#### Tsurujo
- Affiliation : Pays des Wa (habitant) [9],[50]
- Âge : 55 ans
- Première apparition :
  - Manga : Chapitre 912
  - Anime : Épisode 897
- Taille : 191 cm
- Groupe sanguin : F
- Anniversaire : 15 septembre
- Seiyu : Shino Kakinuma (en)

#### Komachiyo
- Affiliation :
  - Pays des Wa (habitant) [50]
  - Alliance ninja-pirate-mink-samouraï (anciennement)
- Première apparition :
  - Manga : Chapitre 910
  - Anime : Épisode 892
- Seiyu : Sōta Arai (ja)

#### Baboumaru
- Épithète : Babouin féroce des montagnes [50]
- Affiliation :
  - Pays des Wa (habitant)
  - Personnage apprivoisé par Tama
  - Équipage des cent bêtes (anciennement)
  - Alliance ninja-pirate-mink-samouraï (anciennement)
- Première apparition :
  - Manga : Chapitre 910
  - Anime : Épisode 892
- Seiyu : Shinichi Yamada (ja)

#### Bunbuku
- Épithète : Pays des Wa (habitant) [50]
- Première apparition :
  - Manga : Chapitre 911
  - Anime : Épisode 894
- Fruit du démon : Fruit du Canidé, version Tanuki (type Zoan)

#### Yamato
- Épithète : Princesse démon [50]
- Affiliation :
  - Pays des Wa (habitant)
  - Équipage des cent bêtes (anciennement)
  - Alliance ninja-pirate-mink-samouraï (anciennement)
- Âge : 28 ans
- Première apparition :
  - Manga : Chapitre 971
  - Anime : Épisode 972
- Taille : 263 cm
- Groupe sanguin : F
- Anniversaire : 3 novembre
- Fruit du démon : Fruit du Canidé, version Loup divin (type Zoan mythique)
- Fluide :
  - Fluide Perceptif
  - Fluide Offensif
  - Fluide Royal
- Arme : Takeru
- Seiyu : Saori Hayami

### Punk Hazard

#### Rock
- Épithète : Yeti Cool Brothers [9],[52]
- Affiliation : Punk Hazard (habitant)
- Âge : 25 ans
- Première apparition :
  - Manga : Chapitre 665
  - Anime : Épisode 591
- Taille : 4 250 cm
- Groupe sanguin : S
- Anniversaire : 11 décembre
- Prime : 20 000 000
- Seiyu : Hiroyuki Kinoshita (en)

#### Scotch
- Épithète : Yeti Cool Brothers [9],[52]
- Affiliation : Punk Hazard (habitant)
- Âge : 25 ans
- Première apparition :
  - Manga : Chapitre 665
  - Anime : Épisode 591
- Taille : 4 250 cm
- Groupe sanguin : S
- Anniversaire : 11 décembre
- Prime : 20 000 000
- Seiyu : Shunsuke Sakuya (en)

#### Smiley
- Affiliation : Punk Hazard (habitant) (anciennement) [52]
- Âge à sa mort : 4 ans
- Première apparition :
  - Manga : Chapitre 668
  - Anime : Épisode 594
- Taille : 15 000 cm
- Anniversaire : 18 juillet
- Fruit du démon : Fruit de la Salamandre, version Axolotl (type Zoan) (anciennement)

### Dressrosa

#### Riku Dold III
- Épithète : Le roi faiseur de miracles [9],[53]
- Affiliation :
  - Royaume de Dressrosa (roi)
  - Famille Riku
  - Corrida Colosseum (gladiateur) (anciennement)
- Âge : 60 ans
- Première apparition :
  - Manga : Chapitre 706
  - Anime : Épisode 636
- Taille : 261 cm
- Groupe sanguin : S
- Anniversaire : 27 juin
- Seiyu : Banjō Ginga

#### Scarlett
- Affiliation :
  - Royaume de Dressrosa (princesse) (anciennement)[9],[53]
  - Famille Riku (anciennement)
- Âge à sa mort : 25 ans
- Première apparition :
  - Manga : Chapitre 721
  - Anime : Épisode 650
- Anniversaire : 28 octobre
- Seiyu : Wakana Yamazaki

#### Kyros
- Épithète : L'invincible gladiateur [9],[53]
- Affiliation :
  - Royaume de Dressrosa (habitant)
  - Famille Riku
  - Corrida Colosseum (gladiateur) (anciennement)
  - Armée du roi Riku (commandant en chef) (anciennement)
- Âge : 44 ans
- Première apparition :
  - Manga : Chapitre 702
  - Anime : Épisode 631
- Taille : 298 cm
- Groupe sanguin : S
- Anniversaire : 22 septembre
- Seiyu : Rikiya Koyama

#### Viola
- Épithète : Violette [9],[53]
- Affiliation :
  - Royaume de Dressrosa (princesse)
  - Famille Riku
  - Équipage de Don Quijote (lieutenant de l'armée de Trébol) (anciennement)
- Âge : 29 ans
- Première apparition :
  - Manga : Chapitre 703
  - Anime : Épisode 632
- Taille : 178 cm
- Groupe sanguin : X
- Anniversaire : 30 avril
- Fruit du démon : Fruit du Regard (type Paramecia)
- Seiyu : Mie Sonozaki (en)

#### Rebecca
- Épithète : L'invaincue [9],[53]
- Affiliation :
  - Royaume de Dressrosa (suivante)
  - Famille Riku
  - Corrida Colosseum (gladiatrice) (anciennement)
- Âge : 16 ans
- Première apparition :
  - Manga : Chapitre 704
  - Anime : Épisode 633
- Taille : 171 cm
- Groupe sanguin : S
- Anniversaire : 4 août
- Fluide : Fluide Perceptif
- Seiyu : Megumi Hayashibara

#### Gatz
- Affiliation :
  - Royaume de Dressrosa (habitant)
  - Corrida Colosseum (commentateur) (anciennement) [53]
- Première apparition :
  - Manga : Chapitre 702
  - Anime : Épisode 631
- Anniversaire : 26 août
- Seiyu : Taketora (en)

#### Tank Lepanto
- Affiliation : Royaume de Dressrosa (commandant des forces d'autodéfense) [9],[53]
- Première apparition :
  - Manga : Chapitre 706
  - Anime : Épisode 636
- Anniversaire : 28 novembre
- Seiyu : Keikō Sakai (en)

#### Bully
- Épithète : Brutal Bull [53]
- Affiliation :
  - Royaume de Dressrosa (habitant)
  - Corrida Colosseum (gladiateur) (anciennement)
- Première apparition :
  - Manga : Chapitre 706
  - Anime : Épisode 639
- Anniversaire : 21 avril
- Seiyu : Kōji Haramaki (ja)

### Green Bit

#### Guncho
- Affiliation : Royaume de Tontatta (roi) [9],[53]
- Première apparition :
  - Manga : Chapitre 711
  - Anime : Épisode 641
- Seiyu : Kenichi Ogata

#### Manshelly
- Affiliation : Royaume de Tontatta (princesse) [9],[53]
- Âge : 25 ans
- Première apparition :
  - Manga : Chapitre 717
  - Anime : Épisode 647
- Taille : 20 cm
- Groupe sanguin : X
- Anniversaire : 28 janvier
- Fruit du démon : Fruit de la Guérison (type Paramecia)
- Seiyu : Ai Nonaka (en)

### Zo

#### Zunesh
- Âge : Plus de 1 000 ans [51]
- Première apparition :
  - Manga : Chapitre 802
  - Anime : Épisode 751
- Taille : Plus de 5 km
- Anniversaire : 18 décembre
- Seiyu : Ben Hiura (en)

#### Bêgis Khan
- Épithète : Duc Bêgis Khan [51]
- Affiliation : Principauté de Mokomo (seigneur) (anciennement)
- Première apparition :
  - Manga : Chapitre 963
  - Anime : Épisode 968
- Seiyu : Hiroshi Shirokuma (en)

#### Carrot
- Affiliation :
  - Principauté de Mokomo (monarque) [9],[51]
  - Alliance ninja-pirate-mink-samouraï (anciennement)
- Âge : 15 ans
- Première apparition :
  - Manga : Chapitre 804
  - Anime : Épisode 753
- Taille : 161 cm
- Groupe sanguin : F
- Anniversaire : 24 mai
- Pouvoirs physiques :
  - Electro
  - Sulong
- Seiyu : Kanae Itō

#### Sicilion
- Épithète : Sicilion le forcené [9],[51]
- Affiliation :
  - Principauté de Mokomo (capitaine de l'unité des mousquetaires)
  - Trois mousquetaires du duc Caborage
  - Alliance ninja-pirate-mink-samouraï (anciennement)
- Âge : 34 ans
- Première apparition :
  - Manga : Chapitre 808
  - Anime : Épisode 758
- Taille : 196 cm
- Groupe sanguin : XF
- Anniversaire : 4 avril
- Pouvoirs physiques :
  - Electro
  - Sulong
- Seiyu : Eiji Hanawa (ja)

#### Concelot
- Affiliation :
  - Principauté de Mokomo (unité des mousquetaires) [51]
  - Trois mousquetaires du duc Caborage
  - Alliance ninja-pirate-mink-samouraï (anciennement)
- Âge : 29 ans
- Première apparition :
  - Manga : Chapitre 809
  - Anime : Épisode 758
- Taille : 204 cm
- Groupe sanguin : F
- Anniversaire : 2 novembre
- Pouvoirs physiques :
  - Electro
  - Sulong
- Seiyu : Toshiya Chiba (ja)

#### Giovanni
- Affiliation :
  - Principauté de Mokomo (unité des mousquetaires) [51]
  - Trois mousquetaires du duc Caborage
  - Alliance ninja-pirate-mink-samouraï (anciennement)
- Âge : 30 ans
- Première apparition :
  - Manga : Chapitre 809
  - Anime : Épisode 758
- Taille : 226 cm
- Groupe sanguin : S
- Anniversaire : 20 juillet
- Pouvoirs physiques :
  - Electro
  - Sulong
- Seiyu : Toshiya Chiba (ja)

#### Wanda
- Affiliation :
  - Principauté de Mokomo (unité des mousquetaires et oiseau royal) [9],[51]
  - Alliance ninja-pirate-mink-samouraï (anciennement)
- Âge : 28 ans
- Première apparition :
  - Manga : Chapitre 804
  - Anime : Épisode 753
- Taille : 181 cm
- Groupe sanguin : F
- Anniversaire : 1er novembre
- Pouvoirs physiques :
  - Electro
  - Sulong
- Seiyu : Fumiko Orikasa

#### Pedro
- Épithète : Pedro le perché [9],[51]
- Affiliation :
  - Principauté de Mokomo (chef des Guardians) (anciennement)
  - Alliance ninja-pirate-mink-samouraï (anciennement)
  - Équipage de Nox (capitaine) (anciennement)
- Âge à sa mort : 32 ans
- Première apparition :
  - Manga : Chapitre 805
  - Anime : Épisode 754
- Taille : 233 cm
- Groupe sanguin : F
- Anniversaire : 16 juin
- Fluide :
  - Fluide Perceptif
  - Fluide Offensif
- Pouvoirs physiques :
  - Electro
  - Sulong
- Prime : 382 000 000
- Seiyu : Shin-ichiro Miki

### Royaume de Prodence

#### Elizabello II
- Épithète : Le roi guerrier [9],[53]
- Affiliation : Royaume de Prodence (souverain)
- Âge : 57 ans
- Première apparition :
  - Manga : Chapitre 704
  - Anime : Épisode 632
- Taille : 436 cm
- Groupe sanguin : F
- Anniversaire : 2 février
- Seiyu : Katsumi Chō (en)

#### Dagama
- Épithète : Le roi guerrier [9],[53]
- Affiliation : Royaume de Prodence (stratège)
- Première apparition :
  - Manga : Chapitre 704
  - Anime : Épisode 632
- Anniversaire : 26 septembre
- Seiyu : Shirō Saitō (en)

### Royaume de Mogalo

#### Kelly Funk
- Épithète : Les Funk Brothers [9],[53]
- Affiliation : Royaume de Mogalo (assassin)
- Âge : 36 ans
- Première apparition :
  - Manga : Chapitre 704
  - Anime : Épisode 633
- Taille : 168 cm
- Groupe sanguin : X
- Anniversaire : 9 décembre
- Fruit du démon : Fruit de la Pelisse (type Paramecia)
- Prime : 57 000 000
- Seiyu : Masami Kikuchi

#### Bobby Funk
- Épithète : Les Funk Brothers [9],[53]
- Affiliation : Royaume de Mogalo (assassin)
- Âge : 33 ans
- Première apparition :
  - Manga : Chapitre 704
  - Anime : Épisode 632
- Taille : 320 cm
- Groupe sanguin : X
- Anniversaire : 19 février
- Prime : 36 000 000
- Seiyu : Kenji Nomura

### Royaume de Germa

#### Judge Vinsmoke
- Épithète : Garuda [9],[54]
- Affiliation :
  - Royaume de Germa (souverain)
  - Germa 66 (commandant en chef)
  - Néo MADS (fondateur)
  - Famille Vinsmoke
  - MADS (anciennement)
- Âge : 56 ans
- Première apparition :
  - Manga : Chapitre 832
  - Anime : Épisode 793
- Taille : 272 cm
- Groupe sanguin : S
- Anniversaire : 12 mai
- Fluide : Fluide Offensif
- Arme : Raid Suit
- Seiyu : Hideyuki Hori

#### Sora Vinsmoke
- Affiliation :
  - Royaume de Germa (reine) (anciennement) [9],[54]
  - Famille Vinsmoke (anciennement)
- Âge à sa mort : ? ans
- Première apparition :
  - Manga : Chapitre 841
  - Anime : Épisode 803
- Anniversaire : 9 juillet
- Seiyu : Yuriko Yamamoto

#### Reiju Vinsmoke
- Épithète : Poison Pink [9],[54]
- Affiliation :
  - Royaume de Germa (princesse)
  - Germa 66 (commandant)
  - Famille Vinsmoke
- Âge : 24 ans
- Première apparition :
  - Manga : Chapitre 826
  - Anime : Épisode 784
- Taille : 173 cm
- Groupe sanguin : F
- Anniversaire : 30 novembre
- Arme : Raid Suit
- Pouvoirs physiques : Poison Pink
- Seiyu : Michiko Neya

#### Ichiji Vinsmoke
- Épithète : Sparking Red [9],[54]
- Affiliation :
  - Royaume de Germa (prince)
  - Germa 66 (commandant)
  - Famille Vinsmoke
- Âge : 21 ans
- Première apparition :
  - Manga : Chapitre 828
  - Anime : Épisode 787
- Taille : 186 cm
- Groupe sanguin : S
- Anniversaire : 2 mars
- Arme : Raid Suit
- Pouvoirs physiques : Sparking Red
- Seiyu : Noriaki Sugiyama

#### Niji Vinsmoke
- Épithète : Electric Blue [9],[54]
- Affiliation :
  - Royaume de Germa (prince)
  - Germa 66 (commandant)
  - Famille Vinsmoke
- Âge : 21 ans
- Première apparition :
  - Manga : Chapitre 828
  - Anime : Épisode 787
- Taille : 185 cm
- Groupe sanguin : S
- Anniversaire : 2 mars
- Arme : Raid Suit
- Pouvoirs physiques : Electric Blue
- Seiyu : Atsushi Miyauchi (en)

#### Yonji Vinsmoke
- Épithète : Winch Green [9],[54]
- Affiliation :
  - Royaume de Germa (prince)
  - Germa 66 (commandant)
  - Famille Vinsmoke
- Âge : 21 ans
- Première apparition :
  - Manga : Chapitre 825
  - Anime : Épisode 783
- Taille : 194 cm
- Groupe sanguin : S
- Anniversaire : 2 mars
- Arme : Raid Suit
- Pouvoirs physiques : Winch Green
- Seiyu : Kenjiro Tsuda (en)

#### César Clown
- Épithète : Maître César [9],[52]
- Affiliation :
  - Royaume de Germa (habitant)
  - Néo MADS (fondateur)
  - Punk Hazard (scientifique) (anciennement)
  - Équipage de Don Quijote (anciennement)
  - Groupe scientifique spécial de la Marine (anciennement)
  - MADS (anciennement)
- Âge : 55 ans
- Première apparition :
  - Manga : Chapitre 658
  - Anime : Épisode 581
- Taille : 309 cm
- Groupe sanguin : X
- Anniversaire : 9 avril
- Fruit du démon : Fruit du Gaz (type Logia)
- Prime : 300 000 000
- Seiyu : Ryūsei Nakao

### Sphinx

#### Marco
- Épithète : Marco le Phénix [9],[15]
- Affiliation :
  - Sphinx (docteur)
  - Équipage de Barbe Blanche (commandant de la 1re flotte) (anciennement)
  - Alliance ninja-pirate-mink-samouraï (anciennement)
- Âge :
  - 1re moitié : 43 ans
  - 2e moitié : 45 ans
- Première apparition :
  - Manga : Chapitre 234
  - Anime : Épisode 151
- Taille : 203 cm
- Groupe sanguin : X
- Anniversaire : 5 octobre
- Fruit du démon : Fruit du Volatile, version Phénix (type Zoan mythique)
- Fluide :
  - Fluide Perceptif
  - Fluide Offensif
- Prime : 1 374 000 000
- Seiyu : Masakazu Morita

## Habitants des îles de Calm Belt

### Amazon Lily

#### Gloriosa
- Épithète : Mamie Nyon [9]
- Affiliation :
  - Amazon Lily (impératrice) (anciennement)
  - Équipage de Rocks (anciennement)
- Première apparition :
  - Manga : Chapitre 514
  - Anime : Épisode 408
- Anniversaire : 4 février
- Seiyu : Ako Mayama

#### Kikyo
- Affiliation : Amazon Lily (impératrice) [9]
- Première apparition :
  - Manga : Chapitre 514
  - Anime : Épisode 408
- Anniversaire : 27 juillet
- Seiyu : Yuriko Yamaguchi

## Habitants de la mer blanche

### Skypiea

#### Gan Forr
- Épithète : Le chevalier du ciel [9],[46]
- Affiliation : Skypiea (dieu)
- Âge :
  - 1re moitié : 66 ans
  - 2e moitié : 68 ans
- Première apparition :
  - Manga : Chapitre 237
  - Anime : Épisode 153
- Taille : 180 cm
- Groupe sanguin : X
- Anniversaire : 22 décembre
- Seiyu : Masaharu Satō

#### Pierre
- Affiliation : Skypiea (habitant) [9],[46]
- Première apparition :
  - Manga : Chapitre 237
  - Anime : Épisode 153
- Anniversaire : 8 octobre
- Fruit du démon : Fruit du Cheval (type Zoan)
- Seiyu : Kazuya Nakai

#### Conis
- Affiliation : Skypiea (habitant) [9],[46]
- Âge :
  - 1re moitié : 19 ans
  - 2e moitié : 21 ans
- Première apparition :
  - Manga : Chapitre 239
  - Anime : Épisode 154
- Taille : 176 cm
- Groupe sanguin : F
- Anniversaire : 20 mai
- Seiyu : Rieko Takahashi (en)

#### Pagaya
- Affiliation : Skypiea (habitant) [46]
- Âge :
  - 1re moitié : 52 ans
  - 2e moitié : 54 ans
- Première apparition :
  - Manga : Chapitre 239
  - Anime : Épisode 154
- Taille : 179 cm
- Groupe sanguin : F
- Anniversaire : 17 août
- Seiyu : Mahito Ōba (en)

#### Amazon
- Affiliation :
  - Skypiea (habitant) [46]
  - Elastic Land (vendeur de billets)
- Âge :
  - 1re moitié : 77 ans
  - 2e moitié : 79 ans
- Première apparition :
  - Manga : Chapitre 238
  - Anime : Épisode 153
- Taille : 120 cm
- Groupe sanguin : X
- Anniversaire : 4 août
- Seiyu : Keiko Yamamoto

#### Mc Kinley
- Affiliation : Skypiea (capitaine de la compagnie des bêrets blancs) [46]
- Première apparition :
  - Manga : Chapitre 241
  - Anime : Épisode 155
- Seiyu : Keiichi Sonobe (en)

#### Chef Shandia
- Affiliation :
  - Skypiea (habitant) [46]
  - Tribu des Shandia (chef)
- Âge :
  - 1re moitié : 63 ans
  - 2e moitié : 65 ans
- Première apparition :
  - Manga : Chapitre 275
  - Anime : Épisode 168
- Taille : 179 cm
- Groupe sanguin : X
- Anniversaire : 4 octobre

#### Wiper
- Épithète : Wiper le démon furieux [9],[46]
- Affiliation :
  - Skypiea (garde divine)
  - Tribu des Shandia
- Âge :
  - 1re moitié : 22 ans
  - 2e moitié : 24 ans
- Première apparition :
  - Manga : Chapitre 237
  - Anime : Épisode 153
- Taille : 183 cm
- Groupe sanguin : X
- Anniversaire : 18 août
- Seiyu : Masaki Aizawa

#### Kamakiri
- Affiliation :
  - Skypiea (garde divine) [9],[46]
  - Tribu des Shandia
- Âge :
  - 1re moitié : 22 ans
  - 2e moitié : 24 ans
- Première apparition :
  - Manga : Chapitre 249
  - Anime : Épisode 163
- Taille : 214 cm
- Groupe sanguin : F
- Anniversaire : 10 juillet
- Seiyu : Keisuke

#### Braham
- Affiliation :
  - Skypiea (garde divine) [9],[46]
  - Tribu des Shandia
- Âge :
  - 1re moitié : 22 ans
  - 2e moitié : 24 ans
- Première apparition :
  - Manga : Chapitre 249
  - Anime : Épisode 163
- Taille : 179 cm
- Groupe sanguin : X
- Anniversaire : 10 octobre
- Seiyu : Kenji Nomura

#### Genbo
- Affiliation :
  - Skypiea (garde divine) [9],[46]
  - Tribu des Shandia
- Âge :
  - 1re moitié : 23 ans
  - 2e moitié : 25 ans
- Première apparition :
  - Manga : Chapitre 249
  - Anime : Épisode 163
- Taille : 193 cm
- Groupe sanguin : S
- Anniversaire : 9 février
- Seiyu : Osamu Ryūtani (ja)

#### Laki
- Affiliation :
  - Skypiea (habitant) [9],[46]
  - Tribu des Shandia
- Âge :
  - 1re moitié : 20 ans
  - 2e moitié : 22 ans
- Première apparition :
  - Manga : Chapitre 249
  - Anime : Épisode 163
- Taille : 179 cm
- Groupe sanguin : S
- Anniversaire : 7 juillet
- Seiyu : Michie Tomizawa (en)

#### Aisa
- Affiliation :
  - Skypiea (habitant) [9],[46]
  - Tribu des Shandia
  - Elastic Land (employé)
- Âge :
  - 1re moitié : 9 ans
  - 2e moitié : 11 ans
- Première apparition :
  - Manga : Chapitre 249
  - Anime : Épisode 161
- Taille : 140 cm
- Groupe sanguin : F
- Anniversaire : 3 janvier
- Fluide : Fluide Perceptif
- Seiyu : Masami Suzuki

#### Nora
- Épithète : Le gardien des cieux [9],[46]
- Affiliation :
  - Skypiea (habitant)
  - Tribu des Shandia
  - Elastic Land (attraction)
- Âge : Plus de 400 ans
- Première apparition :
  - Manga : Chapitre 255
  - Anime : Épisode 168
- Taille : Plus de 20 000 cm
- Seiyu : Masaya Takatsuka (en)

#### Calgara
- Épithète : Le démon de Shandora [9],[46]
- Affiliation : Tribu des Shandia (anciennement)
- Âge à sa mort : 39 ans
- Première apparition :
  - Manga : Chapitre 286
  - Anime : Épisode 187
- Taille : 222 cm
- Groupe sanguin : X
- Anniversaire : 4 octobre
- Fluide : Fluide Perceptif
- Seiyu : Hidekatsu Shibata

#### Om
- Épithète : "Skybreeder" Om [9],[46]
- Affiliation :
  - Skypiea (exilé sur un nuage)
  - Clan d'Ener (prélat de l'ordalie du fer) (anciennement)
- Âge :
  - 1re moitié : 27 ans
  - 2e moitié : 29 ans
- Première apparition :
  - Manga : Chapitre 241
  - Anime : Épisode 155
- Taille : 189 cm
- Groupe sanguin : XF
- Anniversaire : 25 mars
- Fluide : Fluide Perceptif
- Arme : Eisen Whip
- Seiyu : Eiji Takemoto (en)

#### Satori
- Épithète : Satori de la forêt [9],[46]
- Affiliation :
  - Skypiea (exilé sur un nuage)
  - Clan d'Ener (prélat de l'ordalie des ballons) (anciennement)
- Âge :
  - 1re moitié : 25 ans
  - 2e moitié : 27 ans
- Première apparition :
  - Manga : Chapitre 241
  - Anime : Épisode 155
- Taille : 179 cm
- Groupe sanguin : S
- Anniversaire : 10 mars
- Fluide : Fluide Perceptif
- Seiyu : Yasuhiro Takato (en)

#### Shura
- Épithète : "Skyrider" Shura [9],[46]
- Affiliation :
  - Skypiea (exilé sur un nuage)
  - Clan d'Ener (prélat de l'ordalie des fils) (anciennement)
- Âge :
  - 1re moitié : 31 ans
  - 2e moitié : 33 ans
- Première apparition :
  - Manga : Chapitre 241
  - Anime : Épisode 155
- Taille : 191 cm
- Groupe sanguin : S
- Anniversaire : 20 septembre
- Fluide : Fluide Perceptif
- Arme : Heat Javelin
- Seiyu : Shinichiro Ohta (en)

#### Yama
- Affiliation :
  - Skypiea (exilé sur un nuage) [9],[46]
  - Clan d'Ener (capitaine de la garde sacrée) (anciennement)
- Âge :
  - 1re moitié : 43 ans
  - 2e moitié : 45 ans
- Première apparition :
  - Manga : Chapitre 254
  - Anime : Épisode 167
- Taille : 366 cm
- Groupe sanguin : F
- Anniversaire : 3 octobre
- Arme : Ten Axes Combo
- Seiyu : Hidenari Ugaki (en)

#### Hotori
- Affiliation :
  - Skypiea (exilé sur un nuage) [9],[46]
  - Clan d'Ener (vice-capitaine de la garde sacrée) (anciennement)
- Âge :
  - 1re moitié : 25 ans
  - 2e moitié : 27 ans
- Première apparition :
  - Manga : Chapitre 261
  - Anime : Épisode 171
- Taille : 179 cm
- Groupe sanguin : S
- Anniversaire : 10 mars
- Fluide : Fluide Perceptif
- Seiyu : Yasuhiro Takato (en)

#### Kotori
- Affiliation :
  - Skypiea (exilé sur un nuage) [9],[46]
  - Clan d'Ener (vice-capitaine de la garde sacrée) (anciennement)
- Âge :
  - 1re moitié : 25 ans
  - 2e moitié : 27 ans
- Première apparition :
  - Manga : Chapitre 261
  - Anime : Épisode 171
- Taille : 179 cm
- Groupe sanguin : S
- Anniversaire : 10 mars
- Fluide : Fluide Perceptif
- Seiyu : Yasuhiro Takato (en)

### Weatheria

#### Haredas
- Affiliation : Weatheria (habitant) [9],[55]
- Âge :
  - 1re moitié : 95 ans
  - 2e moitié : 97 ans
- Première apparition :
  - Manga : Chapitre 523
  - Anime : Épisode 418
- Taille : 253 cm
- Groupe sanguin : X
- Anniversaire : 14 octobre
- Seiyu : Rokurō Naya (en)

## Habitants des fonds marins

### Île des hommes-poissons

#### Neptune
- Épithète : Neptune, le dieu des océans [9],[56]
- Affiliation :
  - Royaume Ryugu (monarque)
  - Famille Neptune
- Âge : 70 ans
- Première apparition :
  - Manga : Chapitre 611
  - Anime : Épisode 530
- Taille : 1 220 cm
- Groupe sanguin : X
- Anniversaire : 3 juillet
- Pouvoirs physiques : Ju-Jitsu des Hommes-Poissons
- Seiyu : Minoru Inaba (en)

#### Otohime
- Épithète : L'incarnation de l'amour [56]
- Affiliation :
  - Royaume Ryugu (reine) (anciennement)
  - Famille Neptune (anciennement)
- Âge à sa mort : 36 ans
- Première apparition :
  - Manga : Chapitre 621
  - Anime : Épisode 540
- Taille : 224 cm
- Groupe sanguin : S
- Anniversaire : 10 janvier
- Fluide : Fluide Perceptif
- Seiyu : Michiko Neya

#### Fukaboshi
- Affiliation :
  - Royaume Ryugu (prince) [9],[56]
  - Famille Neptune
- Âge : 24 ans
- Première apparition :
  - Manga : Chapitre 609
  - Anime : Épisode 528
- Taille : 604 cm
- Groupe sanguin : S
- Anniversaire : 4 février
- Pouvoirs physiques :
  - Art martial des tritons
  - Ju-Jitsu des Hommes-Poissons
- Seiyu : Kentarō Itō

#### Ryuboshi
- Affiliation :
  - Royaume Ryugu (prince) [9],[56]
  - Famille Neptune
- Âge : 23 ans
- Première apparition :
  - Manga : Chapitre 609
  - Anime : Épisode 528
- Taille : 544 cm
- Groupe sanguin : S
- Anniversaire : 24 juin
- Pouvoirs physiques : Art martial des tritons
- Seiyu : Yūsuke Numata

#### Mamboshi
- Affiliation :
  - Royaume Ryugu (prince) [9],[56]
  - Famille Neptune
- Âge : 20 ans
- Première apparition :
  - Manga : Chapitre 609
  - Anime : Épisode 528
- Taille : 473 cm
- Groupe sanguin : S
- Anniversaire : 30 mars
- Pouvoirs physiques : Art martial des tritons
- Seiyu : Kazunari Tanaka

#### Shirahoshi

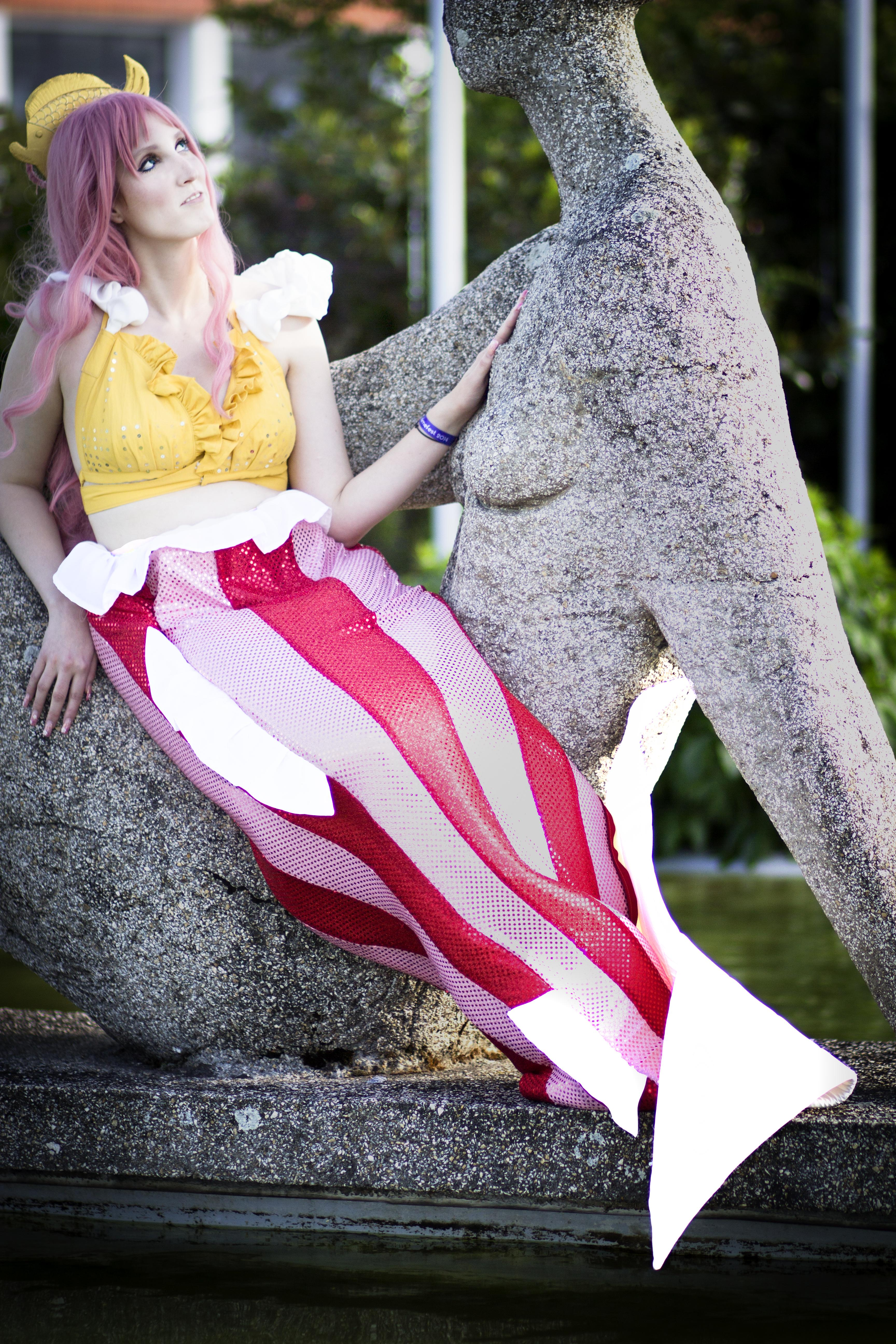
Cosplay de Shirahoshi.

- Épithète : Princesse sirène [9],[56]
- Affiliation :
  - Royaume Ryugu (princesse)
  - Famille Neptune
- Âge : 16 ans
- Première apparition :
  - Manga : Chapitre 612
  - Anime : Épisode 531
- Taille : 1 187 cm
- Groupe sanguin : X
- Anniversaire : 4 avril
- Fluide : Fluide Perceptif
- Seiyu : Yukana (en)

#### Hoé
- Affiliation : Royaume Ryugu (habitant) [9],[56]
- Première apparition :
  - Manga : Chapitre 611
  - Anime : Épisode 530
- Taille : 4 000 cm
- Anniversaire : 13 septembre
- Seiyu : Takahiro Fujimoto (ja)

#### Mégalo
- Affiliation : Royaume Ryugu (habitant) [9],[56]
- Première apparition :
  - Manga : Chapitre 605
  - Anime : Épisode 525
- Taille : 2 500 cm
- Anniversaire : 8 avril
- Seiyu : Sōta Arai (ja)

#### Ministre sénestre
- Affiliation : Royaume Ryugu (ministre sénestre) [56]
- Âge : 62 ans
- Première apparition :
  - Manga : Chapitre 612
  - Anime : Épisode 531
- Taille : 435 cm
- Groupe sanguin : X
- Anniversaire : 2 juillet
- Seiyu : Ryōichi Tanaka

#### Ministre dextre
- Affiliation : Royaume Ryugu (ministre dextre) [56]
- Âge : 55 ans
- Première apparition :
  - Manga : Chapitre 612
  - Anime : Épisode 531
- Taille : 313 cm
- Groupe sanguin : XF
- Anniversaire : 5 avril
- Seiyu : Hisao Egawa

#### Shyarly
- Épithète : Madame Shyarly [9],[56]
- Affiliation : Royaume Ryugu (patronne du café des sirènes)
- Âge : 29 ans
- Première apparition :
  - Manga : Chapitre 610
  - Anime : Épisode 529
- Taille : 520 cm
- Groupe sanguin : XF
- Anniversaire : 9 septembre
- Seiyu : Romi Park

#### Keimi
- Affiliation : Royaume Ryugu (employée du café des sirènes) [9],[56]
- Âge :
  - 1re moitié : 16 ans
  - 2e moitié : 18 ans
- Première apparition :
  - Manga : Chapitre 195
  - Anime : Épisode 385
- Taille : 197 cm
- Groupe sanguin : X
- Anniversaire : 3 novembre
- Seiyu : Haruna Ikezawa

#### Pappag
- Affiliation : Royaume Ryugu (designer et fondateur de la marque "Criminal") [9],[56]
- Âge :
  - 1re moitié : 31 ans
  - 2e moitié : 33 ans
- Première apparition :
  - Manga : Chapitre 195
  - Anime : Épisode 385
- Taille : 50 cm
- Groupe sanguin : XF
- Anniversaire : 21 septembre
- Seiyu : Kōzō Shioya

#### Octy
- Épithète : Octy aux six lames [9],[56]
- Affiliation :
  - Royaume Ryugu (marchand de takoyaki)
  - Équipage d'Arlong (lieutenant) (anciennement)
  - Équipage des Pirates du Soleil (anciennement)
- Âge :
  - 1re moitié : 36 ans
  - 2e moitié : 38 ans
- Première apparition :
  - Manga : Chapitre 69
  - Anime : Épisode 31
- Taille : 220 cm
- Groupe sanguin : S
- Anniversaire : 8 août
- Prime : 8 000 000
- Seiyu : Toshiyuki Morikawa

#### Den
- Affiliation : Royaume Ryugu (charpentier) [9],[56]
- Âge : 62 ans
- Première apparition :
  - Manga : Chapitre 616
  - Anime : Épisode 534
- Taille : 435 cm
- Groupe sanguin : X
- Anniversaire : 10 octobre
- Seiyu : Bin Shimada

## Habitants de l'espace

### La Lune

#### Ener
- Épithète : Dieu Ener [9],[46]
- Affiliation :
  - La Lune (dirigeant)
  - Skypiea (dieu) (anciennement)
- Âge :
  - 1re moitié : 37 ans
  - 2e moitié : 39 ans
- Première apparition :
  - Manga : Chapitre 254
  - Anime : Épisode 167
- Taille : 266 cm
- Groupe sanguin : S
- Anniversaire : 6 mai
- Fruit du démon : Fulguro-Fruit (type Logia)
- Fluide : Fluide Perceptif
- Arme : Sceptre divin
- Seiyu : Toshiyuki Morikawa

## Autres personnages / organisations

### Armée révolutionnaire

#### Monkey D. Dragon
- Épithète : Le plus grand criminel au monde [57]
- Affiliation :
  - Armée révolutionnaire (commandant en chef)
  - Armée de la liberté (commandant) (anciennement)
  - Marine (anciennement)
- Âge :
  - 1re moitié : 53 ans
  - 2e moitié : 55 ans
- Première apparition :
  - Manga : Chapitre 100
  - Anime : Épisode 52
- Taille : 256 cm
- Groupe sanguin : F
- Anniversaire : 5 octobre
- Prime : ?
- Seiyu : Hidekatsu Shibata

#### Sabo
- Épithète : L'Empereur des flammes [9],[57]
- Affiliation :

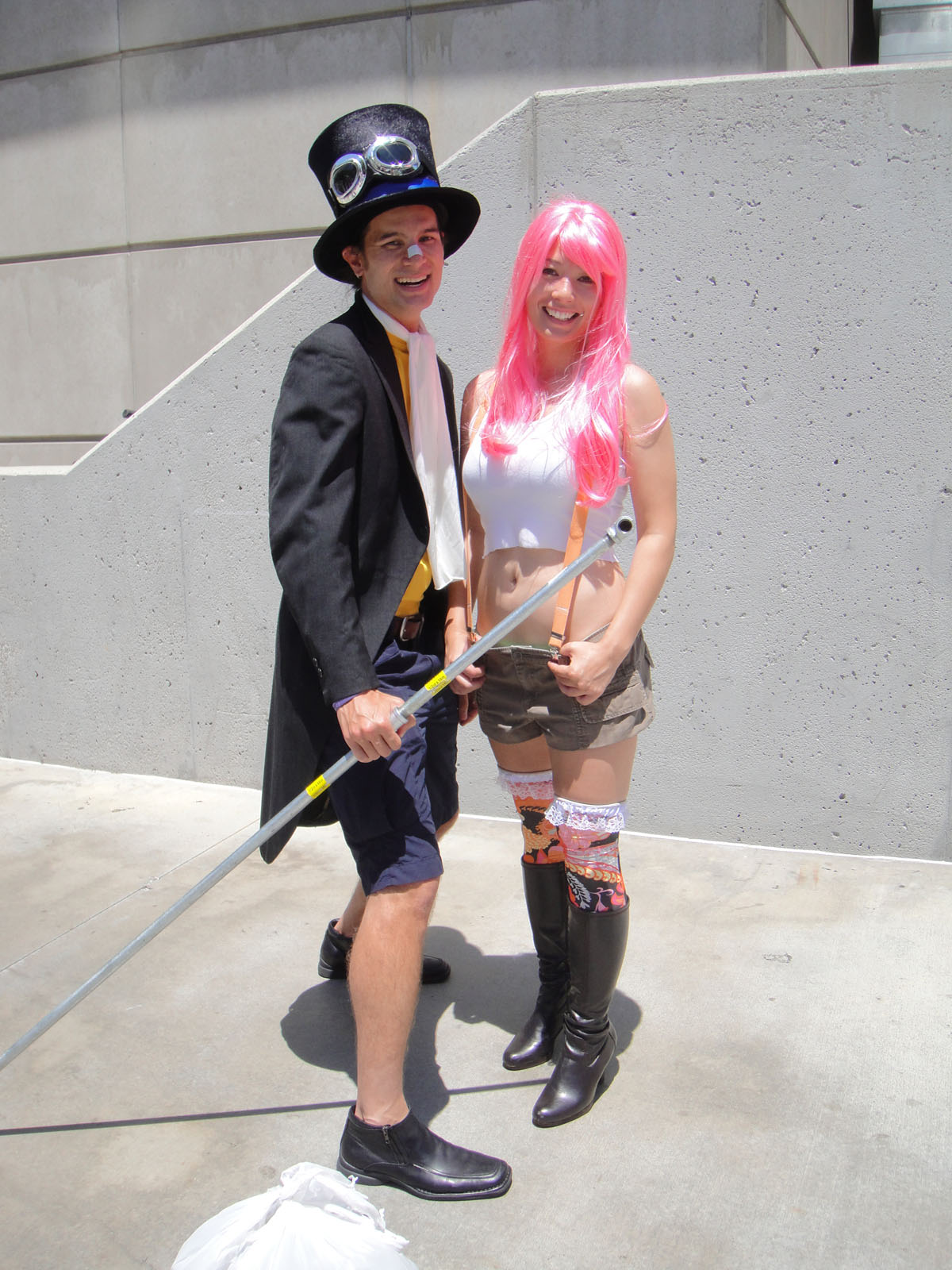
Cosplay de Sabo.

  - Armée révolutionnaire (chef d'état-major)
  - Brigands du mont Corvo (anciennement)
  - Royaume de Goa (habitant de la haute ville) (anciennement)
- Âge : 22 ans
- Première apparition :
  - Manga : Chapitre 583
  - Anime : Épisode 494
- Taille : 187 cm
- Groupe sanguin : X
- Anniversaire : 20 mars
- Fruit du démon : Pyro-Fruit (type Logia)
- Fluide :
  - Fluide Perceptif
  - Fluide Offensif
- Pouvoirs physiques : Poings de la griffe
- Prime : Au moins 602 000 000
- Seiyu : Miyu Irino

#### Emporio Ivankov
- Épithète :
  - La reine des travestis [9],[57]
  - L'homme des miracles
- Affiliation :

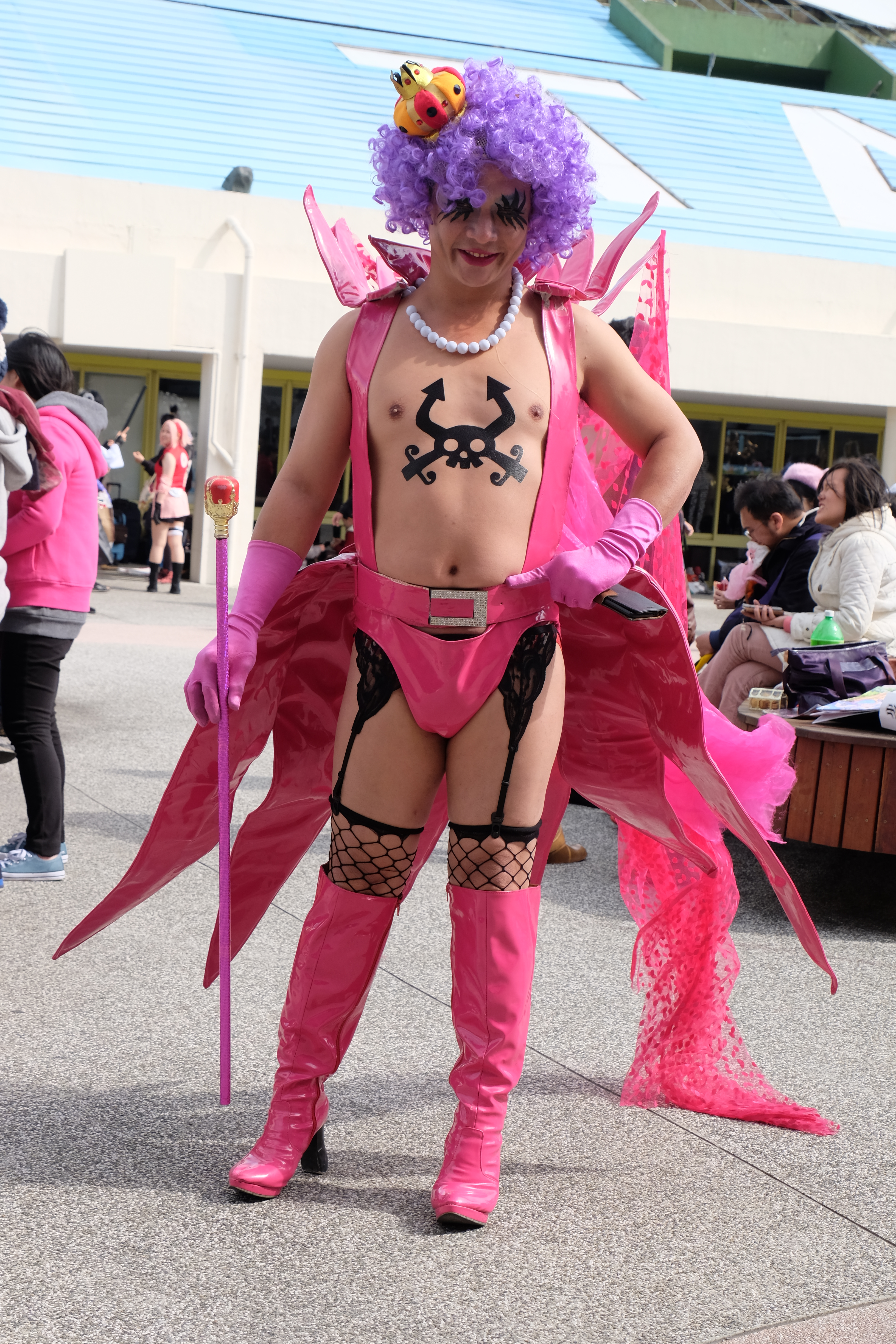
Cosplay d'Emporio Ivankov.

  - Armée révolutionnaire (commandant de la "troupe G")
  - Royaume de Kédétrav (reine)
  - Armée de la liberté (anciennement)
  - Impel Down (prisonnier du 5e cercle et demi) (anciennement)
  - Newcomer Land (reine) (anciennement)
- Âge :
  - 1re moitié : 51 ans
  - 2e moitié : 53 ans
- Première apparition :
  - Manga : Chapitre 537
  - Anime : Épisode 438
- Taille : 449 cm
- Groupe sanguin : XF
- Anniversaire : 8 janvier
- Fruit du démon : Fruit des Hormones (type Paramecia)
- Pouvoirs physiques : Newcomer Kenpo
- Prime : Au moins 100 000 000
- Seiyu : Mitsuo Iwata (en)

#### Corbeau
- Affiliation : Armée révolutionnaire (commandant de la "troupe septentrionale") [9],[57]
- Âge : 47 ans
- Première apparition :
  - Manga : Chapitre 593
  - Anime : Épisode 510
- Taille : 265 cm
- Groupe sanguin : S
- Anniversaire : 18 septembre
- Fruit du démon : Fruit de la Suie (type Logia)
- Fluide :
  - Fluide Perceptif
  - Fluide Offensif
- Prime : 400 000 000
- Seiyu : Takeshi Kusao

#### Belo Betty
- Affiliation : Armée révolutionnaire (commandant de la "troupe orientale") [9],[57]
- Âge : 34 ans
- Première apparition :
  - Manga : Chapitre 904
  - Anime : Épisode 880
- Taille : 196 cm
- Groupe sanguin : XF
- Anniversaire : 15 juin
- Fruit du démon : Fruit de l'Exaltation (type Paramecia)
- Fluide :
  - Fluide Perceptif
  - Fluide Offensif
- Prime : 457 000 000
- Seiyu : Yūko Kaida

#### Morley
- Affiliation :
  - Armée révolutionnaire (commandant de la "troupe occidentale") [9],[57]
  - Impel Down (prisonnier du 5e cercle et demi) (anciennement)
- Âge : 160 ans
- Première apparition :
  - Manga : Chapitre 904
  - Anime : Épisode 880
- Taille : 1 253 cm
- Groupe sanguin : F
- Fruit du démon : Fruit du Pousse-Pousse (type Paramecia)
- Fluide :
  - Fluide Perceptif
  - Fluide Offensif
- Prime : 293 000 000
- Seiyu : Kenta Miyake

#### Lindbergh
- Affiliation : Armée révolutionnaire (commandant de la "troupe méridionale") [9],[57]
- Âge : 37 ans
- Première apparition :
  - Manga : Chapitre 904
  - Anime : Épisode 880
- Taille : 149 cm
- Groupe sanguin : F
- Anniversaire : 21 mai
- Fluide :
  - Fluide Perceptif
  - Fluide Offensif
- Arme : Cool Shooter
- Prime : 316 000 000
- Seiyu : Hisayoshi Suganuma

#### Bartholomew Kuma
- Épithète :
  - Kuma le tyran [9]
  - PX-0
- Affiliation :

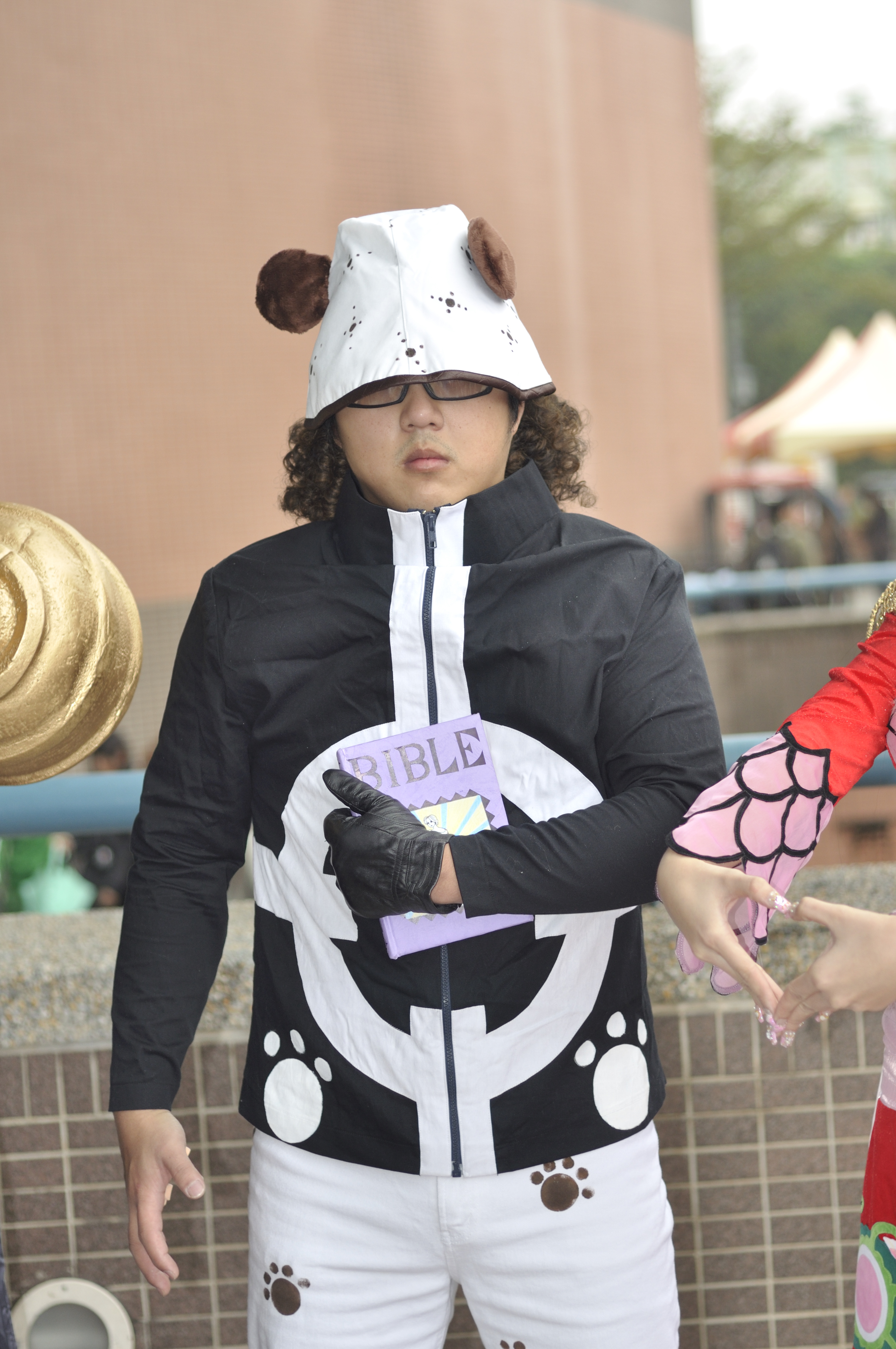
Cosplay de Bartholomew Kuma.

  - Armée révolutionnaire (commandant)
  - Armée de la liberté (anciennement)
  - Ordre des Sept Grands Corsaires (anciennement)
  - Royaume de Sorbet (souverain) (anciennement)
- Âge :
  - 1re moitié : 45 ans
  - 2e moitié : 47 ans
- Première apparition :
  - Manga : Chapitre 233
  - Anime : Épisode 151
- Taille : 689 cm
- Groupe sanguin : X
- Anniversaire : 9 février
- Fruit du démon : Fruit des Coussinets (type Paramecia)
- Fluide :
  - Fluide Perceptif
  - Fluide Offensif
- Prime : Au moins 296 000 000
- Seiyu : Hideyuki Hori

#### Ginney
- Affiliation :
  - Armée révolutionnaire (commandant de la "troupe orientale")  (anciennement) [9],[57]
  - Armée de la liberté (anciennement)
- Âge à sa mort : 39 ans
- Première apparition :
  - Manga : Chapitre 1095
  - Anime : Épisode 1129
- Taille : 174 cm
- Groupe sanguin : F
- Anniversaire : 21 octobre
- Prime : 190 000 000

#### Inazuma
- Affiliation :
  - Armée révolutionnaire (sous-commandant de la "troupe G") [9],[57]
  - Impel Down (prisonnier du 5e cercle et demi) (anciennement)
- Âge :
  - 1re moitié : 27 ans
  - 2e moitié : 29 ans
- Première apparition :
  - Manga : Chapitre 536
  - Anime : Épisode 438
- Taille : 228 cm
- Groupe sanguin : F
- Anniversaire : 3 août
- Fruit du démon : Fruit des Ciseaux (type Paramecia)
- Prime : Au moins 100 000 000
- Seiyu : Kenji Hamada

#### Jiron
- Affiliation : Armée révolutionnaire (sous-commandant de la "troupe septentrionale") [57]
- Première apparition :
  - Manga : Chapitre 1082
  - Anime : Épisode 1116
- Seiyu : Taketora (en)

#### Ahiru
- Affiliation : Armée révolutionnaire (sous-commandant de la "troupe orientale") [57]
- Première apparition :
  - Manga : Chapitre 905
  - Anime : Épisode 883
- Seiyu : Shino Shimoji (en)

#### Vacchiano
- Affiliation : Armée révolutionnaire (sous-commandant de la "troupe occidentale") [57]
- Première apparition :
  - Manga : Chapitre 905
  - Anime : Épisode 883
- Seiyu : Daisuke Kishio

#### Gambo
- Affiliation : Armée révolutionnaire (sous-commandant de la "troupe méridionale") [57]
- Première apparition :
  - Manga : Chapitre 905
  - Anime : Épisode 883
- Seiyu : Taro Yamaguchi (en)

#### Koala
- Affiliation :
  - Armée révolutionnaire (lieutenant) [9],[57]
  - Équipage des Pirates du Soleil (anciennement)
- Âge : 23 ans
- Première apparition :
  - Manga : Chapitre 622
  - Anime : Épisode 541
- Taille : 160 cm
- Groupe sanguin : F
- Anniversaire : 25 octobre
- Pouvoirs physiques : Karaté des Hommes-Poissons
- Prime : ?
- Seiyu : Satsuki Yukino

#### Hack
- Épithète : Hack le 100e dan
- Affiliation : Armée révolutionnaire (soldat) [9],[57]
- Âge : 38 ans
- Première apparition :
  - Manga : Chapitre 706
  - Anime : Épisode 633
- Taille : 280 cm
- Groupe sanguin : F
- Anniversaire : 9 août
- Pouvoirs physiques :
  - Karaté des Hommes-Poissons
  - Jujitsu des Hommes-Poissons
- Seiyu : Kōsei Hirota (en)

### Groupe scientifique spécial

#### Végapunk
- Épithète : Docteur Végapunk [9],[30]
- Affiliation :
  - Groupe scientifique spécial (chef) (anciennement)
  - MADS (directeur) (anciennement)
- Âge à sa mort : 65 ans
- Première apparition :
  - Manga : Chapitre 1066
  - Anime : Épisode 1096
- Taille : 314 cm
- Groupe sanguin : S
- Anniversaire : 9 août
- Fruit du démon : Fruit du Ciboulot (type Paramecia) (anciennement)
- Seiyu : Yōhei Tadano (en)

#### Shaka
- Épithète : Punk-01 [9],[30]
- Âge : 2 ans (30 ans biologiquement)
- Affiliation :
  - Satellite du docteur Végapunk (côté du "bien")
  - Groupe scientifique spécial
- Première apparition :
  - Manga : Chapitre 1062
  - Anime : Épisode 1091
- Taille : 220 cm
- Groupe sanguin : S
- Anniversaire : 22 mars
- Seiyu : Shūhei Sakaguchi (en)

#### Lilith
- Épithète : Punk-02 [9],[30]
- Âge : 2 ans (24 ans biologiquement)
- Affiliation :
  - Satellite du docteur Végapunk (côté du "mal")
  - Groupe scientifique spécial
- Première apparition :
  - Manga : Chapitre 1061
  - Anime : Épisode 1090
- Taille : 204 cm
- Groupe sanguin : S
- Anniversaire : 22 mars
- Seiyu : Aya Hirano

#### Edison
- Épithète : Punk-03 [9],[30]
- Âge : 2 ans (18 ans biologiquement)
- Affiliation :
  - Satellite du docteur Végapunk (côté de "l'inventivité")
  - Groupe scientifique spécial
- Première apparition :
  - Manga : Chapitre 1065
  - Anime : Épisode 1095
- Taille : 100 cm
- Groupe sanguin : S
- Anniversaire : 22 mars
- Seiyu : Ryoko Shiraishi

#### Pythagore
- Épithète : Punk-04 [9],[30]
- Âge : 2 ans (26 ans biologiquement)
- Affiliation :
  - Satellite du docteur Végapunk (côté du "savoir")
  - Groupe scientifique spécial
- Première apparition :
  - Manga : Chapitre 1065
  - Anime : Épisode 1095
- Taille : 341 cm
- Groupe sanguin : S
- Anniversaire : 22 mars
- Seiyu : Tokuyoshi Kawashima (en)

#### Atlas
- Épithète : Punk-05 [9],[30]
- Âge : 2 ans (16 ans biologiquement)
- Affiliation :
  - Satellite du docteur Végapunk (côté de la "violence")
  - Groupe scientifique spécial
- Première apparition :
  - Manga : Chapitre 1062
  - Anime : Épisode 1091
- Taille : 729 cm
- Groupe sanguin : S
- Anniversaire : 22 mars
- Seiyu : Kaede Hondo

#### York
- Épithète : Punk-06 [9],[30]
- Âge : 2 ans (16 ans biologiquement)
- Affiliation :
  - Satellite du docteur Végapunk (côté de "l'envie")
  - Groupe scientifique spécial
- Première apparition :
  - Manga : Chapitre 1065
  - Anime : Épisode 1095
- Taille : 482 cm
- Groupe sanguin : S
- Anniversaire : 22 mars
- Seiyu : Mutsumi Tamura

#### Sentomaru
- Affiliation :
  - Groupe scientifique spécial (anciennement) [9],[30]
  - Marine (capitaine de la brigade scientifique) (anciennement)
- Âge :
  - 1re moitié : 32 ans
  - 2e moitié : 34 ans
- Première apparition :
  - Manga : Chapitre 497
  - Anime : Épisode 401
- Taille : 279 cm
- Groupe sanguin : F
- Anniversaire : 10 mars
- Fluide :
  - Fluide Perceptif
  - Fluide Offensif
- Prime de la Cross Guild : ★★★★★ (500 000 000 )
- Seiyu : Kazue Ikura

#### Stussy
- Épithète : La reine des quartiers de plaisir [9],[27]
- Affiliation :
  - Groupe scientifique spécial (anciennement)
  - Cipher Pol "Aigis" Zéro (anciennement)
  - Monde de l'ombre (seigneur) (anciennement)
- Âge : 36 ans
- Première apparition :
  - Manga : Chapitre 860
  - Anime : Épisode 828
- Taille : 179 cm
- Groupe sanguin : S
- Anniversaire : 24 avril
- Fruit du démon : Fruit de la chauve-souris (type Zoan)
- Fluide :
  - Fluide Perceptif
  - Fluide Offensif
- Pouvoirs physiques : Rokushiki
- Seiyu : Mami Kingetsu

### Anciens membres de Baroque Works

#### Zala
- Épithète :
  - Miss Doublefinger [9],[14]
  - Zala l'araignée empoisonnée
- Affiliation :
  - Spider's Café (propriétaire)
  - Baroque Works (agent spécial) (anciennement)
- Âge :
  - 1re moitié : 26 ans
  - 2e moitié : 28 ans
- Première apparition :
  - Manga : Chapitre 155
  - Anime : Épisode 103
- Taille : 187 cm
- Groupe sanguin : X
- Anniversaire : 30 juillet
- Fruit du démon : Fruit de l'Oursin (type Paramecia)
- Prime : 35 000 000
- Seiyu : Yuko Tachibana (ja)

#### Bentham
- Épithète :
  - Mr 2 Bonclay [9]
  - Bentham de la nature
- Affiliation :
  - Impel Down (prisonnier du 5e cercle et demi)
  - Newcomer Land (reine)
  - Baroque Works (agent spécial) (anciennement)
- Âge :
  - 1re moitié : 30 ans
  - 2e moitié : 32 ans
- Première apparition :
  - Manga : Chapitre 129
  - Anime : Épisode 78
- Taille : 238 cm
- Groupe sanguin : F
- Anniversaire : 15 août
- Fruit du démon : Travesti-Fruit (type Paramecia)
- Pouvoirs physiques : Coup de ballet
- Prime : 32 000 000
- Seiyu : Kazuki Yao

#### Marianne
- Épithète :
  - Miss Goldenweek [9],[14]
  - Marianne le drapeau de la liberté
- Affiliation :
  - Spider's Café (employé)
  - Baroque Works (agent spécial) (anciennement)
- Âge :
  - 1re moitié : 16 ans
  - 2e moitié : 18 ans
- Première apparition :
  - Manga : Chapitre 117
  - Anime : Épisode 70
- Taille : 145 cm
- Groupe sanguin : XF
- Anniversaire : 29 avril
- Pouvoirs physiques : Color Trap
- Prime : 29 000 000
- Seiyu : Akiko Nakagawa

#### Babe
- Épithète :
  - Mr 4 [9],[14]
  - Babe l'attrapeur tueur
- Affiliation :
  - Spider's Café (employé)
  - Baroque Works (agent spécial) (anciennement)
- Âge :
  - 1re moitié : 28 ans
  - 2e moitié : 30 ans
- Première apparition :
  - Manga : Chapitre 160
  - Anime : Épisode 103
- Taille : 218 cm
- Groupe sanguin : F
- Anniversaire : 19 juin
- Prime : 3 200 000
- Seiyu : Masaya Takatsuka (en)

#### Lassou
- Affiliation :
  - Spider's Café (mascotte) [9],[14]
  - Baroque Works (anciennement)
- Première apparition :
  - Manga : Chapitre 160
  - Anime : Épisode 103
- Anniversaire : 4 janvier
- Fruit du démon : Fruit du Canidé, version Basset (type Zoan)
- Seiyu : Masaya Takatsuka (en)

#### Drophy
- Épithète :
  - Miss Merrychristmas [9],[14]
  - Drophy la tombeuse de villes
- Affiliation :
  - Spider's Café (employé)
  - Baroque Works (agent spécial) (anciennement)
- Âge :
  - 1re moitié : 49 ans
  - 2e moitié : 51 ans
- Première apparition :
  - Manga : Chapitre 160
  - Anime : Épisode 103
- Taille : 156 cm
- Groupe sanguin : S
- Anniversaire : 25 décembre
- Fruit du démon : Fruit Fouisseur (type Zoan)
- Prime : 14 000 000
- Seiyu : Mami Kingetsu

#### Gemme
- Épithète :
  - Mr 5 [9],[14]
  - Gemme de la frontière
- Affiliation :
  - Spider's Café (employé)
  - Baroque Works (agent spécial) (anciennement)
- Âge :
  - 1re moitié : 24 ans
  - 2e moitié : 26 ans
- Première apparition :
  - Manga : Chapitre 110
  - Anime : Épisode 65
- Taille : 197 cm
- Groupe sanguin : X
- Anniversaire : 26 juillet
- Fruit du démon : Fruit Boum-Boum (type Paramecia)
- Prime : 10 000 000
- Seiyu : Masaya Takatsuka (en)

#### Mikita
- Épithète :
  - Miss Valentine [9],[14]
  - Mikita la transporteuse
- Affiliation :
  - Spider's Café (employé)
  - Baroque Works (agent spécial) (anciennement)
- Âge :
  - 1re moitié : 22 ans
  - 2e moitié : 24 ans
- Première apparition :
  - Manga : Chapitre 110
  - Anime : Épisode 65
- Taille : 177 cm
- Groupe sanguin : XF
- Anniversaire : 14 février
- Fruit du démon : Fruit du Kilo-Kilo (type Paramecia)
- Prime : 7 500 000
- Seiyu : Fumiko Orikasa

### Anciens membres du Cipher Pol

#### Nero
- Épithète : Nero la loutre de mer [9],[27]
- Affiliation : Cipher Pol n°9 (anciennement)
- Âge :
  - 1re moitié : 20 ans
  - 2e moitié : 22 ans
- Première apparition :
  - Manga : Chapitre 367
  - Anime : Épisode 257
- Taille : 202 cm
- Groupe sanguin : X
- Anniversaire : 26 janvier
- Pouvoirs physiques : Rokushiki
- Seiyu : Hidenobu Kiuchi

#### Spandine
- Affiliation : Cipher Pol n°9 (commandant) (anciennement) [9],[27]
- Âge :
  - 1re moitié : 64 ans
  - 2e moitié : 66 ans
- Première apparition :
  - Manga : Chapitre 392
  - Anime : Épisode 275
- Taille : 275 cm
- Groupe sanguin : XF
- Anniversaire : 19 janvier
- Seiyu : Masaya Onosaka (en)

### Anciens membres de la Marine

#### Morgan
- Épithète : Morgan à la main de fer [9]
- Affiliation :
  - Marine (colonel) (anciennement)
  - Base du 153e régiment (commandant en chef) (anciennement)
- Âge :
  - 1re moitié : 42 ans
  - 2e moitié : 44 ans
- Première apparition :
  - Manga : Chapitre 4
  - Anime : Épisode 2
- Taille : 285 cm
- Groupe sanguin : XF
- Anniversaire : 13 avril
- Seiyu : Banjō Ginga

### Ancien royaume

#### Joy Boy
- Affiliation : Ancien royaume (habitant) (anciennement)
- Âge à sa mort : ? ans
- Première apparition :
  - Manga : Chapitre 1115
  - Anime : Épisode ????
- Fruit du démon : Fruit de l'Humain, version Nika (type Zoan mythique)
- Fluide : Fluide Royal

#### Emeth
- Affiliation : Ancien royaume (robot)
- Première apparition :
  - Manga : Chapitre 1065
  - Anime : Épisode 1095

### Autres personnages

#### Bellamy
- Épithète : Bellamy la hyène [9],[24]
- Affiliation :
  - Équipage de Don Quijote (anciennement)
  - Équipage de Bellamy (capitaine) (anciennement)
- Âge :
  - 1re moitié : 25 ans
  - 2e moitié : 27 ans
- Première apparition :
  - Manga : Chapitre 222
  - Anime : Épisode 146
- Taille : 240 cm
- Groupe sanguin : F
- Anniversaire : 7 août
- Fruit du démon : Fruit du Ressort (type Paramecia)
- Fluide :
  - Fluide Perceptif
  - Fluide Offensif
- Prime : 195 000 000
- Seiyu : Wataru Takagi

#### Morgans
- Épithète : "Big News" Morgans
- Affiliation :
  - World Economic Journal (patron)
  - Monde de l'ombre (seigneur)
- Âge : 53 ans
- Première apparition :
  - Manga : Chapitre 860
  - Anime : Épisode 828
- Taille : 305 cm
- Groupe sanguin : XF
- Anniversaire : 14 juillet
- Fruit du démon : Fruit du Volatile, version Albatros (type Zoan)
- Seiyu : Yasuyuki Kase (en)

## Personnages des longs-métrages deOne Piece

### Film 1 -One Piece: Le film

#### El Dorago
- Affiliation : Équipage inconnu (capitaine) [9]
- Fruit du démon : Fruit de la Vocalise (type Paramecia)
- Prime : 10 000 000
- Seiyu : Kenji Utsumi

#### Golass
- Affiliation : Équipage inconnu (capitaine) [9]
- Prime : 8 000 000

#### Tobio
- Seiyu : Yuka Imai (en)

#### Ganzo
- Seiyu : Takeshi Aono

#### Woonan
- Épithète : Grand pirate de l'or [9]
- Affiliation : Équipage inconnu (capitaine) (anciennement)
- Âge à sa mort : ? ans
- Prime : 60 000 000
- Seiyu : Nachi Nozawa

### Film 2 -L'Aventure de l'île de l'horloge

#### Bear King
- Affiliation : Équipage des frères Trump (capitaine) [9]
- Fruit du démon : Fruit Incassable (type Paramecia)
- Arme : King Cannon (anciennement)
- Prime : 11 600 000
- Seiyu : Tesshō Genda

#### Honey Queen
- Affiliation : Équipage des frères Trump [9]
- Fruit du démon : Fruit de la Dissolution (type Logia)
- Prime : 7 800 000
- Seiyu : Megumi Hayashibara

#### Pin Joker
- Affiliation : Équipage des frères Trump [9]
- Prime : 9 900 000
- Seiyu : Hideyuki Tanaka

#### Boo Jack
- Affiliation : Équipage des frères Trump [9]
- Prime : 3 200 000
- Seiyu : Isamu Tanonaka (en)

#### Skunk One
- Affiliation : Équipage des frères Trump [9]
- Prime : 6 000 000
- Seiyu : Takeshi Aono

#### Borodo
- Affiliation : Frères voleurs [9]
- Seiyu : Kenyu Horiuchi

#### Akisu
- Affiliation : Frères voleurs [9]
- Seiyu : Akiko Yajima

### Film 3 -Le Royaume de Chopper, l'île des bêtes étranges

#### Bulter
- Épithète : Comte Butler [9]
- Prime : 14 900 000
- Seiyu : Masashi Ebara

#### Hotdog
- Épithète : Général Hotdog [9]
- Prime : 4 000 000
- Seiyu : Daisuke Gōri

#### Heaby
- Épithète : Président Heaby [9]
- Prime : 4 200 000
- Seiyu : Tomokazu Seki

#### Mobambi
- Affiliation : Île de la couronne (roi) [9]
- Seiyu : Ai Orikasa (en)

### Film 4 -L'Aventure sans issue

#### Gasparde
- Épithète : Général Gasparde [9]
- Affiliation :
  - Équipage de Gasparde (capitaine)
  - Marine (anciennement)
- Fruit du démon : Fruit du Bonbon (type Logia)
- Prime : 95 000 000
- Seiyu : Tarō Ishida

#### Needless
- Affiliation : Équipage de Gasparde [9]
- Prime : 57 000 000
- Seiyu : Jūrōta Kosugi (en)

#### Biera
- Affiliation : Équipage de Gasparde (anciennement) [9]
- Seiyu : Ichiro Nagai

#### Shuraiya Bascùd
- Épithète : L'exécuteur de pirates [9]
- Affiliation : Équipage de Gasparde (anciennement)
- Âge : 20 ans
- Seiyu : Mitsuru Miyamoto (en)

#### Adelle Bascùd
- Affiliation : Équipage de Gasparde (anciennement) [9]
- Âge : 11 ans
- Seiyu : Miki Sakai (en)

### Film 5 -La Malédiction de l'épée sacrée

#### Saga
- Affiliation :
  - Marine [9]
  - Île d'Asuka (habitant)
- Arme : Sabre des Sept Étoiles (anciennement)
- Seiyu : Shido Nakamura

#### Toma
- Affiliation :
  - Marine [9]
  - Île d'Asuka (habitant)
- Seiyu : Hiroki Uchi

#### Bismarck
- Affiliation :
  - Marine [9]
  - Île d'Asuka (habitant)
- Seiyu : Seiji Sasaki (en)

#### Boo Kong
- Affiliation :
  - Marine [9]
  - Île d'Asuka (habitant)
- Seiyu : Takeshi Aono

#### Maya
- Affiliation : Île d'Asuka (prêtresse) [9]
- Seiyu : Ryōka Yuzuki

#### Izaya
- Affiliation : Île d'Asuka (prêtresse) [9]
- Seiyu : Masami Hisamoto (en)

#### Lacos
- Affiliation : Île d'Asuka (chef guerrier) [9]
- Seiyu : Fumihiko Tachiki

### Film 6 -Le Baron Omatsuri et l'Île secrète

#### Omatsuri
- Épithète : Baron Omatsuri [9]
- Affiliation : Équipage des flèches rouges (capitaine) (anciennement)
- Âge à sa mort : ? ans
- Seiyu : Akio Ōtsuka

#### Lily Carnation
- Affiliation : Équipage des flèches rouges (capitaine) (anciennement) [9]
- Âge à sa mort : ? ans
- Seiyu : Misa Watanabe

#### Papa
- Affiliation : Équipage des Pirates au foyer (capitaine) [9]
- Seiyu : Takeharu Kunimoto

#### Brief
- Affiliation : Équipage des Pirates moustachus (capitaine) [9]
- Seiyu : Yoshito Yasuhara (en)

### Film 7 -Le Mecha géant du château Karakuri

#### Ratchet
- Épithète : Docteur Ratchet [9]
- Affiliation : Île de Mecha (seigneur féodal)
- Seiyu : Goro Inagaki (en)

#### Honki
- Affiliation : Île de Mecha (colonel) [9]
- Seiyu : Keiichi Yamamoto (en)

#### Maji
- Affiliation : Île de Mecha (général) [9]
- Seiyu : Kouji Katou (ja)

#### Roba
- Affiliation : Île de Mecha (habitant) [9]
- Seiyu : Hisako Kyōda (en)

### Film 9 -Épisode de Chopper: Le Miracle des cerisiers en hiver

#### Musshul
- Affiliation :
  - Royaume de Drum (prince) (anciennement) [9]
  - Équipage du "Bliking" (anciennement)
- Âge : 33 ans
- Fruit du démon : Fruit du Chamquipue (type Paramecia)
- Seiyu : Mino Monta

### Film 10 -Strong World

#### Scarlet
- Épithète : Commandant Scarlet [9]
- Affiliation : Équipage du lion d'or
- Seiyu : Banjō Ginga

#### Billy
- Affiliation :
  - Merveille (habitant) [9]
  - Équipage du lion d'or (anciennement)
- Seiyu : Yasuhiro Takato (en)

#### Xiao
- Affiliation : Merveille (habitant) [9]
- Seiyu : Wasabi Mizuta

### Film 11 -À la poursuite du chapeau de paille

#### Schneider
- Affiliation : Équipage de Schneider (capitaine) [9]
- Seiyu : Tomomitsu Yamaguchi (en)

#### Buzz
- Affiliation : Équipage de Schneider [9]
- Fruit du démon : Fruit du Volatile, version Aigle (type Zoan)
- Seiyu : Tomomitsu Yamaguchi (en)

### Film 12 -Z

#### Zéphyr
- Épithète :
  - Z [9]
  - Zéphyr au bras noir
- Affiliation :
  - Néo-Marine (chef) (anciennement)
  - Marine (amiral puis instructeur) (anciennement)
- Âge à sa mort : 72 ans
- Taille : 348 cm
- Fluide : Fluide Offensif
- Arme : Battle Smasher
- Pouvoirs physiques : Rokushiki
- Seiyu : Hōchū Ōtsuka

#### Ain
- Affiliation :
  - Néo-Marine (vice-amiral) (anciennement) [9]
  - Marine (anciennement)
- Taille : 174 cm
- Fruit du démon : Fruit du Jeune-Jeune (type Paramecia)
- Seiyu : Ryoko Shinohara

#### Bins
- Affiliation :
  - Néo-Marine (lieutenant) (anciennement) [9]
  - Marine (anciennement)
- Taille : 435 cm
- Fruit du démon : Fruit Touffu-Touffu (type Paramecia)
- Seiyu : Teruyuki Kagawa

### Film 13 -Gold

#### Gild Tesoro
- Épithète :
  - L'empereur de l'or [9]
  - Le monstre du Nouveau Monde
- Affiliation : Gran Tesoro (propriétaire) (anciennement)
- Âge : 41 ans
- Anniversaire : 24 janvier
- Fruit du démon : Fruit de l'Or (type Paramecia)
- Seiyu : Kazuhiro Yamaji (en)

#### Baccarat
- Affiliation : Gran Tesoro (concierge) (anciennement) [9]
- Fruit du démon : Fruit de la Chance (type Paramecia)
- Seiyu : Nanao

#### Dice
- Affiliation : Gran Tesoro (croupier) (anciennement) [9]
- Fluide : Fluide Offensif
- Seiyu : Kendo Kobayashi (en)

#### Tanaka
- Affiliation : Gran Tesoro (responsable de la sécurité) (anciennement) [9]
- Fruit du démon : Fruit du Passe-Muraille (type Paramecia)
- Seiyu : Gaku Hamada (en)

#### Carina
- Épithète : Carina la voleuse fantôme [9]
- Affiliation : Gran Tesoro (propriétaire)
- Âge : 19 ans
- Seiyu : Hikari Mitsushima

### Film 14 -Stampede

#### Douglas Bullet
- Épithète : L'héritier du démon [9]
- Affiliation : Équipage de Roger (anciennement)
- Âge : 45 ans
- Fruit du démon : Fruit de la Ferraille (type Paramecia)
- Fluide :
  - Fluide Offensif
  - Fluide Royal
- Pouvoirs physiques : Rokushiki
- Prime : ?
- Seiyu : Tsutomu Isobe (en)

#### Buena Festa
- Épithète :
  - Le maître des festivités [9]
  - Le pire fauteur de guerres
- Affiliation :
  - Équipage du festival (capitaine)
- Seiyu : Yūsuke Santamaria (en)

#### Ann
- Épithète : Ann la diva [9]
- Anniversaire : 1er janvier
- Fruit du démon : Fruit de la Vision (type Paramecia)
- Seiyu : Rino Sashihara

#### Donald Moderate
- Seiyu : Ryota Yamasato (en)

### Film 15 -Red

#### Gordon
- Affiliation : Élégie (roi) (anciennement) [9]
- Seiyu : Kenjiro Tsuda (en)

## Liste des primes
- Les primes soulignées signifient que les primes ne sont plus actives (décès, emprisonné...)
- Les affiliations concernent l'occupation du personnage lors du dernier chapitre sorti.

### Liste des primes émises par le Gouvernement mondial
| Personnage              | Primes en              | Affiliation                           |
| ----------------------- | ---------------------- | ------------------------------------- |
| Monkey D. Luffy         | 3 000 000 000          | Équipage de Chapeau de paille         |
| Roronoa Zoro            | 1 111 000 000          | Équipage de Chapeau de paille         |
| Nami                    | 366 000 000            | Équipage de Chapeau de paille         |
| Usopp                   | 500 000 000            | Équipage de Chapeau de paille         |
| Sanji Vinsmoke          | 1 032 000 000          | Équipage de Chapeau de paille         |
| Tony-Tony Chopper       | 1 000                  | Équipage de Chapeau de paille         |
| Nico Robin              | 930 000 000            | Équipage de Chapeau de paille         |
| Franky                  | 394 000 000            | Équipage de Chapeau de paille         |
| Brook                   | 383 000 000            | Équipage de Chapeau de paille         |
| Jinbe                   | 1 100 000 000          | Équipage de Chapeau de paille         |
| Shanks                  | 4 048 900 000          | Équipage de Shanks le Roux            |
| Ben Beckmann            | Inconnue               | Équipage de Shanks le Roux            |
| Lucky Roo               | Inconnue               | Équipage de Shanks le Roux            |
| Yasopp                  | Inconnue               | Équipage de Shanks le Roux            |
| Rockstar                | 94 000 000             | Équipage de Shanks le Roux            |
| Marshall D. Teach       | 3 996 000 000          | Équipage de Barbe Noire               |
| Jesus Burgess           | 20 000 000 (au moins)  | Équipage de Barbe Noire               |
| Shiliew                 | Inconnue               | Équipage de Barbe Noire               |
| Van Auger               | 64 000 000 (au moins)  | Équipage de Barbe Noire               |
| Avalo Pizarro           | Inconnue               | Équipage de Barbe Noire               |
| Laffitte                | 42 200 000 (au moins)  | Équipage de Barbe Noire               |
| Catarina Devon          | Inconnue               | Équipage de Barbe Noire               |
| Sanjuan Wolf            | Inconnue               | Équipage de Barbe Noire               |
| Vasco Shot              | Inconnue               | Équipage de Barbe Noire               |
| Doc Q                   | 72 000 000 (au moins)  | Équipage de Barbe Noire               |
| Barbe Rose              | 52 000 000             | Équipage de Barbe Noire               |
| Baggy                   | 3 189 000 000          | Cross Guild                           |
| Dracule Mihawk          | 3 590 000 000          | Cross Guild                           |
| Crocodile               | 1 965 000 000          | Cross Guild                           |
| Das Bones               | 75 000 000             | Cross Guild                           |
| Alvida                  | 5 000 000              | Cross Guild                           |
| Galdino                 | 24 000 000             | Cross Guild                           |
| Edward Newgate          | 5 046 000 000          | Équipage de Barbe Blanche             |
| Portgas D. Ace          | 550 000 000            | Équipage de Barbe Blanche             |
| Joz                     | Inconnue               | Équipage de Barbe Blanche             |
| Vista                   | Inconnue               | Équipage de Barbe Blanche             |
| Squardo                 | 210 000 000            | Équipage de Barbe Blanche             |
| Whitey Bay              | Inconnue               | Équipage de Barbe Blanche             |
| Little Oz Junior        | 550 000 000            | Équipage de Barbe Blanche             |
| Charlotte Linlin        | 4 388 000 000          | Équipage de Big Mom                   |
| Charlotte Dent-de-chien | 1 057 000 000          | Équipage de Big Mom                   |
| Charlotte Smoothie      | 932 000 000            | Équipage de Big Mom                   |
| Charlotte Cracker       | 860 000 000            | Équipage de Big Mom                   |
| Charlotte Slurp         | 700 000 000            | Équipage de Big Mom                   |
| Charlotte Daifuku       | 300 000 000            | Équipage de Big Mom                   |
| Charlotte Oven          | 300 000 000            | Équipage de Big Mom                   |
| Charlotte Amande        | Inconnue               | Équipage de Big Mom                   |
| Charlotte Mont d'or     | 120 000 000            | Équipage de Big Mom                   |
| Charlotte Snack         | 600 000 000            | Équipage de Big Mom                   |
| Pekoms                  | 330 000 000            | Équipage de Big Mom                   |
| Delœuf                  | 429 000 000            | Équipage de Big Mom                   |
| Bobbin                  | 155 000 000            | Équipage de Big Mom                   |
| Kaido                   | 4 611 100 000          | Équipage des cent bêtes               |
| King                    | 1 390 000 000          | Équipage des cent bêtes               |
| Queen                   | 1 320 000 000          | Équipage des cent bêtes               |
| Jack                    | 1 000 000 000          | Équipage des cent bêtes               |
| Page One                | 290 000 000            | Équipage des cent bêtes               |
| Ulti                    | 400 000 000            | Équipage des cent bêtes               |
| Who's Who               | 546 000 000            | Équipage des cent bêtes               |
| Black Maria             | 480 000 000            | Équipage des cent bêtes               |
| Sasaki                  | 472 000 000            | Équipage des cent bêtes               |
| Basil Hawkins           | 320 000 000            | Équipage des cent bêtes               |
| Scratchmen Apoo         | 350 000 000            | Équipage des cent bêtes               |
| Cavendish               | 330 000 000            | Armada de Chapeau de paille           |
| Suleiman                | 67 000 000             | Armada de Chapeau de paille           |
| Bartolomeo              | 200 000 000            | Armada de Chapeau de paille           |
| Gambia                  | 67 000 000             | Armada de Chapeau de paille           |
| Sai                     | 210 000 000            | Armada de Chapeau de paille           |
| Orlumbus                | 148 000 000            | Armada de Chapeau de paille           |
| Kuro                    | 16 000 000             | Équipage du Chat noir                 |
| Sham                    | 7 000 000              | Équipage du Chat noir                 |
| Buchi                   | 7 000 000              | Équipage du Chat noir                 |
| Krieg                   | 17 000 000             | Équipage de Don Krieg                 |
| Gyn                     | 12 000 000             | Équipage de Don Krieg                 |
| Dorry                   | 1 800 000 000          | Équipage des géants                   |
| Broggy                  | 1 800 000 000          | Équipage des géants                   |
| Montblanc Cricket       | 25 000 000             | Forces Spéciales Simiesques           |
| Masira                  | 23 000 000             | Forces Spéciales Simiesques           |
| Shojo                   | 36 000 000             | Forces Spéciales Simiesques           |
| Foxy                    | 24 000 000             | Équipage de Foxy                      |
| Mikazuki                | 36 000 000             | Équipage des Gros casques             |
| Gecko Moria             | 320 000 000            | Équipage de Thriller Bark             |
| Charlotte Laura         | 24 000 000             | Équipage du "Rolling"                 |
| Trafalgar D. Water Law  | 3 000 000 000          | Équipage du Heart                     |
| Bepo                    | 1 500                  | Équipage du Heart                     |
| Eustass Kidd            | 3 000 000 000          | Équipage de Kidd                      |
| Killer                  | 200 000 000            | Équipage de Kidd                      |
| Capone Bege             | 350 000 000            | Équipage du "Fire Tank"               |
| Vito                    | 95 000 000             | Équipage du "Fire Tank"               |
| Gotti                   | 90 000 000             | Équipage du "Fire Tank"               |
| Jewelry Bonney          | 320 000 000            | Équipage de Bonney                    |
| Urouge                  | 108 000 000            | Équipage des moines dépravés          |
| Boa Hancock             | 1 659 000 000          | Équipage des pirates Kuja             |
| Boa Sandersonia         | 40 000 000             | Équipage des pirates Kuja             |
| Boa Marigold            | 40 000 000             | Équipage des pirates Kuja             |
| Caribou                 | 210 000 000            | Équipage des pirates de Caribou       |
| Coribou                 | 190 000 000            | Équipage des pirates de Caribou       |
| Albion                  | 92 000 000             | Équipage inconnu                      |
| Jïro                    | 73 000 000             | Équipage de Jïro                      |
| Fisher Tiger            | 230 000 000            | Équipage des pirates du Soleil        |
| Aladdin                 | Inconnue               | Équipage des pirates du Soleil        |
| Raccoon                 | 75 000 000             | Équipage inconnu                      |
| Lacuba                  | 17 000 000             | Pirate sans équipage                  |
| Wellington              | 10 000 000             | Pirate sans équipage                  |
| Edward Weeble           | 480 000 000 (au moins) | Pirate sans équipage                  |
| Gol D. Roger            | 5 564 800 000          | Équipage de Roger                     |
| Arlong                  | 20 000 000             | Équipage d'Arlong                     |
| Kuroobi                 | 9 000 000              | Équipage d'Arlong                     |
| Smack                   | 5 500 000              | Équipage d'Arlong                     |
| Yorki                   | Inconnue               | Équipage du Rumbar                    |
| Roshio                  | 42 000 000             | Équipage inconnu                      |
| Sarquiss                | 38 000 000             | Équipage de Bellamy                   |
| Devil Dias              | 60 000 000             | Équipage de l'"Akumate"               |
| Barbe Brune             | 80 060 000             | Équipage de Barbe Brune               |
| Bluejam                 | 14 300 000             | Équipage de Bluejam                   |
| Porchemy                | 3 400 000              | Équipage de Bluejam                   |
| Demaro Black            | 26 000 000             | Faux équipage de Chapeau de paille    |
| Lip Doughty             | 88 000 000             | Équipage inconnu                      |
| Vander Decken IX        | Inconnue               | Équipage du "Hollandais volant"       |
| Don Quijote Doflamingo  | 340 000 000            | Équipage de Don Quijote               |
| Trébol                  | 99 000 000             | Équipage de Don Quijote               |
| Diamante                | 99 000 000             | Équipage de Don Quijote               |
| Pica                    | 99 000 000             | Équipage de Don Quijote               |
| Lao G                   | 61 000 000             | Équipage de Don Quijote               |
| Señor Pink              | 58 000 000             | Équipage de Don Quijote               |
| Machvise                | 11 000 000             | Équipage de Don Quijote               |
| Dellinger               | 15 000 000             | Équipage de Don Quijote               |
| Gladius                 | 31 000 000             | Équipage de Don Quijote               |
| Jango                   | 9 000 000              | Marine                                |
| X-Drake                 | 222 000 000            | Marine                                |
| Curly Dadan             | 7 800 000              | Habitant de l'île de Dawn             |
| Higuma                  | 8 000 000              | Habitant de l'île de Dawn             |
| Zeff                    | Inconnue               | Habitant du Baratie                   |
| Nico Olvia              | 79 000 000             | Habitant d'Ohara                      |
| Chinjao                 | 542 000 000            | Habitant du pays des fleurs           |
| Crocus                  | Inconnue               | Habitant de Reverse Mountain          |
| Silvers Rayleigh        | Inconnue               | Habitant de l'archipel des Sabaody    |
| Loki                    | 2 600 000 000          | Prince d'Erbaf                        |
| Oden Kozuki             | Inconnue               | Habitant du pays des Wa               |
| Izo                     | 510 000 000            | Habitant du pays des Wa               |
| Rock                    | 20 000 000             | Habitant de Punk Hazard               |
| Scotch                  | 20 000 000             | Habitant de Punk Hazard               |
| Pedro                   | 382 000 000            | Habitant de Zo                        |
| Kelly Funk              | 57 000 000             | Habitant du royaume de Mogalo         |
| Bobby Funk              | 36 000 000             | Habitant du royaume de Mogalo         |
| César Clown             | 300 000 000            | Néo MADS                              |
| Marco                   | 1 374 000 000          | Habitant de Sphinx                    |
| Octy                    | 8 000 000              | Habitant de l'île des hommes-poissons |
| Monkey D. Dragon        | Inconnue               | Armée révolutionnaire                 |
| Sabo                    | 602 000 000 (au moins) | Armée révolutionnaire                 |
| Emporio Ivankov         | 100 000 000 (au moins) | Armée révolutionnaire                 |
| Corbeau                 | 400 000 000            | Armée révolutionnaire                 |
| Belo Betty              | 457 000 000            | Armée révolutionnaire                 |
| Morley                  | 293 000 000            | Armée révolutionnaire                 |
| Lindbergh               | 316 000 000            | Armée révolutionnaire                 |
| Ginney                  | 190 000 000            | Armée révolutionnaire                 |
| Bartholomew Kuma        | 296 000 000 (au moins) | Armée révolutionnaire                 |
| Inazuma                 | 100 000 000 (au moins) | Armée révolutionnaire                 |
| Koala                   | Inconnue               | Armée révolutionnaire                 |
| Zala                    | 35 000 000             | Ancien membre de Baroque Works        |
| Bentham                 | 32 000 000             | Ancien membre de Baroque Works        |
| Marianne                | 29 000 000             | Ancien membre de Baroque Works        |
| Babe                    | 3 200 000              | Ancien membre de Baroque Works        |
| Drophy                  | 14 000 000             | Ancien membre de Baroque Works        |
| Gemme                   | 10 000 000             | Ancien membre de Baroque Works        |
| Mikita                  | 7 500 000              | Ancien membre de Baroque Works        |
| Bellamy                 | 195 000 000            |                                       |

### Liste des primes émises par la Cross Guild
| Personnage     | Primes en étoiles (★) / couronnes (♛) | Primes en     | Affiliation dans la Marine |
| -------------- | ------------------------------------- | ------------- | -------------------------- |
| Borsalino      | ♛♛♛                                   | 3 000 000 000 | Amiral                     |
| Issho          | ♛♛♛                                   | 3 000 000 000 | Amiral                     |
| Aramaki        | ♛♛♛                                   | 3 000 000 000 | Amiral                     |
| Monkey D. Garp | ♛♛♛                                   | 3 000 000 000 | Vice-amiral                |
| T. Bone        | Inconnue                              | Inconnue      | Vice-amiral                |
| Kobby          | ★★★★★                                 | 500 000 000   | Colonel                    |

## Sources d'inspiration des personnages
Le point de départ de l'intérêt du créateur de ces mangas, Eiichirō Oda, serait son intérêt, enfant, pour la série animée Vic le Viking. Cette série télé est une production germano-austro-japonaise, créée par Runer Jonsson d'après son roman Vicke Viking. Eiichirō Oda a été séduit par cet univers, et se passionne pour les aventuriers des mers et le monde de la piraterie,.
La série de manga a été créée sur plusieurs décennies, les premières publications datant de 1997,. Eiichirō Oda  utilise alors, au fur à mesure de ses créations successives, les mythes et l'histoire mondiale des aventuriers et marins combattant sur mer, depuis les récits grecs (tels que La Guerre de Troie) ou arabes, jusqu'au pirates de l'époque moderne,. Il utilise aussi l'allure de certaines célébrités contemporaines (Mikhaïl Gorbatchev, Eminem, Jim Carrey, Michel Polnareff, Twiggy, Joey Jordison, Michael Jackson, Freddie Mercury, Lenny Kravitz, Al Capone, Mick Foley, Valentino Rossi, Kunie Tanaka, Uma Thurman, Daft Punk, Tim Curry, etc.), pour concevoir celle de certains personnages, de la même façon que la série de bande dessinée française Astérix utilise des personnages historiques (Jules César, Vercingétorix, Cléopatre, etc..), mais aussi des célébrités contemporaines (Marcel Pagnol, Perre Tchernia, Charles Aznavour, Brigitte Bardot, The Beatles, etc..). One Piece et Astérix ont souvent été comparés d'ailleurs pour leur diffusion mondiale, One Piece surpassant depuis le début des années 2010 cette BD française.